# Geschichte der Zahnmedizin

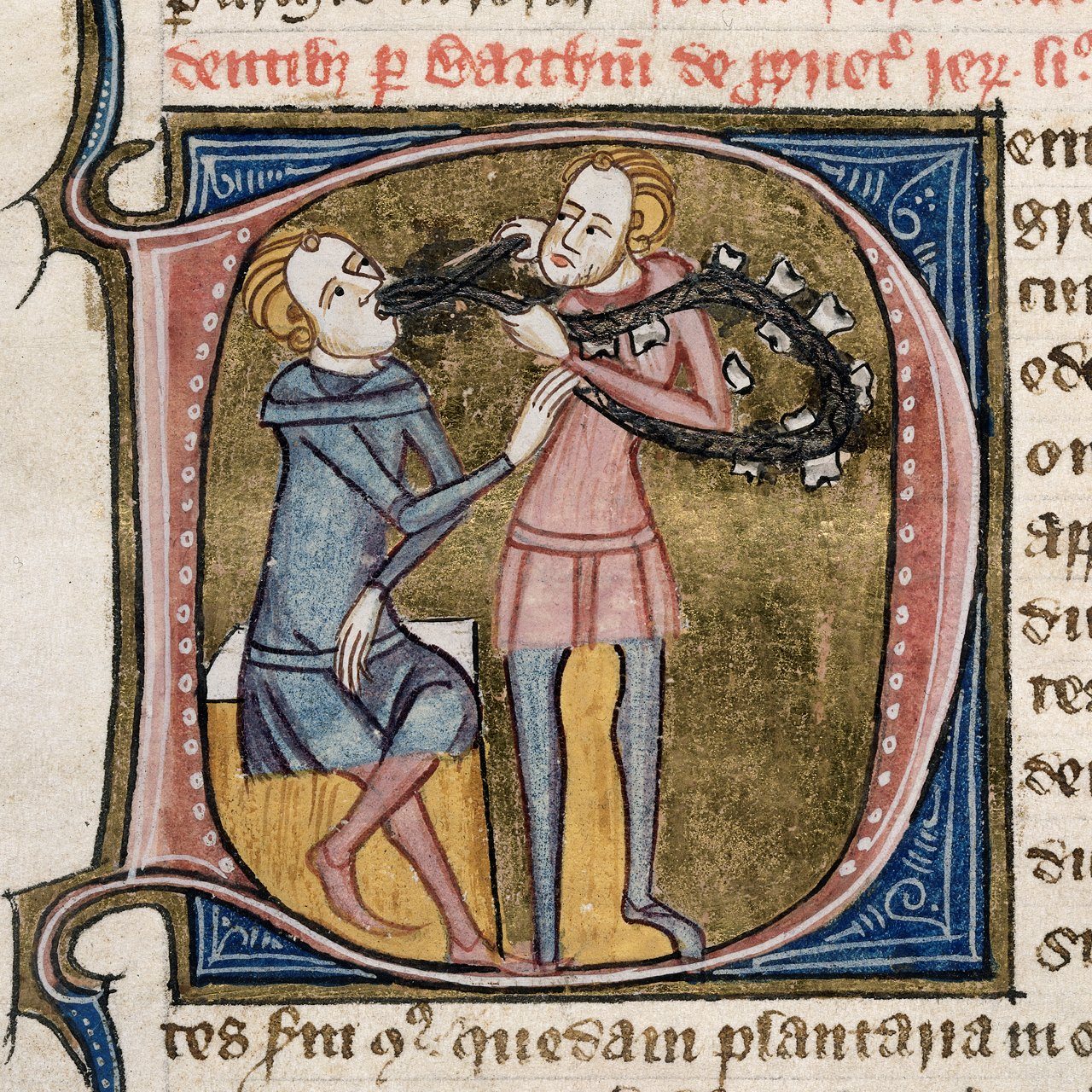
Verzierung in der Initiale „D“ aus Omne bonum von Jakobus dem Engländer: Zahnarzt mit Silberzange und Halskette aus großen Zähnen bei der Zahnextraktion. London, 1360–1375 (British Library, Royal 6 E VI, fol. 503v)

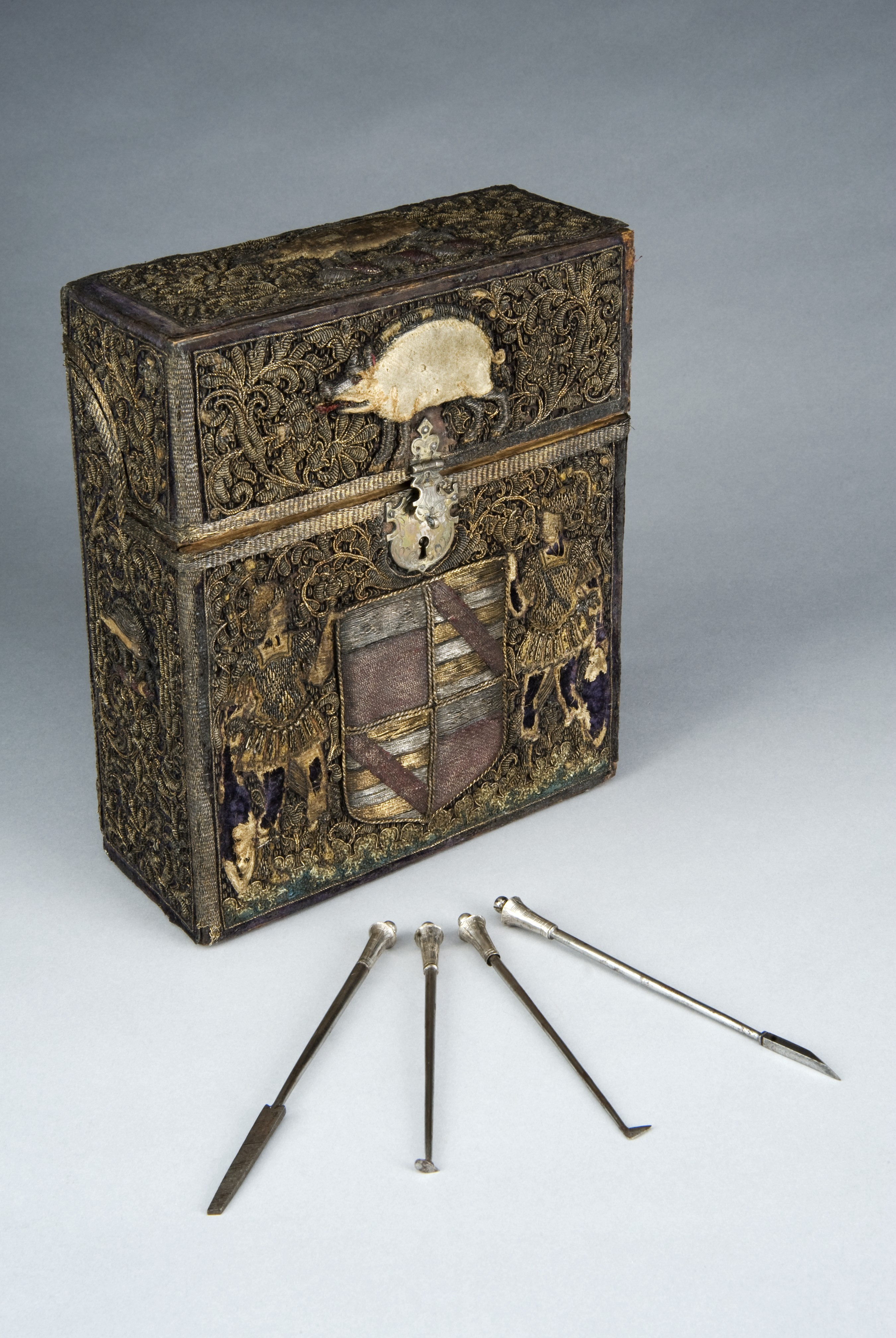
Zahnärztlicher Behandlungskoffer mit Instrumenten zur Plaque- und Zahnsteinentfernung, England, 17. Jahrhundert, Science Museum, London, A61493

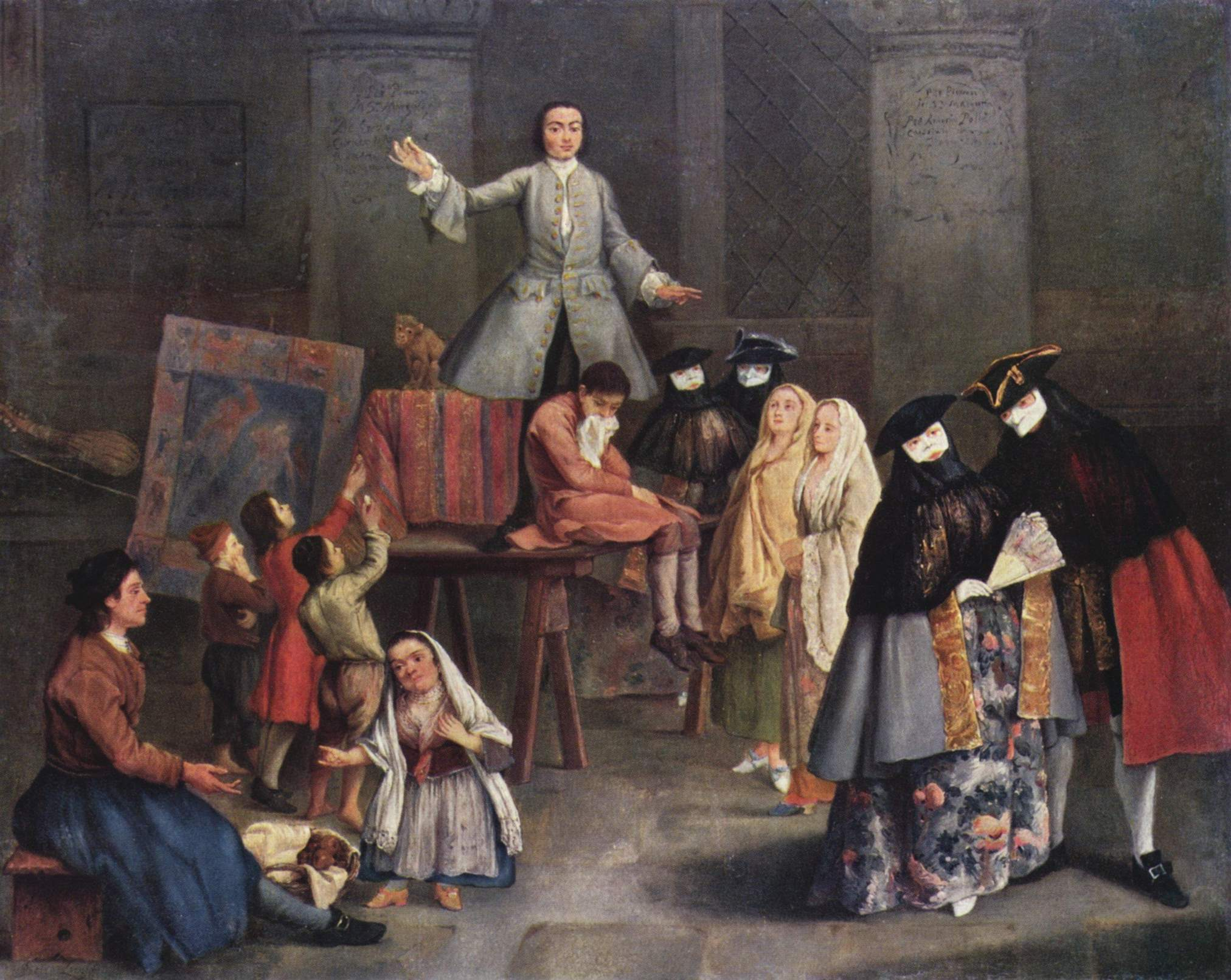
Pietro Longhi: Der Zahnzieher, etwa 1780

Die Geschichte der Zahnmedizin oder Geschichte der Zahnheilkunde umfasst die Entwicklungen in der Zahnheilkunde einschließlich der Beiträge von Personen, die die Zahnmedizin ihrer Zeit beeinflussten. Sie ist ein Teil der Medizingeschichte und reicht bis in die Urgeschichte zurück. Die konservierende Behandlung von Zähnen wurde bei einem 14.000 Jahre alten männlichen Individuum aus der Felshöhle von Riparo Villabruna bei Sovramonte in Norditalien festgestellt, ferner für die Zeit um 7000 bis 5500 v. Chr. bei Bauern in Pakistan. Kariöse Zähne wurden präzise aufgebohrt, möglicherweise verbunden mit einer anschließenden Füllung des Hohlraums. Ebenfalls aus der Jungsteinzeit stammt ein Backenzahn aus Dänemark, an dem eine Trepanation vorgenommen wurde. Die ersten zahntechnischen Arbeiten wurden Mitte des 1. Jahrtausends v. Chr. von Etruskern und Phöniziern angefertigt. Der Einfluss römischer und griechischer Gelehrter war im Mittelalter im christlichen wie im arabischen Raum bestimmend. Die arabischen Erkenntnisse gelangten zusammen mit vielen antiken durch die Übersetzerschule von Toledo und über Salerno in den abendländischen Raum, in dem die Zahnheilkunde durch die Barbiere ausgeübt wurde.
Seit den Sumerern hielt sich bis in die Neuzeit der Glaube, dass ein Zahnwurm für die Karies ursächlich sei. Die Wissenschaft legte Anfang des 18. Jahrhunderts, vor allem durch den Franzosen Pierre Fauchard, die Grundlage für die Zahnheilkunde der Neuzeit. Die zahnärztliche Behandlung unter Betäubung wurde ab dem 19. Jahrhundert mit Lachgas durchgeführt, das schon 1776 synthetisiert wurde. Äther- und Chloroformnarkosen folgten dem Lachgas. Der US-amerikanische Zahnarzt William Thomas Green Morton konnte damit erstmals einen Patienten schmerzfrei von seinem Leiden befreien.
Im November 1895 entdeckte Wilhelm Conrad Röntgen die später nach ihm benannten Röntgenstrahlen, die die Untersuchung des Kiefers vereinfachten. Als Mittel zur örtlichen Betäubung von Zahnschmerzen wurde im Jahre 1905 das Lokalanästhetikum Procain von den deutschen Chemikern Alfred Einhorn und Emil Uhlfelder entwickelt, die dem Wirkstoff den Namen Novocain (lateinische Wortschöpfung für „Neues Cocain“) zuordneten. Damit waren die Grundlagen für eine moderne Diagnostik und Therapie gelegt. Die Zahnheilkunde erlebte daraufhin einen rasanten Fortschritt: von der Entwicklung zahlreicher oralchirurgischer Verfahren bis zur Anfertigung von Zahnersatz mittels CAD/CAM-Verfahren. Parallel zum Fortschritt der wissenschaftlichen Zahnheilkunde entwickelte sich das Berufsbild, was in der Geschichte des Zahnarztberufs dargestellt wird. Daneben entwickelte sich die Tierzahnheilkunde, die sich entsprechend modifizierter Verfahren der allgemeinen Zahnheilkunde bedient.
Zu den bedeutenden Forschern zur Geschichte der Zahnmedizin gehören die schwedisch-dänische Zahnärztin Hedvig Lidforss Strömgren (1877–1967) und der Deutsche Walter Hoffmann-Axthelm.

## Vorbemerkung
Die Medizingeschichte (auch die der Zahnmedizin, genannt auch Zahnheilkunde und veraltet Zahnarzneikunst) wird mit historischen und teilweise mit ethnologischen Methoden erforscht. Als Quellen dienen vorrangig medizinische Texte, Krankenakten, Geschichtsschreibung oder Tagebücher, Briefe, literarische Texte und ethnographische Aufzeichnungen und Interviews. Die Untersuchung von menschlichen Überresten und alten Krankheitserregern fällt zwar nicht in die Methodik der Medizingeschichte, sondern der Paläopathologie, dennoch wird sie der Vollständigkeit halber berücksichtigt.

## Urgeschichte
Lange glaubte man, dass aufgrund der Ernährung Jäger und Sammler nicht von Karies betroffen gewesen seien. Aus dem Mittelpaläolithikum Europas und Westasiens, also der Zeit der Neandertaler, sind kaum Fälle von Karies bekannt, wenn, dann als Folge einer ernährungsbedingten Schmelzfraktur. Doch im September 2013 wurden Ergebnisse von Untersuchungen an 52 Skeletten in der Grotte des Pigeons im Osten Marokkos von vor 15.000 bis 13.700 Jahren veröffentlicht, wonach belegt ist, dass diese Jäger und Sammler bereits unter Karies litten. Dies steht im Gegensatz zur bisherigen Annahme, dass diese Zahnkrankheit erst durch den Genuss von Kohlenhydraten aus der Getreideproduktion aufkam, also erst in der Jungsteinzeit (Neolithikum). Anscheinend geht dies auf Eicheln der Steineiche, Pinienkerne der See-Kiefer und Pistazien der Terpentin-Pistazie zurück. Angesichts der verbreiteten, wohl rituellen Entfernung der Frontzähne ist es umso überraschender, dass sich keinerlei Hinweise auf die Entfernung von kariösen Zähnen fanden, selbst dann, wenn schmerzhafte Abszesse entstanden waren.

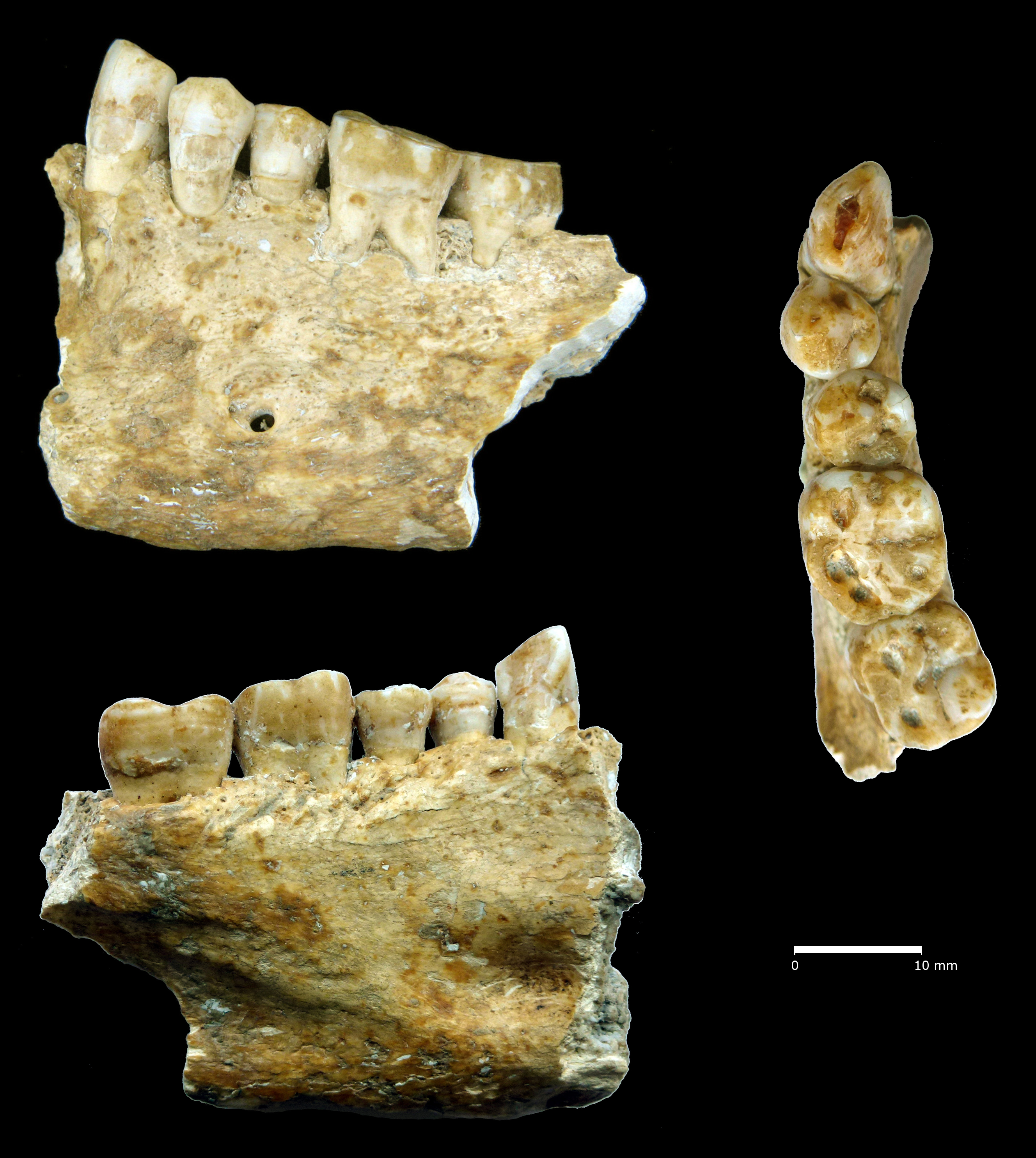
Bienenwachsfüllung an einem menschlichen Zahn aus dem Neolithikum

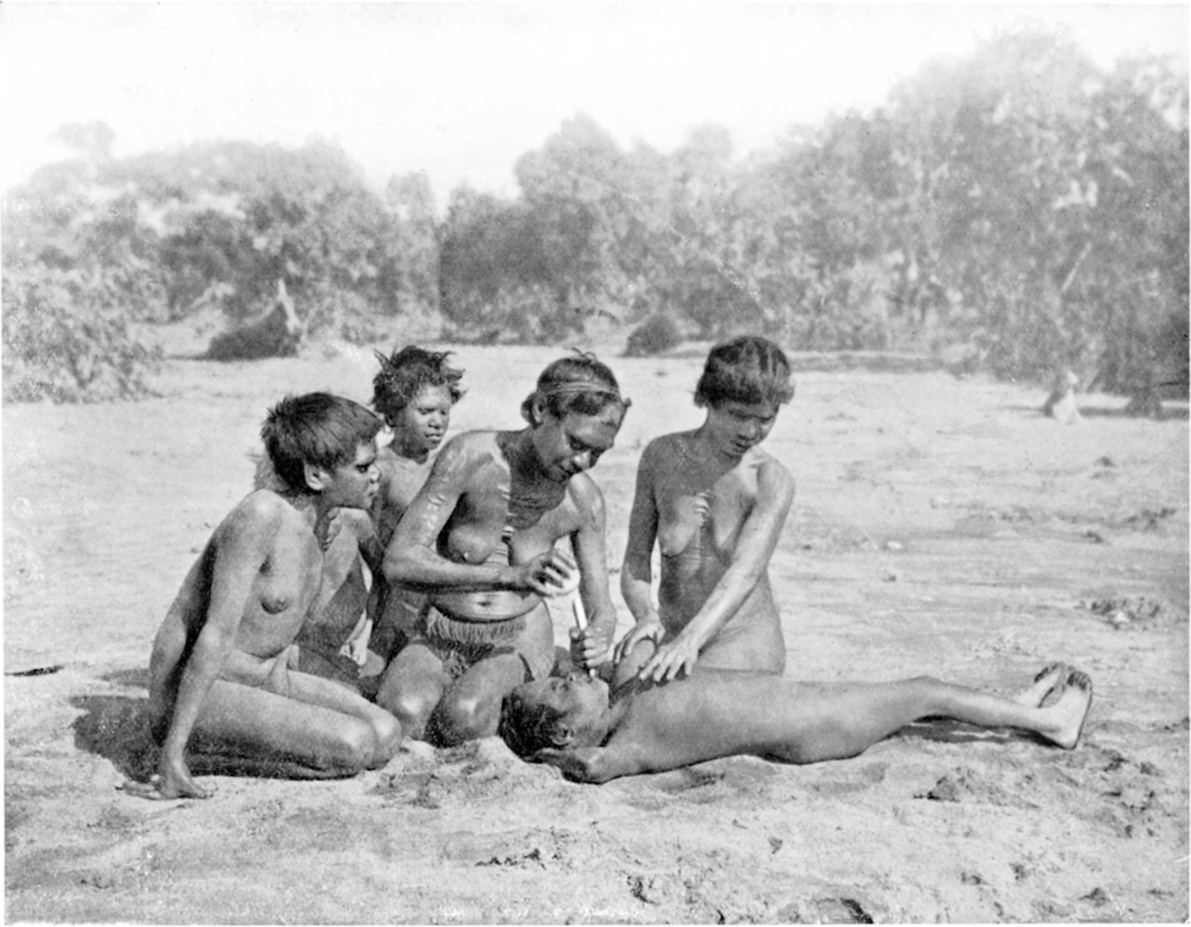
Das rituelle Ausschlagen eines Frontzahns, das sich im zentralen Mittelmeerraum der Jungsteinzeit nachweisen lässt, wurde im 20. Jahrhundert bei einigen nordaustralischen Aborigines als Initiationsritus durchgeführt, Fotografie von 1912

2015 wurde ein kariöser Backenzahn eines 14.000 Jahre alten männlichen Individuums untersucht, dessen Überreste 1988 in der Felshöhle von Riparo Villabruna bei Sovramonte in Norditalien gefunden wurden. Die Ergebnisse zeigen, dass das Loch im Zahn mit einer sehr kleinen spitzen Steinklinge bearbeitet wurde, um infiziertes Gewebe zu entfernen. Bis dahin kannte man zahnärztliche Behandlungen vor etwa 7500 bis 9000 Jahren im heutigen Pakistan, nachgewiesen anhand von Funden in Mehrgarh (Belutschistan), einer der wichtigsten Fundstellen der Archäologie für eine vorgeschichtliche Siedlungsgruppe in Südasien. Die Bewohner scheinen geschickte Schmuckhersteller gewesen zu sein und wandten ihre Fähigkeiten auch an, um kleine kariöse Kavitäten mit Steinwerkzeugen zu bohren, wie sie zur Herstellung von Perlenketten verwendet wurden. Die Rekonstruktion der Ursprünge der Zahnheilkunde zeigt, dass die damaligen Behandlungsmethoden anscheinend sehr effektiv waren. Die früheste Zahnfüllung, die aus Bienenwachs gefertigt worden ist, wurde in Slowenien entdeckt und ist etwa 6500 Jahre alt. Ein frakturierter Eckzahn wurde damit wiederhergestellt.
Auch für die Trepanation liegt ein sehr früher Nachweis vor: Bei Ausgrabungen in Dänemark wurde ein etwa 5000 Jahre alter trepanierter Molar (Backenzahn) gefunden.
Funde aus Italien und Tunesien belegen Zahnentfernungen im frühbäuerlichen Mittelmeerraum. Anscheinend wurden häufig – mindestens bei jeder dritten erwachsenen Frau – die Zähne entfernt. Da es jedoch keine sonstigen Gewaltspuren im Gesichtsbereich gibt, hatte dies vermutlich kosmetische, rituelle oder gesellschaftliche Gründe, etwa Statusgründe. Die Entfernung hing möglicherweise mit dem Erwachsenwerden zusammen. Die Vermutung einer rituellen Funktion wird durch ethnologische Vergleiche nahegelegt. Rituelle Zahnentfernungen waren etwa bei vielen Stämmen der australischen Aborigines üblich. Die in Namibia lebenden Himba und die Surma aus Äthiopien pflegten den Brauch, den Kindern im Alter von sieben bis neun Jahren die unteren vier Schneidezähne herauszubrechen. Ursprünglich sollte diese „Lücke“ als Gegenlager zur Aufnahme eines Lippenpflocks oder einer Scheibe dienen. Beiden afrikanischen Stämmen ist ein Kulturelement gemeinsam, das durch die gemeinsame Abstammung von den Herero, einem ostafrikanischen, halbnomadisch lebenden Volk, zu erklären ist.

## Die Entwicklung der Vorstellungen über die Entstehung von Karies

### Heilkundlicher Glauben an den Zahnwurm

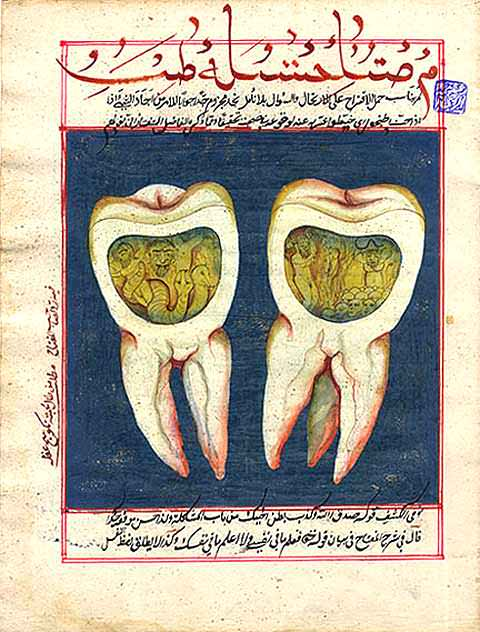
Zahnwurm, Abbildung aus einem zahnärztlichen Lehrbuch des 18. Jahrhunderts aus dem Osmanischen Reich

Ein sumerischer Text aus der Zeit um 5000 v. Chr., so behaupteten Suddick und Harris 1990, beschreibt erstmals den Zahnwurm als Ursache für die Karies. Dabei missdeuten die Autoren eine Publikation von Hermann Prinz aus dem Jahr 1945. Folgt man der Dissertation von Astrid Hubmann, zeigt sich, dass vier Quellen, deren älteste aus der Zeit um 1800 v. Chr. stammt, den Glauben an den Zahnwurm belegen. Es handelt sich um eine Tafel aus Nippur.
Eine Tafel, die bei Assur entdeckt wurde, deutet darauf hin, dass Zahnwurm und Zahnschmerz verschieden behandelt wurden, was auf ein Verständnis als verschiedene Krankheiten schließen lassen könnte. Aus der Bibliothek des Assyrerkönigs Assurbanipal (669–631/627 v. Chr.) stammt das Werk eines Nabunadinirbu, das den Titel Wenn ein Mensch Zahnschmerzen hat trägt. Möglicherweise handelt es sich um eine Abschrift eines erheblich älteren babylonischen Textes, in dem neben der Beschreibung einer Behandlung vor allem eine rituelle Beschwörung von Bedeutung ist. Darin lehnt der Wurm, wohl ein Dämon oder böser Geist, vor dem höchsten Gott Anu dessen Gaben ab, nämlich reife Feigen, Aprikosen- und Apfelsaft, und bevorzugt das Blut der Zähne.
In der Schrift heißt es: „Als Anu den Himmel erschaffen, der Himmel die Erde erschaffen, … der Sumpf den Wurm erschaffen, da ging der Wurm weinend zu Schamasch (dem Sonnengott) … Hebe mich auf und laß mich zwischen Zähnen und Zahnfleisch wohnen! Der Zähne Blut will ich trinken, des Zahnfleisches Wurzeln will ich fressen!“ Dann folgt eine Beschwörungsformel, die den „Dämon Zahnwurm“ bannen soll: „Weil du dieses sagtest, Wurm, möge dich (der Gott) Ea schlagen mit seiner starken Hand!“ Dieser Text muss dreimal gesprochen werden. Anschließend wird eine schmerzlindernde Mischung aus verschiedenen Arzneien auf beziehungsweise in den Zahn gelegt. Der Leibarzt des römischen Kaisers Claudius, Scribonius Largus empfiehlt im 1. Jahrhundert n. Chr. den Zahnwurm durch Räucherungen mit dem narkotisch wirkenden Schwarzen Bilsenkraut (Hyoscyamus niger) abzutöten. Er beschreibt hier seine Erfahrungen: „Manchmal wird dabei etwas, was wie kleine Würmer aussieht, herausbefördert.“

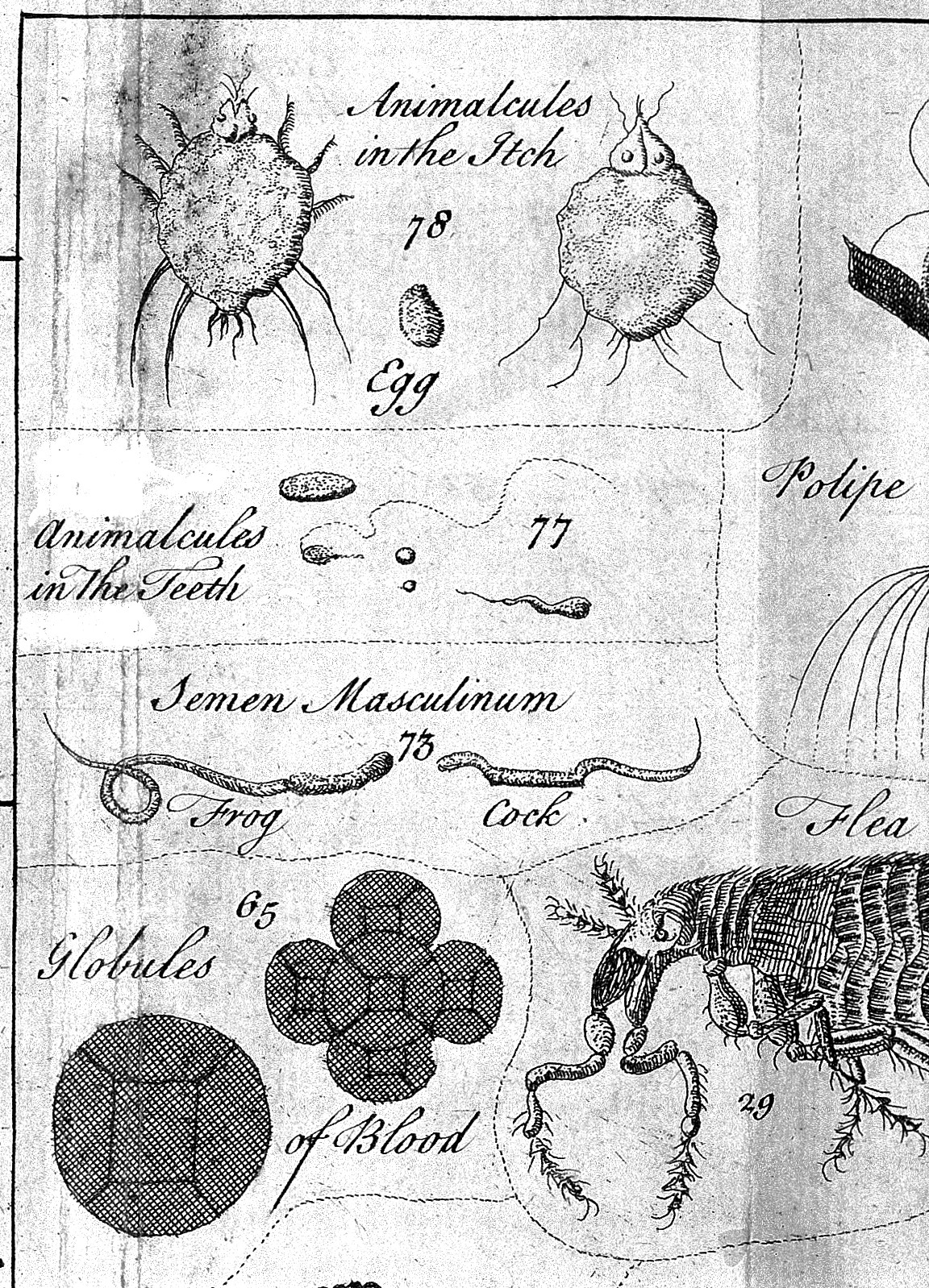
Nummer 77: Darstellung von Zahnwürmern, die angeblich im Mikroskop gesehen worden sind, 18. Jahrhundert, François Watkins, Wellcome Library

Andere Empfehlungen lauteten, zur Behandlung Emmer-Mischbier, gebrochenes Malz und Sesamöl zu vermengen und auf den betroffenen Zahn aufzutragen. Grundsätzlich wurde angenommen, dass überall im Körper aus verdorbenen Säften Würmer hervorgehen konnten. Seit dem Altertum glaubte man, dass ein Ungleichgewicht der vier Körpersäfte – Blut (sanguis), Schleim (phlegma), gelbe Galle (cholera bzw. chole, griech.: χολή), schwarze Galle (melancholia, von griech. melanos und chole: μέλανος, χολή) – Krankheiten hervorrufen würde. Wollte man einen Patienten heilen, so musste man überschüssige oder verdorbene Säfte entfernen. Dies geschah beispielsweise durch Aderlass, Schwitzen, harn- und stuhlgangregulierende Mittel. Die Säftelehre stellte einen wesentlichen Fortschritt gegenüber früheren Ansichten dar, die die Befindlichkeit des Menschen als von den Göttern allein bestimmt gesehen hatten. Mit der Humoralpathologie begannen die Ärzte des Altertums systematisch die spezifischen Krankheitsneigungen zu beschreiben.
Auch im alten Indien (um 650), in Ägypten – hier ist es der Papyrus Anastasi IV, 13, 7 (um 1400 oder um 1200/1100 v. Chr.) – wie in Japan und China war ein kranker Zahn ein „Wurmzahn“, aber auch bei den Azteken – dort wurde beispielsweise Tabak in die Kavität gesteckt – und den Maya wurden Hinweise gefunden, wonach der Zahnwurm für die Karies ursächlich sei. Die Legende vom Zahnwurm findet man ebenso in den Schriften von Homer und noch im 14. Jahrhundert war der Chirurg Guy de Chauliac der Überzeugung, dass Würmer die Karies verursachen.
Starken Einfluss hatten in der Alten Welt die Compositiones medicamentorum des Scribonius Largus, des Leibarztes von Kaiser Claudius. Zur Behandlung empfahl er Zahnräucherungen und Spülungen, aber auch Einlagen und Kaumittel sowie die Räucherung mit Bilsenkrautsamen, die aus diesem Grunde als herba dentaria bezeichnet wurden. Dabei deutet er an, dass bisweilen einige Würmchen bei der Behandlung ausgespien werden. Man glaubte also weiterhin an den Wurm, versuchte aber auch, durch Auflegen von Würmern das Ausfallen von kranken Zähnen zu beschleunigen. Plinius der Ältere hingegen glaubte nicht an die Existenz des Zahnwurmes, jedoch an eine ähnliche Heilwirkung. Plinius gibt auch Inhaltsstoffe des von ihm empfohlenen Zahnreinigungspulvers namens „Dentifricium“ (ὀδοντότριμμα) an: pulverisierte oder zu Asche verbrannte Knochen, Horn oder Muschelschalen, Bimsmehl, Natron, mit Myrrhe versetzt. Celsus wiederum empfahl zerriebenes Salz. Zahnsalz wird insbesondere in Asien bis heute verwendet.
Im arabischsprachigen Raum glaubte man unter Rückgriff auf ältere Traditionen an Zahnwürmer. Dies zeigt das Werk des Muhammad ibn Zakarīyā ar-Rāzī, der das Verhältnis von Leib und Seele als von der Seele bestimmt ansah, ebenso wie die Werke Avicennas oder von Abulcasis. ʽUmar ad-Dimašqi, der um 1200 in Damaskus lehrte, lehnte hingegen in seinem Buch des Auserlesenen über die Enthüllung der Geheimnisse und das Zerreißen der Schleier den Zahnwurm ab, vor allem die Scharlatanerie, die mit Würmern getrieben wurde.
Etwa zu dieser Zeit hing auch Hildegard von Bingen (1098–1179) dem Wurmglauben an, erkannte aber mangelnde Hygiene als Ursache. Durch Spülen mit Wasser sollte der Livor, eine Ablagerung, vermieden werden, die sich um den Zahn legen und die gefürchteten Würmer hervorbringen konnte. Sie empfahl Aloe und Myrrhe sowie Kohlerauch. Constantinus Africanus, der aus Tunesien nach Salerno kam, machte im frühen 11. Jahrhundert die dortige medizinische Universität berühmt. Er brachte antike Kenntnisse und auch die Säftelehre in den Norden, bestätigte aber auch den Zahnwurm, der durchaus auch in schulmedizinische Werke Eingang gefunden hatte. So in dem im 12. Jahrhundert entstandenen Traktat Practica brevis des Johannes Platearius aus Salerno der darin die (humoralpathologischen) Ursachen und Therapiemöglichkeiten von Zahnschmerzen beschreibt, aber auch des Zahnwurms, dessen Entstehung er der Fäulnis von Säften in Löchern von Backenzähnen zuschreibt und zu dessen Behandlung er Tausendgüldenkrautsaft, Myrrhe und Opium als Auflage oder als Pfriem sowie Bilsenkraut-Rauch empfiehlt. In der mittelalterlichen Zahnheilkunde findet man Berichte über die Anwendung von Froschfett zur vermeintlichen Erleichterung der Zahnentfernung bei Petrus Hispanus und John of Gaddesden (1280–1348/49 oder 1361), Schriften über die Einreibung mit Wolfsmilch bei Zahnschmerzen oder die Empfehlung von Regenwürmeröl durch Arnald von Villanova (≈1235–1311). Auch der berühmte westflämische Wundarzt Jan Yperman (1269/65 bis etwa 1350) erklärte die bei kranken Zähnen gelegentlich auftretende Eiterbildung mit der Bewegung von Würmern. Teilweise bemächtigten sich Scharlatane der Wurmtheorie. Sie versteckten beispielsweise Regenwürmer in Speisen, die der Schmerzgeplagte zur angeblichen „Betäubung“ lutschen sollte. Im Anschluss entfernten sie den hervorgetretenen Wurm aus dem Mund unter dem Beifall der staunenden Zuschauermenge.

### Wissenschaftliche Theorien

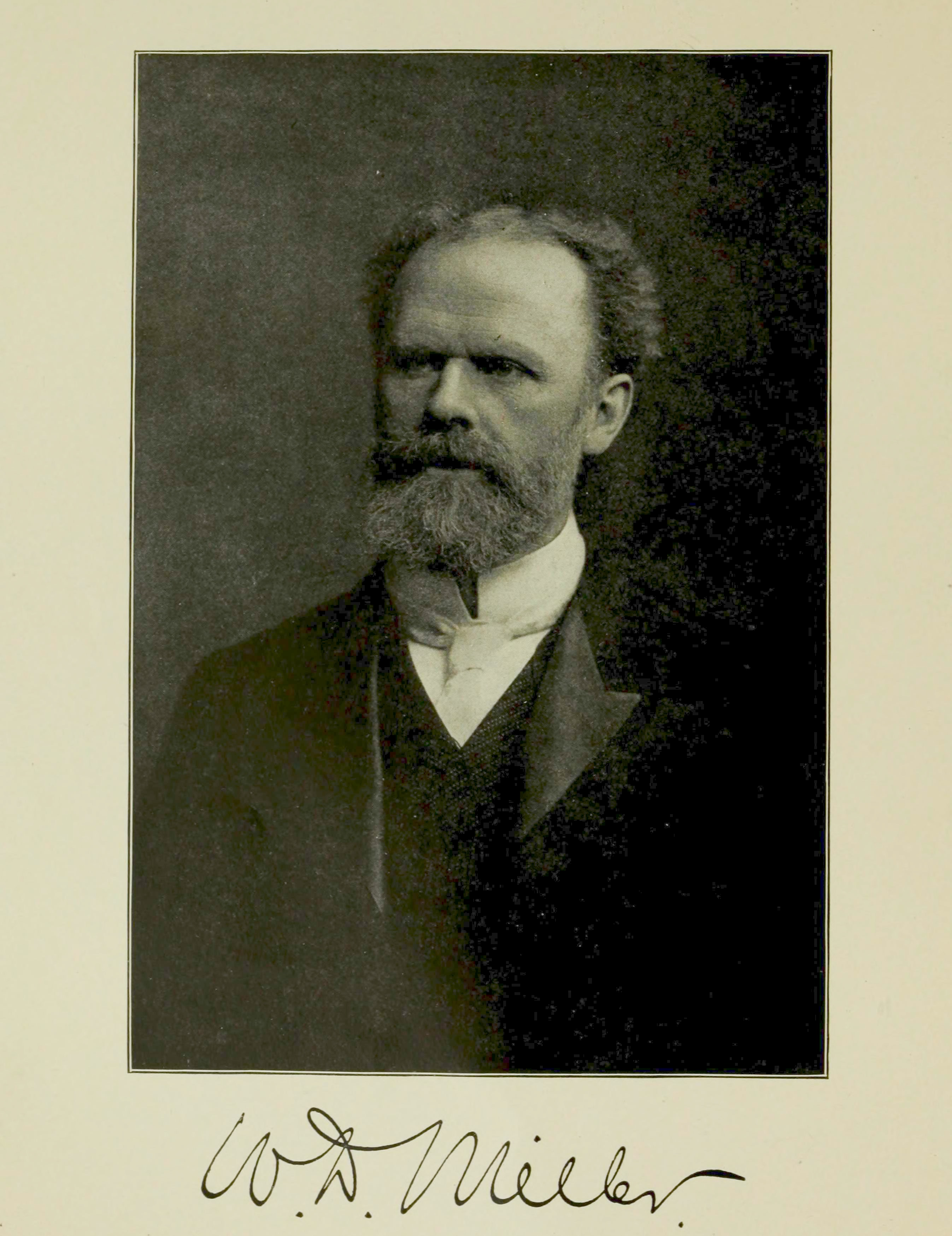
Willoughby Dayton Miller

Erst im 19. Jahrhundert wurden verschiedene Theorien zur Entstehung von Karies entwickelt, die die humoralpathologisch begründeten Vorstellungen ablösten. 1843 wurde die Wurmtheorie durch den Münchener Anatomen Michael Pius Erdl (1815–1848) zur Parasitentheorie entwickelt. Ihr folgte die Entzündungstheorie nach Leonhard Koecker oder es wurden spezielle Stoffwechselprodukte der chemischen Umwandlung von Nahrungsbestandteilen für die Kariesentstehung verantwortlich gemacht. Der Londoner Dentist Andrew Clark sah 1825 Zahnerkrankungen als Folge der Ernährung wohlhabender Menschen an und schloss, dass einfachere, an ein hartes Leben gewöhnte Menschen meist gesunde, kariesfreie Zähne hätten.
Der US-Amerikaner Willoughby D. Miller (1890), der sich während seiner dreißigjährigen Tätigkeit in Deutschland auch an der Berliner Universität bei Robert Koch (1843–1910) bakteriologisch fortgebildet hatte, entwickelte die „chemoparasitäre Theorie“, wonach Milchsäurebakterien bis in die 1960er Jahre als Ursache angesehen wurden. Miller war sechs Jahre lang Präsident des Centralvereins Deutscher Zahnärzte (CVdZ). Beim 4. Internationalen Treffen der Zahnärzte in St. Louis 1904 wurde er zum Präsidenten der Fédération Dentaire Internationale gewählt. Die von ihm entwickelte Miller-Nadel, eine Sonde, die in der Zahnmedizin zum Auffinden und Sondieren von Wurzelkanälen benutzt wird, ist nach ihm benannt. Sein Ausspruch ging in die Geschichte ein: “A clean tooth never decays.” (Frei übersetzt: „Ein sauberer Zahn wird nicht krank.“) Paul Keyes entdeckte schließlich 1960, dass Streptococcus mutans ursächlich für die Kariesentstehung ist.

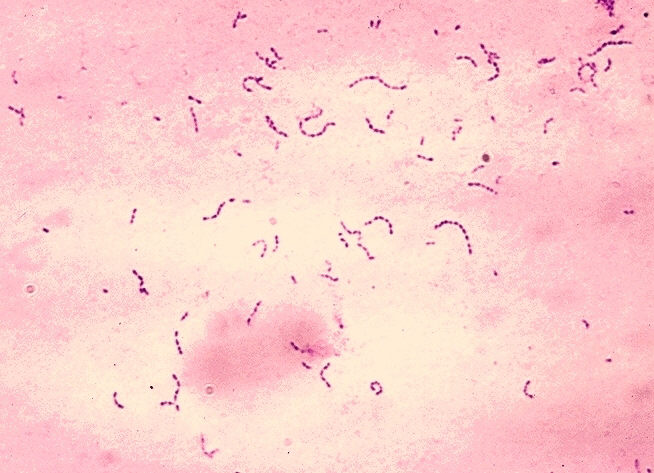
Streptococcus mutans (Gram-Färbung)

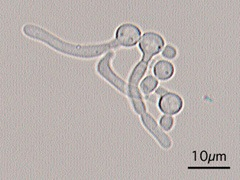
Candida albicans

Die unterschiedlichsten Theorien folgten nacheinander:
- die „Zahnlymphe-Theorie“ (Charles F. Bodecker, 1929)[37]
- die „Proteolyse-Theorie“ (Bernhard Gottlieb, 1944)[38]
- die „Ulciphilia-Theorie“ (Sten Forshufvud, 1950)[39]
- die „Organotrope Kariestheorie“ (Charles Leimgruber, 1951)[40]
- die „Resistenztheorie“ (Adolph Knappwost, 1952)[41]
- die „Korrosions-Theorie“ (Ulrich Rheinwald, 1956)[42]
- die „Pulpaphosphatase-Theorie“ (Julius Csernyei, 1956)[43]
- die „Glycogen-Theorie“ (Peter Egyedi, 1956)[44]
- die „Nichtsaure Kariestheorie“ (Halfdan Eggers-Lura, 1962)[45]
- die „Proteolyse-Chelations-Theorie“ (Albert Schatz und Joseph J. Martin, 1962)[46]
- die „unspezifische Plaquehypothese“ (Walter Joseph Loesche, 1976), mit der auch die Parodontitisentstehung diskutiert wurde[47]
- die „spezifische Plaquehypothese“, (R. C. Page, H. E. Schroeder, 1976)[48]

#### Ökologische Plaquehypothese
Erst in der Folge erfolgte ein Paradigmenwechsel durch Philip D. Marsh (1994), der zur „ökologischen Plaquehypothese“ geführt hat. Auf Grund mehrerer pathogener Faktoren kommt es zur Zerstörung der Zahnhartgewebe in mehreren Stufen: Eine kontinuierliche Verfügbarkeit fermentierbarer Kohlenhydrate, die zu einem dauerhaft erniedrigten pH-Wert führt, ist die treibende Kraft der Zerstörung einer bakteriellen Homöostase der Plaque (Zahnbelag). Das saure Milieu stimuliert die Vermehrung säureproduzierender und säuretoleranter Keime wie Mutans-Streptokokken und Laktobazillen. Es besteht ferner ein Zusammenspiel des Streptococcus mutans mit dem Pilz Candida albicans, wodurch das Bakterium seine Virulenz verändert. Der Pilz produziert Signalmoleküle, die Gene des Bakteriums zur Produktion zelleigener Antibiotika anregen. Das Bakterium kann durch den Pilz fremdes Erbgut aufnehmen.
Bis Ende des 20. Jahrhunderts hat sich jedoch der Glaube an den Zahnwurm als Schmerzverursacher in ländlichen Gegenden Chinas erhalten und wurde von so manchem Quacksalber ausgenutzt. Drei dieser Betrügereien aus den Jahren 1985, 1987 und 1993 werden auch aus Taiwan berichtet.
Wenn in der Neuzeit der makroskopische „Zahnwurm“ belächelt wird, so erscheinen in den Mikroskopen der Neuzeit die Bakterien und Pilze zweifellos wurmähnlich.

## Frühe Zahnheilkunde

### Orient

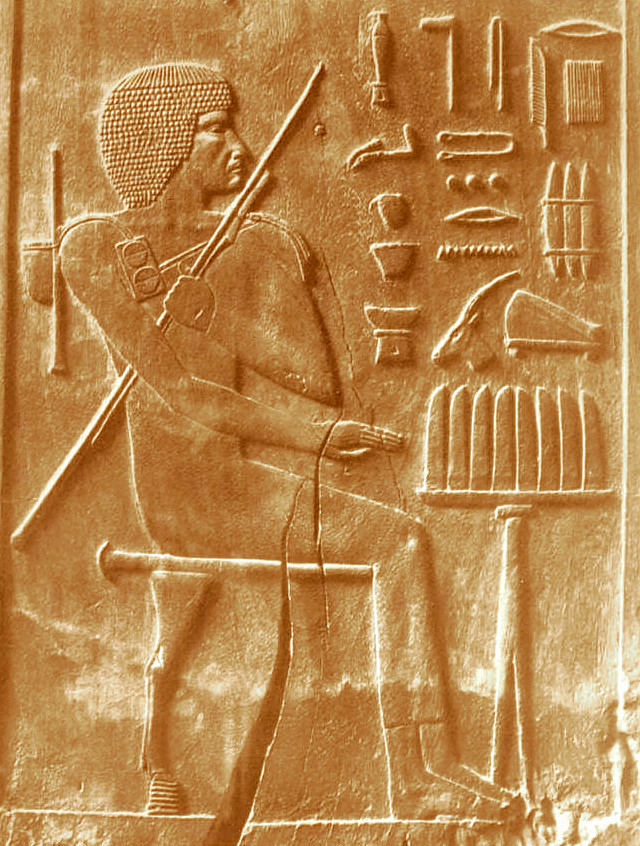
Relief des Hesire aus seiner Mastaba; Steinpaneele (CG 1426), Nekropole von Sakkara

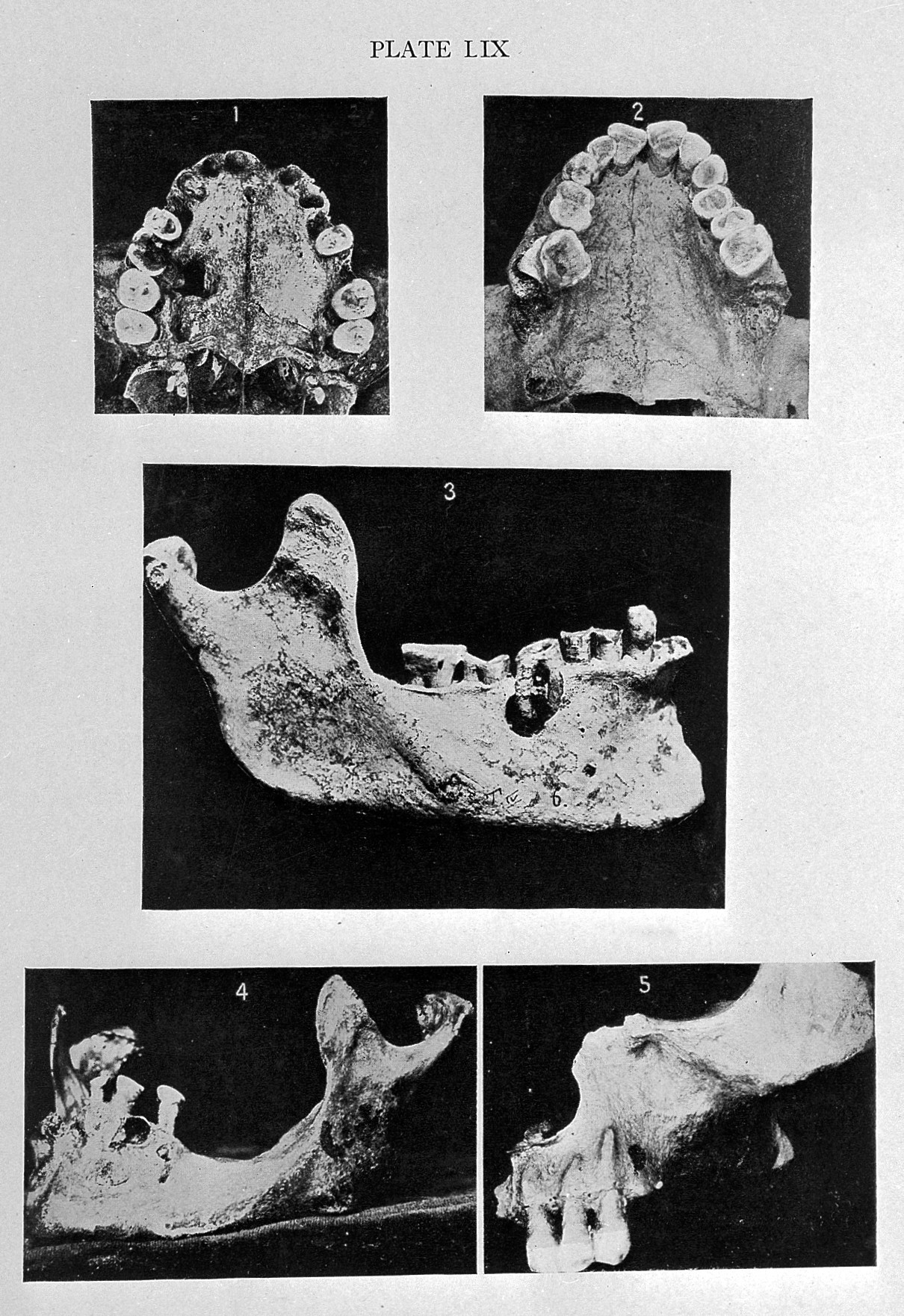
Zahnerkrankungen in Ägypten (Wellcome Library)
Prädynastik:
3 Periapikales Granulom
Makedonische Zeit:
2 Abrasionsgebiss
Römische Zeit:
5 Osteolyse
Koptische Zeit:
1 Gaumenperforation, 4 Zyste

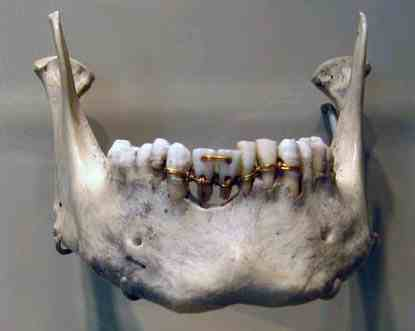
Mit Golddrähten befestigte Unterkiefer-Frontzähne 41, 42, einer ägyptischen Mumie

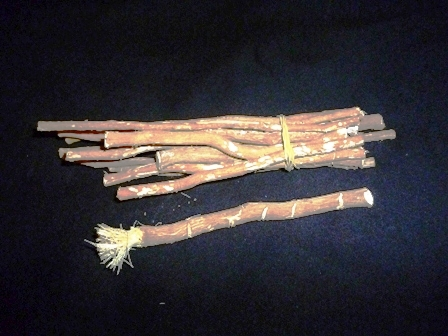
Miswāk als Zahnbürste

Der erste namentlich bekannte Zahnarzt der Weltgeschichte (und gleichzeitig Arzt) soll Hesire im alten Ägypten (etwa 2700 v. Chr.) gewesen sein, der mit dem Titel wr-ibḥ-swnw als „Großer der Zahnärzte und Ärzte“ geehrt wurde. Einer Basaltstatue des Psammetich-Seneb (um 600 v. Chr.) im Vatikanischen Museum kann man entnehmen, dass er „Oberarzt der Zahnärzte am Hof“ genannt wurde. Jedoch ist sein Titel als Arzt nur einer seiner vielen Titel und mag möglicherweise eher symbolische als praktische Bedeutung gehabt haben. Auch die Übersetzung des Titels ist nicht sicher, Alternativen wie „Großer der Elfenbein- und Pfeilschnitzer“ wurden vorgeschlagen.
Der Papyrus Ebers, ein medizinischer Papyrus aus dem alten Ägypten beschreibt um 1600 v. Chr. neben dem Papyrus Edwin Smith (1550 v. Chr.), der zu den ältesten noch erhaltenen Texten zu medizinischen Themen überhaupt zählt, Maßnahmen zur Behandlung von verschiedenen Zahnerkrankungen, insbesondere Karies und Parodontitis. Es wird angenommen, dass der Papyrus Smith lediglich eine Kopie einer mindestens 1.000 Jahre älteren Schrift ist. Im Papyrus Smith wird die Behandlung von Unterkieferfrakturen mittels manueller Reposition und anschließendem Schienenverband beschrieben. Bei zahlreichen archäologischen Funden kann man davon ausgehen, dass manche als „Therapie“ einzuschätzende Maßnahme post mortem im Rahmen der Mumifizierung stattfand, da der ägyptische Mensch höchsten Wert darauf legte, möglichst intakt in das Totenreich des Osiris einzuziehen.

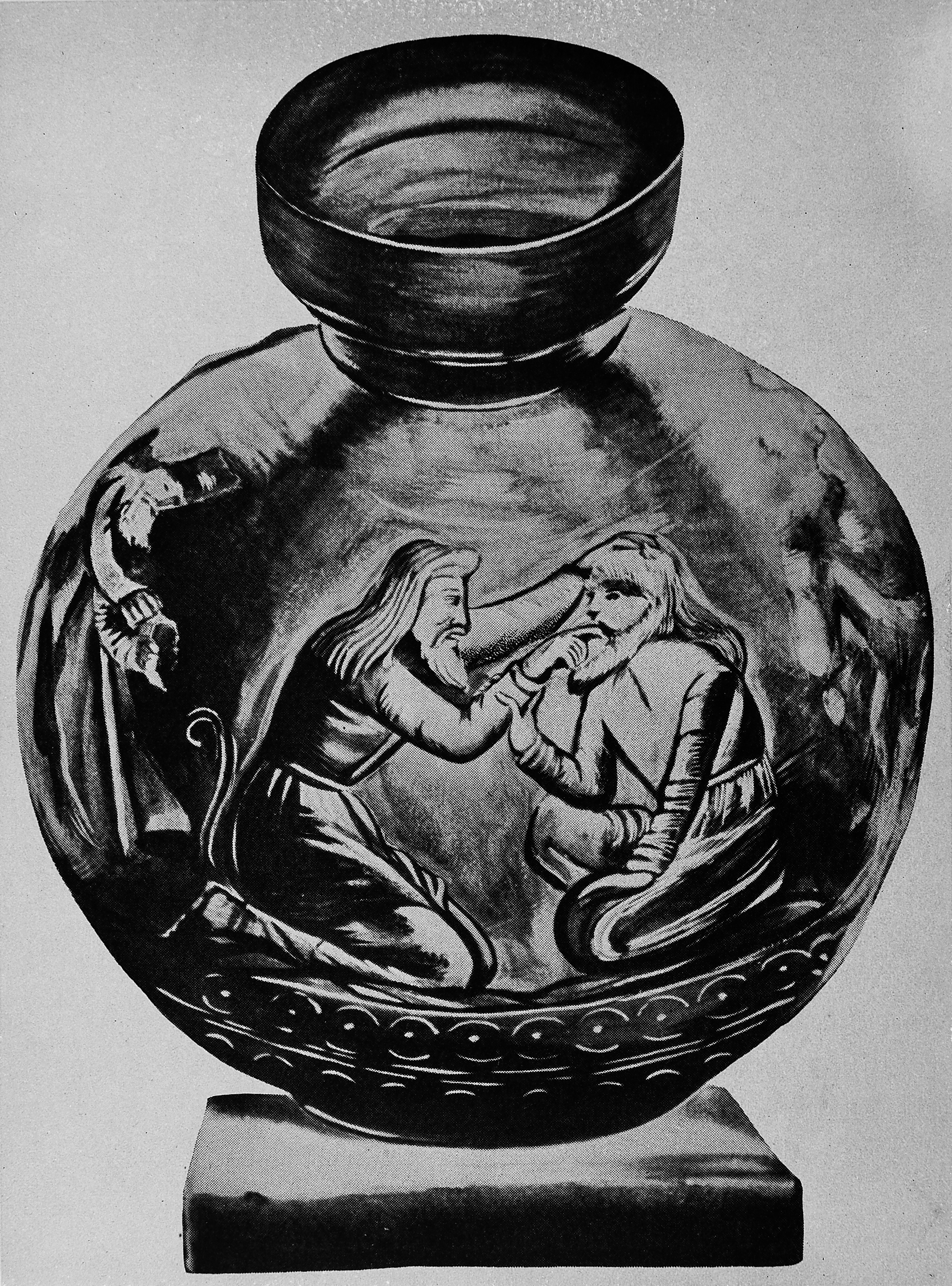
Zahnextraktion auf einer phönizischen Vase, Wellcome

Das Getreide wurde mit Steinmühlen gemahlen. Das Brot war mit Steinkörnchen verunreinigt. Dadurch und durch die grobe Nahrung wurden die Zähne abgekaut. Teilweise wurde der Zahn bis zur Pulpa abgeschliffen. Kariogene Bakterien taten ihr Übriges und der Zahn entzündete sich. Zahnextraktionen (Zahnentfernungen) waren die Ausnahme. Als Zahnfüllung verwandte man Steinmehle, Harze, Malachit und Pflanzensamen.
In der Tora wird die Zahnheilkunde nicht erwähnt, jedoch werden im Rahmen der Ausführungen im 3. Buch Mose zur Anatomie auch Teile des Mundes erwähnt. In einer bemerkenswerten Passage werden die Speicheldrüsen mit Wasserquellen verglichen und der Speichelgang als „Leitung (Ammat ha-mayim), die unter der Zunge verläuft“ beschrieben (Lev R. 16: 4.). Dies ist insofern interessant, da die Speichelgänge der Speicheldrüsen in der wissenschaftlichen Literatur bis in das 16. und 17. Jahrhundert nicht genau beschrieben worden sind (Lehi; Ar 15b). Die Lage der Zunge (lashon) wird beschrieben, die zwischen zwei „Wänden“ läge, die aus den Kieferknochen (leset) und dem Wangenfleisch bestünden.
Zahnschmerzen und Zahnfleischprobleme beschreibt der Talmud an unterschiedlichen Stellen, nicht nur auf den Menschen beschränkt, sondern auch bei Tieren. In Nidda 65a wird dargelegt, dass durch das Fehlen von Zähnen die Nahrungsaufnahme erschwert wird. Um dem entgegenzuwirken und auch um aus kosmetischen Gründen unschöne Zahnlücken zu schließen, bediente man sich bereits in talmudischer Zeit eines Zahnersatzes, hebräisch שן תותבת Schen totevet genannt, (wörtlich: „herausnehmbarer Zahn“) (Nedarim 66b). Neben Zähnen aus Gold waren auch welche aus Silber im Gebrauch, wobei letztere als weniger kleidsam galten, wohingegen ein Goldzahn als ein Schmuckstück betrachtet wurde (Schabbat 65a). Unbegüterte verwendeten Holzstückchen.

#### Zahnputzhölzer
Bereits im Altertum begann man mit der Zahnhygiene unter Verwendung von fasrig gekauten Zweigen, wie dem Miswāk, der als Zahnbürste diente. Der Zweig aus dem Zahnbürstenbaum (Salvador persica) enthält Putzkörper, Desinfizienzien und sogar Fluoride. Sie wurde in der altindischen Sammlung medizinischen Wissens des Chirurgen Sushruta (सुश्रुत, Suśruta) etwa 500 v. Chr. empfohlen. Daneben gilt Sushruta als Pionier der Anästhesie, die er unter anderem mit Cannabis indica durchführte. Ebenso wird Miswāk im altindischen Gesetzbuch von Manu (Sanskrit, f., मनुस्मृति, manusmṛti) um die Zeitenwende erwähnt. In der islamischen Welt soll ihn Mohammed nach der Hadithliteratur regelmäßig verwendet haben. Auch aus anderen Hölzern wurden Zahnputzstäbchen gefertigt, so in der westlichen Sahara die Maerua crassifolia (aus der Familie der Kaperngewächse). In Mauretanien wird er (im arabischen Dialekt Hassania) als atīle bezeichnet. Der Zahnbürstenbaum heißt dort tiǧṭaīye, daneben werden in dieser Region die Commiphora africana aus der Familie der Balsambaumgewächse, adreṣaīe und Wüstendattel (Balanites aegyptiaca, in Hassania: tišṭāye) zur Zahnreinigung verwendet. Im südlichen Burkina Faso werden die Zähne mit Zanthoxylum zanthoxyloides gesäubert. In Indien dienen Zweige des Niembaums zum Zähneputzen. Neben Zahnputzhölzern fanden seit dem Altertum auch Zahnstocher Verwendung.

### Griechen und Römer
Griechische Gelehrte wie Hippokrates (um 460–370 v. Chr.) und Apollonios von Kition (In: Περὶ ἄρθρων (Perì árthrōn)) beschrieben die Dentition (Zahndurchbruch). Hippokrates schlug bei Kieferbrüchen Kopf-Kinnverbände aus Leder und das Fixieren der dem Bruchspalt benachbarten Zähne mit Golddraht vor. Im Corpus Hippocraticum wird Ende des 5. Jahrhunderts zur Zahnschmerztherapie auch die Entfernung lockerer Zähne genannt.
Aus der altetruskischen Kultur stammen rein dekorativ gedachte Zahnersatzarbeiten mit Goldbrücken. Ähnliche, aus dem 4./3. Jahrhundert v. Chr. stammende Funde sind für Phönizien belegt.
Um 450 v. Chr. wurde in Rom eine Kommission damit beauftragt, ein als Zwölftafelgesetz bekannt gewordenes Grundgesetz zu erstellen. Dort heißt es in der Tafel X, „man soll ‚dem Leichnam‘ kein Gold beigeben. Aber wer Zahnersatz auf der Basis von Golddrahtgebinde hat, mit dem fehlende Zähne durch menschliche oder tierische Zähne mit Golddraht oder Goldbändern an den benachbarten Zähnen befestigt sind, den damit zu begraben oder zu verbrennen soll dagegen kein Vergehen sein“, woraus abzuleiten ist, dass damals Zahnersatz bereits weit verbreitet war.
In den Epigrammen Martials (40–102/104) ist ebenfalls von Zahnersatz die Rede: Sic dentata sibi videtur Aegle emptis ossibus indicoque cornu („So sieht sich Aegle bezahnt, dank gekaufter Knochen aus indischem Horn.“) In der römischen Kaiserzeit benutzte man also schon das Elfenbein („Indisches Horn“) zur Herstellung künstlicher Zähne.

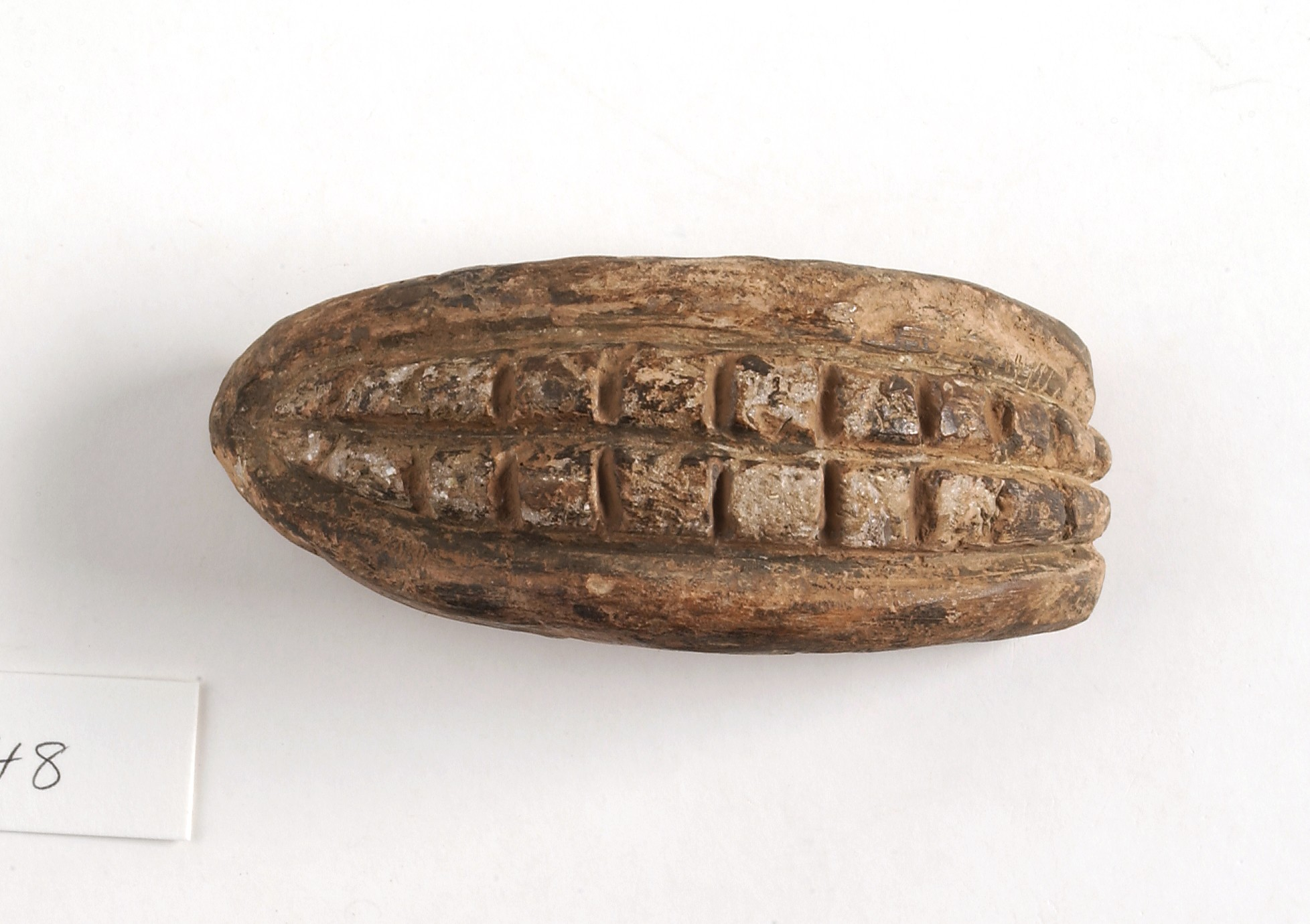
Gebiss aus Ton als Votivgabe, Römisches Reich

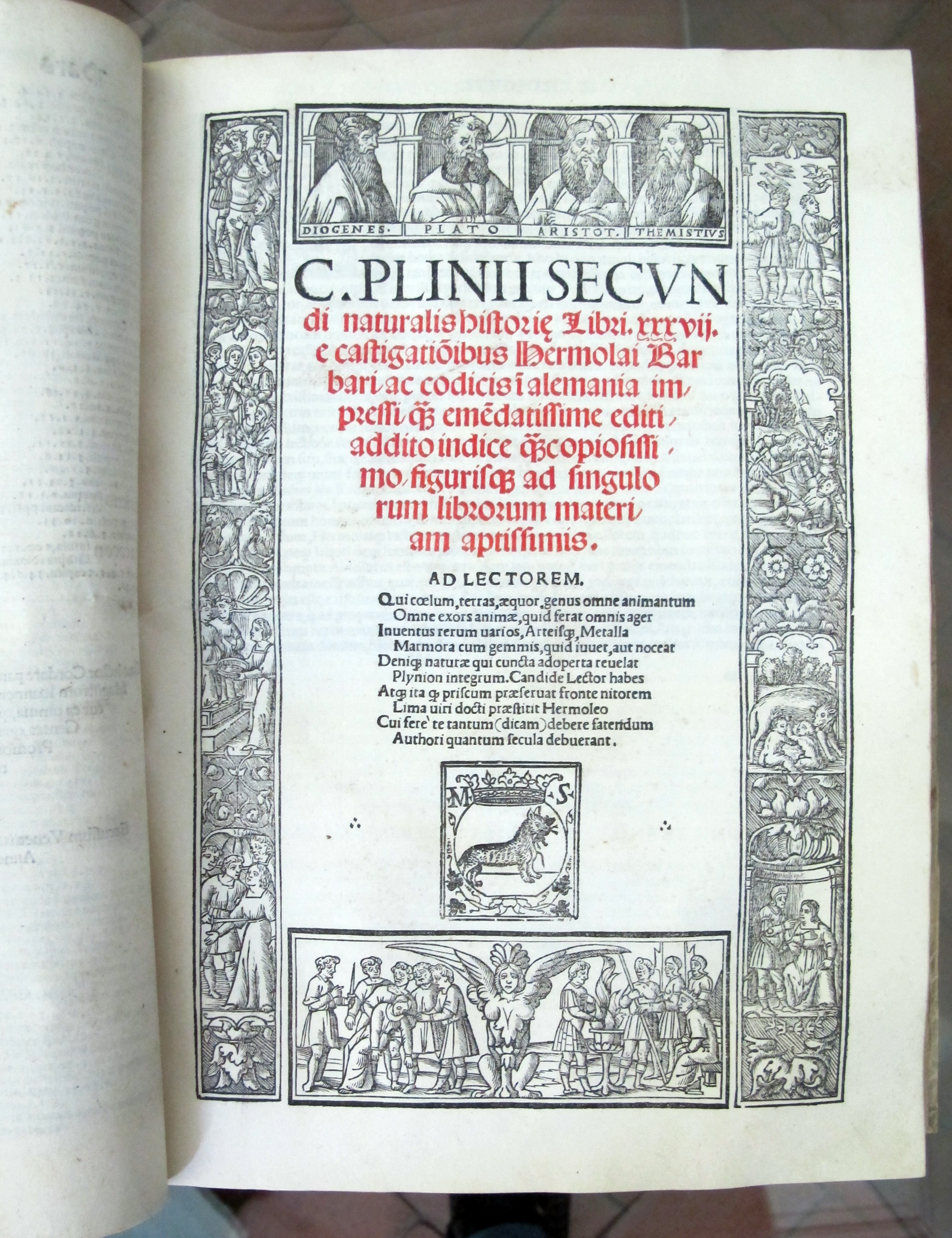
Plinius, Naturalis historia, venezianische Ausgabe aus 1525

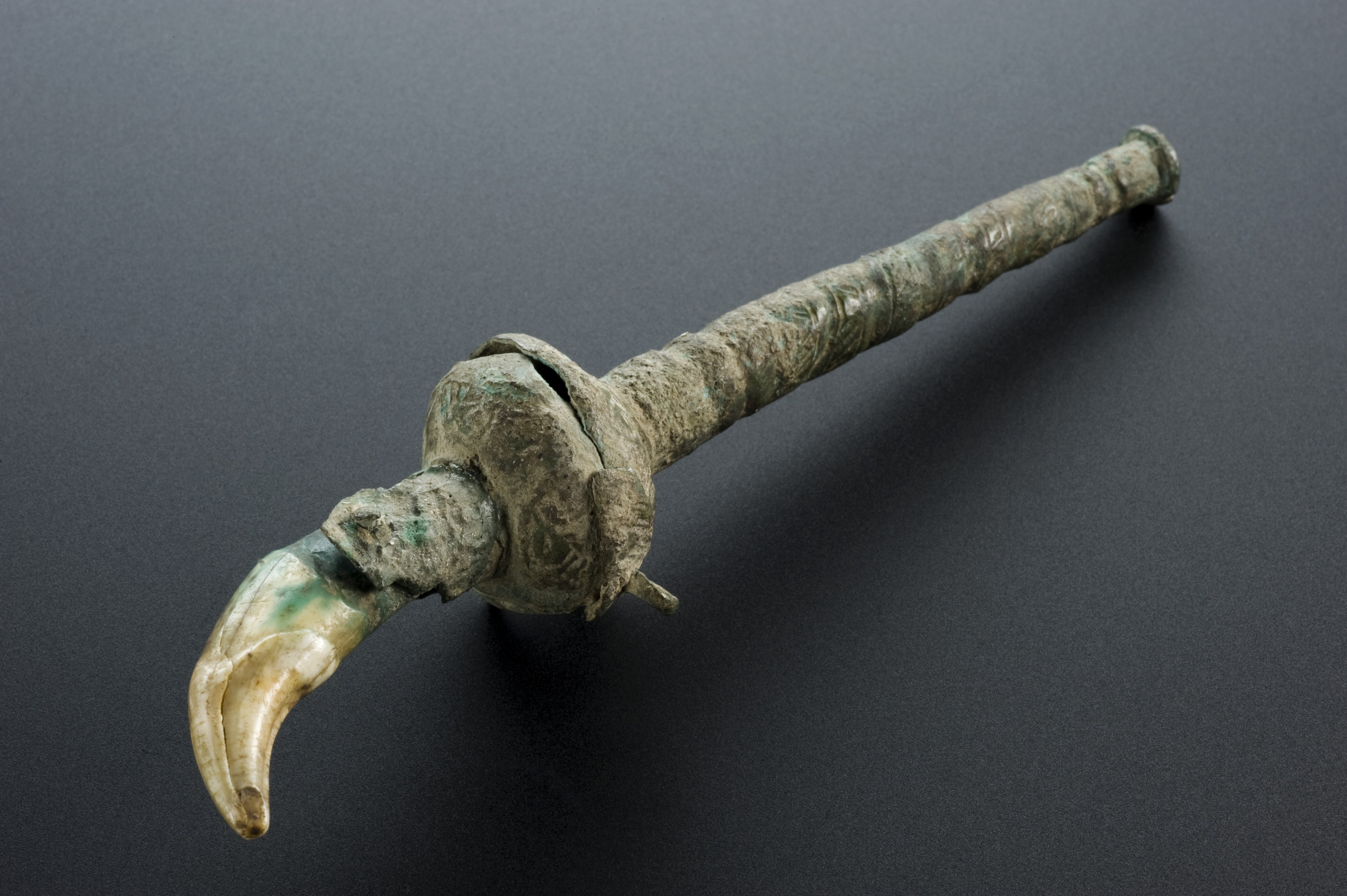
Zahnungshilfe mit Wolfszahn an einem Halter aus Bronze

Zahnbehandler im alten Rom waren meist griechische Sklaven, die bei erfolgreicher, das heißt schmerzbeseitigender Behandlung, ihre Freiheit erlangen und sogar sozial aufsteigen konnten. Untersuchungen der sterblichen Überreste von Römern erwiesen Versuche in der zahnärztlichen Prothetik und Oralchirurgie. Welch hohen Stellenwert die Zähne bei den Römern um die Zeitenwende herum besaßen, zeigen Votivgaben, die aus tongefertigten Gebissen bestanden, aber auch die aus heutiger Sicht merkwürdigen Zahnpflege-Gewohnheiten der Römer, die sich die Zähne mit ihrem Urin putzten.
Aulus Cornelius Celsus, ein römischer Medizinschriftsteller, beschrieb ausführlich orale Erkrankungen sowie Zahnbehandlungen einschließlich betäubungsmittelhaltiger Mittel und Adstringentien. Auf Celsus geht auch die Beschreibung der vier Entzündungszeichen (rubor, tumor, calor, dolor, lat.: Rötung, Schwellung, Erwärmung, Schmerz) zurück. In seiner lateinischen Abhandlung De medicina fasste er die medizinischen Kenntnisse der alexandrinischen Schule in acht Büchern zusammen. Ein Abschnitt im sechsten Buch ist den Zähnen gewidmet, im achten Buch finden sich zudem erste Hinweise auf eine kieferorthopädische Behandlung.

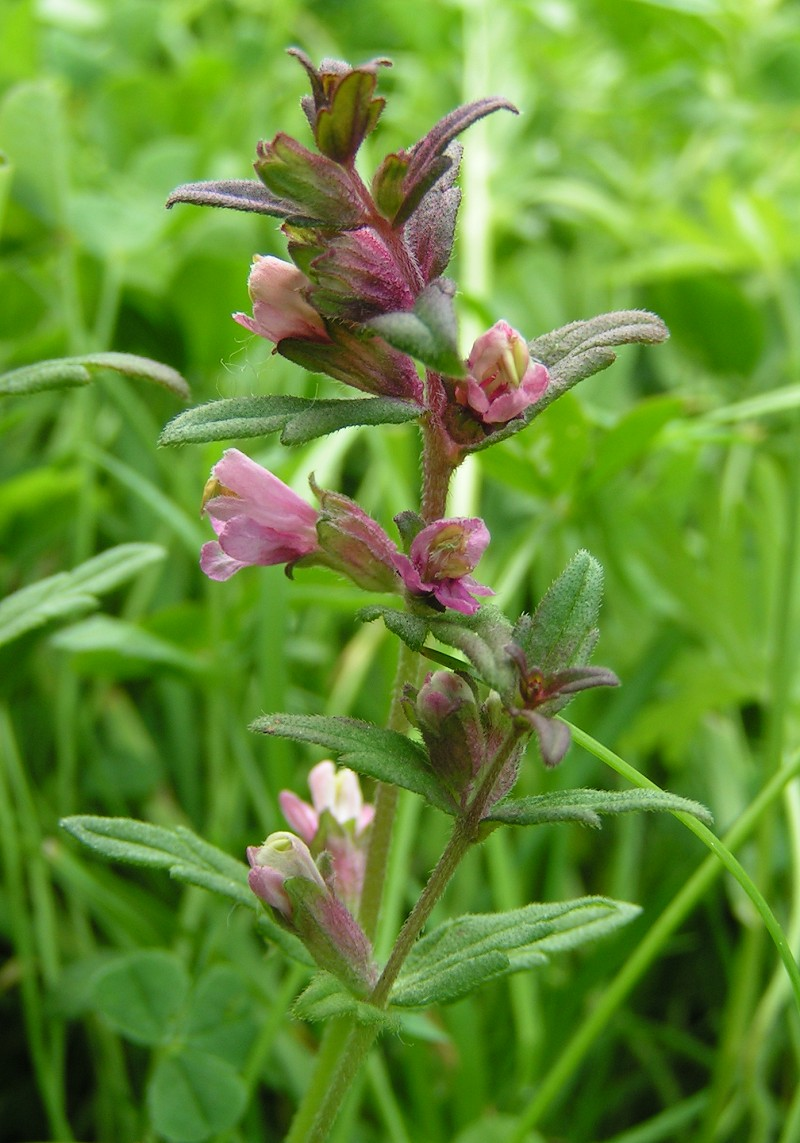
Blütenstand des Frühlings-Zahntrostes (Odontites versus)

Plinius der Ältere hat das naturkundliche Wissen in seinem 37-bändigen Werk Naturalis historia zusammengetragen und Kaiser Titus 77 n. Chr. überreicht. In diesem Werk widmet er sich an 169 verstreuten Stellen der Zahnheilkunde. Er beschreibt ebenfalls die Dentition einschließlich ihrer Abweichungen, jedoch werden diese nicht nach ihrer Ursache untersucht, sondern gedeutet. Einen besonderen Stellenwert hatten Säuglinge, die mit durchgebrochenen Zähnen geboren wurden. So weissagten die Beschauer der Valeria Messalina, sie führe ihren Staat ins Verderben. (Die Weissagung soll sich in Suessa Pometia erfüllt haben). Agrippina die Ältere sei vom Glück begünstigt, weil sie rechts oben zwei Eckzähne (Hundszähne) hätte. Mehr als 32 Zähne würden ein langes Leben bescheren. Plinius beschreibt mehrere Dutzend Tinkturen und Mittelchen aus dem Pflanzen-, Tier- und Steinreich. Die Benennung der Zahntroste (odontītis) als Mittel gegen Zahnschmerzen soll auf ihn zurückgehen. Er beschreibt als Zahnungshilfe, eine Mischung aus Honig und der Asche von Delphinzähnen, verschiedene andere Tinkturen oder beispielsweise die aus einem Wolfszahn oder Pferdezahn bestehende Zahnungshilfe, die durch ihren Zauber Zahnungsbeschwerden von Kindern lindern sollte. Die Geschichte des Schnullers begann mit der Entwicklung der künstlichen Säuglingsernährung, wie ein Relief aus der Zeit um 900 v. Chr. aus dem Palast des Königs Sardanapal von Ninive zeigt. In Europa sind Schnuller mindestens seit dem Mittelalter bekannt, wie man bildlichen Darstellungen entnehmen kann. Unhygienische Lutschbeutel waren als Stoffschnuller vom Spätmittelalter bis ins 18. Jahrhundert verbreitet. Sie wurden erst in der zweiten Hälfte des 19. Jahrhunderts durch Gummischnuller abgelöst.
Aus der Zeit von Plinius stammt auch eine Beschreibung über die Behandlung von kariösen Zähnen und Zahnfleischerkrankungen und wie Zahnextraktionen durchzuführen seien. Hierfür beschreibt Aristoteles auch Extraktionszangen. Ebenso finden sich Ausführungen dazu, wie mit einer Pinzette und dünnen Drähten gelockerte Zähne zu festigen und Kieferbrüche zu schienen seien.

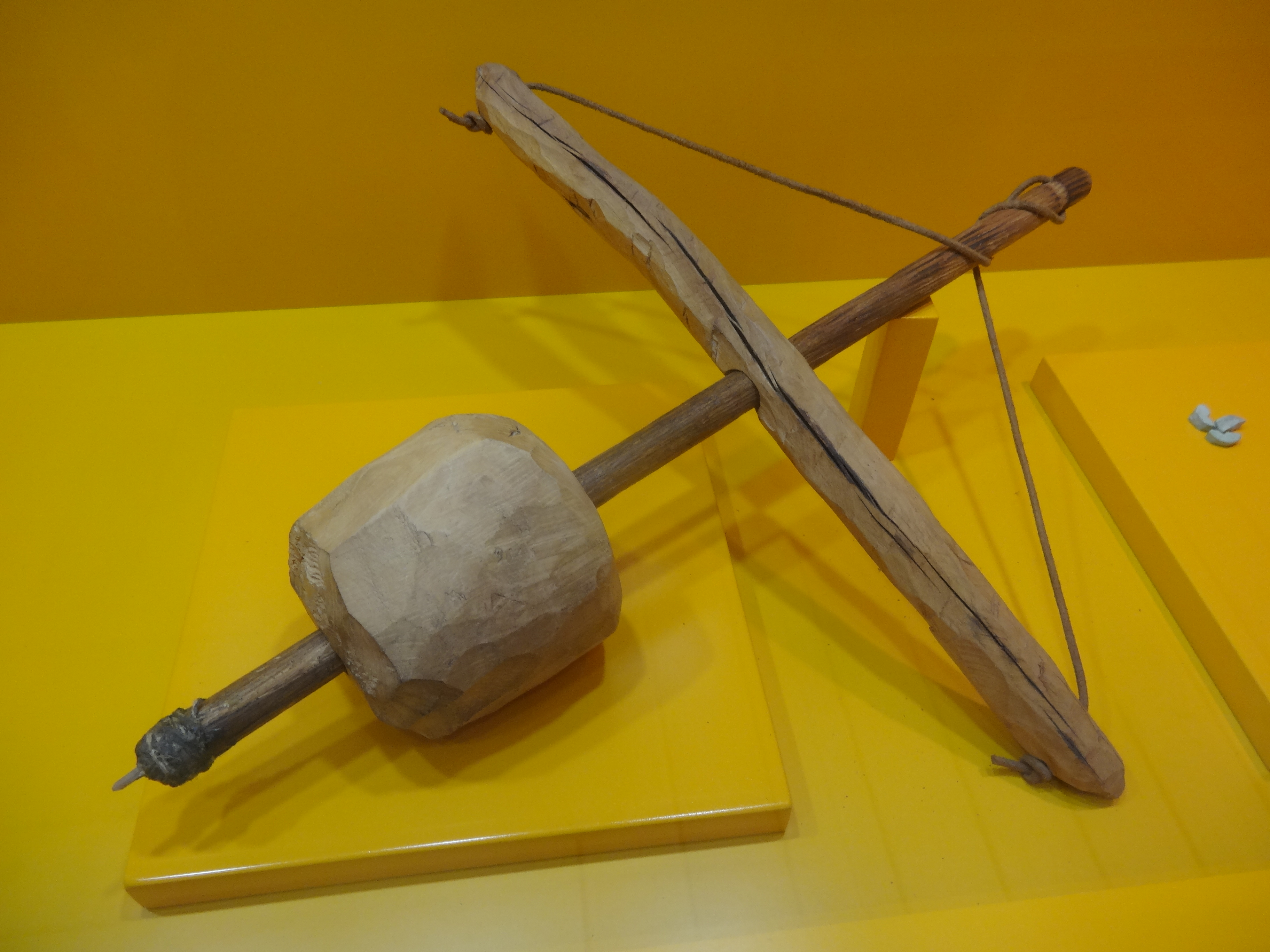
Trepanbohrer, Parc Arqueològic Mines de Gavà

Archigenes von Apameia (Ἀρχιγένης), ein griechischer in Rom wirkender Arzt unter Trajan, stammte aus Apameia, (Syrien) und war ein Vertreter einer als Eklektiker-Schule bezeichneten medizinischen Richtung. Er war Sohn des Philippos und Schüler von Agathinos (Ἀγαθῖνος), dem Begründer der Eklektiker-Schule, und entwickelte etwa 100 n. Chr. den Drillbohrer. Nachdem er diesen als Trepanbohrer zum Aufbohren des Schädels verwendet hatte, kam er auf die Idee, auch einen schmerzenden Zahn zu trepanieren, um die entzündete Pulpa zu entlasten. Auf die Idee, kariöses Dentin auszubohren, kam er jedoch nicht.
Der Leibarzt Kaiser Mark Aurels, Galenos von Pergamon (ca. 130–210), griff die zahnregulierende Idee des Celsus auf und beschreibt, wie man Zähne durch Befeilen verschmälert, um Engstände zu vermindern. Galenos erweiterte die vier Entzündungszeichen um das Merkmal der functio laesa, der „gestörten Funktion“. Er schrieb in seinem Werk De ossibus ad tirones, dass der Unterkiefer aus zwei Knochen bestehe, was man daran erkennen könne, dass er beim Kochen in der Mitte auseinander falle. Der arabische Mediziner Abd al-Latif al-Baghdadi hatte während einer Hungersnot in Kairo 1000 Jahre später Gelegenheit, die Überreste verhungerter Menschen zu untersuchen. In seinem Buch Al-Ifada w-al-Itibar fi al-Umar al Mushahadah w-al-Hawadith al-Muayanah bi Ard Misr (Buch der Unterrichtung und Ermahnung über gesehene Dinge und aufgezeichnete Ereignisse im Land Ägypten) widerspricht er Galenos, er habe den Unterkiefer nur als einen einzigen, nahtlosen Knochen erkennen können. Celsus und Galenus waren die maßgebenden Medizinschriftsteller des 1. und 2. Jahrhunderts n. Chr. Ihr Einfluss war noch im Mittelalter im christlichen wie im arabischen Raum bestimmend.

### Schutz und Linderung durch Anrufung der Heiligen
Die Zahnheilkunde wurde zunächst wieder Teil der Volksmedizin und der Magie. Zahnschmerzen waren eines der zahlreichen Leiden, zu deren Linderung und vor deren Schutz je eigene Heilige angerufen wurden, denen man einen entsprechenden Einfluss zutraute. Vielfach wurden dazu Heilige gewählt, die entsprechend der Überlieferung als Märtyrer an den gleichen Teilen des Körpers gelitten hatten.

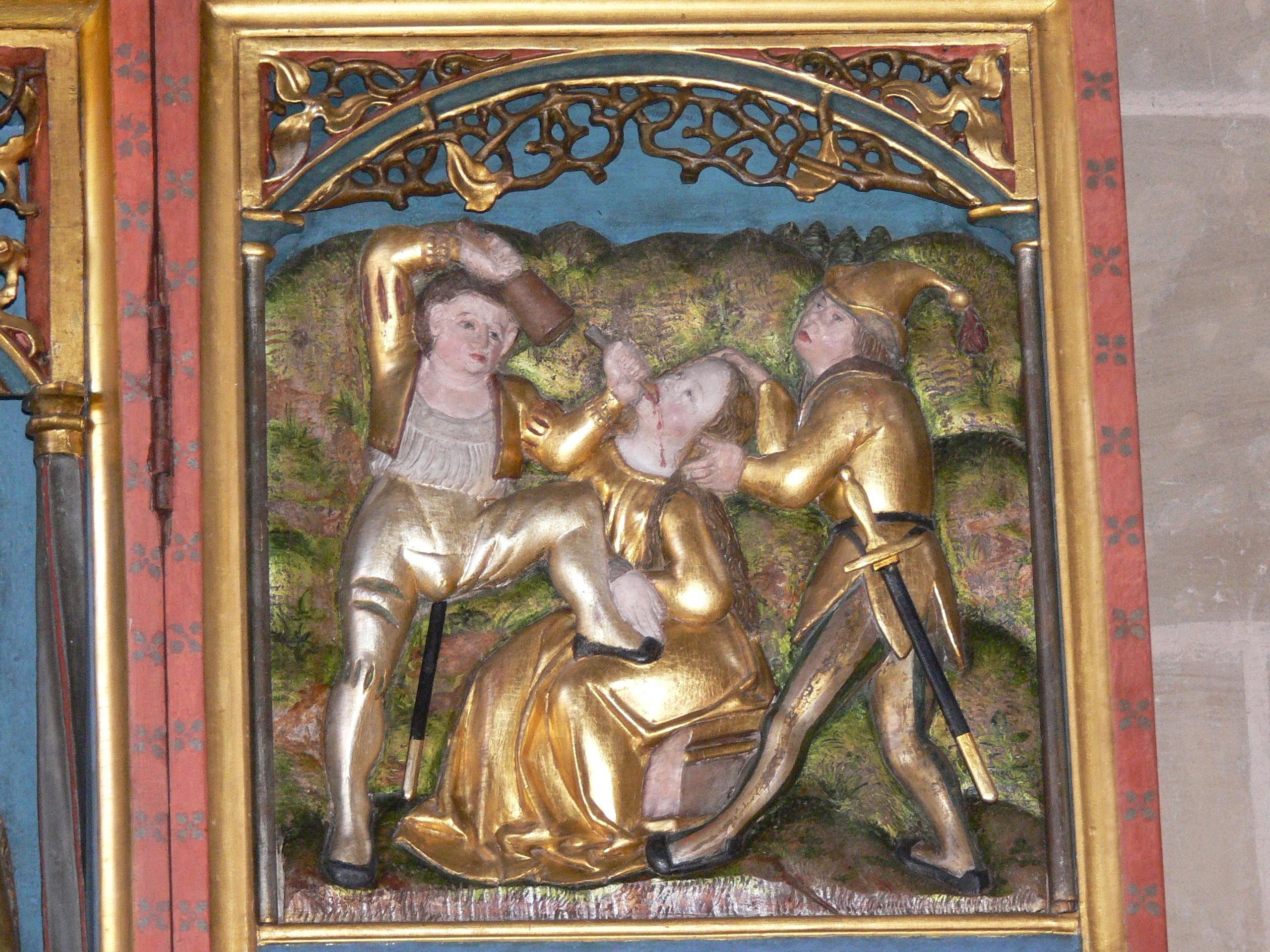
Das Martyrium der heiligen Apollonia, Münster Heilsbronn

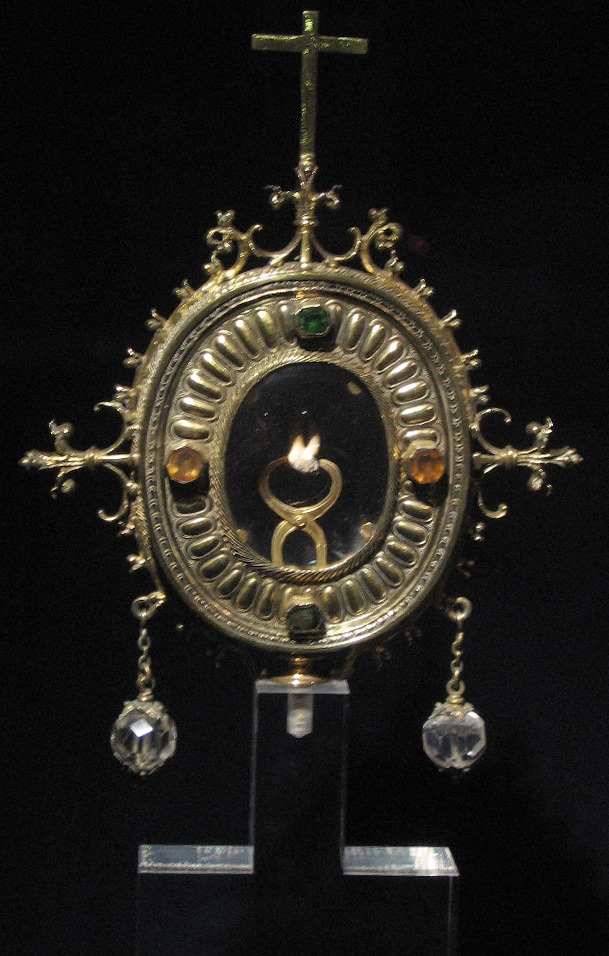
Reliquar mit einem der hl. Apollonia zugeschriebenen Zahn; Kathedrale von Porto

#### Heilige Apollonia
So wurden der Überlieferung nach Apollonia von Alexandria, die unter Kaiser Philippus Arabs (244–249) als Märtyrerin starb, die Zähne mit einer Zange herausgerissen, bevor sie sich in den Scheiterhaufen stürzte. Ihr Gedenktag in der katholischen und der orthodoxen Kirche ist der 9. Februar. Papst Johannes XXI. (1276–1277) riet den Gläubigen, bei Zahnschmerzen ein Gebet zu Apollonia zu sprechen. So wurde sie zur Beschützerin vor Zahnschmerzen, aber auch zur Schutzheiligen der Zahnärzte sowie aller sonstigen Berufsstände im zahnmedizinischen Bereich. Die Heiligsprechung Apollonias erfolgte 1634 durch Papst Urban VII.
Auf Ketten aufgereihte Körner der Gemeinen Pfingstrose wurden in Süddeutschland Apolloniakörner genannt und zahnenden Kleinkindern zum Kauen gegeben. In Frankreich waren sie als Herbe de St. Antoine bekannt. Auch andere schmerzlindernde Pflanzen erhielten entsprechende Namen, wie im Salzburgerland die Apolloniawurzel als Bezeichnung für den Wolfs-Eisenhut, eine Bezeichnung, die auch in Bayern anzutreffen war, oder das Apolloniakraut (Bilsenkräuter).

#### Zahnwehherrgott

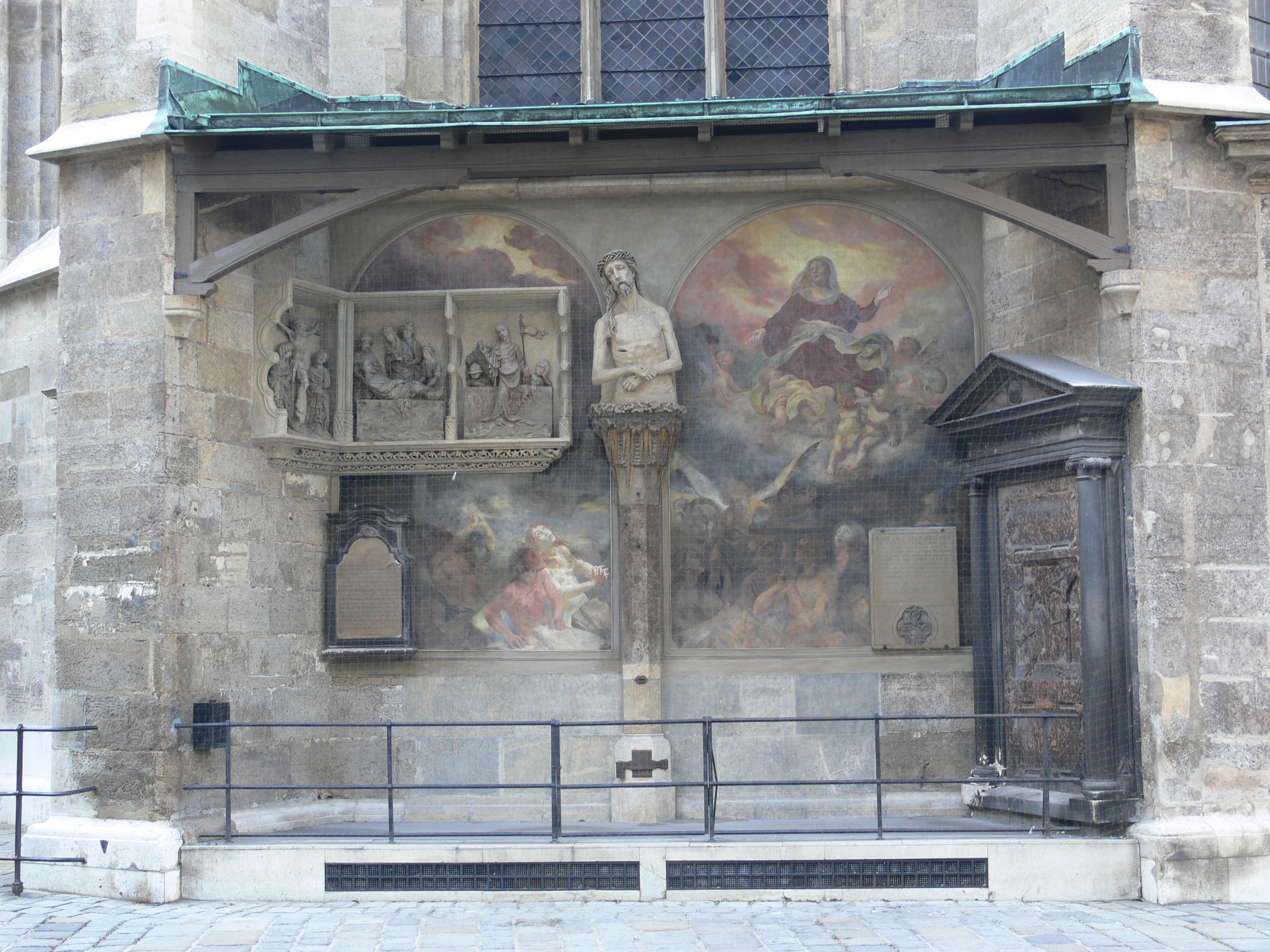
Zahnwehherrgott vom Wiener Stephansdom.

Der so genannte „Zahnwehherrgott“ vom Wiener Stephansdom zählt zu den wenigen noch erhaltenen Schmerzensmanndarstellungen aus Stein in Österreich. Sie wurde um 1420 von einem unbekannten Künstler gefertigt und zeigt die mit einem Schurz bekleidete Halbfigur Christi mit Dornenkrone und Wundmalen. Die Figur war, wie dies durch die kultische Verehrung in jener Zeit üblich war, mit Blumen geschmückt, die mit einem Tuch am Kopf befestigt wurden. Der Legende nach sahen drei betrunkene Burschen Christus mit diesem Tuch und lästerten, dass Jesus Zahnschmerzen hätte. Noch in derselben Nacht bekamen die drei Burschen selbst große Schmerzen. Erst als sie am nächsten Tag zum Dom zurückkehrten, um Abbitte zu leisten, waren ihre Schmerzen wieder verschwunden. Seit dieser Zeit wurde der „Zahnwehherrgott“ von zahlreichen Wienern aufgesucht, um Erleichterung von Zahnschmerzen zu erbitten.

### Priester und Barbiere

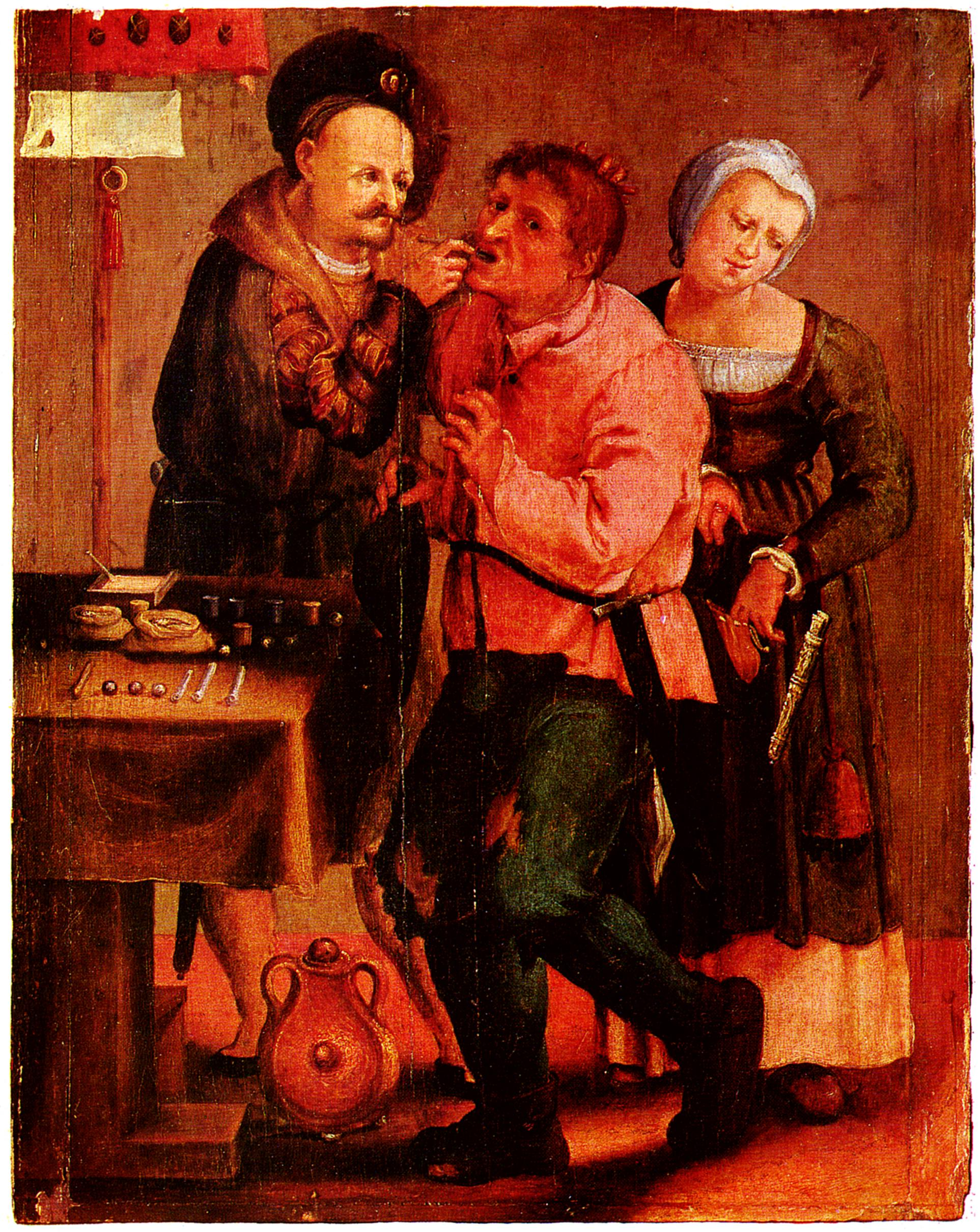
Lukas van Leyden: „Das Zahnziehen“, 17. Jahrhundert (Szépművészeti Múzeum, Budapest)

Im Mittelalter hatte man nach der Völkerwanderungszeit noch nicht wieder das Niveau der Heilkundigen in der Antike erreicht, wie etwa eine kleine Prothese zum Ersatz der eigenen, zuvor herausgefallenen mittleren Schneidezähne erweist, die man im slawischen Gräberfeld von Sanzkow (Kreis Demmin) fand.
Zu Beginn des Mittelalters übten Mönche und Priester ärztliche und zahnärztliche Tätigkeiten aus. Bader assistierten ihnen dabei. Das zweite Laterankonzil 1139 hat Priestern mit ernsten Sanktionen gedroht, wenn sie sich mit dem Behandeln beschäftigen. Papst Alexander III. traf 1163 auf dem Konzil von Tours eine weitreichende Entscheidung, dass blutige Eingriffe mit dem priesterlichen Amt unvereinbar seien: Ecclesia abhorret a sanguine („Die Kirche schreckt vor dem Blute zurück“). Das Vierte Laterankonzil im Jahre 1215 untersagte den Medizinern im priesterlichen Gewand endgültig die Ausübung chirurgischer Maßnahmen, denn die Schuld am Tode eines Menschen machte zum Priesteramt untauglich. Die Heilkunde des europäischen Mittelalters hat daraufhin eine Entwicklung genommen, die erst im 19. Jahrhundert wieder zurückgenommen wurde.
Der Bader (lat. Balnĕator) war der Besitzer oder Vorsteher einer Badestube, auch Badehaus genannt. Er war zur Ausübung der niederen Chirurgie und zum Rasieren berechtigt. Da sich aus finanziellen Gründen nicht jeder ausgebildete Bader eine Badestube leisten konnte, entstand mit der Zeit ein neuer Berufsstand der Barbiere, die im Prinzip das gleiche Behandlungsspektrum anboten, aber eben ohne Bad. Die Barbiere (von frz. barbe, „Bart“) waren nach Stand und Berufsauffassung Handwerker. Zum ersten Mal werden Barbiere in einem Kölner Amtsbrief 1397 erwähnt. Doch ein bereits im 13. Jahrhundert entstandenes Relief am Markusdom in Venedig zeigt eine durch einen Barbier vorgenommene Zahnextraktion. Alles, was von Bedeutung über Zahnheilkunde geschrieben stand, war nur in den lateinisch abgefassten Werken der Chirurgen zu finden. Das konnten die Bader nicht lesen. Aberglaube, Alchimie und Astrologie beherrschten deshalb die Gemüter der meisten damaligen, oft nicht ortsgebunden arbeitenden, dentatores.
1450 durften Barbiere in England gemäß einer Entscheidung des Parlaments nur Aderlässe durchführen, Zähne ziehen und die Haarpflege ausüben. Bis 1745 existierten die Chirurgenverbände parallel zu den Barbierverbänden. Durch eine Entscheidung des britischen Königs Georg II. wurden die Verbände getrennt und die Barbiere konnten sich der Haarpflege widmen. Der französische König Ludwig XV. fällte eine gleiche Entscheidung einige Jahre später.
1858 wurde die Odontologische Gesellschaft von Großbritannien und darauf das Institut der Dentisten, also der Zahnärzte von England, gegründet. Die Zahnärzte Horace Hayden und Chapin A. Harris gründeten in Baltimore (USA) 1840 die erste zahnärztliche Schule. Im selben Jahr entstand die bedeutende American Society of Dental Surgeons und 1845 die französische Société de Chirurgie dentaire de Paris, deren erster Präsident der Pariser Arzt und vor allem Zahnheilkundler Louis Nicolas Regnart (1780–1847) war. 1859 kam es zur Gründung der Londoner Schule für Zahnheilkunde. In diesem Jahr fand auch die erste Prüfung statt. Für die approbierten Zahnärzte wurde 1878 die Registrierung eingeführt und 1921 die Kontrolle der Nichtapprobierten.
In Belgien sind die ersten gesetzlichen Bestimmungen zur Ausübung der Zahnheilkunde 1818 feststellbar, einschließlich einer Prüfung durch eine Provencialkommission. Neue Bestimmungen folgen ab 1880. 1815 fand in Schweden erst eine Art Prüfung vor der Medizinischen Aufsichtsbehörde statt. 1860 wurde in Schweden die Svenska Tandläkaresellskapet (Schwedische Zahnärztegesellschaft) gegründet und 1885 eine Poliklinik als Unterrichtsanstalt geschaffen. Die Geburtsstunde der Zahnbehandlung in Russland war etwa 1760–1770, als der deutsche Obel als einer der ersten Zahnärzte nach einer Prüfung vor dem Medizinischen Kollegium in Sankt Petersburg das Praxisrecht zugesprochen bekam. Diese ausländischen Spezialisten hatten nach einem 1810 erschienenen Gesetz das Recht, auf handwerkliche Weise Schüler auszubilden, die nach einer Prüfung als Zahnbehandler tätig waren.
1779 wurden die Barbiere und Bader durch die deutschen Reichsgesetze vereinigt. Am 25. Mai 1804 erließ der dänische König das „276. Patent wegen Errichtung eines Sanitätscollegiums“. Durch die neue preußische Gewerbegesetzgebung wurden im Jahre 1811 die Zünfte aufgehoben und die Ausübung der Chirurgie vom Barbiergewerbe getrennt. Dadurch konnte sich die Chirurgie unabhängig vom Barbier-/Friseurgewerbe weiterentwickeln, insbesondere nachdem 1818 die Niederlassungsfreiheit für Heilpersonen eingeführt worden war.

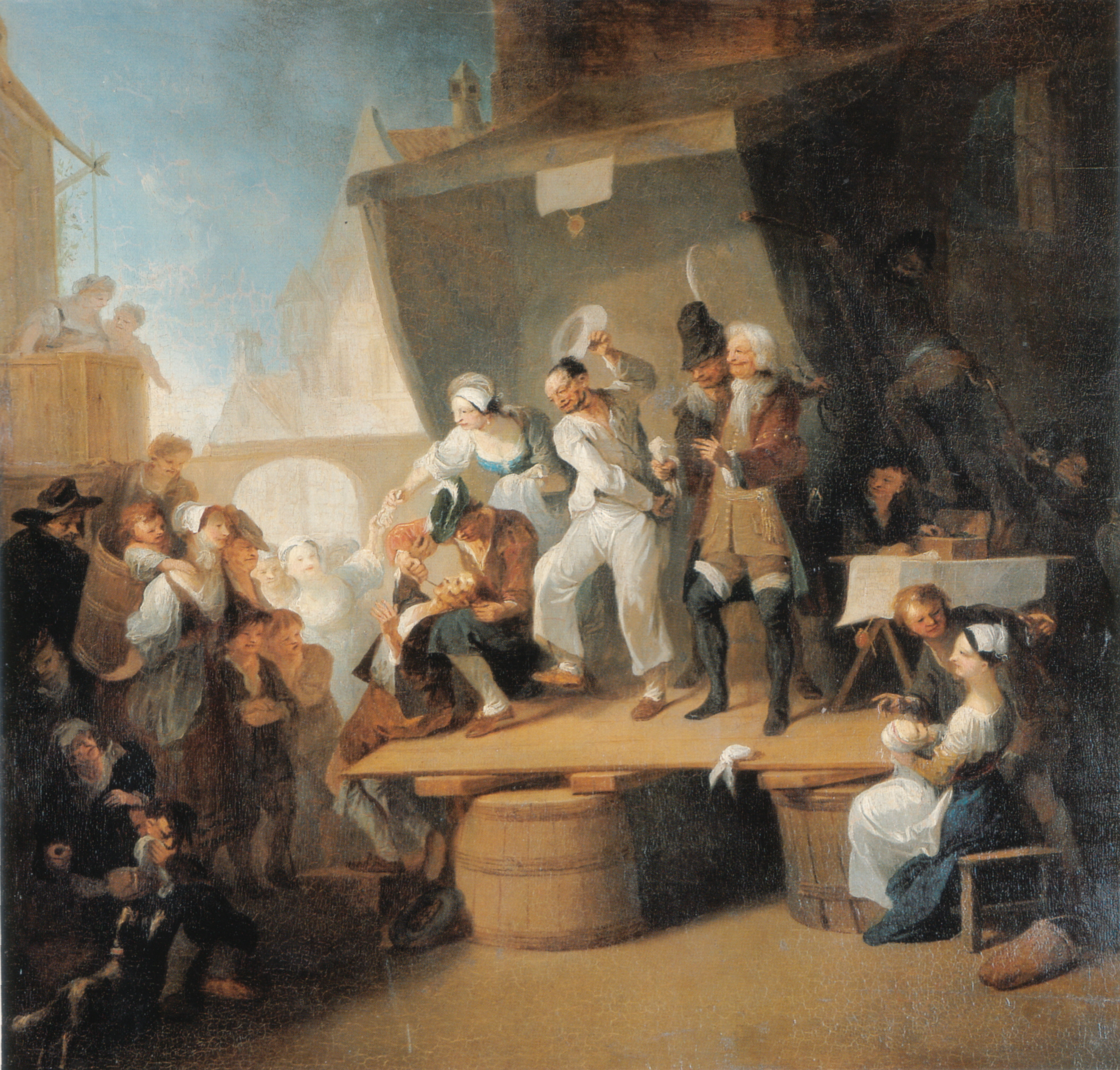
Quacksalber; Franz Anton Maulbertsch (1724–1796)

In Deutschland waren die Zahnheilkunde und andere medizinisch-chirurgische Fächer eines akademisch gebildeten Arztes unwürdig. So übernahmen Barbiere den Großteil der zahnmedizinischen Versorgung der Bevölkerung. Nach Grosch war im süddeutschen Raum die Berufsbezeichnung Bader dasselbe, was in Norddeutschland ein Barbier war. Allerdings konnten beide Zünfte – abhängig von Region und Zeitepoche – verschiedene Funktionen ausüben. Sie gaben sich verschiedenste Berufsbezeichnungen, wie Zahntechniker, Zahnkünstler, Zahnartist, Dentist, Zahnoperateur, in Amerika approbirter Zahnarzt, Doctor, Arzt, Zahnarzt, Specialist für Zahnleidende, Docent, Lehrer der modernen Zahntechnik, amerikanische Doctorin of dental surgery, Schweizer Zahnarzt oder firmierten als Atelier für zahnärztliche Operationen oder zahnärztliches Atelier. Neben ihnen waren die Zahnreißer auf Jahrmärkten unterwegs.
Der Nachfrage nach helleren Zähnen versuchten die Barbiere mit Aqua fortis (Salpetersäure) nachzukommen. Es sollte jedoch bis 1989 dauern, bis eine Methode des Bleichens (engl.: Bleeching) nach V. B. Haywood und Heyman mittels Wasserstoffperoxid (H2O2) Verbreitung fand.
Johann Andreas Eisenbarth (1663–1727), hochprivilegierter Medicus aus Magdeburg, „kurierte“ die Leute nach seiner Art. In Bayern trieb solch ein vagabundierender Doktor mit behördlicher Erlaubnis bis 1772 sein Unwesen, unerlaubterweise noch länger. In Sachsen wurde unter Friedrich August II. (1696–1773) das Collegium medico-chirurgicum 1748 eröffnet, drei Jahre später die erste chirurgische Klinik, an der 1777 auch ein Lehrer der Zahnheilkunde angestellt wurde.
Anfang des 18. Jahrhunderts waren in der Neuzeit verschwundene Fachausdrücke in Gebrauch. Die Bezeichnungen für Zahnstein waren Weinstein, Tartarus dentium (nach Paracelsus Tartarus, „Ablagerungen und Konkremente“) oder Odontolithus (griech.: ὀδόντ- odont- „Zahn“; λίθος lithos „Stein“). Beim „Ausbrennen“ eines Zahnes wurde die Zahnpulpa mit einer heißen Sonde behandelt. Das „Abfeilen“ eines Zahnes diente dazu, kariöse Stellen des Zahnes zu entfernen, damit sich die Karies nicht weiter ausbreite. Dabei entstanden unschöne Lücken zwischen den Zähnen, welche man dadurch vermied, dass man die Zähne lediglich distal (rückwärtig) feilte und die gefeilten Zähne mit einem Füllmaterial versah. Mit dem „Skarifizieren des Zahnfleisches“ (Schröpfen) wurde ein Abszess eröffnet.
Neben zahlreichen Zahnwässerchen, Zahntincturen und J. A. Rieses’s Witwe Zahnwolle oder Kropp’s Zahnwatte (20 % Carvacrolwatte) wurde das Seidelbastpflaster mit Kanthariden (Emplastrum mezerei cantharidatum, Drouotisches Pflaster) gegen Zahnschmerzen angeboten, das hinter dem Ohr zu tragen war. Zu seiner Herstellung „werden 30 Teile Spanische Fliege und 10 Teile Seidelbastrinde acht Tage mit 100 Teilen Essigäther ausgezogen; in der filtrierten Tinctur löst man 4 Teile Sandarach, 2 Teile Elemi und 2 Teile Kolophonium und streicht sie dann auf Taft, der vorher mit einer Lösung von 20 Teilen Hausenblase in 200 Teilen Wasser und 50 Teilen Spiritus überzogen worden war“. 1895 wurden „Bernstein-Zahnperlen für zahnende Kinder“ angeboten, die als „wirksamer als Zahn-Halsbänder“ angepriesen wurden.
Am 1. Dezember 1820 erging vom Sanitätscollegium in Kiel die Gebührenordnung für alle medizinischen Berufe. Da die Barbiere auch zum Zähneziehen berechtigt waren, konnten sie auf die Taxe der Zahnärzte zurückgreifen.
Seit Beginn des 19. Jahrhunderts entwickelten sich die Barbiere immer mehr zum Beruf des Friseurs hin. Mit der neuen Gesellen-Prüfungsordnung vom 20. März 1901 fand die Trennung zwischen Haar- und Heilkunst statt. Die Berufsbezeichnung „Barbier“ verschwand endgültig im Jahre 1934. Zähne ziehen durften sie aber noch bis zur Verabschiedung des Zahnheilkundegesetzes im Jahre 1952.

### Rückgriff auf antike Lehren, arabisch-persischer Einfluss, neue Annahmen

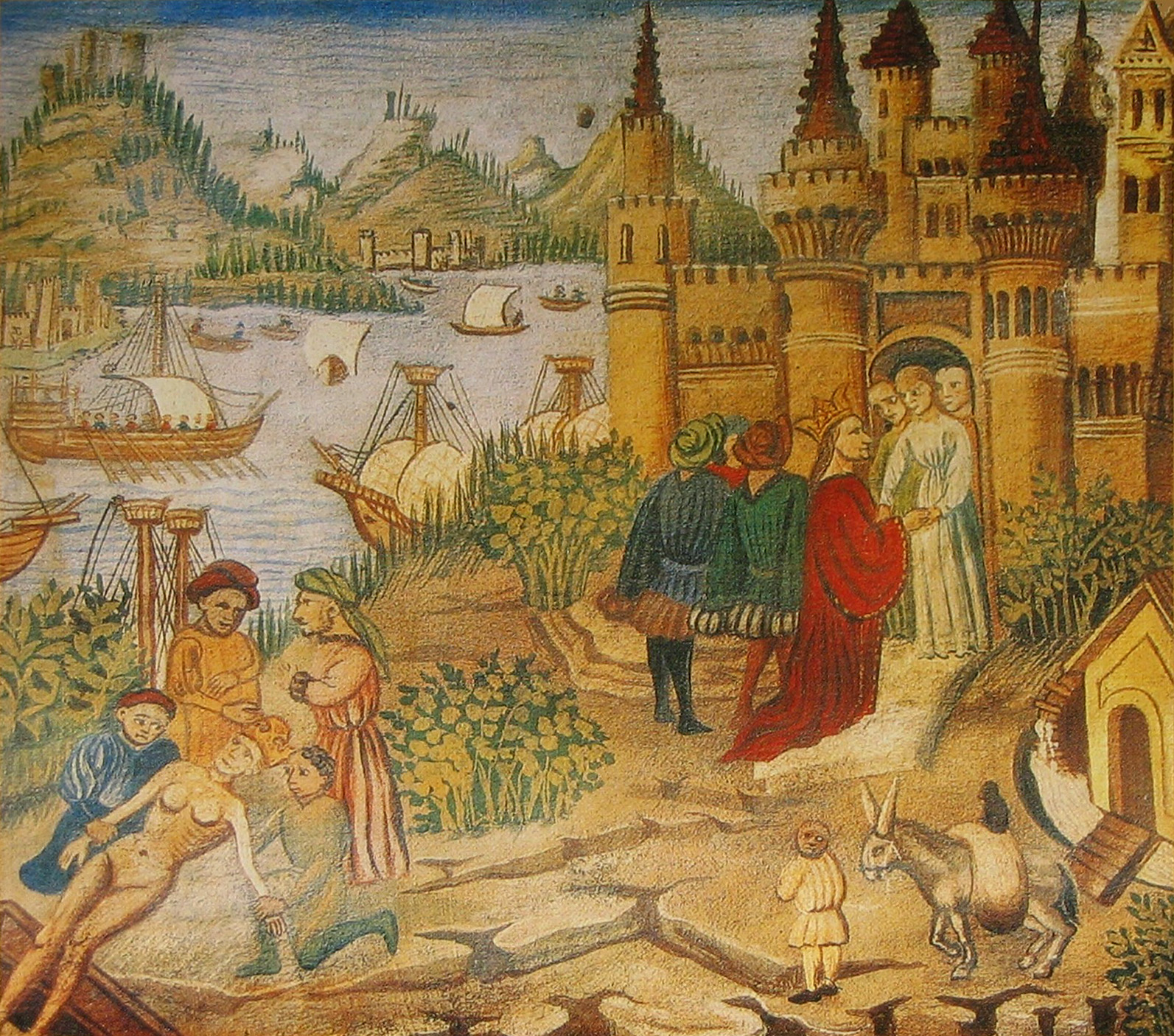
Die Schule von Salerno in einer Darstellung in einer Ausgabe des Kanons des Avicenna (Universitätsbibliothek Bologna, Ms. 2197, fol. 317^{v})

Die Aufnahme und Wiederbelebung antiker Krankheitsvorstellungen und Behandlungsmethoden ins christliche Europa erfolgte über Salerno. Die von den Benediktinern betreute Schule von Salerno war eine der ersten medizinischen Hochschulen Europas und integrierte Fachwissen aus dem arabischen, dem griechischen, dem jüdischen und dem westlich-lateinischen Kulturkreis. Damit übernahmen die Klöster zu Beginn ihres Auftretens eine soziale Aufgabe für die Allgemeinheit, wobei Constantinus Africanus (1017–1087) von zentraler Bedeutung war. Er übersetzte arabische Kompendien ins Lateinische und machte sie damit der Gelehrtenwelt zugänglich. Damit zog zum einen die Humoralpathologie der Antike wieder ein, die Zahnschmerzen auf kopfabwärts strömende Säfte zurückführte, zum anderen die Vorstellung von einem geteilten Unterkiefer. Constantinus empfahl eine Arsenapplikation zur Bekämpfung von Zahnschmerzen. Bereits um 2700 vor Christus soll die Anwendung von Arsen zur Behandlung eines schmerzenden Zahnes in der chinesischen Heilkunst durch Huang-Ti (黃鈦) in seinem Werk Net Ching beschrieben worden sein. Die Chinesen kannten neun Ursachen für Zahnschmerzen (chin.: Ya-Tong) zuzüglich sieben Formen der Zahnfleischerkrankungen. Sie wendeten dagegen die Akupunktur an, deren Technik auf 388 Seiten beschrieben war, davon 26 Seiten von Akupunkturmaßnahmen gegen Zahnschmerzen.
In dem Mitte des 10. Jahrhunderts erschienenen Werk Liber Regius empfahl der persische Arzt ʿAli ibn al-ʿAbbas al-Madschūsi (ʿAli ibn al-ʿAbbās) ebenfalls den Einsatz von Arsenik zur Devitalisation (Absterben) der Pulpa. Arsen(III)-oxid wurde bis in die Neuzeit zur Devitalisation der Zahnpulpa verwendet und verschwand in den 1970er Jahren wegen der krebserregenden Wirkung, Entzündungen des Zahnhalteapparates, des Verlustes eines oder mehrerer Zähne einschließlich Nekrosen des umliegenden Alveolarknochens, Allergien und Vergiftungserscheinungen aus dem Therapiespektrum.
Einige wenige Hinweise zur Behandlung von Zahn- und Zahnfleischbeschwerden finden sich beim größten jüdischen Gelehrten des Mittelalters, Maimonides (1135/38–1202). Er konnte sich dabei nur auf wenige Talmudstellen berufen. Eine davon verbietet einem Priester (Kohen) den Gottesdienst, wenn ihm Zähne fehlen, da ein solcher Kohen unansehnlich sei. Gleichzeitig wird der hohe Stellenwert der Zähne aus dem Bibelzitat Auge für Auge deutlich (hebräisch: עין תּחת עין ajin tachat ajin), oft zitiert als „Auge um Auge, Zahn um Zahn“. Das Teilzitat wird unter Bezug auf den Codex Hammurabi meist so aufgefasst, dem Täter sei Gleiches mit Gleichem zu vergelten. Jedoch widerspricht der biblische Kontext der Tora dieser Auslegung. Nach überwiegender rabbinischer und historisch-kritischer Auffassung geht es um einen angemessenen Schadensersatz (Talionsformel), der in Fällen von Körperverletzung vom Täter zu zahlen ist. („Ersetze beim Verlust eines Auges, was des Auges Wert ist, beim Verlust eines Zahnes, was des Zahnes Wert ist – Auge für Auge, Zahn für Zahn.“). Damit sollte die im Alten Orient verbreitete Blutrache eingedämmt und durch eine Verhältnismäßigkeit von Vergehen und Strafe abgelöst werden.
Die Schule von Salerno brachte Roger Frugardi, der Beiträge zur Zahnmedizin verfasste, hervor sowie Gilbertus Anglicus († 1240), der zwei Ursachen für Zahnschmerzen unterschied, nämlich zum einen schwache Zähne und zum anderen schlechte Säfte und Speisereste zwischen den Zähnen.

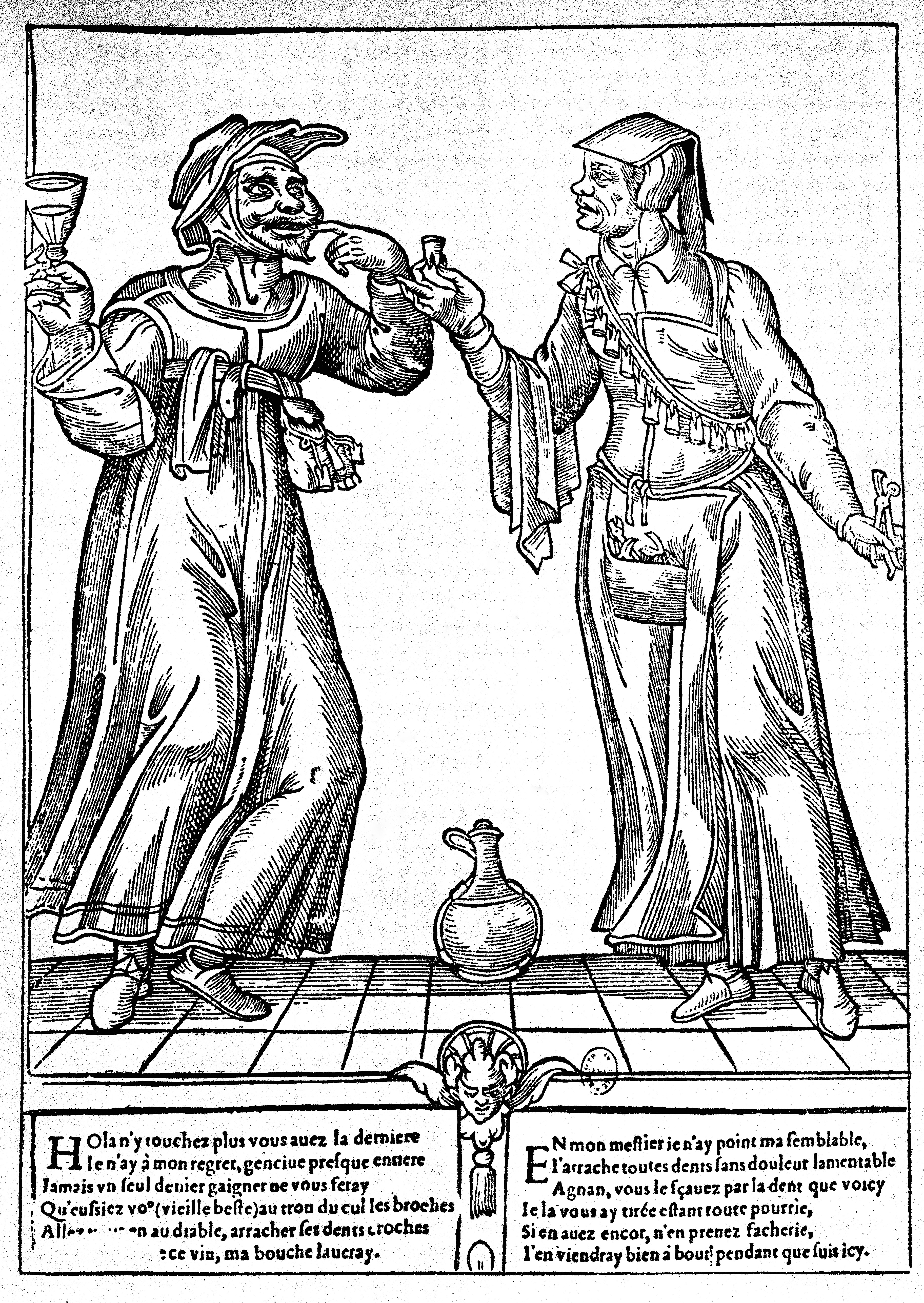
Zahnbehandlerin, 1500–1600, Wellcome Library, London

Eine weitere Region, über die arabische Kenntnisse nach Norden gelangten, war die Übersetzerschule von Toledo. Dabei diente der ins Lateinische übersetzte Qānūn fī ṭ-Ṭibb (arabisch القانون في الطب, Kanon der Medizin) des Avicenna als Vorlage für Chirurgen wie Bruno von Longoburgo, Teodorico Borgognoni oder Wilhelm von Saliceto. Die Bezeichnung Weisheitszahn leitet sich aus Avicennas Übersetzung ins Lateinische als dentes intellectus ab. Das Werk, von dem 1470 im gesamten Abendland 15 bis 30 lateinische Ausgaben existierten, galt bis ins 17. Jahrhundert als wichtiges Lehrbuch der Medizin. Im arabischen Großreich wurden alte griechische Schriften ins Arabische übersetzt und bildeten die Grundlage der Heilkunst, die um die Vorschriften des Korans ergänzt wurden. Saliceto übernahm in Toledo wiederum in seinen Übersetzungen aus dem Arabischen ins Lateinische die aus den Vorschriften des Korans abgeleiteten Behandlungsmethoden, die jedoch erhebliche Einschränkungen für die Anatomie und Chirurgie vorsahen. Das Vergießen von Blut war im Islam verboten, weshalb man dort unblutige Behandlungsmethoden entwickelte: Zur Zahnentfernung wurden zuvor Ätzmittel auf das Zahnfleisch aufgetragen, bis der Zahn durch die nachfolgende Entzündung des Zahnhalteapparates soweit gelockert war, dass man ihn mit der Hand – und damit „unblutig“ – entfernen konnte. Dies korrelierte mit dem oben erwähnten Edikt Papst Alexander III., dass blutige Eingriffe mit dem priesterlichen Amt unvereinbar seien. Bernhard von Gordon warnte jedoch vor entsprechender Behandlung der Frontzähne. Er erkannte zudem in seinem Lilium medicinae (um 1303), dass einseitige Kaubelastungen zur Zahnstein- und Belagsbildung an der unbenutzten Seite führten. Ebenso geht die Fixierung eines frakturieren Unterkiefers am intakten Oberkiefer (Intermaxilläre Fixation) auf Saliceto zurück. Erst im 19. Jahrhundert wurde diese Idee wieder aufgegriffen und weiterentwickelt.
Abu l-Qasim (936–1013), im Westen als Abulcasis bekannt, bezeugt in seiner 30-bändigen medizinischen Schrift Kitāb at-Taṣrīf (arabisch كتاب التصريف) sein umfassendes Wissen und Können in der Chirurgie der Zähne, der Zahnstabilisierung mit Gold- und Silberdraht und bei der Behandlung von Zahnfleischproblemen, einschließlich der Zahnprophylaxe. Abulcasis perfektionierte viele zahnärztliche Instrumente, wie man seinen Skizzen entnehmen kann.
Etwa 500 Jahre später verfasste Ambroise Paré (1510–1590) zahlreiche und sich weit verbreitende Beiträge in französischer, und somit auch nichtakademisch gebildeten Wundärzten und Barbieren verständlicher Sprache zur Zahnbehandlung. Für wichtig hielt Paré die Grundsätze, dass Überflüssiges entfernt, ein fauler Zahn extrahiert werden muss und Fehlendes ersetzt (reimplantiert) wird. Er entwickelte stabilisierende Ligaturen für Kieferfrakturen, experimentierte mit der Wiederbefestigung herausgeschlagener Zähne und konstruierte einfachen, festsitzenden Zahnersatz. Er prägte den Begriff „Obturateur“. Obturatoren dienten dem Verschluss von Gaumendefekten, die häufig eine Folge der tertiären Syphilis waren. Sie bestanden aus Leder, Silber, Elfenbein oder einem Schwamm, der an einem Metallhalter befestigt war.
Guy de Chauliac führte in seiner Chirurgia magna von 1363 diverse Extraktionsinstrumente wie Hebel und Zangen auf, berief sich aber ansonsten auf Avicenna und Abulcasis. Wie dieser erwähnt er den Zahnersatz aus Rinderknochen. Er bestätigte darüber hinaus, dass Barbiere und umherreisende Zahnreißer die meisten Extraktionen vornahmen. Trotz verschiedener weiterer Schriften hielt sich die mittelalterlich-antike Tradition bis in das 18. Jahrhundert.

#### Anatomie
Erste moderne anatomische Zeichnungen von Kiefer, Zähnen und Kaumuskulatur fertigte Leonardo da Vinci (1452–1512) an. Zudem schuf er Skizzen zur Anatomie des Gesichtes und der Kieferhöhle. Einer der Begründer der Anatomie war Andreas Vesalius, der mit seinem Anatomiewerk De humani corporis fabrica libri septem von 1543 die Ansichten der antiken Autorität Galen von Pergamon in Frage stellte. Vesal stützte sich bei seinen anatomischen Erkenntnissen, die die neuzeitliche Anatomie begründeten, auf die Sektion von menschlichen Leichen, während Galen seine (fehlerhaften) Erkenntnisse noch durch das Sezieren von Tieren gewann. Durch ihn erfolgte die Erstbeschreibung der Gelenkbänder und Zwischengelenkknorpel des Kiefergelenks. Ferner erörterte er sehr genau die Funktion der Muskeln von Gesicht und Wange, gab eine exakte Anatomie der Zahnwurzeln und erkannte als erster die Pulpahöhle, jedoch nicht ihre Funktion. Bartolomeo Eustachi (1500/1513–1574), war der erste, der die erste und zweite Dentition genauer untersucht hat und 1550 auch die Funktion der Pulpahöhle beschrieb.
Die morphologische Unabhängigkeit der beiden Zahnungen erkannte Vesals Nachfolger, Gabriele Falloppio, der auch erstmals den Zahnfollikel nannte. Die erste, von anderen heilkundlichen Disziplinen weitgehend unabhängige zahnheilkundliche Abhandlung in deutscher Sprache wurde von Walther Hermann Ryff um 1548 in Würzburg veröffentlicht.

#### Histologie
Im 16. Jahrhundert interpretierte Volcher Coiter im Gegensatz zu Vesal und zu seinen Bekannten Eustachi und Falloppio den Zahn nicht mehr als Knochen.
In der vormikroskopischen Ära des 16. und 17. Jahrhunderts haben neben Bartholomaeus Eustachius auch Marcello Malpighi (1628–1694) und Johann Jakob Rau (1668–1719) die Zahnhartgewebsstrukturen und ihre Entstehung erforscht. Mit der Entwicklung optischer Vergrößerungshilfen, vor allem durch Antoni van Leeuwenhoek (1632–1723), werden genauere histologische Untersuchungen der Zahnhartsubstanzen und Entdeckungen im Bereich der histologischen Abläufe während der Embryonalphase der Zähne möglich. Malpighi postuliert die Sekretionstheorie der Schmelzentstehung mittels eines verknöchernden Saftes, bei Eustachius findet sich erstmals die Erwähnung der Umwandlungstheorie. Alexander Nasmyth (1789–1849), Richard Owen (1804–1892), Anders Adolf Retzius (1796–1860), Jan Evangelista Purkyně (1787–1869), Albert von Koelliker (1816–1905), Wilhelm von Waldeyer-Hartz (1836–1921), Viktor von Ebner-Rofenstein (1842–1925), Gustav Preiswerk (1866–1908), John Tomes (1815–1895) ebenso wie sein Sohn Charles (1846–1928) und viele andere Forscher gaben damals der Zahnhistologie durch gründliche Bearbeitung des gesamten Gebietes die breite wissenschaftliche Basis.

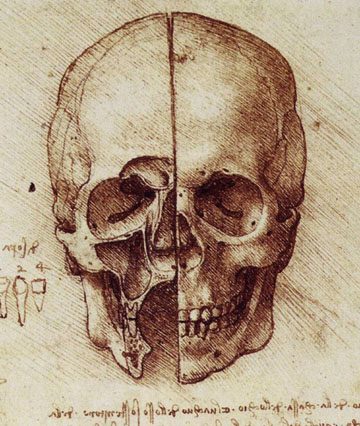
Leonardo da Vinci Schädelskizze
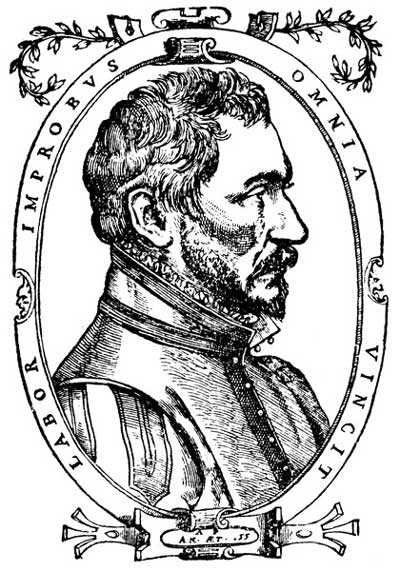
Ambroise Paré
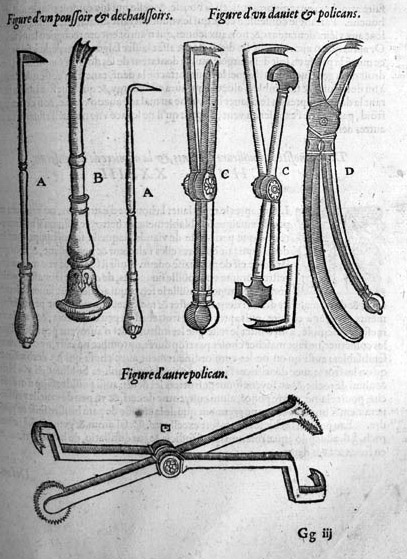
Extraktions Instrumente
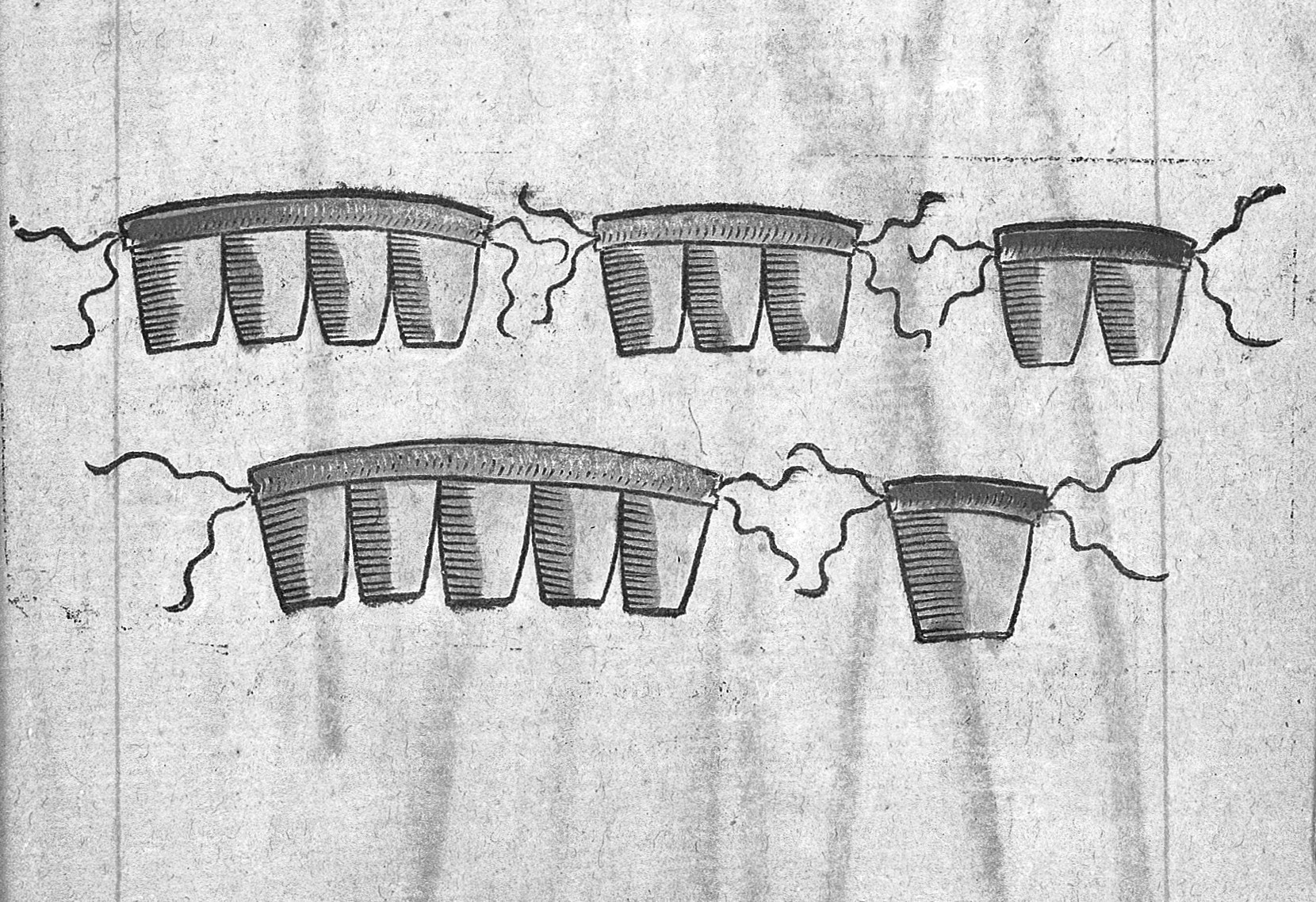
Prothesen
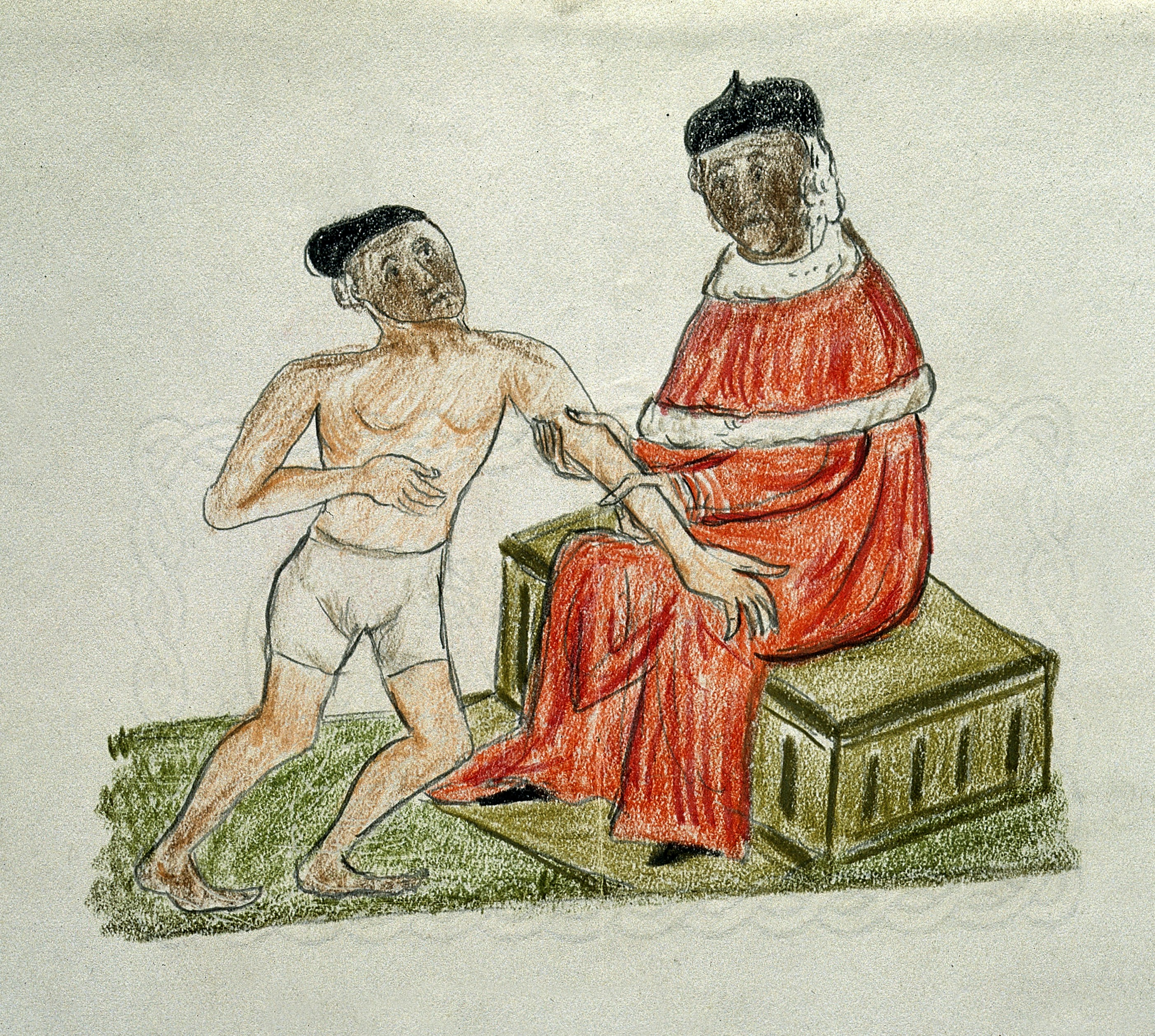
Guy de Chauliac
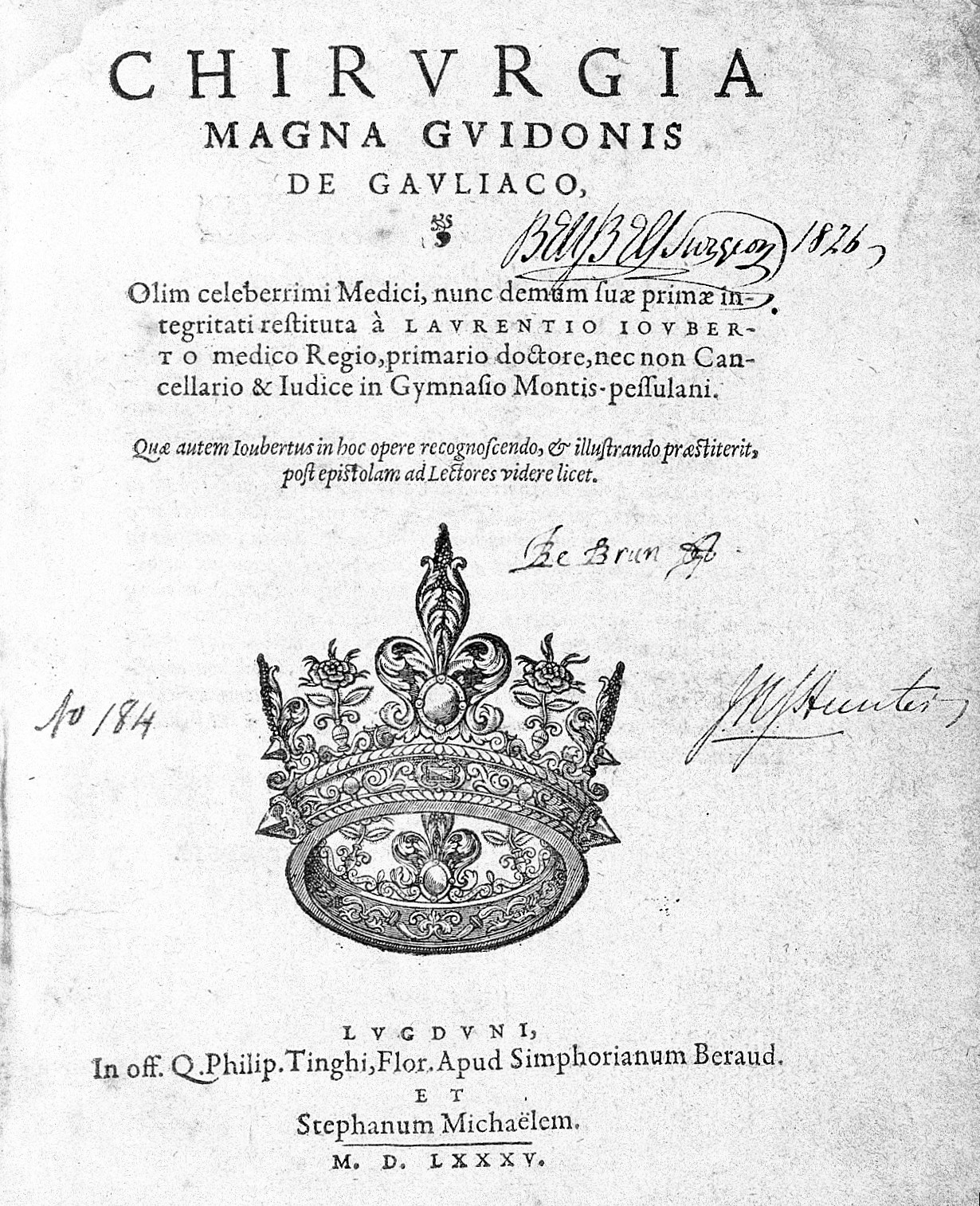
Chirurgia magna
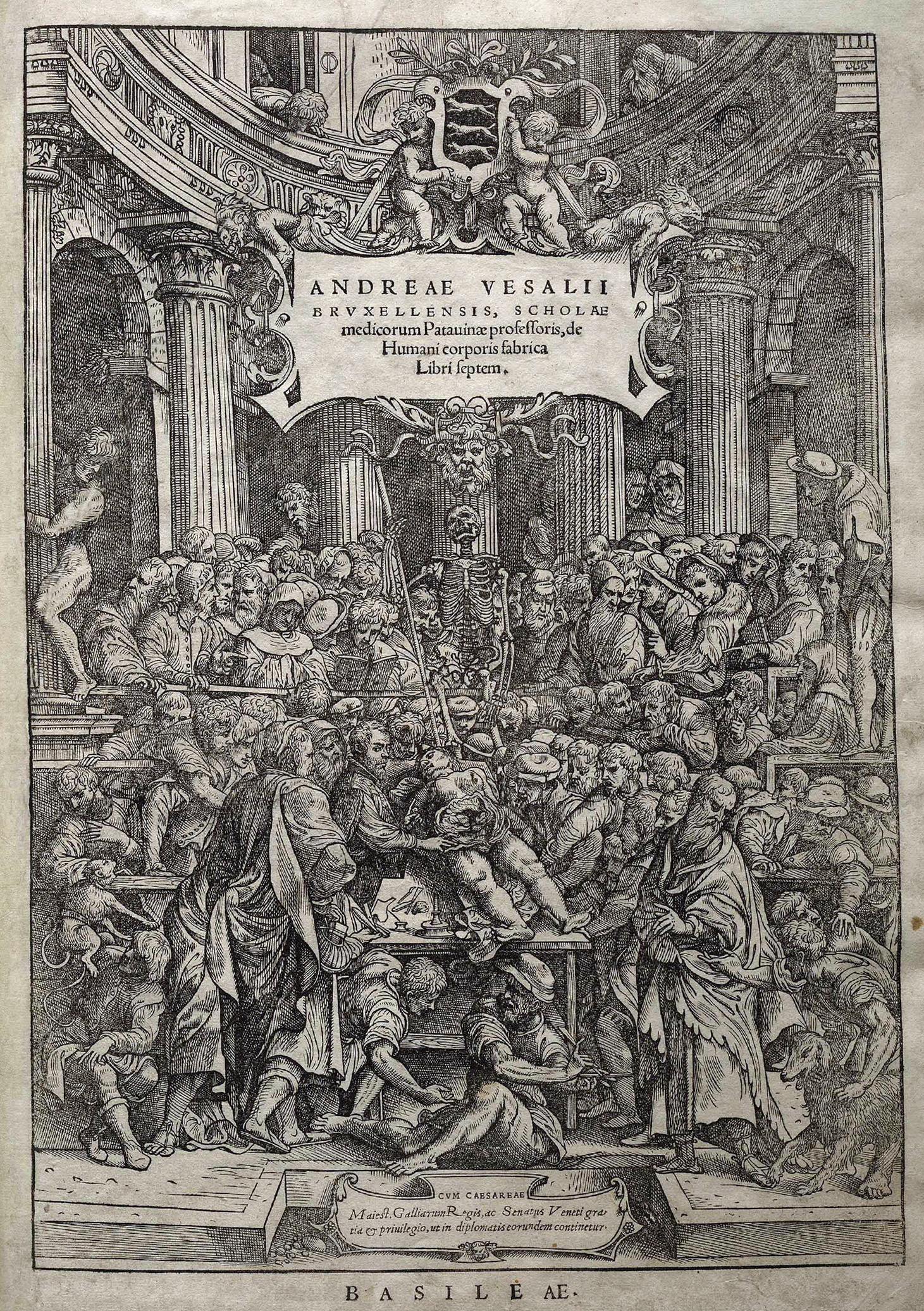
Vesalius
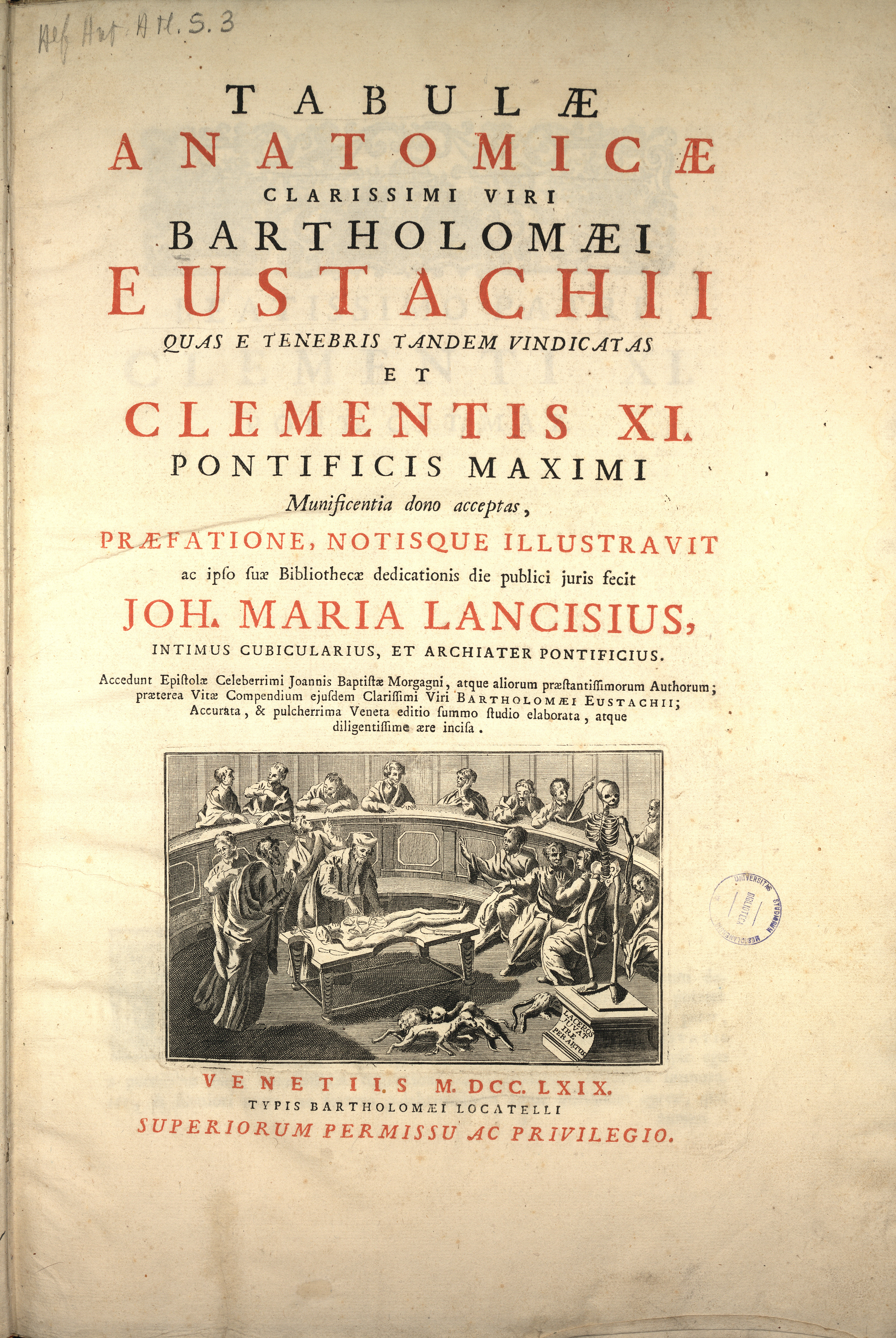
Tabulae anatomicae

Nur wenige Untersuchungen wurden bislang in der Neuzeit an mittelalterlichen Leichnamen vorgenommen, um etwa die Parodontitis-Erreger zu bestimmen. Im Rahmen einer Studie konnten größere Mengen Erbsubstanz aus dem Zahnstein eines 1000 Jahre alten Skeletts isoliert und entschlüsselt werden. Es handelt sich dabei um Zahnstein eines Mannes, der im Kloster Dalheim (Lichtenau) lebte. Dabei konnten wesentliche Teile des Genoms eines Parodontitis-Bakteriums rekonstruiert werden, und es wurde erstmals Erbmaterial von Nahrungsbestandteilen gefunden, darunter 40 opportunistische Erreger, Antibiotika-Resistenzgene, es gelang die Genomrekonstruktion des parodontalen Krankheitserregers Tannerella forsythia, von 239 Bakterien- und 43 menschlichen Proteinen. Die Entdeckung weist den Weg zu einem besseren Verständnis von Zahn- und Zahnfleischerkrankungen und zeigt auf, wie sich die menschliche Mundflora sowie Volkskrankheiten in der menschlichen Evolution entwickelt und angepasst haben.
Erst durch Pierre Fauchard wurden erneut Veränderungen eingeleitet.

## Protagonisten der Zahnheilkunde im 17. und 18. Jahrhundert

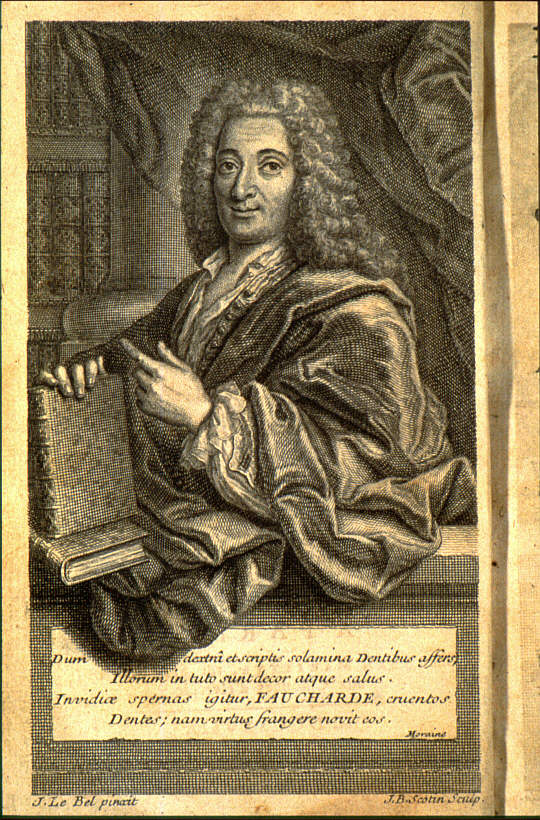
Pierre Fauchard

Während akademisch gebildete Ärzte physiologische und anatomische Gegebenheiten in ihren Publikationen beschrieben, wurde die praktische Ausübung der Zahnheilkunde im 17. Jahrhundert vor allem von Barbieren, Zahnbrechern, Marktschreiern und Quacksalbern betrieben. Im 18. Jahrhundert entwickelten sich dann eine selbstständige Zahnmedizin und damit einhergehend eine zunehmende Etablierung des Zahnärztestandes vor allem in den größeren europäischen Städten. Die Anerkennung als akademisches Fach begann im 18. Jahrhundert jedoch erst allmählich.

### Pierre Fauchard
Die Zahnheilkunde wurde in Europa erstmals in Frankreich als selbständige medizinische Disziplin eingeführt. Ludwig XIV. (1638–1715) erließ das Edikt Expert pour les dents („Spezialist für Zähne“), das den Barbieren die Zahnextraktion verbot und einen den Chirurgen gleichberechtigten Berufsstand des Chirurgien dentiste, des „zahnärztlichen Chirurgen“, einführte. In der Folge publizierte Pierre Fauchard (1678–1761) 1723 das Buch Le Chirurgien Dentiste ou Traite des dents („Der Zahnarzt oder die Behandlung der Zähne“). Fauchard gilt mit dieser Publikation als Vater der modernen Zahnheilkunde. Sein Buch war das erste, das umfassend die Zahnheilkunde beschrieb, einschließlich der Grundlagen der oralen Anatomie und Funktionsweise sowie chirurgischer, konservierender und prothetischer Behandlungsverfahren. Seine Überlegungen waren völlig neu. Die von ihm als „Deutsche Zahnwurm-Theorie“ bezeichnete Ursache der Karies lehnte er als falsch ab. Er habe oft durch ein Mikroskop geschaut und habe keine Würmer gefunden. Zucker schade sowohl dem Zahnfleisch als auch den Zähnen. Man solle den Genuss von Zucker in der täglichen Nahrung begrenzen. Die Milchzähne trennen sich scheinbar von ihren Wurzeln. Es sei jedoch falsch, wenn einige Zahnärzte behaupteten, sie hätten keine Wurzeln. (Die falsche Behauptung beruhte wohl darauf, dass ausgefallene Milchzähne keine Wurzeln mehr aufweisen, da diese vor dem Zahnwechsel resorbiert werden.) Der erste authentische Fallbericht einer homoplastischen Zahntransplantation (von Mensch zu Mensch) wurde 1728 durch Pierre Fauchard verfasst. Er beschrieb 1746 erstmals die klinischen Symptome einer Parodontitis. 1889 hat Théophile M. David (1851–1892) vorgeschlagen, die beschriebene Erkrankung nach ihrem Autor als „Maladie de Fauchard“ zu benennen. Sie war speziell im angelsächsischen Sprachraum als Rigg’s disease (engl.: Riggs-Krankheit) bekannt, nach dem amerikanischen Zahnarzt John Mankey Riggs (s. u.).
Fauchard empfahl Blei, Zinn oder Gold zur Füllung kariöser Zähne. Zähne sollten regelmäßig von einem Zahnarzt gereinigt werden. Er beschrieb Zahnregulierungen, wobei er bei unregelmäßig stehenden Zähnen empfahl, Platz zwischen ihnen durch Befeilen zu schaffen, die Zähne mit einer Pinzette zu lockern und mit Drähten die Zähne in ihrer neuen Position zu fixieren, bis sie wieder fest würden. Wenn ein Zahn ausgeschlagen werde, könne er replantiert (wieder eingepflanzt) werden und er werde über viele Jahre noch seinen Dienst versehen können. Er war ein vehementer Gegner zahnärztlicher Scharlatane und kritisierte deren untaugliche oder betrügerische Verfahren.

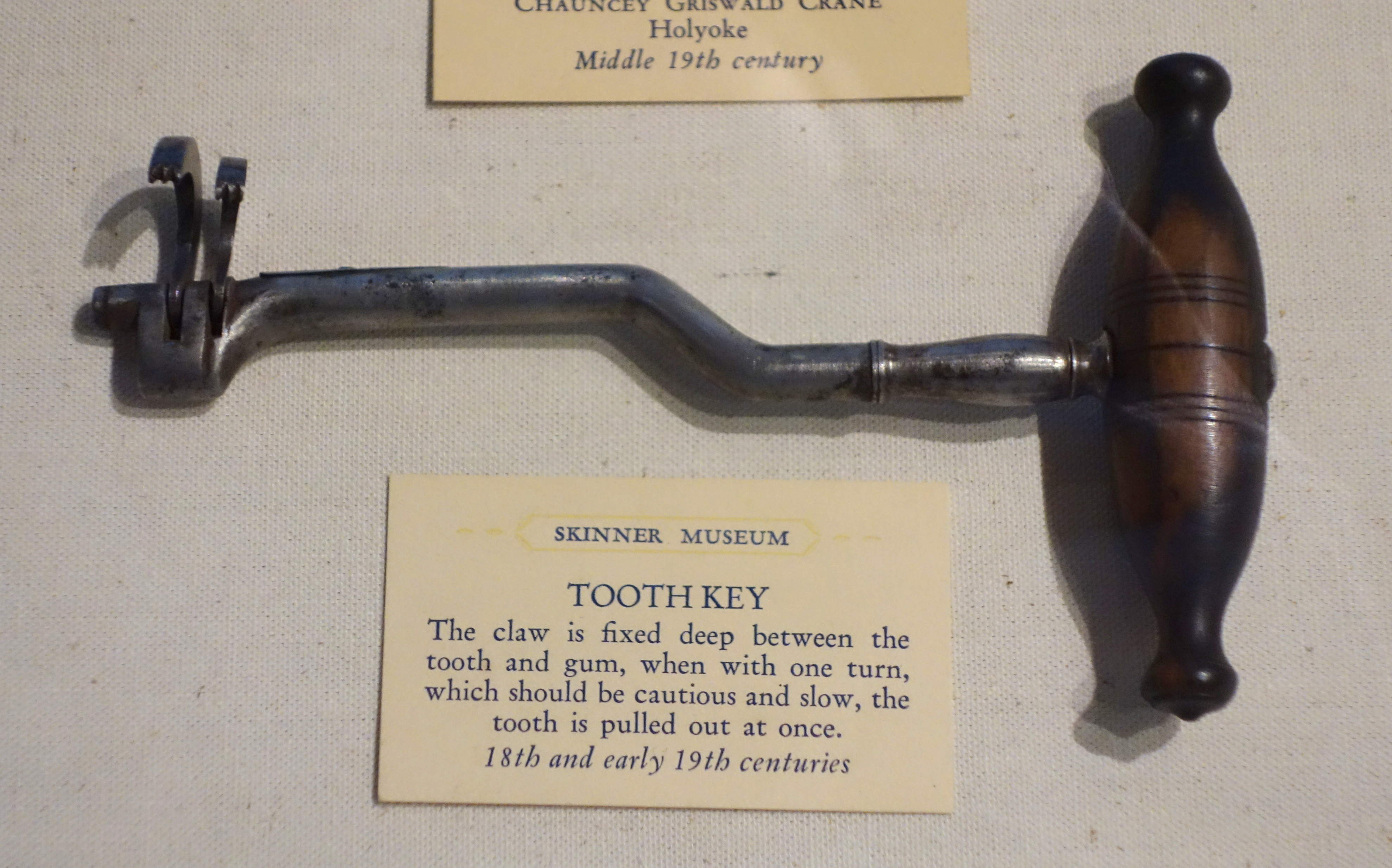
„Zahnschlüssel“, wie er im 17./18. Jahrhundert in Gebrauch war, Joseph Allen Skinner Museum, South Hadley, Massachusetts

So lehnte er ab, dass Salpetersäure und Schwefelsäure zur Zahnsteinentfernung auf die Zähne aufgetragen werden, wodurch die Zähne nur stark beschädigt und nachfolgend der Extraktion zuzuführen seien. Fauchard kritisierte die Verwendung von Rosshaar in Zahnbürsten, die zu weich seien, um Zahnbeläge entfernen zu können und forderte stattdessen die in China seit Beginn des 16. Jahrhunderts verwendeten Zahnbürsten aus Schweineborsten zu verwenden, beziehungsweise mit Schwämmchen oder Läppchen zu reinigen. Um 1700 erfand Christoph von Hellwig eine Zahnbürste in der heutigen Form. Mit der Erfindung des Nylons wurden 1938 durch das US-amerikanische Unternehmen DuPont die ersten Nylonzahnbürsten hergestellt.
Ebenso deckte er auf, dass Scharlatane die Zähne mit billigem Zinn oder Blei füllten, diese nur durch eine dünne Goldschicht bedeckten und sie als teure Goldfüllungen verkauften. Blattgold zum Ersatz von Zahnhartgewebe wurde im arabischen Raum schon im achten Jahrhundert benutzt. Erste schriftliche Hinweise im europäischen Raum auf Goldfolie als Füllungsmaterial für Zähne finden sich erst Mitte des 15. Jahrhunderts. 1484 verwendete Giovanni d'Arcoli erstmals Goldfolie als Füllungsmaterial für kariöse Zähne. Die Goldhämmerfüllung in einem Molar (Backenzahn) ist bei der im Jahr 1601 beigesetzten Anna Ursula von Braunschweig-Lüneburg dokumentiert. Damals wurde die Goldfüllung im Gegensatz zur Moderne nicht aus verflüssigtem Metall gegossen, sondern mittels Kaltverschweißung gelegt. Diese beruht auf der Eigenschaft von Gold, in hochreinem Zustand an seiner Grenzfläche Atombindungen zu bilden und dadurch auszuhärten. Die Goldfolie wird dabei mit einem Hämmerchen (daher der Name) in den Zahn geklopft (kondensiert). Einen Aufschwung erfuhr die Goldhämmerfüllung in den Vereinigten Staaten 1855 durch Robert A. Arthur sowie durch William Gibson Arlington Bonwill und hat sich bis in die Neuzeit als Füllungsverfahren erhalten, da sie eine zahnsubstanzschonende Restaurationstechnik darstellt.

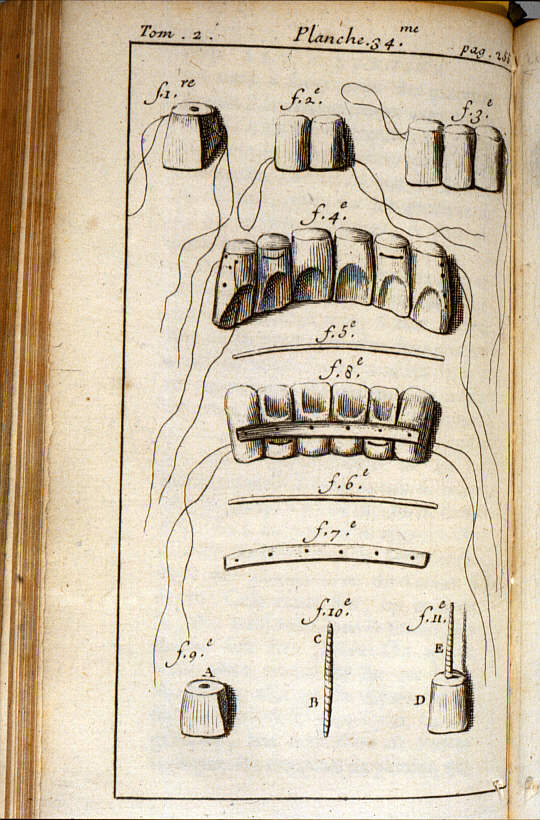
Dia- gramme
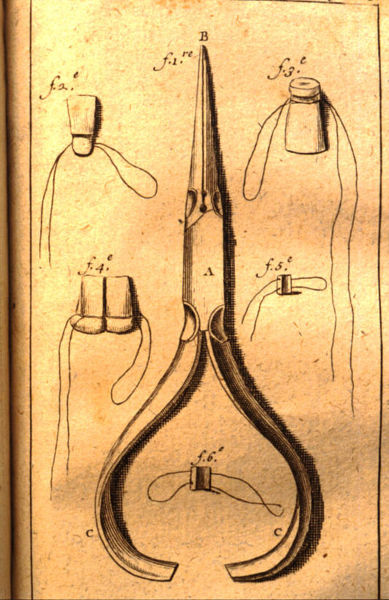
Spitz- zange
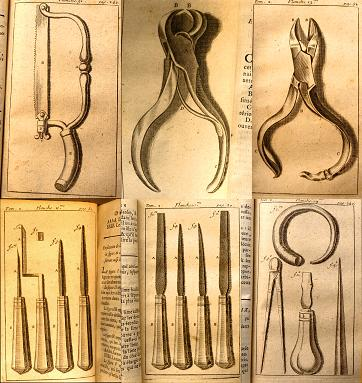
Instrumente
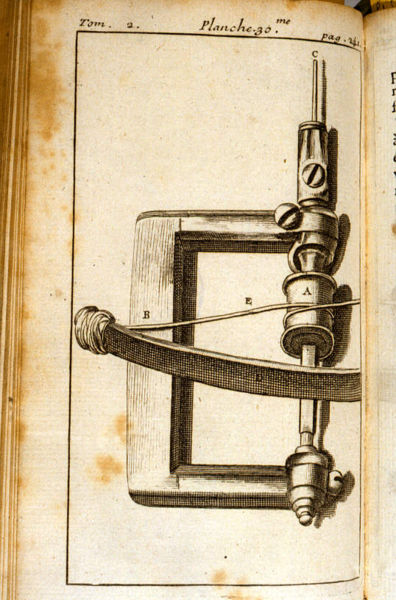
Bohr- maschine
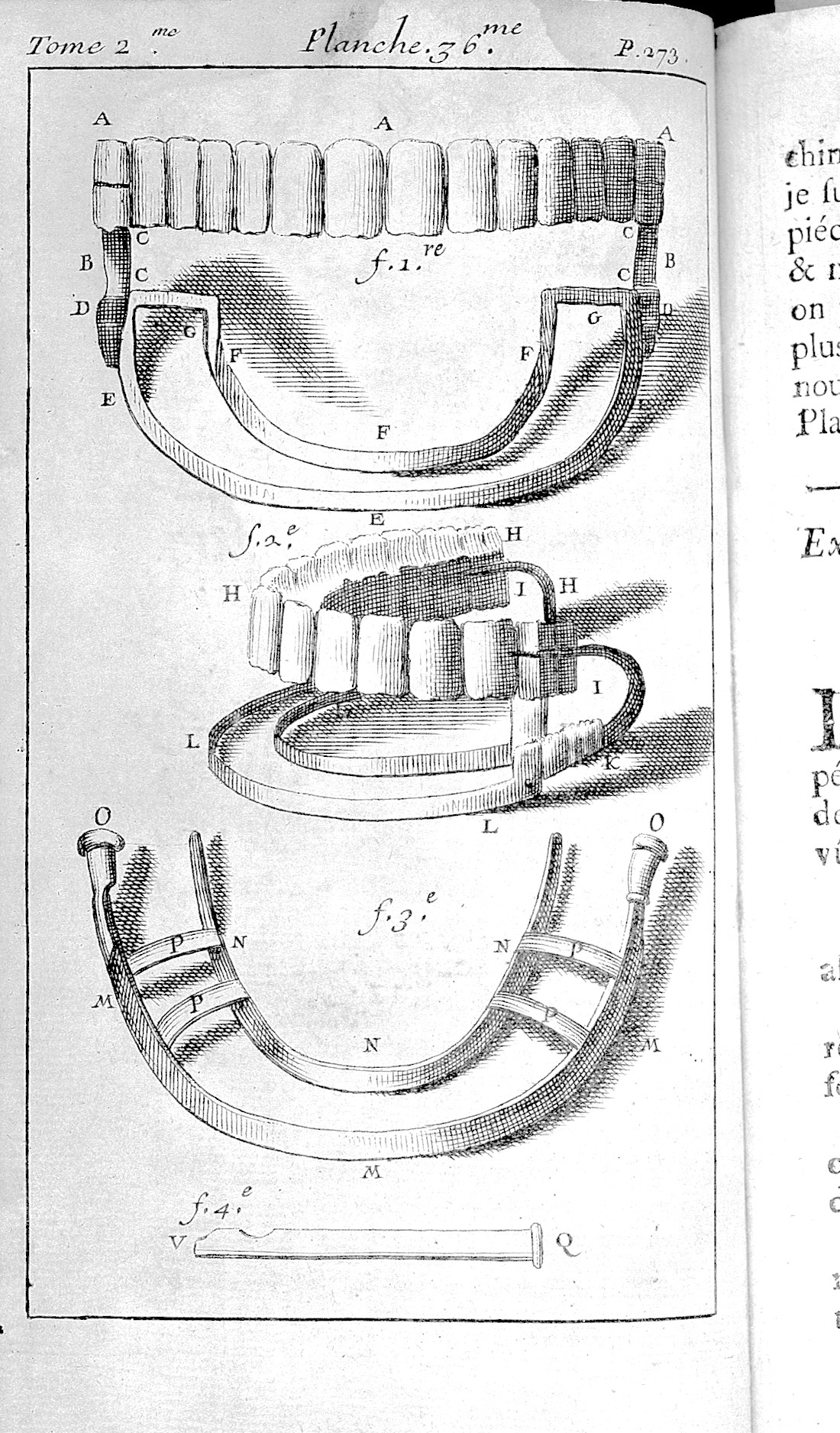
Zahn-ersatz

#### Die Revolution des Lächelns

Jean-Jacques Rousseau

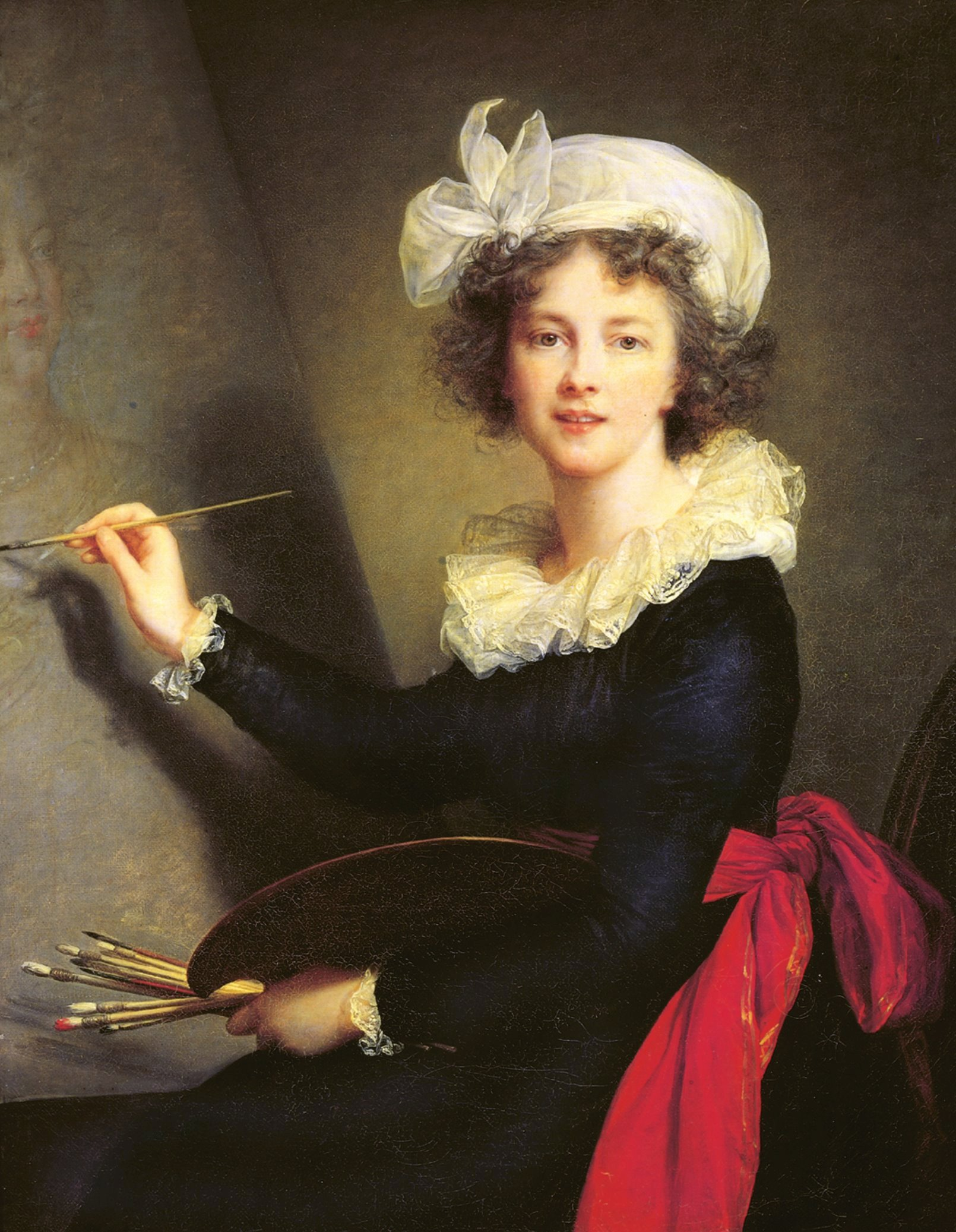
Selbstporträt von Élisabeth Vigée Le Brun

In seinem Buch The Smile Revolution in Eighteenth Century Paris (Die Revolution des Lächelns in Paris des 18. Jahrhunderts) beschreibt Colin Jones, dass in der damaligen Zeit das Lächeln, bei dem Zähne sichtbar geworden wären, insbesondere am Hofe, verpönt war. Schmallippiges Lächeln war als Bestandteil der körperlichen Kontrolle erforderlich, um in der Welt des königlichen Hofes Ludwig XIV. (1638–1715) zu überleben. Es war auch ein soziales Merkmal: kein Höfling wollte mit offenem Mund gesehen, geschweige porträtiert werden. Zahnlücken und hässliche dunkle Zähne waren weit verbreitet, insbesondere auch wegen des dekadenten Lebens und der reichlich zuckerhaltigen Ernährung. Lächeln galt aber auch als ein Zeichen von Leichtgläubigkeit, von Leichtsinn oder schlechter Manieren, im schlimmsten Fall ein Merkmal eines Wahnsinnigen. Im 18. Jahrhundert bewirkten jedoch literarische Werke und Bühnenwerke von Samuel Richardson (1689–1761) und Jean-Jacques Rousseau (1712–1778) einen Sinneswandel. Richardsons Werk begründete die Schule der empfindsamen Literatur. Gefühle sollten durch ein charmantes Lächeln gezeigt werden, was jedoch nur den sozialen und kulturellen, begüterten Eliten möglich war, die sich teure Zahnbehandlungen leisten konnten. Zähne und Zahnärzte wurden „chic“, was vor allem auf Fauchards besondere Fachkenntnisse zurückzuführen war. Er konnte, zumindest teilweise, die damals üblichen brutalen Zahnreißermethoden ersetzen und widmete sich der Zahnerhaltung und Prävention. Nicolas Dubois de Chémant fertigte teuren Zahnersatz mit Porzellanzähnen an (s. u.).
Ausstellungsbesucher wären im Herbst 1787 am liebsten im Erdboden versunken, als sie an den Wänden des Louvre ein Selbstporträt der bedeutenden Künstlerin Marie Louise Elisabeth Vigée Le Brun (1755–1844) zu sehen bekamen. Das Problem war ihr Mund. Er lächelte – nicht nur wie das rätselhafte Lächeln der Mona Lisa, sondern mit einem Lächeln, das ihre Zähne zeigte. „War Vigée Le Brun etwa verrückt, eine Schlampe oder gar irgendeine Art von wildgewordener Revolutionärin?“ Das einzige, was den Besuchern übrig blieb, war so zu tun, als wäre ihnen nichts aufgefallen. Zunehmend verbreitete sich jedoch mit der Französischen Revolution (1789–1799) das „Pariser Lächeln“ in vielen Varianten. Bald wurde es jedoch vom Terror unterdrückt und ging in ein Lächeln der Resignation über, bis hin zum verzweifelten Lächeln der Opfer auf dem Schafott. Lächeln war nicht mehr ein Ausdruck von Offenheit, sondern machte verdächtig. Den Menschen verging das Lächeln und damit wurden auch die Zahnärzte – auch durch einige „Reformen“ – an den Rand der Gesellschaft gedrückt und verloren ihre Reputation. Die „Revolution des Lächelns“ fand ein Ende.

### Philipp Pfaff

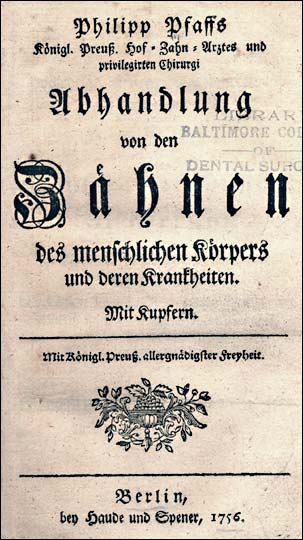
Abhandlung von 1756

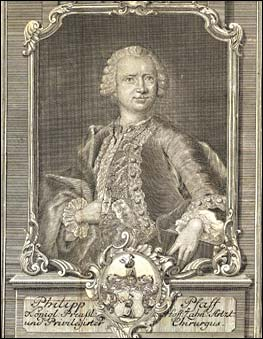
Phillip Pfaff

Fauchards Pendant war in Deutschland Philipp Pfaff (1713–1766), der 1756 das erste Lehrbuch über Zahnmedizin in deutscher Sprache veröffentlichte: Abhandlung von den Zähnen des menschlichen Körpers und deren Krankheiten. Er beschrieb unter anderem die Abformung des Kiefers mit Siegelwachs, wobei der erstmals mit Gips ausgegossene Abdruck als Modell zur Herstellung von Zahnersatz diente. 1840 beschleunigten die Amerikaner L. Gilbert und W. H. Dwinelle die Abbindung des Gipses durch Zusätze von Salzen und verwandelten ihn damit zu einem geeigneten Abformmaterial. Gips fand dadurch beim funktionellen Gipsabdruck bei zahnlosen Patienten Anwendung.
Die „direkte Überkappung“, eine Abdeckung der vitalen (lebenden), eröffneten Zahnpulpa (Zahnnerv) mit Goldplättchen, geht auf Pfaff zurück. Ferner veröffentlichte er die erste Beschreibung einer extraoralen retrograden Wurzelkanalfüllung im Rahmen einer Zahnreplantation. Dabei wird am extrahierten Zahn der Wurzelkanal von der Wurzelspitze aus verschlossen und anschließend der Zahn replantiert (wieder eingepflanzt). Pfaff wurde von Friedrich dem Großen zum Hofzahnarzt ernannt. Nach ihm ist das Philipp Pfaff Institut, die gemeinsame Fortbildungsakademie der Zahnärztekammer Berlin und der Landeszahnärztekammer Brandenburg, benannt.

### John Hunter

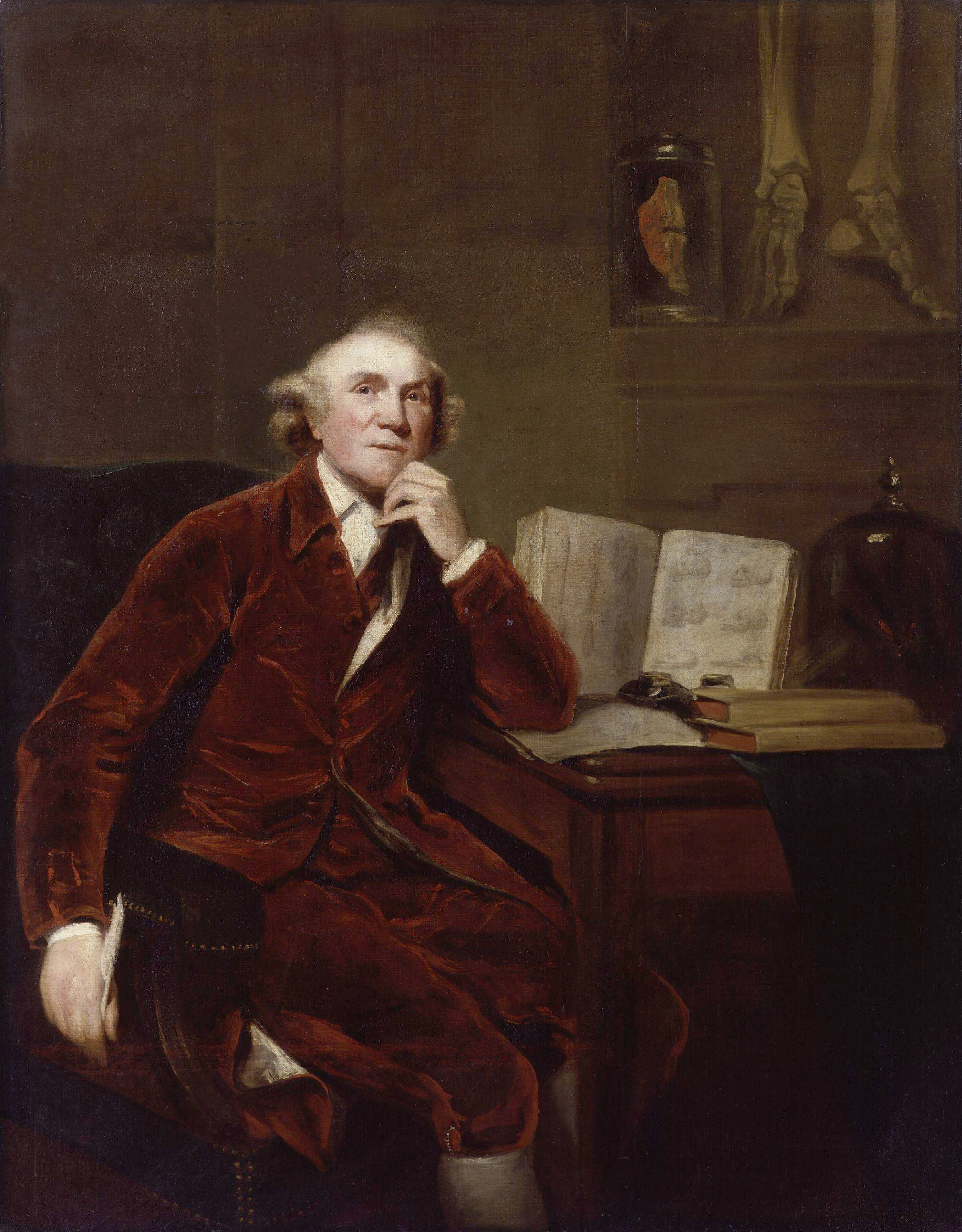
John Hunter

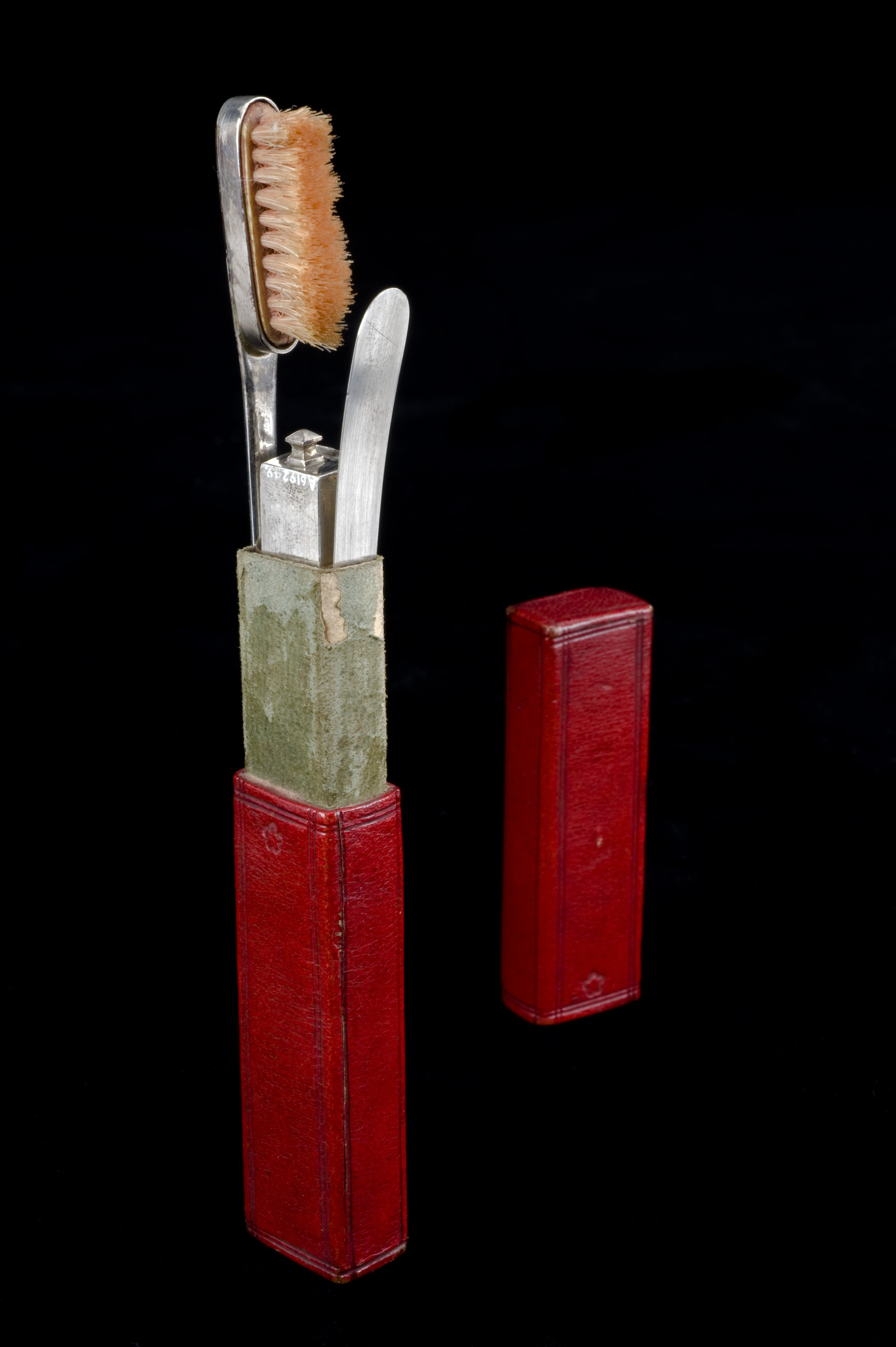
Zahnputzreiseset aus Silber, Birmingham 1793, Hersteller: Samuel Pemberton. Es wurde „Morocco cased“ genannt.

In England verfasste der Schotte John Hunter (1728–1793), ein Wundarzt und Anatom, der als Begründer der wissenschaftlichen Chirurgie gilt, 1771 The Natural History of the Human Teeth (aus dem Englischen übersetzt: John Hunters natürliche Geschichte der Zähne und Beschreibung der Krankheiten. […] Leipzig 1780) und 1778 A Practical Treatise on the Diseases of the Teeth („Eine praktische Abhandlung zu den Krankheiten der Zähne“) mit erstmals wissenschaftlich detaillierten Beschreibungen zur Anatomie, Physiologie und Pathologie der Zähne. Weite Teile der englischen Gesellschaft waren Schotten gegenüber seit dem Zweiten Jakobitenaufstand feindselig eingestellt. In dieser Situation blieb Hunter zunächst nichts anderes übrig, als sich derjenigen Tätigkeit zuzuwenden, die unter Medizinern das niedrigste Ansehen genoss und üblicherweise von Quacksalbern und Barbieren ausgeübt wurde: der eines Zahnarztes. Er schuf die ausführlichste Abhandlung über die Zahnheilkunde jener Zeit. Das Interesse Hunters galt unter anderem der Transplantation von Zähnen. Er übersah jedoch, dass in zahlreichen Fällen durch die Transplantation Infektionskrankheiten, insbesondere die Syphilis übertragen wurde. Er glaubte, dass dies nur bei eitrigen Zähnen möglich sei. Zahlreiche Zahnbehandler entwickelten daraufhin verschiedene Voraussetzungen, die ein Zahnspender zu erfüllen hatte, um die Übertragung von Krankheiten zu minimieren. Zahntransplantation wurde bereits von den alten Ägyptern, später auch von den Etruskern, den Griechen und den Römern durchgeführt. Erste schriftliche Anhaltspunkte finden sich im Jahr 1594. 1685 wurden von Charles Allen (York) detaillierte Ausführungen zur heteroplastischen Zahntransplantation (von Tier zu Mensch) gemacht, einschließlich der Beschreibung, wie dazu das Tier gefesselt werden müsse. Es war das erste zahnmedizinische Büchlein, das im englischen Sprachraum erschienen ist und erstaunliche Erkenntnisse in Anatomie und Physiologie enthält. In den 1930er Jahren wurde die Heilung transplantierter Zähne erstmals histologisch durch Heinrich Hammer (1891–1972) untersucht. Nur bei vollständigem Erhalt des Desmondonts (Wurzelhaut) kommt es zu einer Einheilung, sonst heilt das Transplantat zunächst knöchern ein und wird anschließend resorbiert. Hunter forschte ferner auf dem Gebiet der Kieferorthopädie (s. u.) und schlug vor, vor der Füllungstherapie kariöser Zähne, die Zahnpulpa zu entfernen. Zudem beschäftigte er sich auch mit der Behandlung von Anomalien der Zahnstellung.

### James Lind

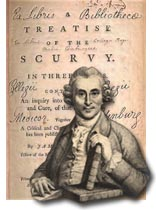
James Lind

Skorbut (engl.: Scurvy) war seit dem 2. Jahrtausend v. Chr. in Ägypten als Krankheit bekannt. Später schrieben auch Hippokrates und Plinius darüber. Es treten neben weiteren gravierenden Symptomen Zahnfleischbluten und Gingivahyperplasien auf. Die gestörte Kollagensynthese führt unter anderem zu einer verminderten Synthese der hauptsächlich aus Kollagen bestehenden Sharpey-Fasern des Zahnhalteapparates (Parodontium), was zum Zahnverlust führt. Die Erkrankung tritt bei anhaltendem Fehlen von Ascorbinsäure (Vitamin C) in der Nahrung nach etwa vier Monaten auf und führt unbehandelt zum Tode.
Im Zeitalter der Entdeckungen, etwa vom 15. bis zum 18. Jahrhundert, führte Skorbut zu einem Massensterben von Seeleuten; so verlor zum Beispiel das Schiff von Vasco da Gama auf einer Reise von 160 Mann Besatzung etwa 100 Mann durch Skorbut. Grund für das häufige Auftreten von Skorbut auf See war die einseitige Ernährung, die – mangels Konservierungsmöglichkeiten – hauptsächlich aus Pökelfleisch und Schiffszwieback bestand. 1734 forderte der Theologe und Mediziner Johann Friedrich Bachstrom die Verwendung von frischem Obst und Gemüse zur Heilung von Skorbut. Dass Zitrusfrüchte gegen Skorbut helfen, war mindestens seit 1600 bekannt, als ein Arzt der East India Company sie für diesen Zweck empfohlen hatte, doch hatte sich ihre Verwendung vorerst nicht durchgesetzt. Erst als der britische Schiffsarzt James Lind 1754 zeigen konnte, dass Zitrusfrüchte gegen Skorbut helfen, verlor die Krankheit ihren Schrecken. Lind war der Erste, der ab 1747 ihren Effekt in einem systematischen Versuch untersuchte. Es handelt sich dabei um eine der ersten kontrollierten Vergleichsstudien in der Geschichte der Medizin. Für seinen Versuch teilte er zwölf skorbut-kranke Matrosen in sechs Gruppen ein. Alle erhielten dieselbe Diät und die erste Gruppe außerdem ein Quart (einen knappen Liter) Apfelwein täglich. Gruppe zwei nahm 25 Tropfen Schwefelsäure ein, Gruppe drei sechs Löffel Essig, Gruppe vier eine halbe Pinte (knapp ein Viertel Liter) Seewasser, Gruppe fünf zwei Apfelsinen und eine Zitrone und die letzte Gruppe eine Gewürzpaste sowie Gerstenwasser. Die Behandlung von Gruppe fünf musste abgebrochen werden, als nach sechs Tagen die Früchte ausgingen, aber zu diesem Zeitpunkt war einer der Matrosen bereits wieder dienstfähig und der andere beinahe erholt. Bei den übrigen Versuchsteilnehmern zeigte sich nur in der ersten Gruppe ein gewisser Effekt der Behandlung. An Land trat Skorbut ebenfalls auf, besonders in den Wintermonaten, in belagerten Festungen, in Gefängnissen oder bei den ersten Nordamerika-Siedlern, wo Obst und Gemüse anfangs knapp waren. Im 20. Jahrhundert trat Skorbut massenhaft während des Ersten und Zweiten Weltkrieges sowie in den deutschen Konzentrationslagern und im sowjetischen Gulag auf.
Die Bezeichnung Ascorbinsäure (zuvor Hexuronsäure) ist 1933 durch Albert Szent-Györgyi und Walter Norman Haworth von der lateinischen Bezeichnung der Krankheit scorbutus abgeleitet worden, mit der verneinenden Vorsilbe a- (weg-, un-) – „die antiskorbutische Säure“. 1934 begann der Pharmakonzern Roche als erste Firma mit der synthetischen Produktion von Vitamin C gegen diese Vitaminmangelkrankheit. Noch 1936 berichteten Roche-Mitarbeiter, dass die Spezialisten unter den Ärzten die Vitamin-Therapie schlicht ablehnten, 80 Prozent würden über den „Vitamin-Fimmel“ sogar lachen. In einem firmeninternen Schreiben hieß es damals, dass zunächst „überhaupt erst das Bedürfnis“ nach Vitaminen geschaffen werden müsse. Regelmäßig werde Vitamin C nur eingenommen, „wenn etwas Hokuspokus gemacht“ werde. Die Nationalsozialisten förderten daraufhin in Deutschland die Versorgung der Bevölkerung mit Vitaminen sehr aktiv. Sie wollten so den „Volkskörper von innen stärken“, weil sie davon überzeugt waren, dass Deutschland den Ersten Weltkrieg auch als Folge von Mangelernährung verloren hatte. 1944 bestellte die Wehrmacht 200 Tonnen Vitamin C, unter anderem bei Roche.

### Weitere Protagonisten vom 17. bis zum 19. Jahrhundert

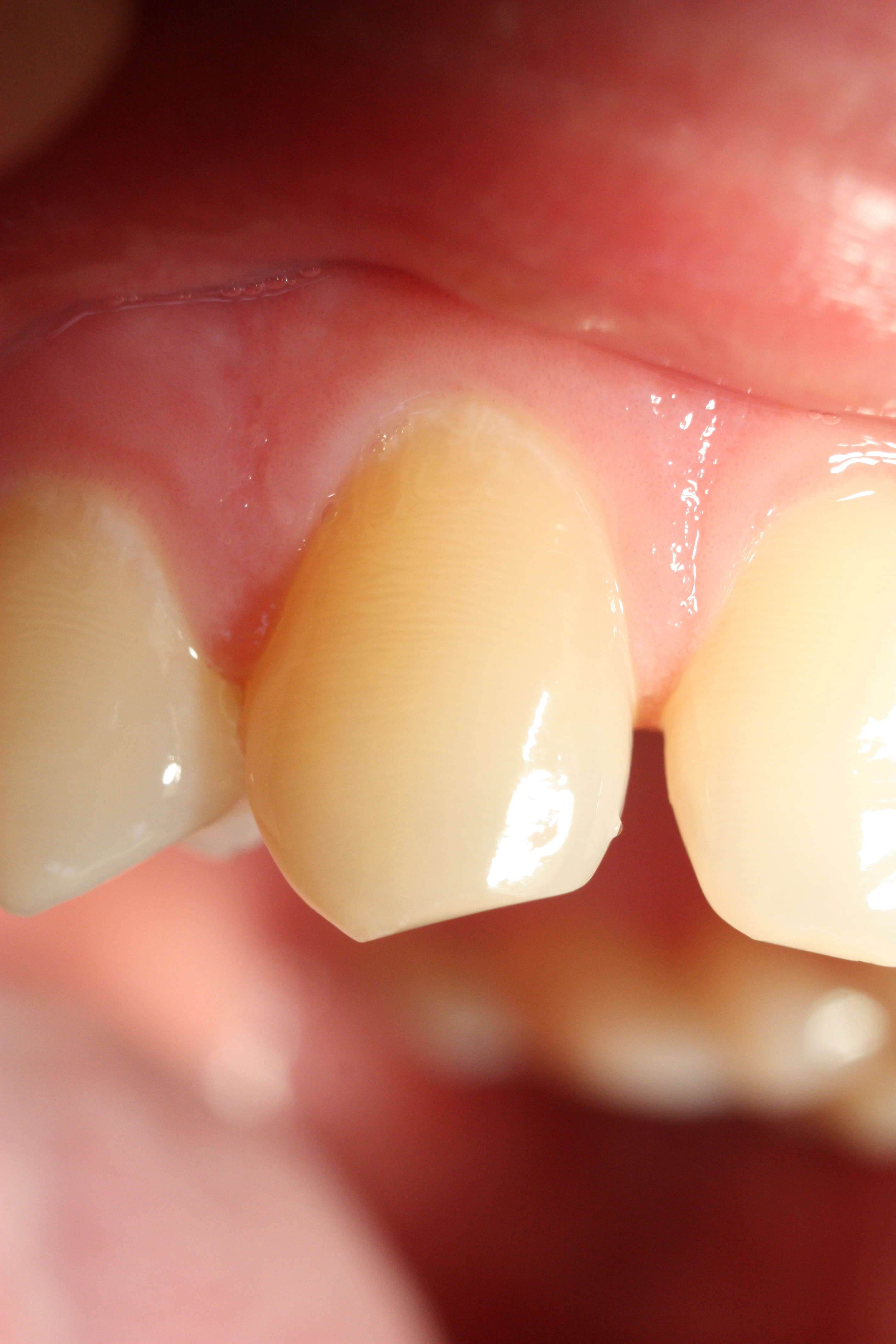
Oberkiefer-Frontzahn, bei dem die Retzius-Streifen in der vollen Bildauflösung gut zu erkennen sind

Vor allem in Frankreich, in Italien und Spanien erschienen weitere Werke, die die Zahnmedizin ganz oder teilweise zum Inhalt hatten:
- Jacques Guillemeau (1549–1613), Les Œuvres de chirurgie, 1602
- Wilhelm Fabry von Hilden (1560–1634), Stadtarzt und Chirurg in Bern, beschrieb die Entfernung von Kiefergeschwülsten.[158]
- Pierre Dionis (1643–1718), Cours d’opérations de chirurgie, 1707; mehrere Auflagen.
- Johann Scultet (1595–1645), L’arcenal de Chirurgie, 1712
- Étienne Bourdet (1722–1789), Recherches et observations sur toutes les parties de l’art du dentiste, 1757
- Antonio Campani (1738–1806), Odontologia ossia trattato sopra i denti opera, 1786
- Félix Pérez Arroyo, (1755–1809), Tratado de las operaciones en la dentadura, 1799
- Louis Laforgue, (?–1816), L’Art du dentiste ou Manuel des opérations, qui se pratiquent sur les dents, Paris 1802
- Jean-Baptiste Gariot (1761–1835), Traité des maladies de la bouche, 1805
- Joseph Fox (1755–1816), erste Anleitungen zu Zahnregulierungen, die bis etwa 1850 in England befolgt wurden.
- J.-C. F. Maury (1786–1840), Traité complet de l’art du dentiste d’après l’état actuel des connaissances, 1828
- Jakob Calmann Linderer (1771–1840), Lehre von den gesammten Zahnoperationen nach den besten Quellen und eigener vierzigjährigen Erfahrung. Berlin 1834; Neudruck Bremen 1981[159][160][161]
- Joseph Linderer (* 1809, Jakobs Sohn), Jakob Calmann Linderer: Handbuch der Zahnheilkunde, enthaltend Anatomie und Physiologie, Materia medica dentaria und Chirurgie, Berlin 1837[162]
- Joseph Linderer: Die Erhaltung der eigenen Zähne in ihrem gesunden und kranken Zustand, Berlin 1842
- Pierre-Joachim Lefoulon, (?–1841), Nouveau traité théorique et pratique de l’art du dentiste, 1841
- Edmond Andrieu (1833–1889), Traité de dentisterie opératoire, 1889

### Grundlagenforschung
Erst als die Anatomie und die Physiologie entsprechende Fortschritte in der Grundlagenforschung gemacht hatten, konnte auch die Zahnheilkunde allmählich im 19. Jahrhundert zu einer selbständigen Wissenschaft werden. Hierzu gehören in erster Linie die einschlägigen mikroskopischen Untersuchungen von Jan Evangelista Purkyně (1787–1869), Anders Adolf Retzius (1796–1860) und Albert von Koelliker (1817–1905).
Erstmals für die verschiedenen Anwendungen spezialisierte Zangen stellte Johann Jakob Heinrich Bücking 1782 vor. Extraktionszangen gehen in ihrer heutigen Form auf den englischen Kieferchirurgen John Tomes (1815–1895) zurück. Die von ihm 1840 entdeckte Tomes-Faser ist nach ihm benannt, der Zellfortsatz eines Odontoblasten (Dentinbildner), der sich in den Dentinkanälchen befindet. Er wurde auf Grund dieser und anderer Verdienste um die Zahnmedizin zum ersten Präsidenten der British Dental Association gewählt.
Im Jahr 1801 hatte der Arzt Benjamin Rush den Zusammenhang von Zahnerkrankungen mit anderen Krankheitsherden (im Sinne der späteren, 1916 von Frank Billings (1854–1932) und Edward Charles Rosenow (* 1875) geförderten Lehre von der Fokalinfektion) erkannt.

## Historische Behandlungsformen

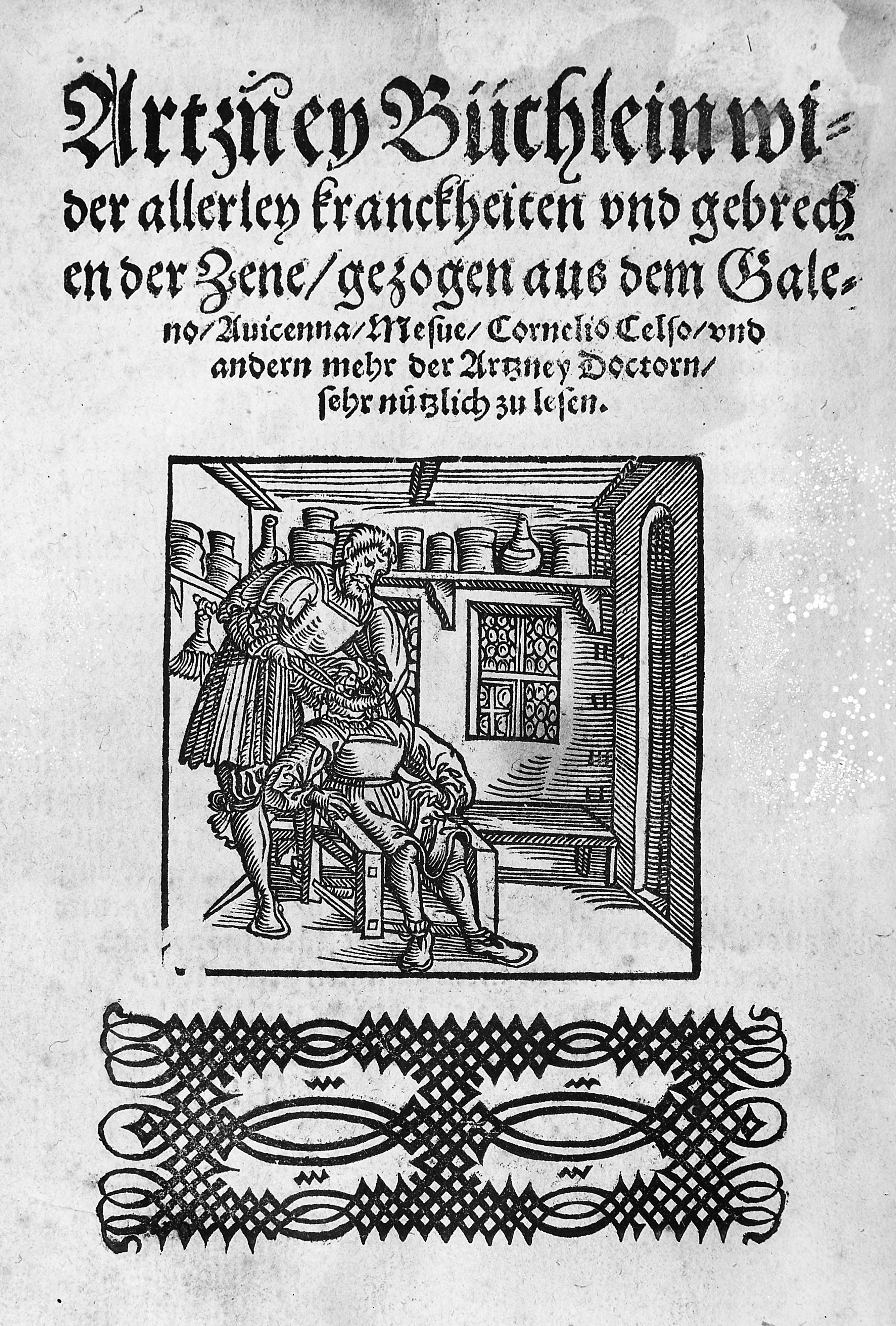
Zene Artzney Buchlein wider allerlei kranckeyten und gebrechen der tzeen

### Rekonstruktive Zahnheilkunde

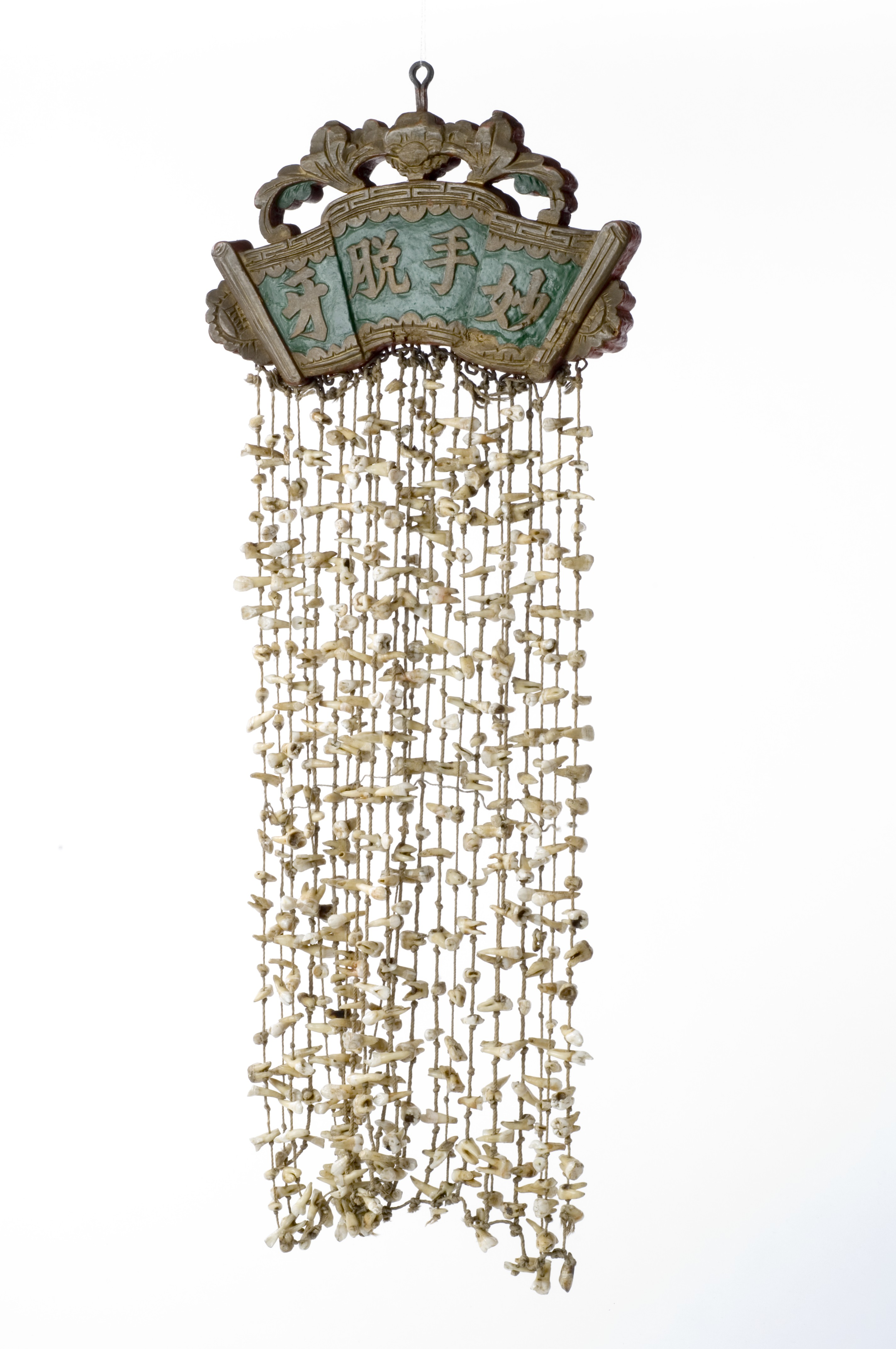
Zahnärztliches Reklameschild aus China mit aufgereihten extrahierten Zähnen

Es gibt Hinweise darauf, dass Zahnamalgam bereits zu Beginn der Tang-Dynastie (chinesisch 唐朝, Pinyin táng cháo) in China (618–907 n. Chr.) als Füllungsmaterial verwendet wurde, wie man Schriften des chinesischen Arztes Su Kung (蔌哭嗯) aus dem Jahre 659 entnehmen kann. Als „silberner Teig“ kehrt Amalgam im Ta-Kuan Pent-ts'ao (大观被压抑的曹操) um 1107 wieder. Auch in der Ming-Periode (chinesisch 明朝, Pinyin míng cháo) wird die Legierung 1505 und 1596 (von Li Shizhen 李时珍) erwähnt. 1505 beschreibt Liu Wen t'ai (刘雯台) die genaue Zusammensetzung: „100 Teile Quecksilber, 45 Teile Silber und 900 Teile Zinn, die in einem eisernen Topf zu verrühren sind.“
Obwohl landessprachliche Spezialtraktate zur Zahnbehandlung seit dem 14. Jahrhundert auftreten, ist fachliterarisch „der Ottinger“, nach einem Zahnbehandler benannt, seit dem 15. Jahrhundert belegt. 1530 erschien das Mittweidaer Zene Artzney Buchlein wider allerlei kranckeyten und gebrechen der tzeen, ein „kleines Heilbuch für alle Arten von Krankheiten und Gebrechen der Zähne“, das erste Buch, das ganz der Zahnheilkunde gewidmet ist, geschrieben für Barbiere und Wundärzte, die den Mund behandeln. Es deckt Themen wie Mundhygiene, Zahnextraktion, Bohren der Zähne und die Anfertigung von Goldfüllungen ab. Es hält Ratschläge bereit, „wie den kindern zu helffen ist, daß in [ihnen] ir zene leichtlich wagsen“: Man soll die Kleinen häufig baden und danach das Zahnfleisch mit einem Finger, der zuvor in warmes Hühner-, Gänse- oder Entenfett getaucht worden ist, „subtil reiben und trucken“. Wenn die Zähne durchbrechen, so nimmt man „fein subtile“ Wolle vom Hals eines Schafes, taucht sie in warmes Kamillenöl und legt sie anschließend auf den Hals und die Wangen des Säuglings. Manchmal versuchte man auch, „schweres“ Zahnen dadurch zu erleichtern, dass man dem Kind eine eingefettete Fledermaus um den Hals hing. Häufiger war vermutlich jedoch – wie schon im Hochmittelalter – die direkte Applikation von Fett.
Als eine der ersten zahnheilkundlichen Monographien gilt der sogenannte „Nützliche Bericht“ Walther Hermann Ryffs von 1548: Nützlicher bericht, wie man die Augen und das Gesicht, wo dasselbig mangelhafft, bloede dunckel oder befinstert, Scherpfen, gesundt erhalten, stercken und bekrefftigen soll. […] Mit weitterer unterrichtung wie man den Mundt, die Zaen und Biller frisch, rein, sauber, gesund, starck und fest erhalten […].
Wer sich kein Gold leisten konnte, bekam in der Regel eine Füllung aus Blei (von lateinisch plumbum „Blei“ leiten sich die Bezeichnungen Plombe und plombieren ab) oder – weniger dauerhaft – aus den Harzen Galbanum oder Opopanax.

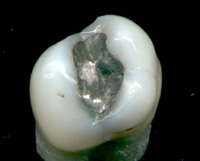
Amalgamfüllung

Da das Blei zu weich war, ging die Suche nach einem haltbaren Material weiter. In Deutschland wurde das Amalgam wiederentdeckt und erstmals von dem Ulmer Arzt Johannes Stocker 1528 eingesetzt, der in seinem Arzneibüchlein Praxis aurea die Herstellung von Amalgam beschreibt, das „in einem Zahnloch härtet wie Stein“. Seine Einführung in der westlichen Welt erlebte Amalgam jedoch erst in den 1830er Jahren. Noch 1806 benutzte Joseph Fox (1755–1816) eine Legierung aus Wismut, Blei und Zinn (eine von dem Chemiker d’Arcet untersuchte Legierung, das „Darcet’sche Metall“). Der Pariser Zahnarzt Louis Nicolas Regnart (1780–1847) schlug 1818 vor, diese Legierung kleingestückelt in das Zahnloch (die zu füllende Kavität) einzubringen und dort mit einem heißen Stopfer zum Schmelzen zu bringen. Durch Zusatz von einem Zehntel der Masse Quecksilber konnte Regnart den Schmelzpunkt wesentlich herabsetzen. Anfangs wurde Amalgam durch Mischen von Quecksilber mit einer Feilung aus Silbermünzen hergestellt. 1819 führte Auguste Onésime Taveau das Amalgam in Frankreich und Thomas Bell in England ein. Bereits 1833 brach in den USA nach der forcierten Einführung von Amalgam als Füllmaterial durch Crawcorn, der es 1830 aus Europa mitgebracht hatte, der sogenannte „Amalgamkrieg“ aus, der zu einem zeitweiligen Verbot des Amalgams als Füllmaterial führte. Die Zeit ging als Crawcorn days in die Historie ein. 1855 gaben zwei amerikanische Zahnärzte, William M. Hunter (1819–1889) und Elisha Townsend (1804–1858), eine neue Amalgamrezeptur bekannt, die derjenigen der Neuzeit nahekam. Die Pulvermischung bestand aus vier Teilen Silber und fünf Teilen Zinn, pro Gramm dieses Pulvers wurde ein Gramm Quecksilber verarbeitet. Jeder Zahnarzt, der jedoch Amalgam verarbeitete, wurde aus der American Society of Dental Surgeons ausgeschlossen, was 1856 zur Auflösung dieses Verbandes führte. In Deutschland flammte eine ähnliche Diskussion in den 1920er Jahren auf. Während dieser sich mittlerweile über fast zweihundert Jahre hinziehenden Debatte konnte eine wesentliche Gesundheitsgefährdung nicht nachgewiesen werden.
Der Pariser Hofzahnarzt Antoine Malagou Désirabode beschrieb 1845 im Kapitel „De l’obliteration ou plombage des dents“ seines Buches über die Kunst des Zahnarztes eine Zahnfüllung, die auf einem Prinzip aus dem Baugewerbe beruht (Fluatierung). Dass Fluoride und Fluorosilikate (damals noch „fluate“ genannt) Feuchtigkeit binden und dabei härten, ließ sie im Gemisch mit Aluminiumoxid als Zahnfüllungen tauglich erscheinen. Bald danach gab es zahlreiche Patente für Zahnfüllungen mit Fluoridzusätzen.
Am 20. März 1860 erhielt der amerikanische Zahnarzt Barnabas Wood (1819–1875) ein Patent auf eine niedrigschmelzende Legierung. Das nach ihm benannte Woodsche Metall verwendete er trotz des Gehaltes an den giftigen Schwermetallen Blei und Cadmium auch für Zahnfüllungen. Die Bestandteile Bismut, Blei, Cadmium und Zinn sind unedel und gehen im Mund leicht in Lösung, so dass eine chronische Cadmiumvergiftung drohte. Deshalb verschwand die Legierung bald wieder als zahnärztliches Füllungsmaterial.

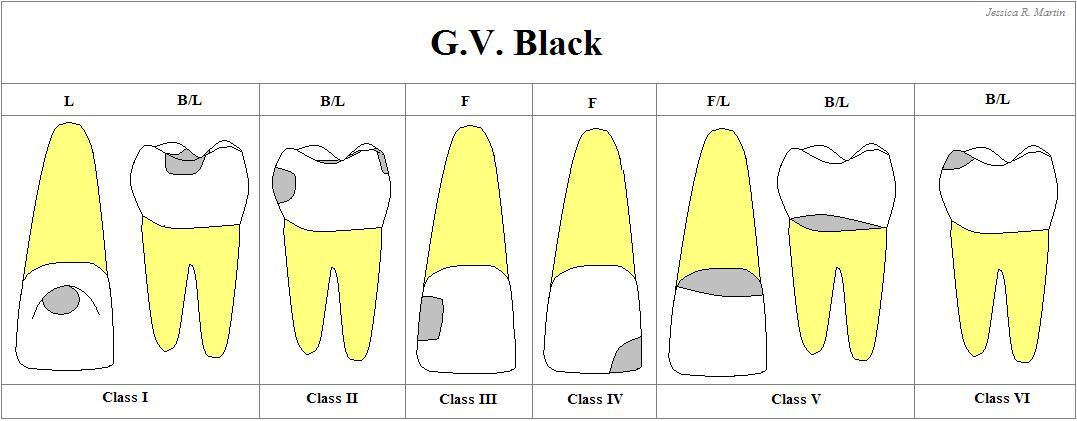
Kavitätenklassen nach Black

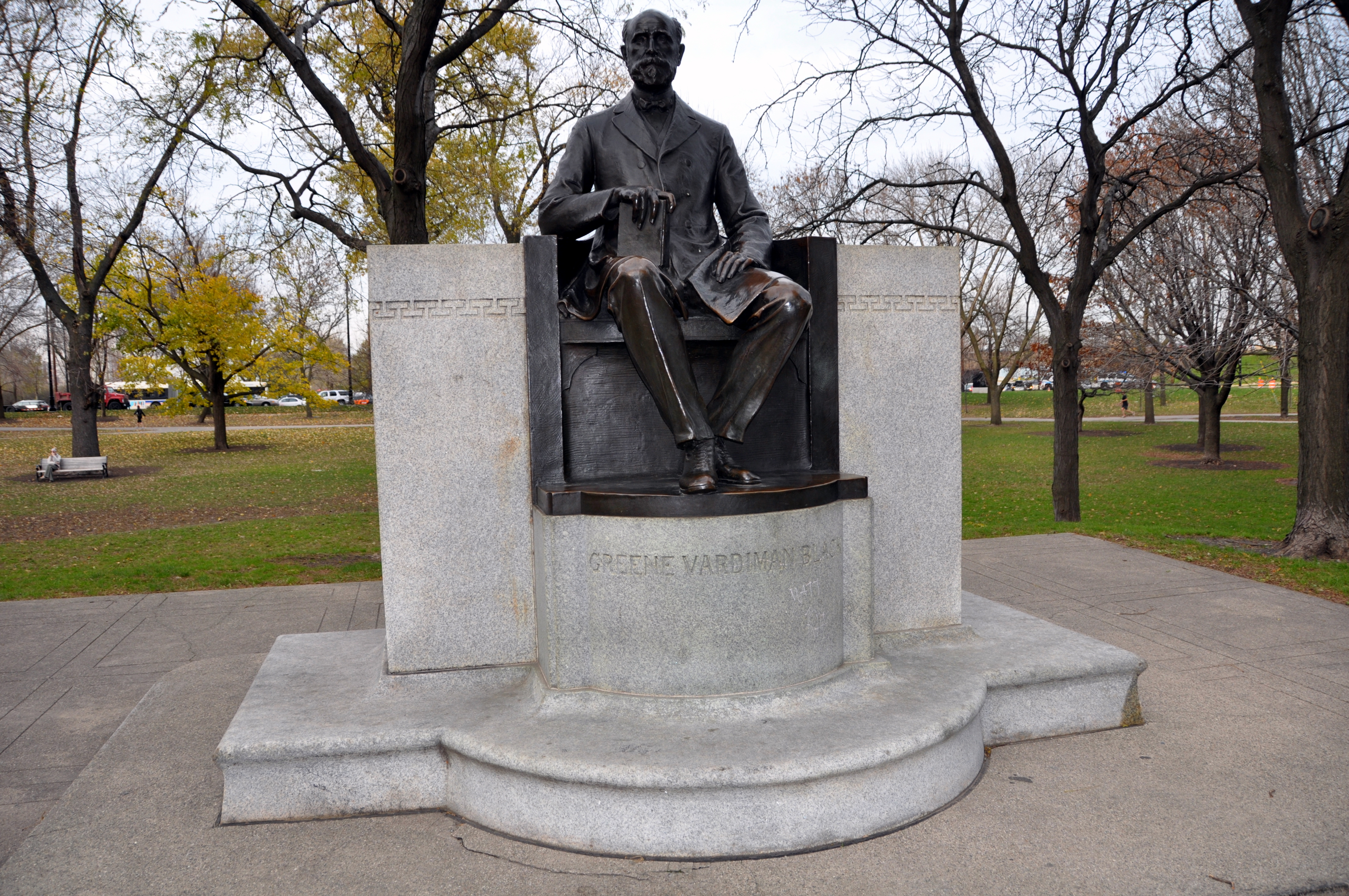
Monument von Greene Vardiman Black im Lincoln Park, Chicago, Illinois

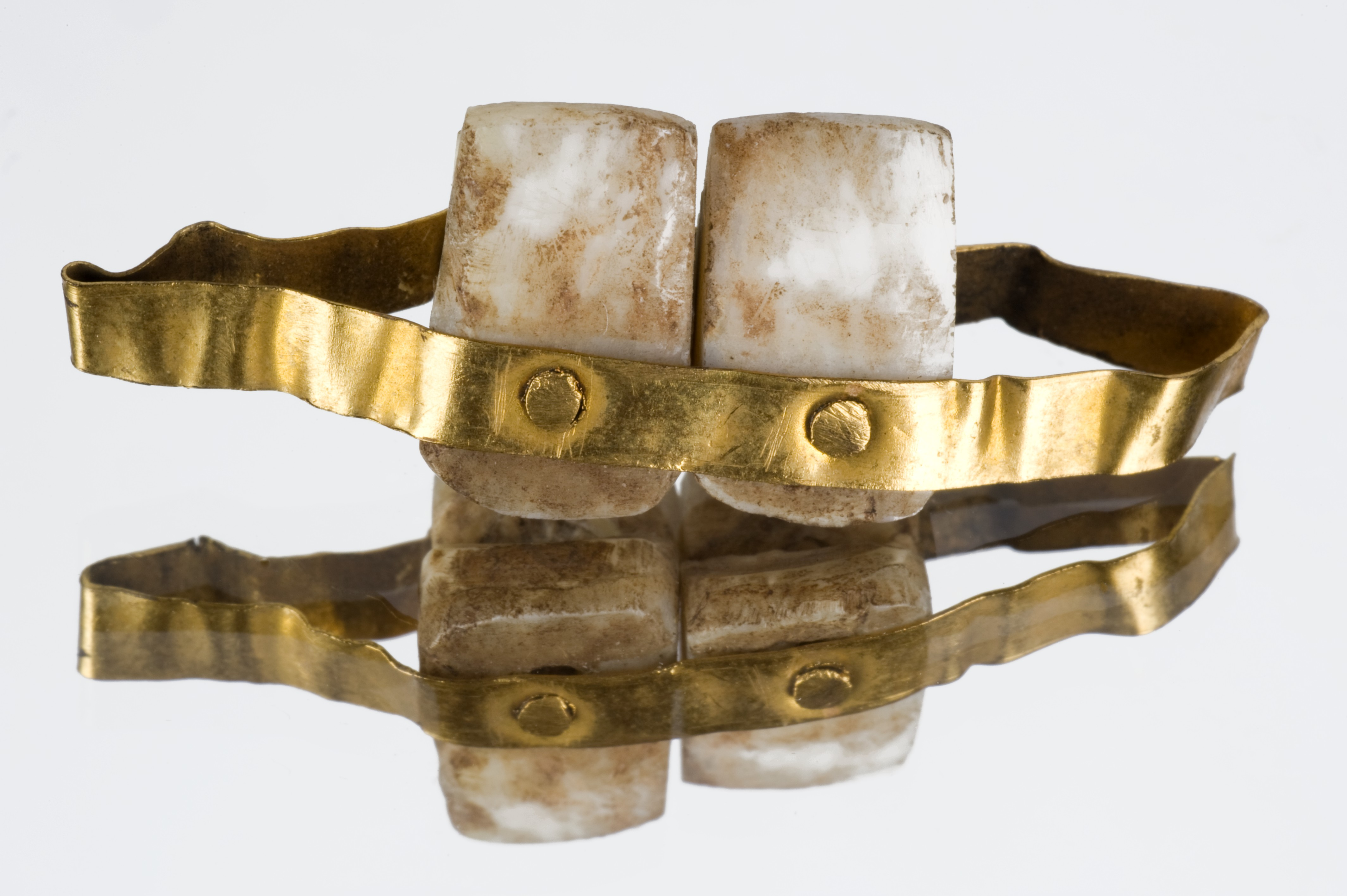
Nachbildung eines phönizischen Zahnersatzes aus Sidon, etwa 700 v. Chr., World Museum Liverpool, Sammlung Mayer

Im Zusammenhang mit Amalgamfüllungen stellte Greene Vardiman Black 1892 die nach ihm benannten Blackschen Regeln für die Kavitätenpräparation auf, einschließlich des Grundsatzes Extension for prevention (engl.: Ausdehnung [der Kavität] zur Vorbeugung). Dadurch sollte der Zahn so weit aufgebohrt werden, dass die Füllungsränder in einen Bereich verlegt wurden, der der Reinigung leicht zugänglich ist. Er teilte ferner die Kavitätenformen in fünf Kavitätenklassen ein, die bis heute ihre weltweite Bedeutung behalten haben. Er änderte die Zusammensetzung der Feilung, die nun aus 68,5 % Silber, 25,5 % Zinn, 5 % Gold und 1 % Zink bestand, um die Festigkeit zu erhöhen. Black erfand ferner das Phagodynamometer zur Kaudruckmessung, das 1895 der Fachwelt vorgestellt wurde.

### Ästhetische und rituelle Zahnkorrekturen

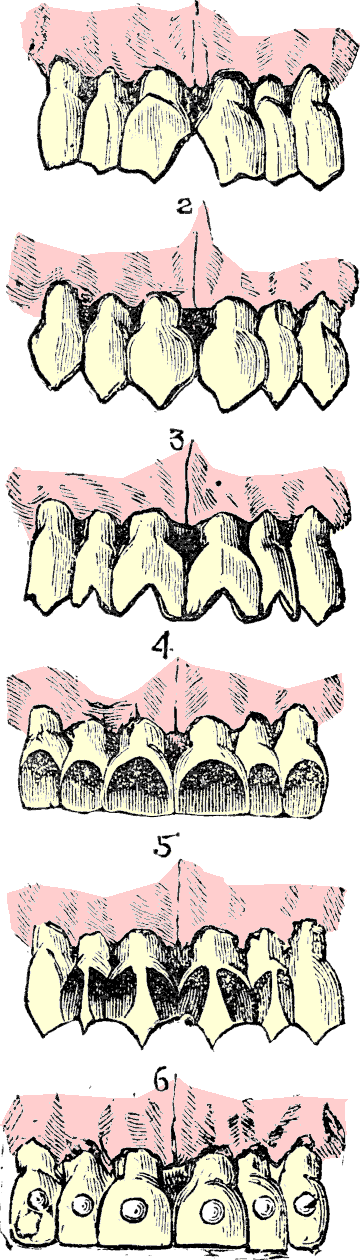
Zahnveränderungen; 1–3: Afrika;
4–6: Malaysia

Das Fachgebiet der Ethno-Zahnmedizin beschäftigt sich mit den verschiedenen Prozeduren der Zahnveränderungen. Die ersten zahntechnischen Arbeiten wurden Mitte des ersten Jahrtausends vor der Zeitenwende von Etruskern und Phöniziern (heute Libanon) angefertigt. Die Etrusker (heute Norditalien) konnten Goldkügelchen von 0,1 mm Durchmesser herstellen und ohne Lötstellen miteinander verbinden. Ihre Metallurgen besaßen folgende Rezeptur: „Wenn man den Saft von drei Gemüsearten und Holzkohlenstaub mit Goldpartikeln mischt, bilden sich wie von Geisterhand winzige Goldperlen.“ Die Abbildung zeigt menschliche oder tierische Ersatzzähne, die mit einem Metallstift an einem Band aus Gold fixiert und an den übrigen Zähnen befestigt wurden. Sie wussten, dass Gold durch den Speichel nicht angegriffen wurde. Frauen und Männer waren gleichgestellt. Auch Sklaven durften vornehme Kleidung und Goldschmuck tragen. Die Zahnheilkunde lag in den Händen von Ärzten.
Künstliche Deformierungen wurden seit Jahrtausenden vorgenommen – immer in einem rituellen bzw. kulturellen Kontext. In Abhängigkeit von den jeweiligen Völkern unterscheidet man verschiedene Deformationstypen: Es gibt die Spitz-, Lücken-, Flächen- oder Zackenfeilungen der Zähne, Horizontalfeilungen bis hin zum kompletten Absägen der Zahnkrone. Hinzu kommen Furchen-, Zellen- und Relieffeilungen, das Verdrängen von Frontzähnen aus ihrer natürlichen Position, die Schaffung und Vergrößerung von Diastemata bzw. Lücken, das Herausbrechen oder -hebeln einzelner oder mehrerer Zähne mittels Speerspitze oder Steinschlag, die Elongation (scheinbare Verlängerung) mittlerer Frontzähne, der Zahnschmuck und die künstliche Färbung der Zähne.
In einer Grabstätte des Klosters San Francesco in der toskanischen Stadt Lucca in Italien wurde eine Zahnbrücke, bestehend aus fünf menschlichen Zähnen, die an einem goldenen Band befestigt sind, entdeckt. Die aus dem 17. Jahrhundert stammende Zahnbrücke ähnelt der Marylandbrücke (Klebebrücke oder Adhäsivbrücke), die an der Universität von Maryland in den 1970er Jahren entwickelt wurde. Die gefundene Prothese besteht aus drei mittleren Schneidezähnen und zwei seitlichen Eckzähnen die an einem goldenen Band befestigt sind. Zwei kleine goldene Stifte fixierten die Zähne an dem Band.

#### Zahnschwärzen
In Japan war das Zahnschwärzen Ohaguro (jap. お歯黒) seit Mitte des ersten Jahrtausends Mode, wie Spuren von geschwärzten Zähnen in Knochenfunden aus der Kofun-Zeit (300 bis 710) vermuten lassen. Das Ohaguro geht auf die Heian-Zeit (794–1192) zurück. Erstmals schriftlich erwähnt wurde es im Genji Monogatari (jap. 源氏物語, dt. Die Geschichte vom Prinzen Genji) im 11. Jahrhundert, obwohl es bereits seit 2879 v. Chr. praktiziert wurde. Durchgeführt wurde Ohaguro von Frauen und Männern des Hofadels und später durch die Samurai. Während der Edo-Zeit (jap. 江戸時代, Edo jidai, 1603 bis 1868) war das Schwärzen der Zähne bei verheirateten Frauen üblich. Es galt als erotisch, da es den Kontrast zur weißen Gesichtshaut erhöhte. Es war deshalb unter den Frauen der Bordellviertel sehr verbreitet. Gleichzeitig galt es als Symbol ehelicher Treue. Im 18. Jahrhundert wurde Männern das Zähneschwärzen verboten, 1871 weitete die Meiji-Regierung (jap. 明治時代 Meiji jidai) schließlich per Kabinettsbeschluss dieses Verbot auch auf das weibliche Geschlecht aus, da dieser Brauch unter westlichem Einfluss als barbarisch eingestuft wurde. In der Nguyễn-Dynastie (Hán Nôm: 家阮) in Vietnam (1802 bis 1945) hielt sich der Brauch bis ins 20. Jahrhundert. In Südostasien war es ein Zeichen für Stärke und Ehrenhaftigkeit, galt als Schönheitssymbol und signalisierte bei Frauen die Bereitschaft zur Eheschließung. Zum Färben der Zähne verwendete man eine aufwändig hergestellte Mixtur aus Eisenspänen, die in Tee oder Reiswein eingelegt wurden und oxidierten. Die so entstandene schwarze Farbe wurde mit einem weichen Pinsel und mit Hilfe von Haftpulver auf die Zähne aufgetragen. Wegen der eingeschränkten Haltbarkeit musste die Prozedur alle drei Tage wiederholt werden. Man glaubte auch, durch das Schwärzen die Zähne gesund zu erhalten und einem eventuellen Eisenmangel in der Schwangerschaft entgegenzuwirken. Neuere Untersuchungen der Zusammensetzung des Färbstoffes bestätigen, dass ein gewisser Schutz vor Karies und Demineralisation der Zähne gegeben war.

#### Schmucksteine
Um das Jahr 900 verzierten aus rituellen oder religiösen Gründen die Mayas ihre Frontzähne mit verschiedenen Schmucksteinen, wie Jade, Cinnabarit, Serpentinit, Pyrit oder Hämatit, die man bei Ausgrabungen in Antigua Guatemala gefunden hat. Hierzu wurden präzise auf die Größe des Schmucksteins abgestimmte Löcher mit einem Bohrer und aufgeschwemmten Schleifmitteln aus Quarzmehl gebohrt. Es wurden mehr als 50 verschiedene Muster identifiziert. Es wird angenommen, dass jedes Muster eine Stammeszugehörigkeit darstellte oder eine religiöse Bedeutung hatte.
In der Neuzeit entschied sich Mick Jagger, einen Rubin in einen Frontzahn einsetzen zu lassen, ließ ihn jedoch gegen einen Smaragd austauschen, um ihn schließlich durch einen Brillanten zu ersetzen. Damit begann ein Trend zu Zahnschmuck, wie Twinkles (Brillies), Dazzler und Grills.

#### Zahnvergolden
Schon 1000 v. Chr. benutzten die Chinesen Zahnfüllungen aus feinstem Blattgold, das in die Karieslöcher gestampft wurde. Die ersten prothetischen Arbeiten wurden im Jahr 500 v. Chr. von den Phöniziern angefertigt. In Osteuropa, beispielsweise in Tadschikistan und im Orient galten Goldzähne in der Front als Zeichen von Reichtum.

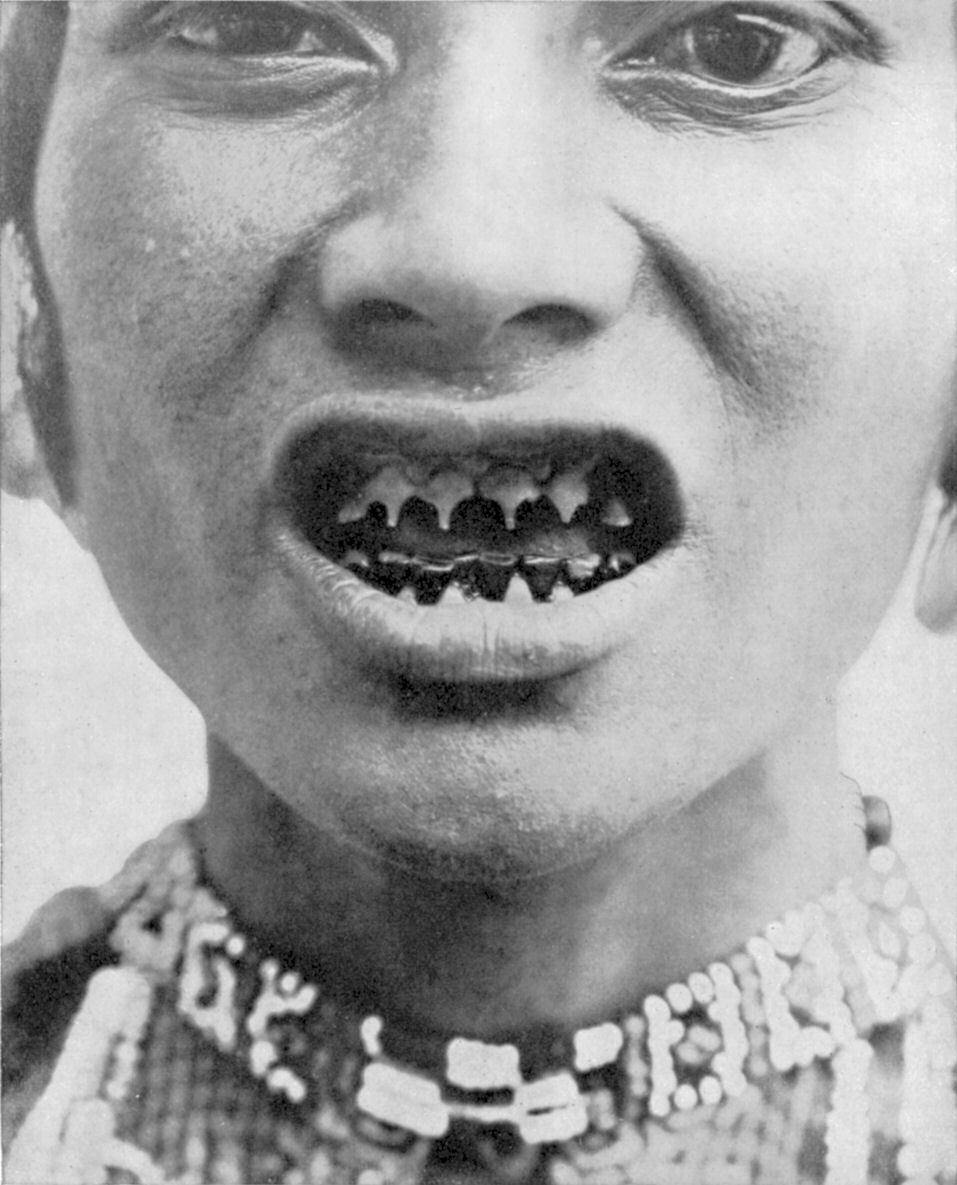
Gefeilte Zähne
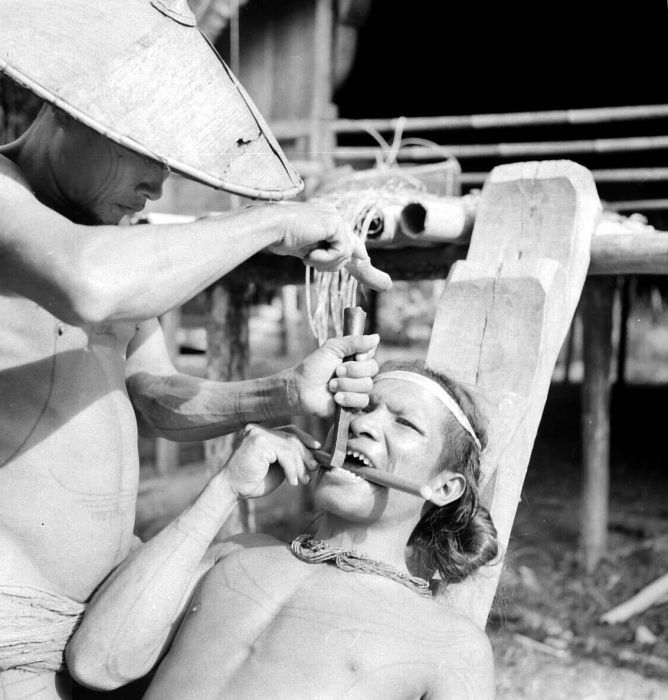
Herausbrechen von Zähnen
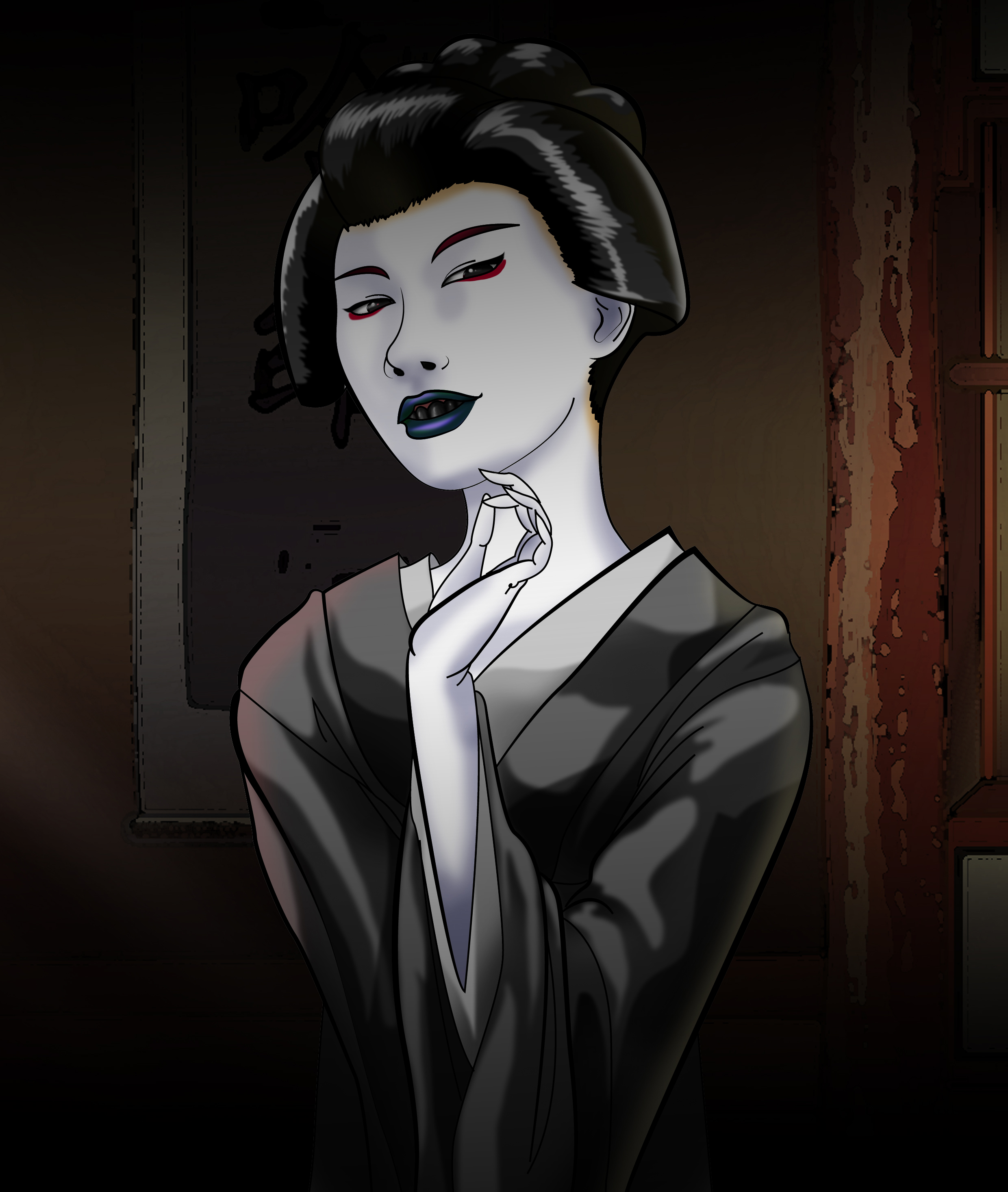
Zahn- schwärzen
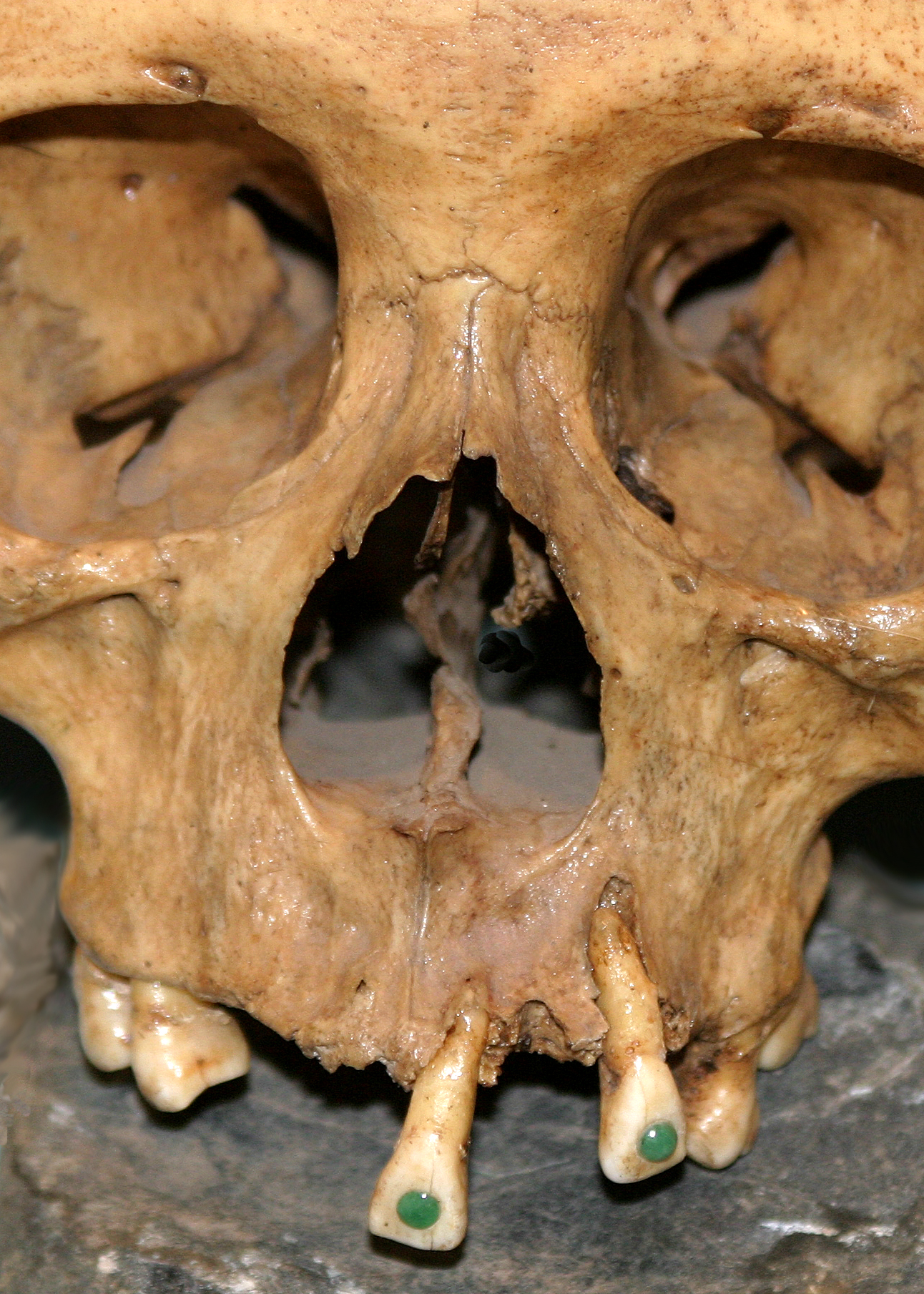
Jade verzierte Fronzähne
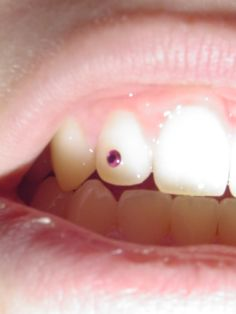
Twinkle
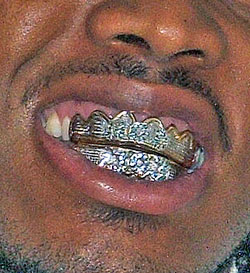
Grills
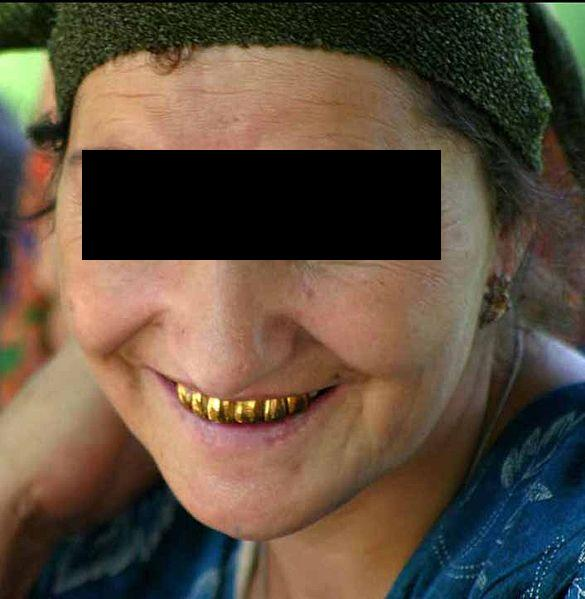
Goldkronen
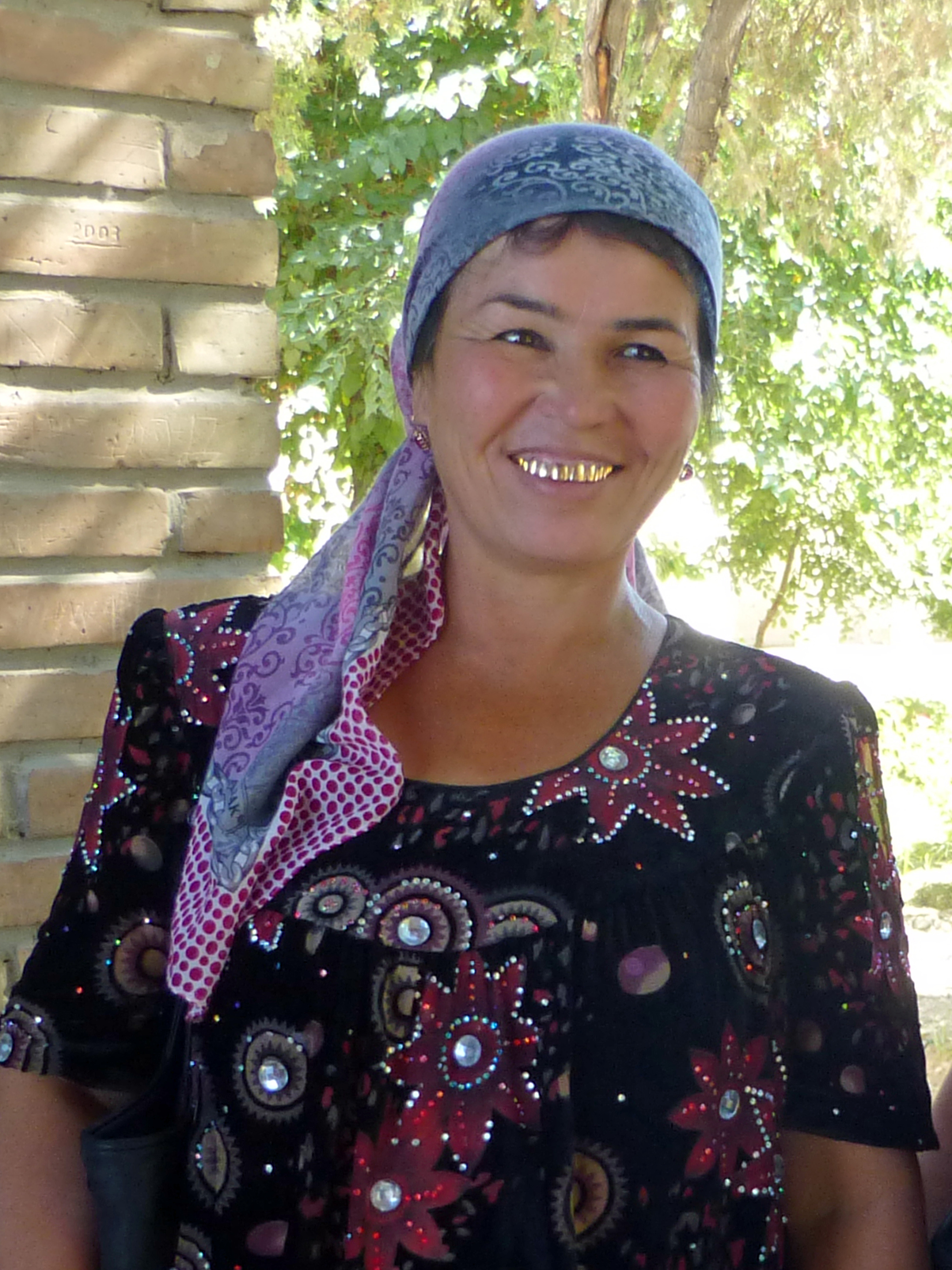
Usbekistan

### Urintherapie

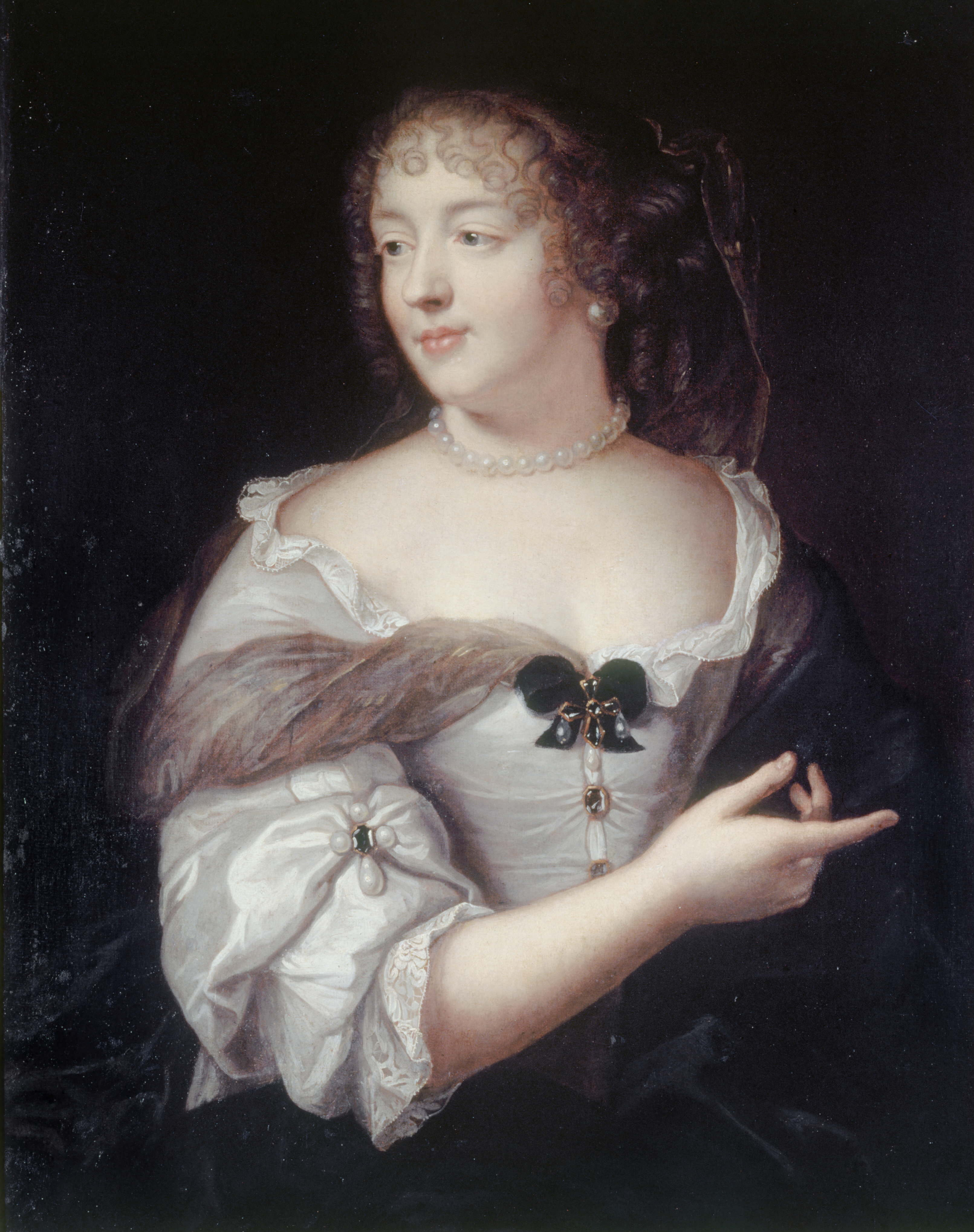
Madame de Sévigné, Porträt von Claude Lefèbvre

Menschlicher oder tierischer Urin, der reich an Harnstoff und Carbamidperoxid ist, wurde wegen seiner schmerzstillenden Wirkung, zur Heilung und zum Bleichen von Zähnen bereits im frühen China angewandt. Das Huángdì Nèijīng (chin. 黄帝内經) ist eines der ältesten Standardwerke der chinesischen Medizin. Es wird unter anderem als „Die Medizin des Gelben Kaisers“ (Huáng Dì, chinesisch 黃帝 / 黄帝) übersetzt. Zwei der 18 Bände sind den Zahn- und Zahnfleischerkrankungen gewidmet. In Nei Tching Sou Wen wird bei schmerzhaften Zahnfleischerkrankungen und Zahnfleischbluten Spülungen mit dem Urin eines Kindes empfohlen. Bernardino de Sahagún (ca. 1500–1590) weist in seinen Schriften darauf hin, dass die Azteken die Zahnpflege auf eine Stufe mit der Körperpflege gestellt haben. Nach dem Spülen mit kaltem Wasser und der Reinigung mit einem Poliertuch haben sie ihre Zähne mit Espiga Negra (einer Mischung aus verschiedenen Pflanzen) geschwärzt oder teilweise mit Urin gespült. Von den Keltiberern über die alten Römer bis zum französischen Hochadel wurde Urin zur Zahnreinigung verwendet. So schreibt Marie de Sévigné (1626–1696) in einem ihrer Briefe an ihre Tochter, sie möge täglich morgens und abends ihren Mund mit frischem Urin spülen, da sie bei vielen Menschen erlebt habe, dass sie dadurch von Zahnschmerzen und kariösen Zähnen geheilt wurden. Diese Anwendung wurde sogar vom berühmten Pierre Fauchard (s. o.) empfohlen. Das Verfahren war der Volksmedizin und nicht der wissenschaftlichen Medizin zuzurechnen, wobei es noch heute als Eigenharnbehandlung in der Alternativmedizin angewendet wird.

### Stomatoskop

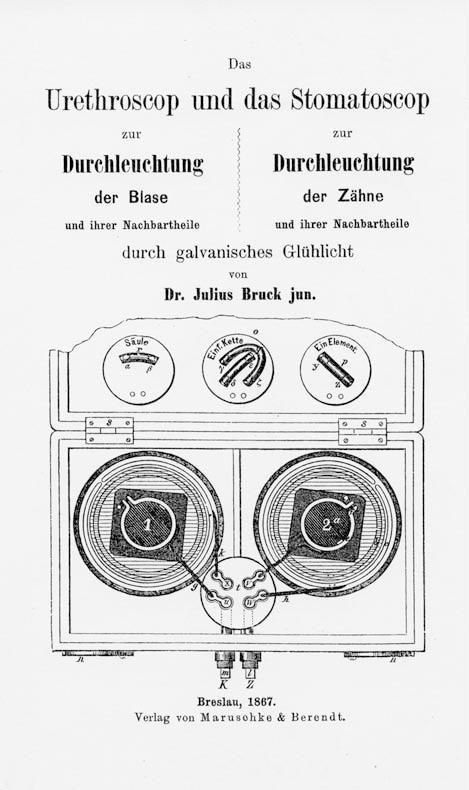
Stomatoscop und Urethroscop nach Bruck

Die im 19. Jahrhundert immer filigraner werdenden Behandlungsverfahren erforderten zunehmend eine bessere Sicht auf das Behandlungsfeld. Der Breslauer Wund- und Zahnarzt Julius Bruck (1840–1902) griff die Operationsmethode der Galvanokaustik von Albrecht Theodor Middeldorpf (1824–1868) auf und veröffentlichte 1865 seine Konstruktion in dem Buch Das Stomatoscop zur Durchleuchtung der Zähne und ihrer Nachbartheile durch galvanisches Glühlicht. Bereits zwei Jahre später entwickelte er auf dem gleichen Prinzip beruhend das Urethroscop zur Durchleuchtung der Blase und ihrer Nachbartheile. Er gilt seitdem als Pionier der Endoskopie. Er verwendete das „Stomatoscop“ sowohl zur besseren Diagnostik der Mundhöhle (lateinisch stoma; altgriechisch το στομα, to stoma = Mund, Mündung, letzte Öffnung. Vgl. „Stomatologie“) als auch mittels Diaphanoskopie zur Kariesdiagnostik. Laut Dentalhistorischem Museum Zschadraß erfand den Mundspiegel Joseph Murphy im Jahr 1811.

### Weitere Therapieverfahren
Tiberius Cavallo veröffentlichte 1777 sein Buch A complete treatise on electricity, in dem er die Anwendung von elektrischem Strom zur Behandlung von Zahnschmerzen empfahl. Er entwickelte hierfür ein entsprechendes Instrument, mit dem Stromreize gezielt an einen Zahn abgegeben werden konnten. Seine Ideen wurden in der Neuzeit aufgegriffen und Geräte zur elektrischen Sensibilitätsprüfung von Zähnen entwickelt, mit denen die Vitalität der Zähne geprüft werden kann.

## Zahnhandel und -transplantationen

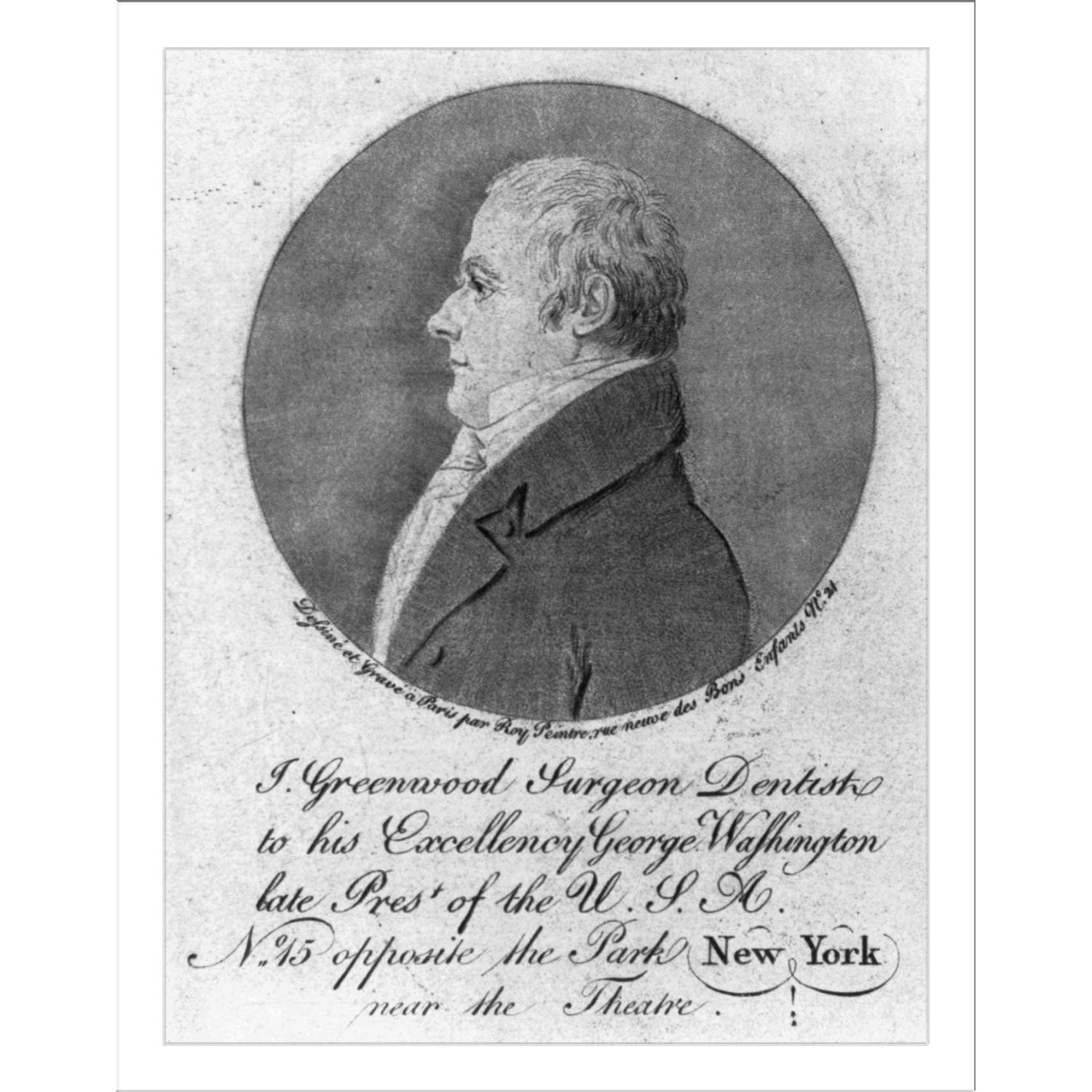
John Greenwood

Der Engländer Hunter glaubte noch im 18. Jahrhundert, dass ein frisch extrahierter Zahn nur genügend schnell bei einem anderen Patienten eingesetzt werden müsse, um erfolgreich anzuwachsen. Mit gedruckten Anzeigen lockte er ganze Scharen ärmerer ‚Zahnspender‘ an, die sich für ein paar Pence ihre gesunden Zähne extrahieren ließen, damit diese sofort im Anschluss wohlhabenderen Zeitgenossen eingesetzt werden konnten. Hunters wissenschaftliche Reputation führte dazu, dass seine ‚Zahntransplantationen‘ nicht nur in Europa, sondern auch in den USA Nachahmer fanden. Erst gegen Ende des 18. Jahrhunderts wurde diese Methode, die mit einer hohen Infektionsgefahr (insbesondere Syphilis) für die Patienten einherging, aufgegeben.
Menschliche Zähne wurden daraufhin von Leichenfledderern aus Grüften und von Schlachtfeldern erbeutet und durch Zahnärzte in Zahnprothesen eingebaut. Als George Washington 1789 erster Präsident der Vereinigten Staaten wurde, war er 57 Jahre alt und hatte nur noch einen Zahn. Washington behalf sich mit einer kosmetischen Prothese aus Flusspferdzähnen, Elfenbein und menschlichen Zähnen, die John Greenwood (s. u.) angefertigt hatte. Vormals Tischler und Mechanikus nautischer Instrumente in New York City, hatte dieser als Dentist von sich reden gemacht. Seine Praxis war eine Art Versandhaus für Gebissprothesen. Wer ihm einen Wachsabdruck seiner Zahnlücke schickte, erhielt postwendend das passende Zahnimitat.
Im Jahr 1799 hielt Francisco de Goya eine Szene im Gemälde A caza de dientes (span.: Jagd auf Zähne) fest, in der eine gut gekleidete Frau einem Gehenkten die Zähne aus dem Mund bricht. Goya kritisierte mit seinen Caprichos die Zustände im damaligen Spanien, vor allem die Geldgier der besitzenden Stände. Eine weit größere Quelle für menschliche Zähne für Prothesen war die Schlacht bei Waterloo (1815), in der mehrere 10.000 Soldaten fielen, darunter viele junge Männer mit gesunden Zähnen. Der Handel mit diesen Zähnen, mit denen Zahnersatz gefertigt wurde, nahm solche Ausmaße an, dass sie später Waterloo-Zähne (englisch Waterloo teeth) genannt wurden. Das Sammeln von Waterloo-Zähnen gab es aber schon nach der Völkerschlacht bei Leipzig vom 16. bis zum 19. Oktober 1813. Dort, wo sich rund 600.000 Soldaten aus mehreren europäischen Staaten gegenüberstanden, verloren über 92.000 von ihnen das Leben. Nachdem der Schlachtenlärm abgeklungen war, wurden die Kampfplätze in der Peripherie von Leipzig von einer Schar Plünderer heimgesucht, die versuchten, alles was Wert besaß, zu ergattern. Am schlimmsten waren die Fledderer, „welche den Toten die Kinnladen aufbrachen und die schönsten und weißesten Zähne herausrissen, um sie zum Einsetzen in der Folge zu verkaufen“. Teilweise entrissen sie den noch Sterbenden ihre Zähne. Den florierenden Handel mit Zähnen von Schlachtfeldern gibt auch der Würzburger Zahnarzt und Begründer der deutschen wissenschaftlichen Zahnheilkunde Carl Joseph Ringelmann (1776–1854) in seinem Werk „Der Organismus des Mundes, besonders der Zähne“ aus den 1820er-Jahren wieder. Das Entnehmen von gesunden Zähnen bei lebenden Menschen aus niederen sozialen Schichten für die Reichen hält er für ethisch verwerflich, denn dies sei ein barbarisches Verfahren, „wodurch sich die Heilkunst als eine entweihte Dienerin des höchsten Grades menschlicher Verworfenheit bekundet“. Diese unmoralische Praxis verewigte Victor Hugo (1802–1885) literarisch in seinem Roman „Les Misérables“ (Die Elenden). Dort hat die arbeitslos gewordene Fantine ihre Schneidezähne verkauft, um mit dem Geld ihrer angeblich kranken Tochter Cosette zu helfen.
Als Prothese wurden auch Zähne eines Flusspferdes auf den Kiefer passend geschnitzt. Teilweise wurden an der geschnitzten Prothesenbasis aus Zähnen eines Hippopotamus Waterloo-Zähne befestigt. Beides konnten sich nur begüterte Kreise im Viktorianischen Zeitalter leisten. Ein weiteres „Reservoir“ für menschliche Zähne war der Amerikanische Bürgerkrieg (1861 bis 1865). Auch dort wurden den Gefallenen Zähne extrahiert und massenhaft nach London verschifft. Diese Zähne nannte man mit dem inzwischen eingebürgerten Begriff ebenfalls Waterloo-Zähne. Die Beendigung der Fledderei dürfte durch den veränderten Umgang mit Kriegsgefangenen und Gefallenen nach der Unterzeichnung der ersten Genfer Konvention vom 22. August 1864 gewesen sein. Auf der international besetzten Konferenz gingen zwölf europäische Staaten einen revolutionären Schritt hin zu mehr Humanität. In der Haager Landkriegsordnung von 1907 steht unter Kapitel I. Verwundete und Kranke, Artikel 3 (Pflicht des Siegers): „Nach jedem Kampf soll die das Schlachtfeld behauptende Partei Maßnahmen treffen, um die Verwundeten aufzusuchen und sie, ebenso wie die Gefallenen, gegen Beraubung und schlechte Behandlung zu schützen“, (Reichsgesetzblatt, Nummer 25, 8. August 1907, S. 279 ff.). Dies setzte der Praxis der Leichenfledderei ein offizielles Ende. Jedoch lebte sie unter den Nationalsozialisten unter anderem in Form der Zahngold-Verwertung der KZ-Opfer, wobei auch Gefangene zur Explantation der Zähne gezwungen wurden, wieder auf.

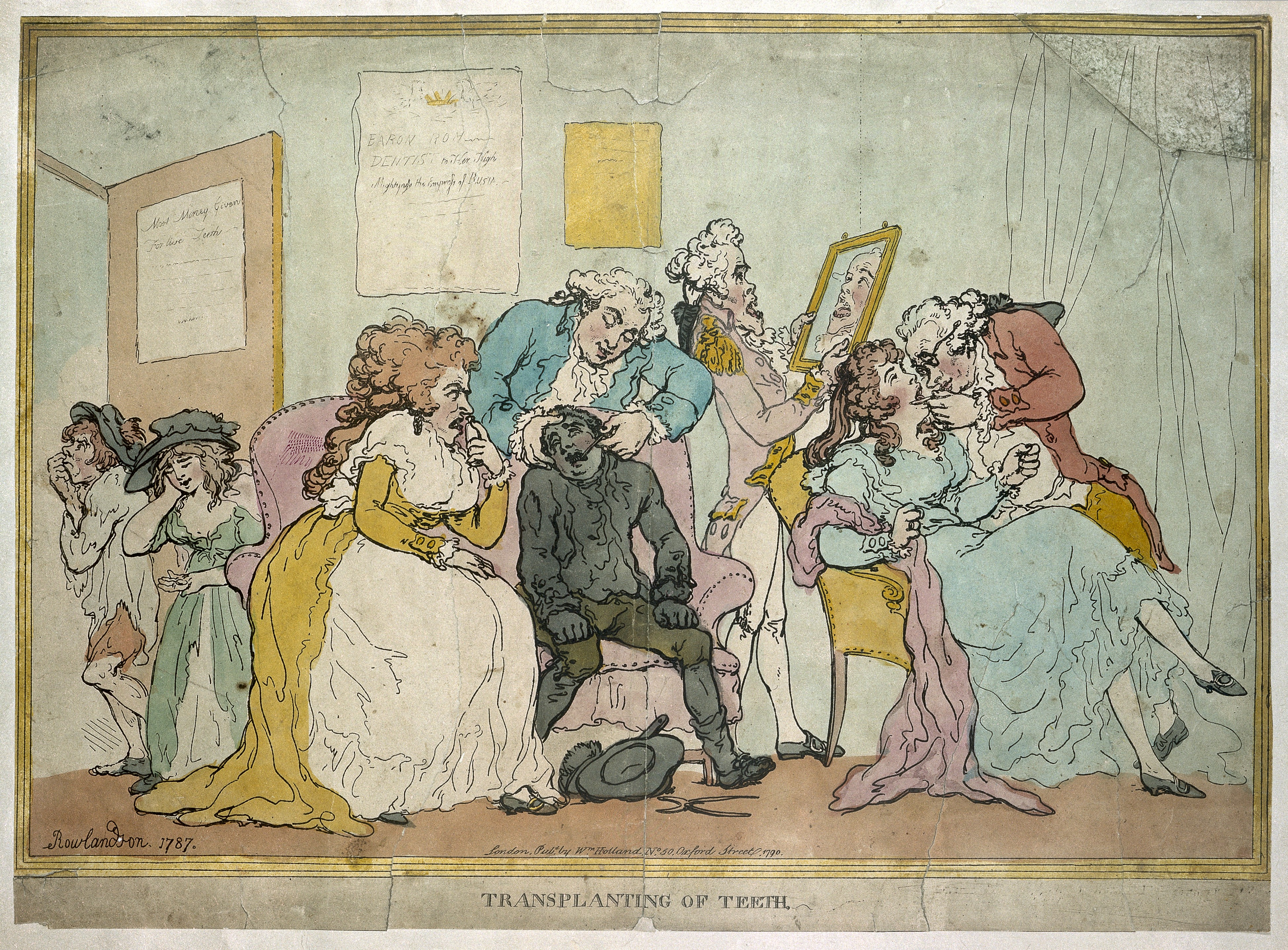
Zahntransplantation in der „feinen Gesellschaft“
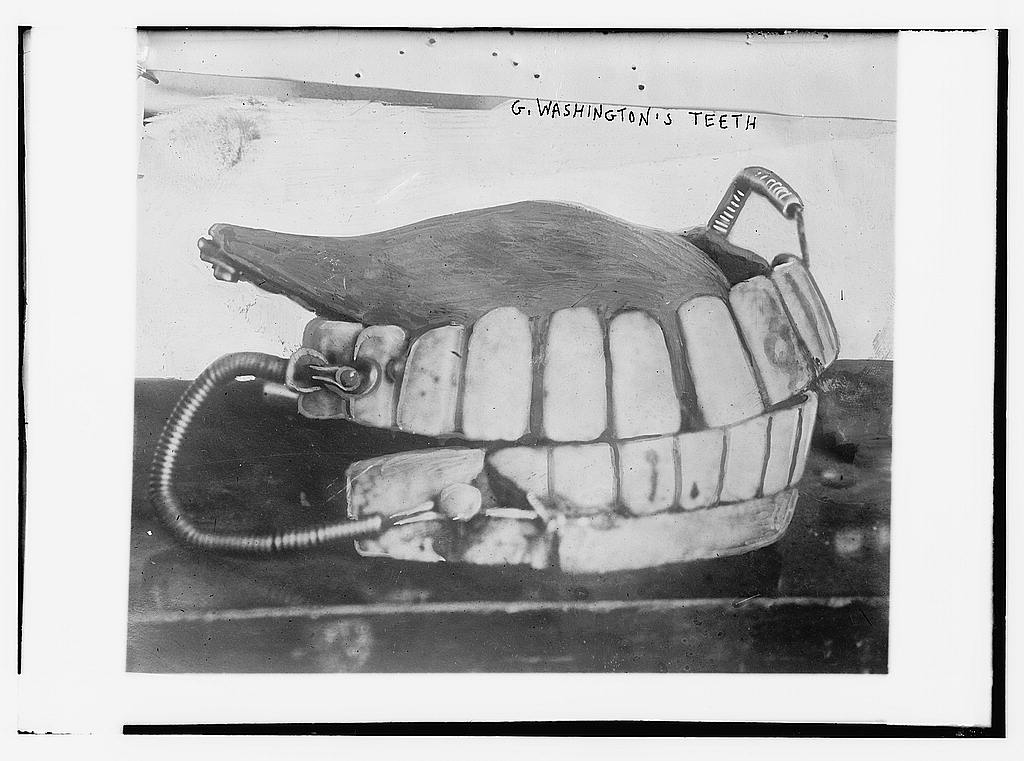
Prothese von George Washington
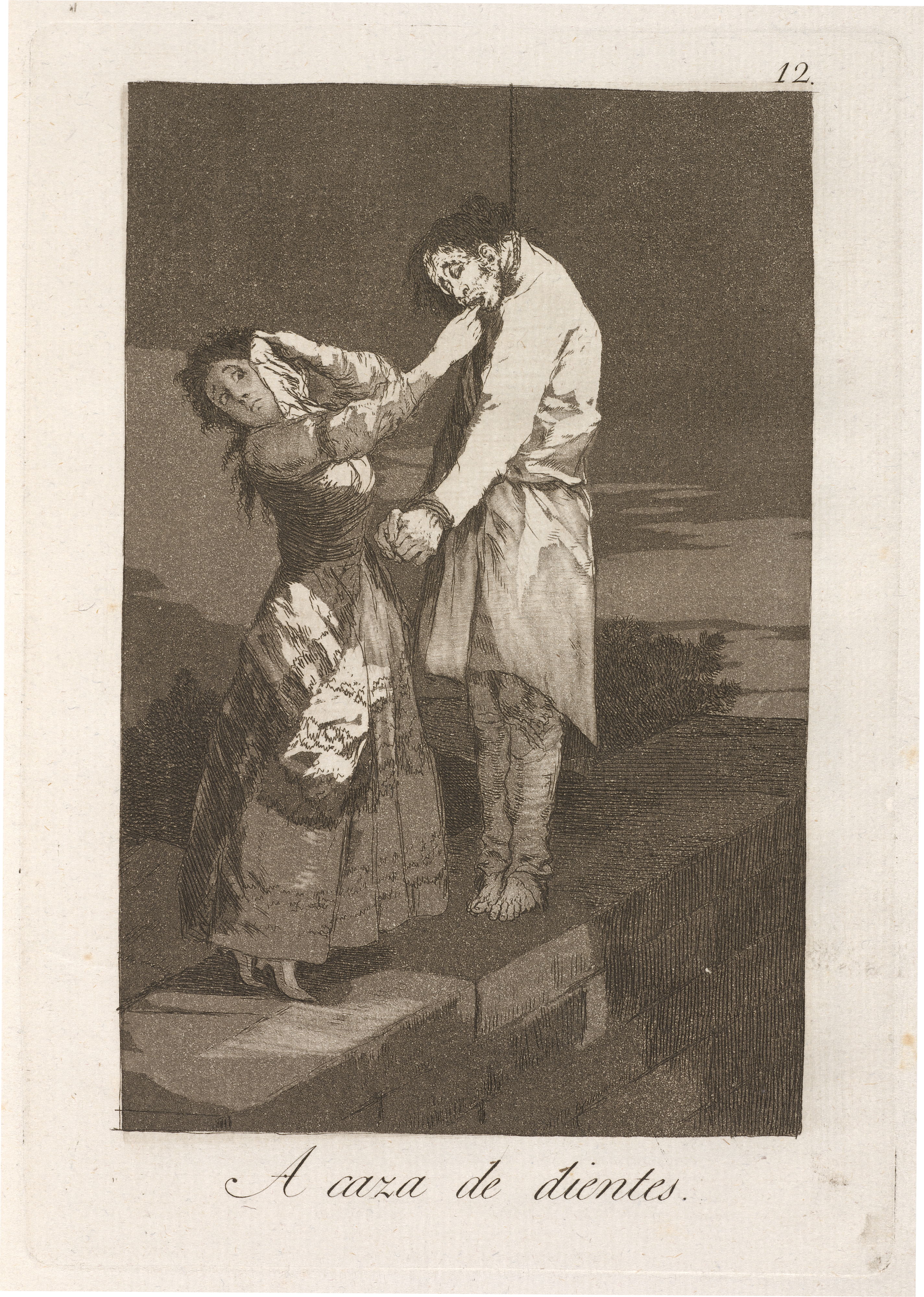
Goya: A caza de dientes
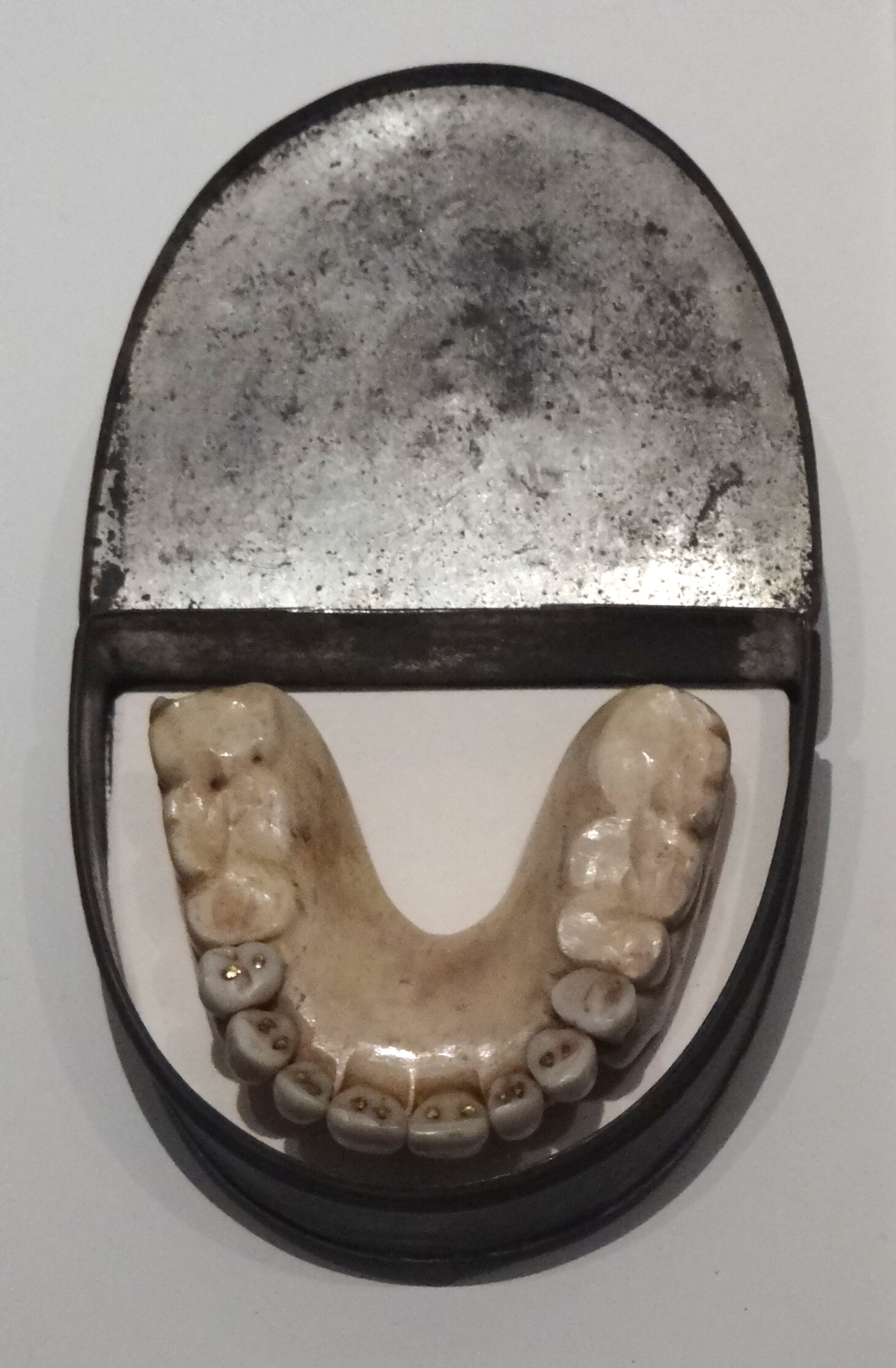
Waterloo-Zähne
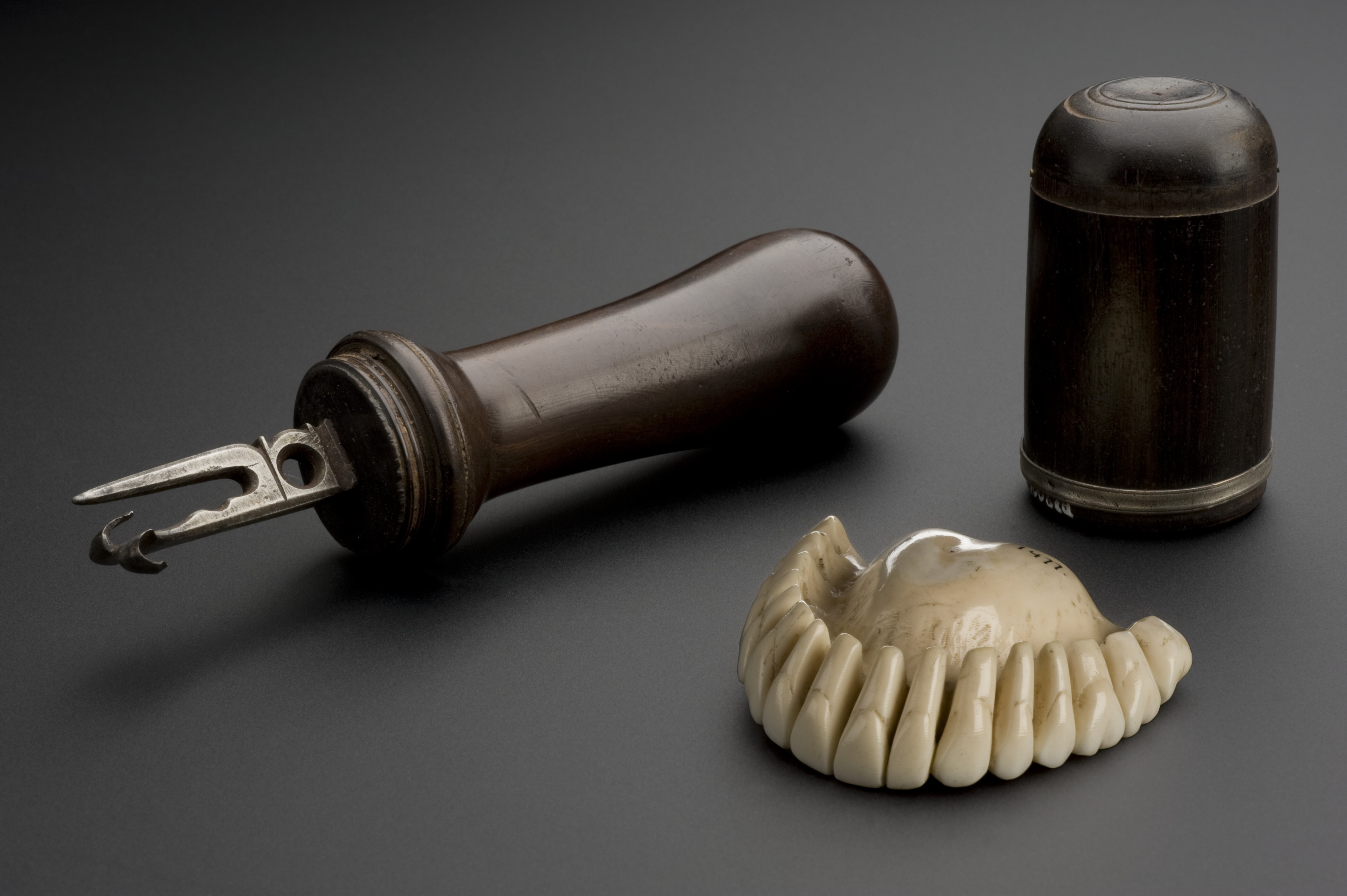
Schnitzinstrument
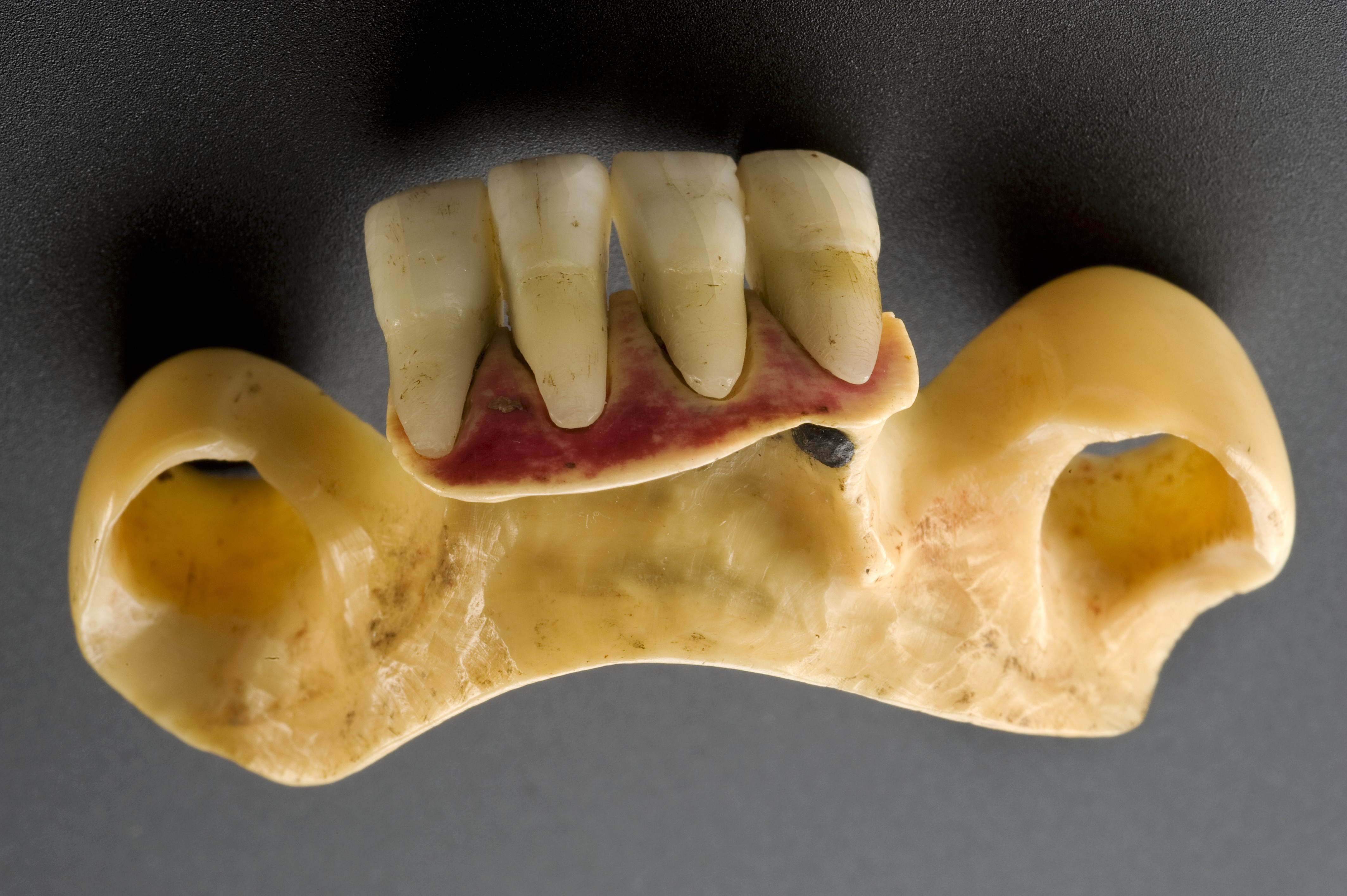
Hippopotamus-Prothese

## Geschichte des modernen Zahnersatzes

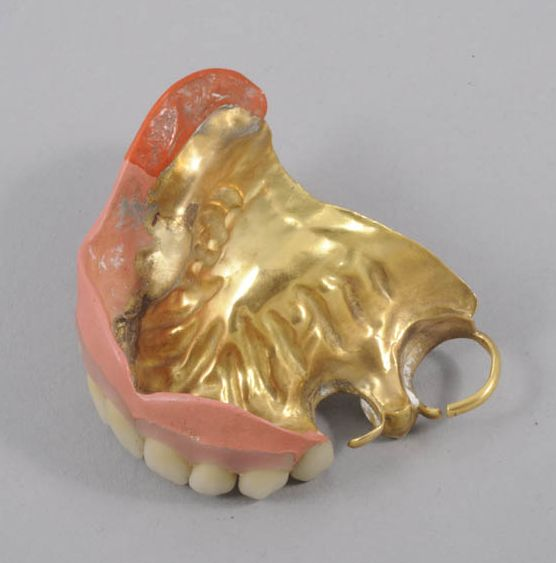
Oberkiefer-Teilprothese aus Gold. Sichtbare Zahnfleischanteile aus rosafarbenem Kautschuk, Zähne aus Porzellan

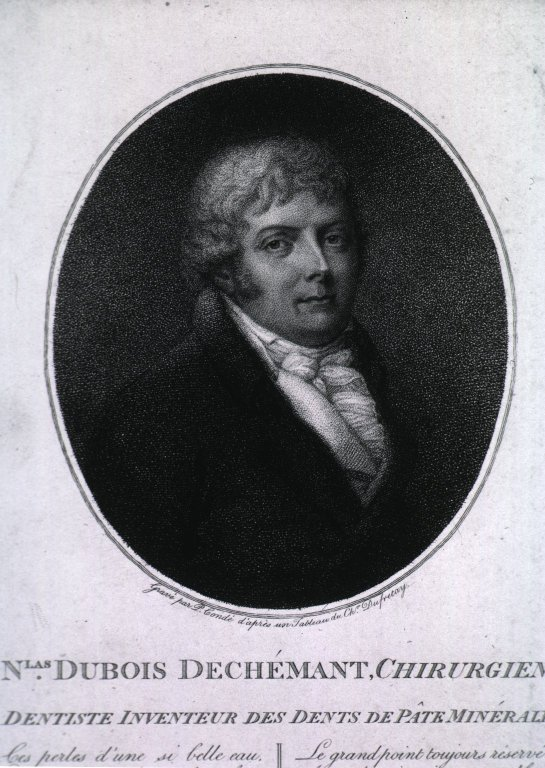
Dubois de Chément

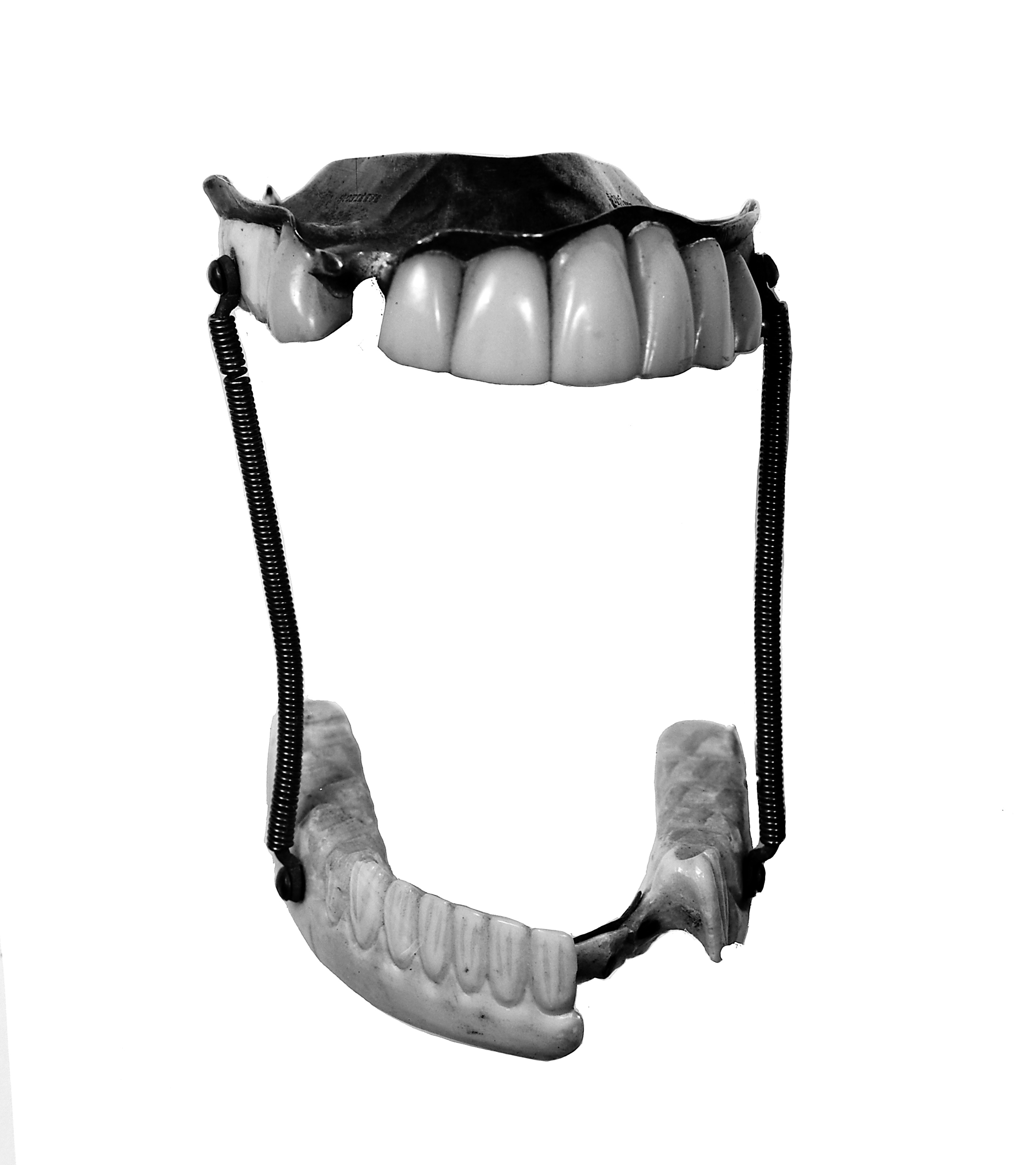
Oberkiefer- und Unterkiefer-Teilprothesen, die durch Federn gehalten werden sollen, 19. Jahrhundert

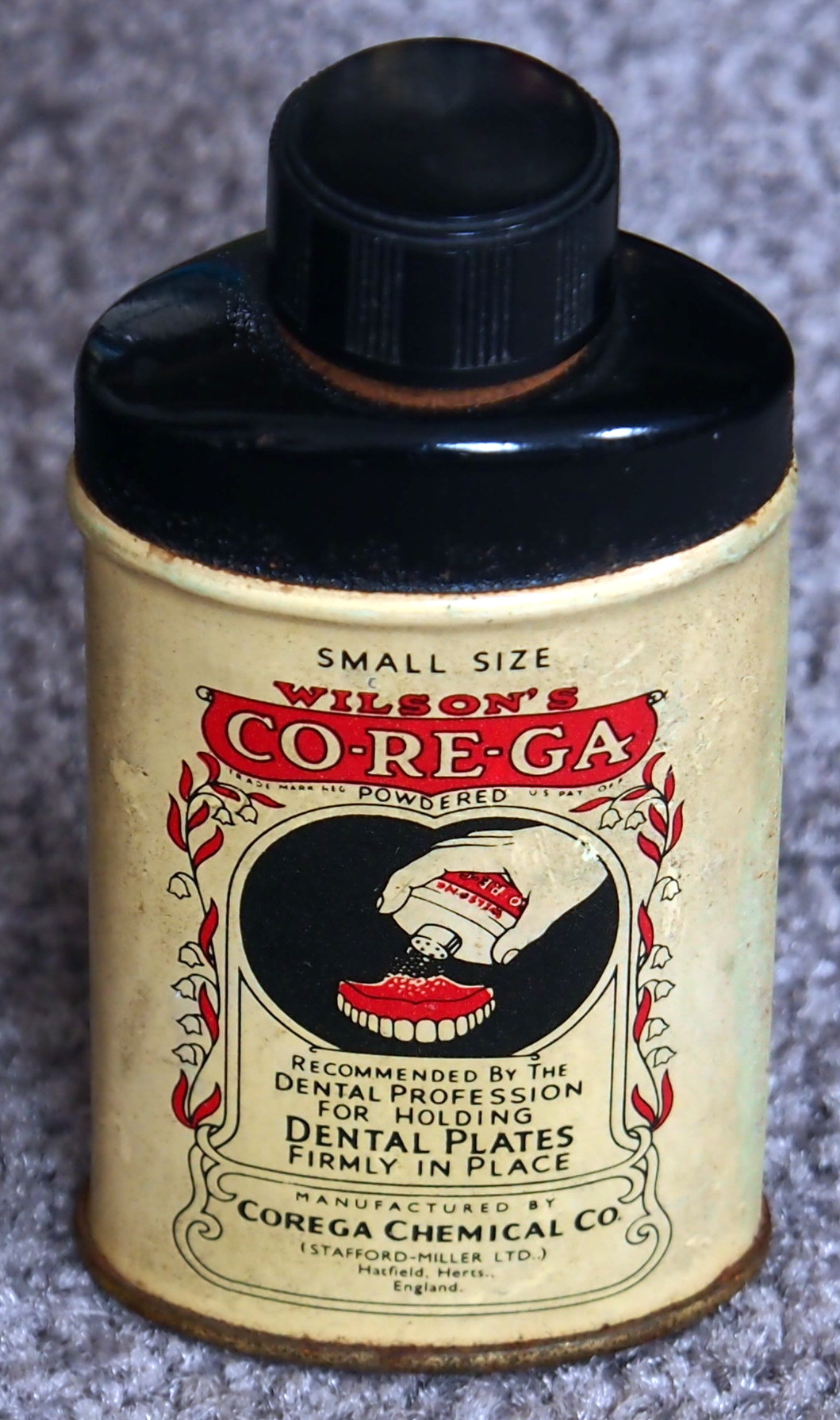
Historisches Haftpulver Wilsons CO-RE-GA, 1930er Jahre

Dem Wunsch nach natürlich aussehendem Zahnersatz wollte 1789 der Franzose Nicolas Dubois de Chémant nachkommen und meldete die von ihm entwickelten Porzellanzähne zum Patent an. Sie wurden incorruptible (franz.: unzerstörbar, „unverweslich“) genannt, im Gegensatz zum übelriechenden beinernen Zahnersatz. Chémant griff die Idee des Apothekers Alexis Duchâteau (1714–1792) auf, der 1774 mit der Herstellung von Porzellanzähnen experimentiert hatte. Der italienische Zahnarzt Giuseppangelo Fonzi (1768–1840) eignete sich die Kenntnisse an und erlangte 1815 Ruhm durch seine erfolgreiche Produktion von Porzellanzähnen, die er mittels Metallstiften fest mit der Prothesenbasis verband. Der Ruf dieser incorruptible verbreitete sich bis an den bayerischen Königshof in München, zum russischen Zaren Alexander I. und von dort zu den spanischen Bourbonen.
Am 9. März 1822 wurde dem New Yorker Charles M. Graham ein US-Patent bewilligt für seine Erfindung einer Verbesserung im Aufbau künstlicher Zähne. Im Jahre 1839 erfand Charles Goodyear die Vulkanisation, ein Verfahren, bei dem Kautschuk unter Einfluss von Zeit, Temperatur und Druck gegen atmosphärische und chemische Einflüsse sowie gegen mechanische Beanspruchung widerstandsfähig gemacht wird. Daraus resultierten bald die Kautschukprothesen nach Thomas W. Evans und Clark S. Putnam (1864), in die Porzellanzähne eingebaut werden konnten. Um 1840 wurden etwa 500.000 Porzellanzähne von Paris aus in die USA exportiert, womit eine rasante Zunahme von Zahnärzten und Zahntechnikern einherging. Einer Umfrage in den USA zufolge wurden 1940 etwa 70 % aller dortigen Zahnprothesen aus Kautschuk gefertigt. Der ab 11. Dezember 1802 als Hofzahnarzt von Friedrich Karl August (Waldeck-Pyrmont) tätige Jakob Calmann Linderer (1771–1840), eigentlich Callmann Jacob, kann als in der Tradition von Fauchard, Pfaff, Hunter und Fox stehender Pionier des Zahnersatzes und der wissenschaftlichen Zahnmedizin des ersten Drittels des 19. Jahrhunderts bezeichnet werden. Der „Linderer“ (vor 1805/1808 Callmann Jacob) war 1812 Göttinger Universitätszahnarzt, praktiziert später in Erfurt, Berlin und Königsberg und veröffentlichte 1834 das Buch Lehre von den gesamten Zahnoperationen.
Auf dem Gebiet der Totalprothetik wurde im Jahre 1864 die Funktionsabformung von J. Schrott beschrieben, fand aber erst in den 1960er Jahren Eingang in die Praxis. Bis dahin baute man zur Erzeugung der Saugwirkung und damit des Halts einer Prothese Saugnäpfe in Oberkieferprothesen ein. Diese erzeugten jedoch bei langjähriger Verwendung Kieferdefekte bis hin zu Perforationen des Gaumens, worauf man dieses Hilfsmittel wieder verließ.
Der Prothesenkunststoff Polymethylmethacrylat (PMMA) wurde 1928 etwa zur selben Zeit in Deutschland, Großbritannien und Spanien entwickelt. In Deutschland war hieran der Chemiker Walter Bauer (1893–1968) beteiligt. Durch die Firma Kulzer & Co. wurde im Jahre 1936 das von Bauer entwickelte chemoplastische Verarbeitungsverfahren (Paladonverfahren) vorgestellt. Es entspricht dem heute verbreiteten Verfahren, Polymerpartikel mit Monomerflüssigkeit anzuteigen und plastisch in Hohlformen einzubringen. Der Kunststoff wurde in den 1950er Jahren so weit entwickelt, dass er den Kautschuk verdrängt hat. Für Patienten, die über Kunststoffunverträglichkeiten klagen, bietet hierzu auch heutzutage eine Teil- oder Totalprothese aus Kautschuk eine Alternative.

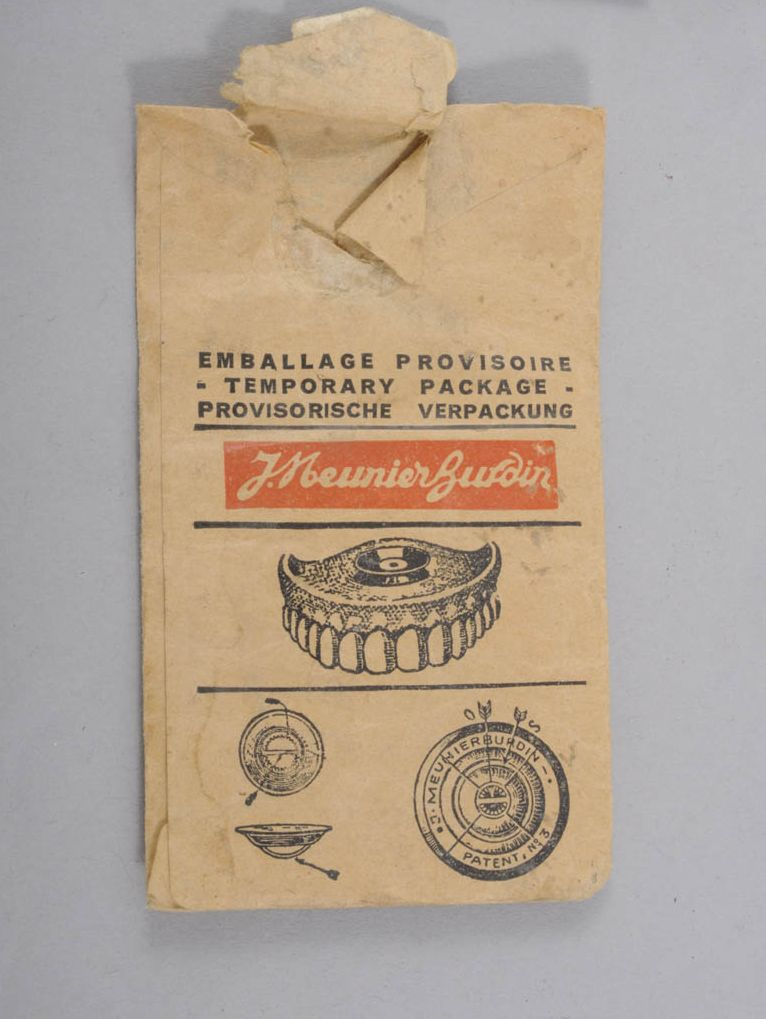
Verpackungstüte von Gummisaugern; in Oberkiefer-Prothesen wurden Metall-Knöpfe eingebaut, an denen diese Sauger zum besseren Halt befestigt wurden. Hersteller J. Meunier Burdin, um 1920.

1844 begann Samuel Stockton White (S. S. White) in den USA mit der Herstellung von Porzellanzähnen. Die bis heute tätige S. S. White Dental Manufacturing Company entwickelte 1870 den weltweit ersten elektrischen Antrieb für rotierende Instrumente im Dentalbereich. Die Herstellung von Porzellanzähnen war 1937 eingestellt worden. 1947 führte die Nachfolgerfirma SS White Burs die ersten rotierenden dentalen Hartmetallinstrumente aus Wolframcarbid ein.

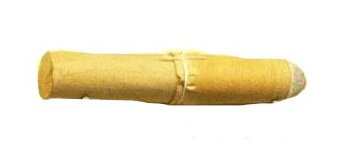
Papierpatrone eines Chassepotgewehres

Die S. S. White Company gab den The Dental News Letter heraus, eine der ersten Dentalzeitschriften. Sie ging 1939 im renommierten Journal of the American Dental Association (JADA) auf, der Fachzeitschrift der American Dental Association (ADA), der US-amerikanischen Zahnärztevereinigung. Whites Klassenkamerad und Freund Thomas W. Evans, der später Leibzahnarzt von Napoleon III. wurde, führte Whites innovative Technik in Europa ein, beispielsweise Behandlungseinheiten mit dem Doriotgestänge. S. S. White wurde Vorsitzender der ADA. In dieser Funktion traf er während des Sezessionskrieges (1861–1865) mit Abraham Lincoln zusammen, um ihm den Aufbau einer zahnärztlichen Versorgung für die Soldaten der Union vorzuschlagen. Wegen logistischer Schwierigkeiten wurde jedoch letztendlich nichts aus seinem Vorschlag. Hintergrund war, dass jeder Soldat mindestens sechs obere und sechs untere Zähne haben musste, um beim Laden seines Chassepotgewehres das Ende der Papierpatrone mit den Zähnen halten und aufreißen zu können. (Aus einer preußischen Dienstanweisung stammt das Zitat: „… beißen soll der Kerl, bis er das Pulver schmeke.“). Genau aus diesem Grund ließen sich junge Männer ihre gesunden Frontzähne extrahieren, um dem Wehrdienst zu entgehen.

### Artikulatoren

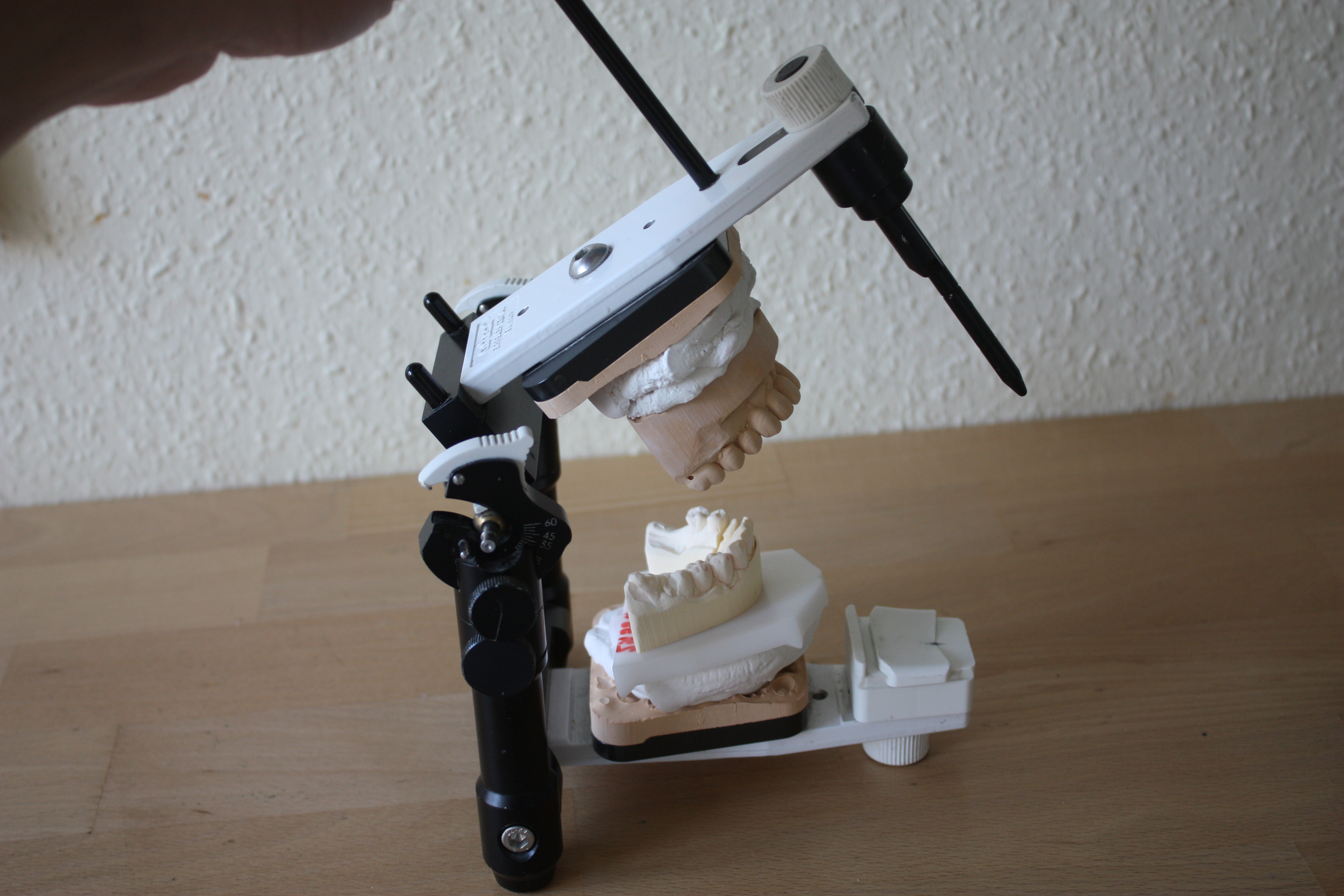
Artex Artikulator

Die Entwicklung des Artikulators, der als Kausimulator die Bewegungen des Unterkiefers und damit die Nachbildung der Kaumuster ermöglichen sollte, begann mit einem Okkludator, der lediglich ein Öffnen und Schließen des Gebisses nachahmen ließ. Ausführlich beschreibt Julius Parreidt 1893 verschiedene im 19. Jahrhundert gebräuchliche Methoden, wobei zunächst ein Türscharnier verwendet wurde, um die beiden Kiefermodelle genau so, wie die Kiefer im Munde sich zueinander beim Beißen verhalten, zu fixieren. Nach Vorarbeiten durch Daniel Evans entwickelte William Gibson Arlington Bonwill (1833–1899) aus Philadelphia 1864 den ersten überdurchschnittlichen Artikulator, ein Gerät zur Simulation der Kiefergelenksbewegungen. Dazu werden Gipsmodelle der Zahnbögen des Ober- und Unterkiefers in Okklusion in den Artikulator montiert. Bonwill war es, der den Begriff der Artikulation prägte und den älteren Begriff der Okklusion ersetzte. Er entwickelte darüber hinaus zahlreiche Werkstücke und Geräte. Das Bonwill-Dreieck, ein gedachtes Dreieck, dessen Eckpunkte der Unterkiefer-Inzisalpunkt und die Mittelpunkte der beiden Unterkieferkondylen bilden, ist nach ihm benannt. Der um 1910 vom Schweizer Zahnarzt Alfred Gysi (1865–1957) entwickelte Gysi Simplex Artikulator sollte sich als Meilenstein herausstellen. Aufgrund der kondylären Führungsfläche im Unterteil und der Gelenktrommel im Oberteil werden diese Typen als sogenannte Non-Arcon-Artikulatoren bezeichnet, da die Bewegungen umgekehrt zum anatomisch-physiologischen Ablauf im echten Gelenk stattfinden. Bekannter wurden der auf gleichem Prinzip aufbauende Whip-Mix Artikulator oder der Schul-Artikulator-München (SAM). Über 100 verschiedene Artikulatoren wurden in den letzten 150 Jahren entwickelt.

### Gnathologie
Die frühe Geschichte der Gnathologie beginnt mit den Erkenntnissen von A. Vesalius (1514–1564) und geht über Francis H. Balkwill (1866), William Gibson Arlington Bonwill (1885), Ferdinand von Spee (1890), N. G. Bennett (1908), George H. Wilson (1917), R. L. Hanau (1926), Alfred Gysi (1929), George S. Monson (1932), Konrad Thielemann (1938), und später mit Ulf Posselt (1952), A. E. Aull (1965), Albert Gerber (1978), Alexander Motsch (1978), Charles H. Gibbs (1982) bis zu C. Riise (1983).
Später übernahmen Arne G. Lauritzen, Peter K. Thomas, Charles E. Stuart und Harry Lundeen (1987) die Weiterentwicklung mit zunehmendem Einsatz von Gesichtsbögen sowie bei zahnlosen Patienten die Verwendung von Stützstiftregistraten. In Deutschland übernahmen als erste Axel Bauer und Alexander Gutowski diese Konzepte, in der Schweiz George Graber, Dekan der medizinischen Fakultät der Universität Basel. Bis heute gibt es keine Lehre weder der statischen noch der dynamischen Okklusion, welche auf wissenschaftlicher Grundlage und Beobachtung der menschlichen Physiologie ein Konzept entwickelt hat, das nicht artifiziell erdacht ist, sondern die Natur nachahmt und sich somit störungsfrei in das stomatognathe System eingliedern lässt.

### Abformmaterialien
Nachdem Edwin Thomas Truman das Guttapercha entwickelt hatte (s. u.), fügte 1856 der Londoner Zahnarzt Charles T. Stent (1807–1885) insbesondere Stearin hinzu, das die Plastizität des Materials sowie seine Stabilität verbesserte, Talkum als inerten Füllstoff, um dem Material mehr Masse zu geben, ferner Harz und roten Farbstoff und es entstand das nach ihm benannte thermoplastische Material für die Abformung der Kiefer und Zähne. Stent löste das bis dahin gebräuchliche Bienenwachs und Gips als Abdruckmaterial ab. Nach dem Tod von Charles Stent übergaben seine Söhne den Vertrieb des Materials an ein Dentalunternehmen namens Claudius Ash and Sons. Nachdem die beiden Söhne Stents um 1900 verstorben waren, kauften die Ash-Brüder alle Rechte und behielten den Namen Stent bei. Für den Gipsabdruck wurde ein spezieller, leicht brechender Abdruckgips verwendet, der nach dem Abbinden stückweise aus dem Mund herausgebrochen werden konnte. Die Bruchstücke wurde anschließend zusammen geklebt und mit einem Hartgips ausgegossen, um das endgültige Modell herzustellen. Auch die Stents, die als medizinisches Implantat, beispielsweise in der Stentangioplastie an den Herzkranzgefäßen verwendet werden, haben ihn als Namensgeber.
Der britische Chemiker und Pharmazeut Edward Curtis Stanford gilt als Entdecker des Alginats, der 1880 Alginsäure aus Braunalgen extrahierte. 1940 wurden die Salze der Alginsäure, die allgemein als Alginate bezeichnet werden, als Abformmaterial in die Zahnheilkunde eingeführt. Alginate sind irreversible Hydrokolloide, weil sie durch eine nicht reversible chemische Reaktion abbinden, bei der Na-Alginat zu Ca-Alginat umgewandelt wird. Mit den reversiblen Hydrokolloiden erfolgte 1925 die Einführung der ersten elastischen Abformmassen. Anfang der 1950er Jahre wurden die elastomeren Abformmaterialien eingeführt, zunächst die elastomeren Polysulfide (Thiokole) und die kondensationsvernetzenden Silikone, 1965 gefolgt von den Polyethern (Impregum, 3M ESPE) und 1975 von den additionsvernetzenden Silikonen (Vinyl-Polysiloxan).

### Kronen
Im Mai 1869 beschrieb William N. Morrison die nach ihm benannte Ring-Deckel-Krone (Morrison crown) im Missouri Dental Journal. Diese Metallbandkronen, auch Bandhülsenkronen genannt, fanden breite Anwendung vor der Etablierung der Gusstechnologie. Hierzu wurde ein Band aus Gold dem zugeschliffenen Zahn ringförmig angepasst und verlötet. Die Kaufläche („Deckel“) wurde separat gegossen und anschließend mit dem Band verlötet. 1876 entwickelte Cassius M. Richmond aus San Francisco die nach ihm benannte Ringstiftkrone (Richmond crown), die auch eine Porzellanschale als Verblendung aufweisen konnte. 1907 erfand William H. Taggert eine Gussmaschine und eine Einbettmasse, die ein direkt modelliertes Gussobjekt in Metall mittels Wachsausschmelzverfahren (Lost-wax casting) und Gussverfahren mit verlorener Form überführen konnte. Die Gussobjekte besaßen eine bis dahin nicht gekannte Passgenauigkeit. Die so hergestellten Gusskronen fanden jedoch erst in den 1950er Jahren breite Anwendung.

#### Verblendungen
Mitte der 80er Jahre erlebten die Verblendungen metallischer Kronen mit Kunststoff (zahnfarbene Verkleidungen) einen Aufschwung. Bis dahin erfolgte die Befestigung der Verblendungen mittels retentiven Elementen, wie Retentionsstiften oder Gussperlen. Das entscheidende Problem des Metall-Kunststoffverbundes wurde nunmehr mit Hilfe des Silicoaterverfahrens gelöst, das an der Friedrich-Schiller-Universität in Jena, der Technischen Universität Dresden und der Zentralstelle für Korrosionsschutz in Dresden entwickelt. Durch das Silikatisieren der Metalloberfläche konnte ein zuverlässiger Verbund zwischen beiden Materialien, aber auch zwischen Metall und Keramik erreicht werden.

#### Befestigungsmaterial

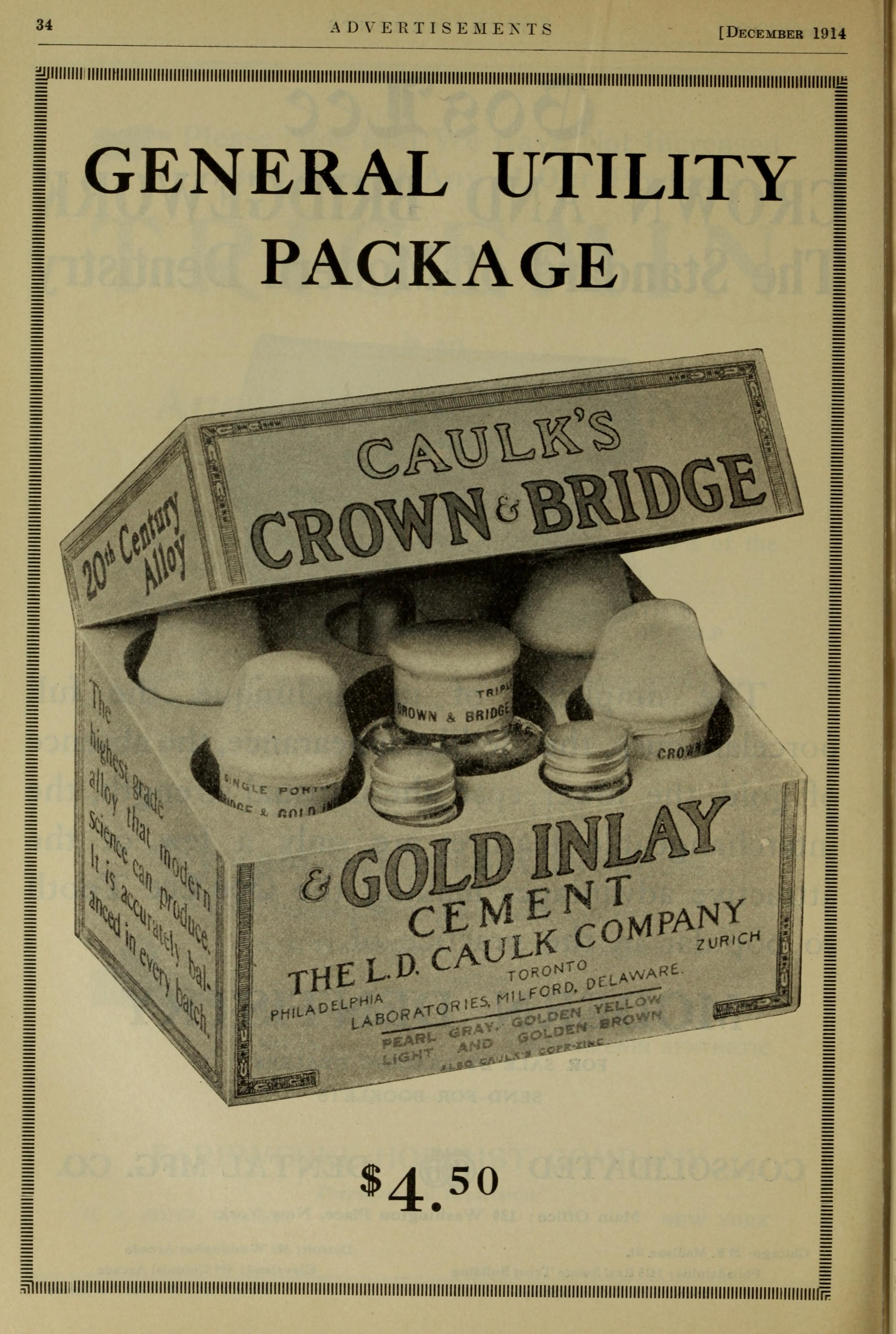
Caulk’s Crown and Bridge and Gold Inlay Cement, 1914, Dental Cosmos

Zunächst als Füllungsmaterial gedacht, entwickelten die Dresdner Sylvestre Augustin Rostaing de Rostagni (1794–1866) und sein Sohn Charles Augustin Rostaing (* 1831) den Zinkphosphatzement, den sie 1858 auf den Markt brachten und der schließlich zur Befestigung von Kronen, Brücken und Inlays verwendet wurde. Nachdem Sylvestre Augustin Rostaing seine Rezeptur mit ins Grab genommen hatte, machte sich der Chemiker, Erfinder und Unternehmer Carl Franz Otto Hoffmann daran, das Dentinagene nachzubilden. Er brachte das Befestigungsmaterial als Hoffmann’s Phosphatzement auf den Markt. Die Mischung Dentinagene wurde ab 1892 auch durch die Berliner Harvard Dental Company als Harvard Zement vermarktet dem die Firma L. D. Caulk Company (später mit Dentsply International fusioniert) mit den Caulk-Zementen in verschiedenen Farben folgte.

### Keramik
Nachdem Goldkronen, insbesondere in der Front, ästhetisch zu wünschen übrig ließen, stellte Cassius M. Richmond 1870 Zahnkronen aus Zelluloid her, die dem natürlichen Zahn ähnlich sahen. Bedauerlicherweise verfärbte sich das Material schwarz oder grün, roch schlecht und verschwand deshalb bald wieder vom Markt.
Erst die vom Zahnarzt Charles Henry Land (Detroit, USA) im Jahre 1889 zum Patent angemeldete Jacketkrone (Mantelkrone) aus Vollkeramik in Zahnfarbe stellte einen Durchbruch dar. Auf ein gefaltetes Platinhütchen wurde Keramik aufgebrannt und in die notwendige Form gebracht. Vor dem Einsetzen musste das Platin aus der Innenseite der Krone entfernt werden; anschließend konnte sie einzementiert werden.
Der aus Amerika stammende Zahnarzt Newell Sill Jenkins (1840–1919) praktizierte zwischen 1866 und 1909 in Dresden. Zu seinem Patientenkreis gehörten nicht nur Mitglieder europäischer Fürstenhäuser, sondern auch Prominente wie Richard Wagner. Dank Jenkins Überredungskünsten setzte Wagner seine Pläne, nach Amerika auszuwandern, nicht um, worauf die Oper Parsifal in Bayreuth im Markgräflichen Opernhaus uraufgeführt wurde. Jenkins entwickelte das nach ihm benannte Porzellan-Email und verbesserte dadurch entscheidend die Zusammensetzung der Porzellanmasse für Inlays, Zahnkronen und -brücken. Die Porzellaninlays eröffneten erstmals die Möglichkeit, zahnfarbene Frontzahnfüllungen zu erzeugen und leiteten damit die Ära der ästhetischen Zahnmedizin ein. Für die Produktion und den Vertrieb des „Jenkins Porcelain Enamel“ gründete er die Manufaktur Klewe & Co. Sein persönlicher Freund Samuel Langhorne Clemens kaufte die Herstellungs- und Vertriebsrechte für den amerikanischen Markt: der amerikanische Schriftsteller Mark Twain unter seinem Geburtsnamen. Jenkins wurde trotz seiner hohen Verdienste um die Zahnheilkunde lange Zeit von zahnmedizinischen Historikern ignoriert, obwohl er 32 wissenschaftliche Artikel zur Verbesserung der ästhetischen Zahnversorgung mit Porzellanfüllungen veröffentlicht und teilweise patentiert hatte. Er führte den Kofferdam in Deutschland ein und entwickelte eine Zahnpasta, die erstmals Desinfizienzien enthielt (s. u.).
Die Bruchfestigkeit des Porzellans war nicht besonders hoch, sodass die Forschung nach einer Alternative suchte, in der die Stabilität durch ein Metallgerüst (meist aus einer Gold-Platin-Legierung) unter der Keramik erzeugt wird.

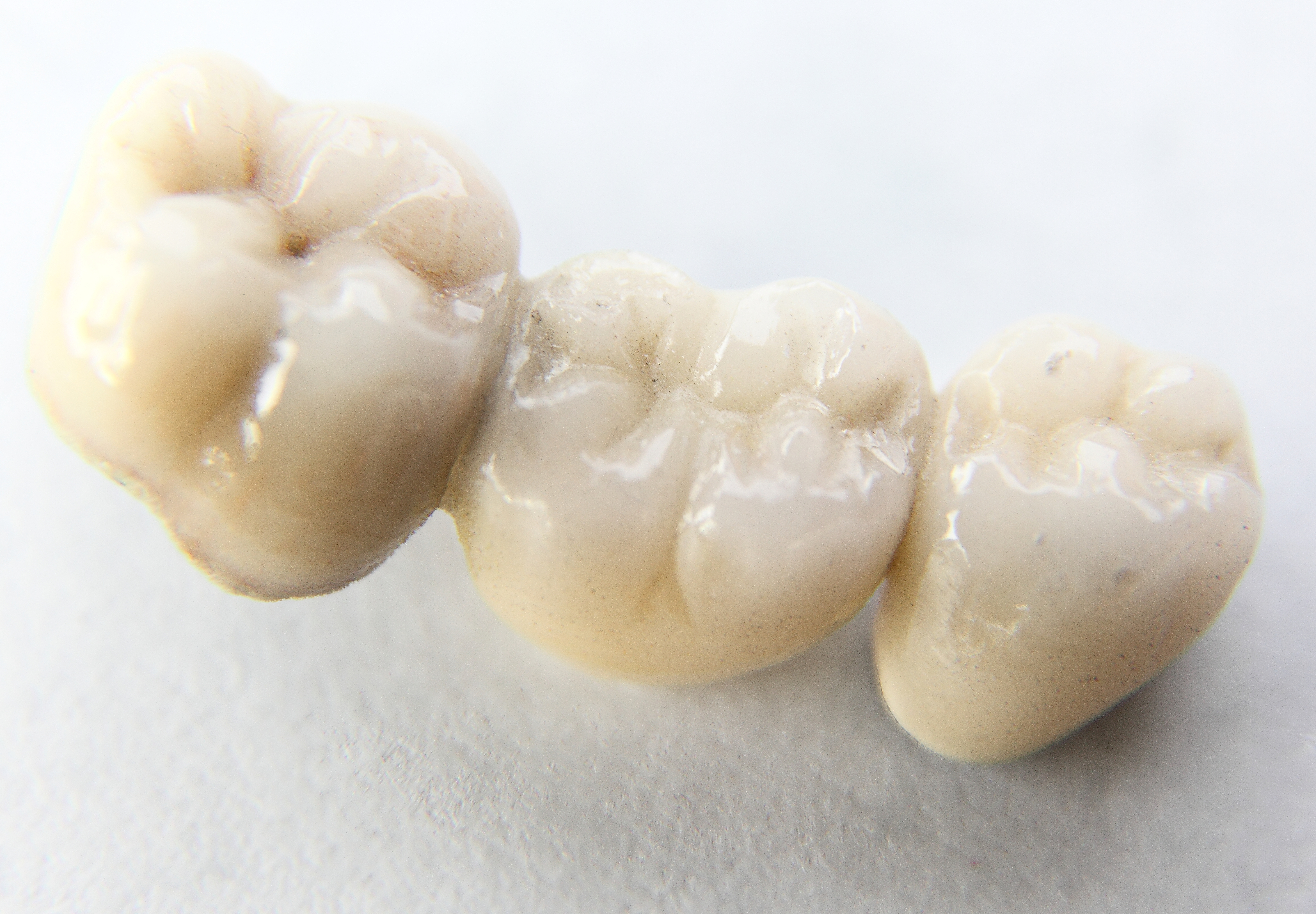
VMK-Brücke mit zwei Kronen zum Ersatz des Zahnes 46

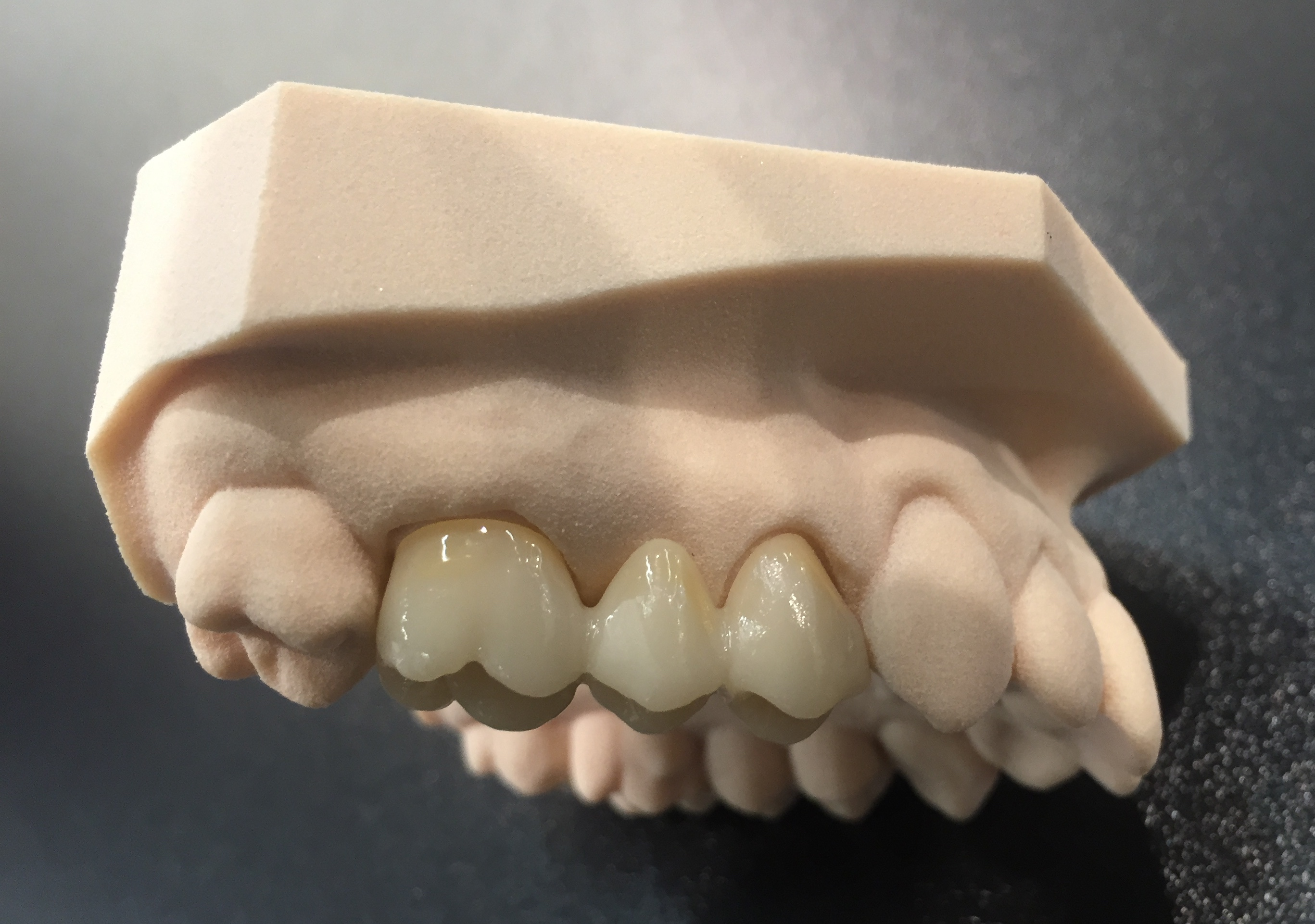
Brücke 14–16 aus Zirkondioxid

Nach zahlreichen Versuchen meldeten M. Weinstein, S. Katz und A. B. Weinstein 1952 in den USA als erste ein Patent für eine Aufbrennkeramik an, jedoch platzte diese noch oft ab. Der Wärmeausdehnungskoeffizient (WAK) von Metall und Keramik differierte stark beim Erkalten von der Brenntemperatur von 880 °C, was zu Spannungen führte. 1962 gelang es, den WAK zwischen Metall und Keramik anzugleichen und dadurch die Bruchgefahr erheblich zu reduzieren. Zeitgleich entwickelte die Firma Whip-Mix Corporation die phosphatgebundene Einbettmasse, mit der die ersten hochschmelzenden Gold-Platin-Legierungen von J. F. Jelenko Company und J. Aderer Company gegossen werden konnten, die als Gerüst für keramikverblendete Kronen (VMK-Kronen) dienen. Damit waren die seitdem weltweit eingesetzten VMK-Kronen und -Brücken geboren (Verbund-Metall-Keramik).
Seit den 1970er-Jahren wird die Entwicklung von Vollkeramiksystemen vorangetrieben. Aufgrund der Festigkeit werden seit 1994 Zirkonoxidkeramiken bevorzugt bei metallfreien Versorgungen im hochbelasteten Seitenzahnbereich verwendet, gerade auch wenn es um die Fertigung industriell hergestellter Rohlinge für die CAD/CAM-Technologie geht.

### Hochleistungskunststoff
Aus Polyaryletherketon (PAEK), entwickelt von DuPont, wurde 1978 Polyetheretherketon (PEEK), ein Hochleistungskunststoff von dem Unternehmen Imperial Chemical Industries (ICI) in England entwickelt. Die Firma Victrex übernahm die Vermarktung, bis das Material 2012 über Juvora Einzug in die Zahnmedizin zur Herstellung von Zahnersatz fand.

## Geschichte des Zahntechnikerhandwerks

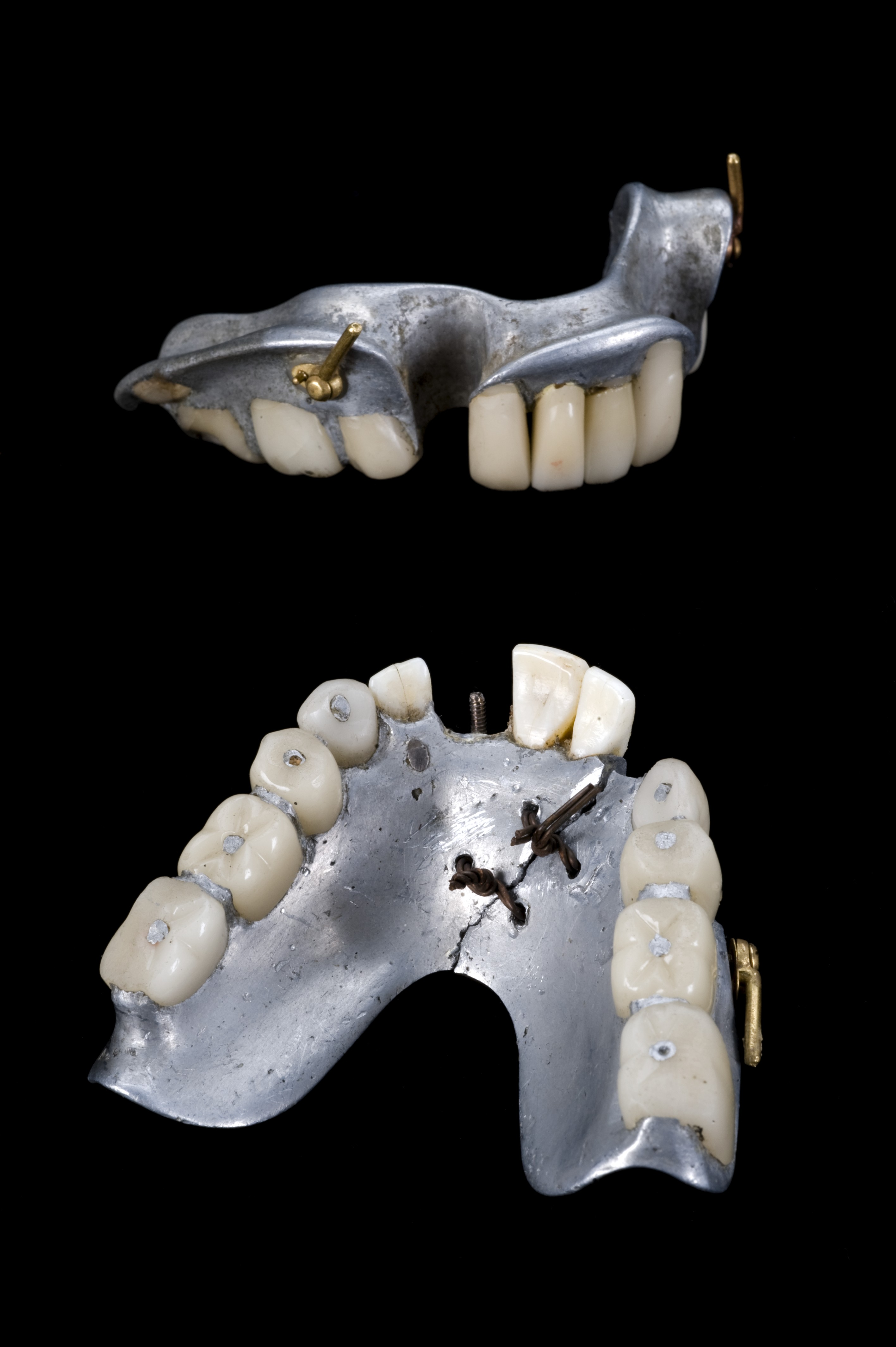
Ober- und Unterkiefer-Teilprothesen auf Aluminiumbasis, 1858–1880, Frontzähne sind Waterloo-Zähne, Backenzähne aus Porzellan

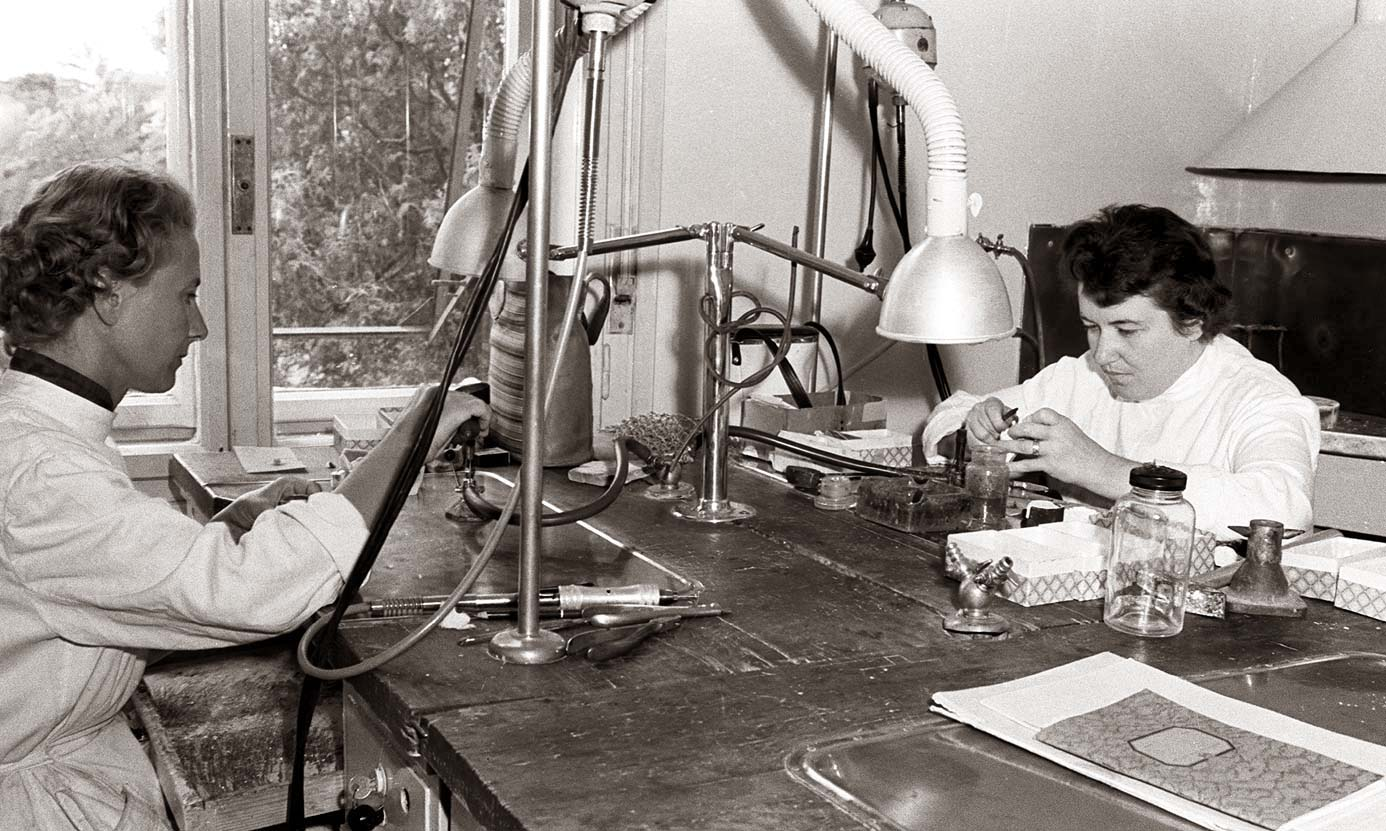
Zahntechnisches Labor 1958

Mit der Entwicklung von Materialien und Techniken Anfang des 19. Jahrhunderts bildete sich die Berufsgruppe der Zahntechniker heraus, die zu diesem Zeitpunkt noch als Zahnkünstler oder Dentisten bezeichnet wurden. Claudius Ash (1792–1854), ein Silberschmied, erledigte aus Interesse an Zahnersatz 1837 einen Auftrag für einen Londoner Zahnarzt so geschickt, dass er bald zu seinem eigenen Erstaunen den größten Teil seiner Zeit für zahnärztliche Aufträge verwendete. Er war somit einer der ersten professionellen Zahntechniker. Daraus entwickelte er ein renommiertes internationales Dentalunternehmen Claudius Ash and Sons, das 1924 mit der Firma DeTrey zur Amalgamated Dental Co. Ltd fusionierte und ist heutzutage eine Abteilung von Plandent, einem Tochterunternehmen von Henry Schein.
In den USA trennte 1883 der Bostoner Zahnarzt W. H. Stowe die Herstellung von Zahnersatz von der zahnärztlichen Behandlung und schuf 1887 das erste zahntechnische Laboratorium zusammen mit seinem Cousin Frank F. Eddy in Boston, das als Stowe and Eddy firmierte. Das blühende Geschäft mit dem Zahnersatz (1930 gab es in den USA bereits ca. 3400 zahntechnische Laboratorien), der zudem Patienten per Zeitungsanzeige offeriert und im direkten Kontakt verkauft wurde, provozierte den Widerstand der Zahnärzte. An der Schwelle zum 20. Jahrhundert entstanden in Europa die ersten zahntechnischen Laboratorien. Der Schweizer Zahntechniker Arnold Biber eröffnete im Oktober 1886 sein Laboratorium in Pforzheim. Die Bezeichnung Zahntechniker wurde erstmals in der Reichsversicherungsordnung (RVO) von 1911 erwähnt. Zuvor gab es die Gebissarbeiter und die Innungen der Zahnkünstler. Im Jahr 1930 bekam, auf Beschluss des Deutschen Handwerks- und Gewerbekammertages und des Reichsverbandes des Deutschen Handwerks, „das Gewerbe der Zahntechniker, die sich nicht mit Heilbehandlung befassen …“ seine Anerkennung als selbständiges Handwerk. Dieser Beschluss wurde 1951 mit dem Ulmer Abkommen zwischen dem Bundesverband der Zahnärzte e. V. (BDZ, später Bundeszahnärztekammer) und dem Bundesverband der rein gewerblichen zahntechnischen Laboratorien (BGZL) bestätigt. Im Jahr 1956 wurde als Nachfolgeorganisation der Verband Deutscher Zahntechniker-Innungen (VDZI) gegründet. Im Hamburger Abkommen haben der VDZI und der BDZ eine komplementäre Zusammenarbeit vereinbart. Die Zahntechniker verzichteten auf die Eingliederung des Zahnersatzes am Patienten, und die Zahnärzte sicherten ihre Bereitschaft zu, die Existenz eines leistungsfähigen handwerklichen Zahntechnikerstandes zu unterstützen und zu fördern. Dieses Abkommen vom 15. November 1958 ebnete den Weg zur Selbstständigkeit des Zahntechniker-Handwerks, denn es stellte die Erfüllung der rein handwerklich gewerblichen Tätigkeit sicher. 1977 wird das Zahntechniker-Handwerk mit Erlass des Krankenversicherungs-Kostendämpfungsgesetzes in die Reichsversicherungsordnung einbezogen, dem 1983 die Einführung des Bundeseinheitlichen Leistungsverzeichnisses für zahntechnische Leistungen (BEL-I) und 2004 des BEL II folgten, der Höchstpreisliste für zahntechnische Leistungen bei Versicherten der gesetzlichen Krankenversicherung.

## Geschichte der zahnärztlichen Anästhesie

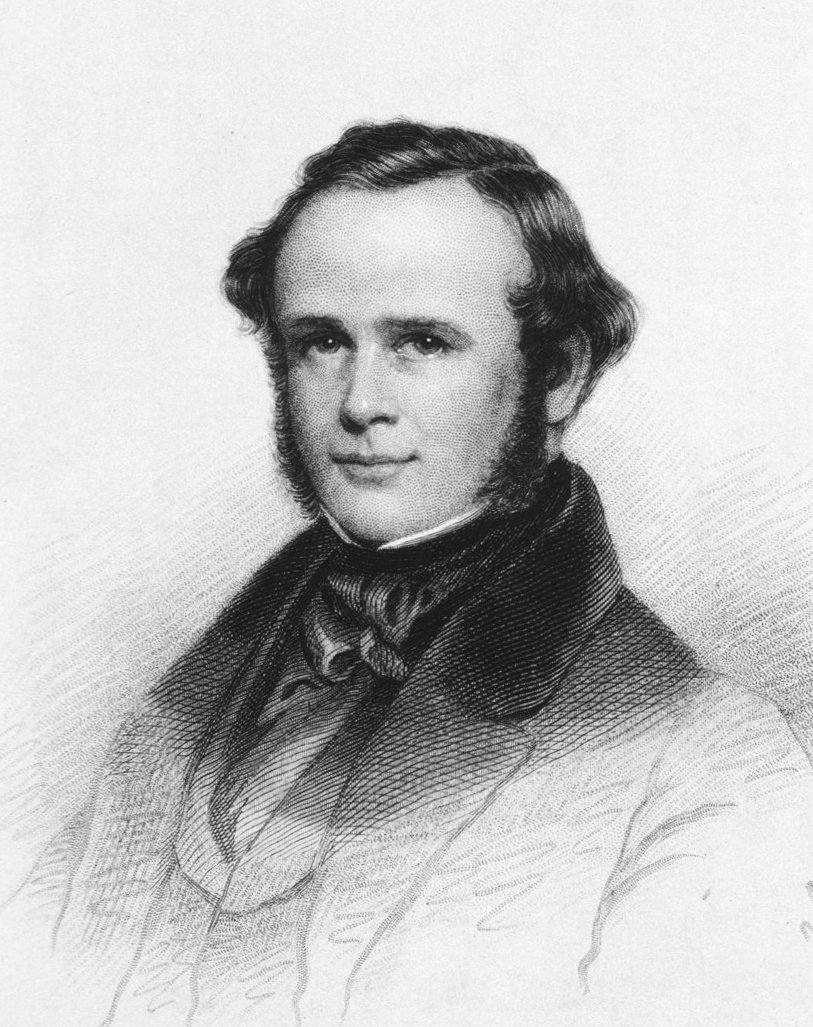
Horace Wells

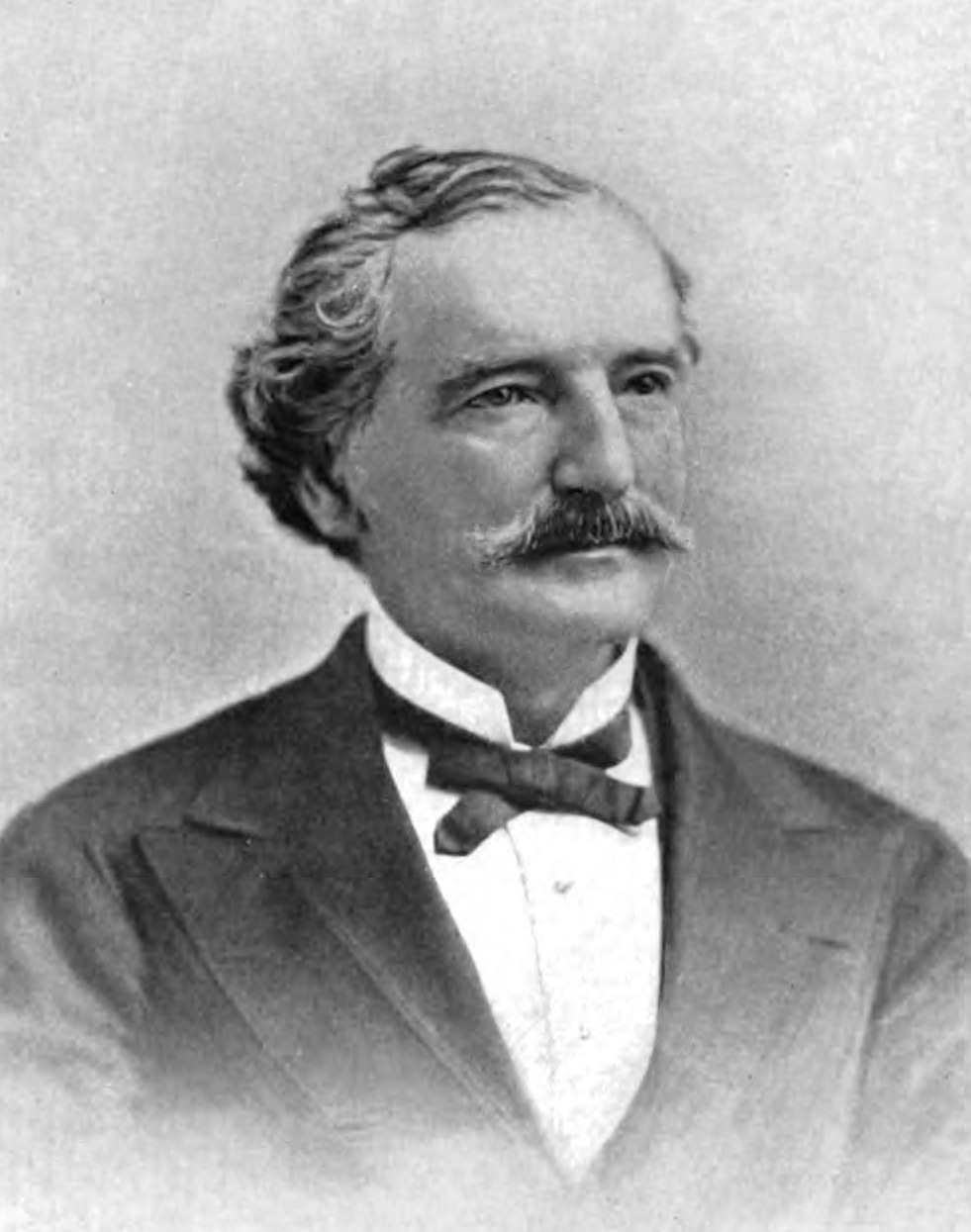
Gardner Quincy Colton

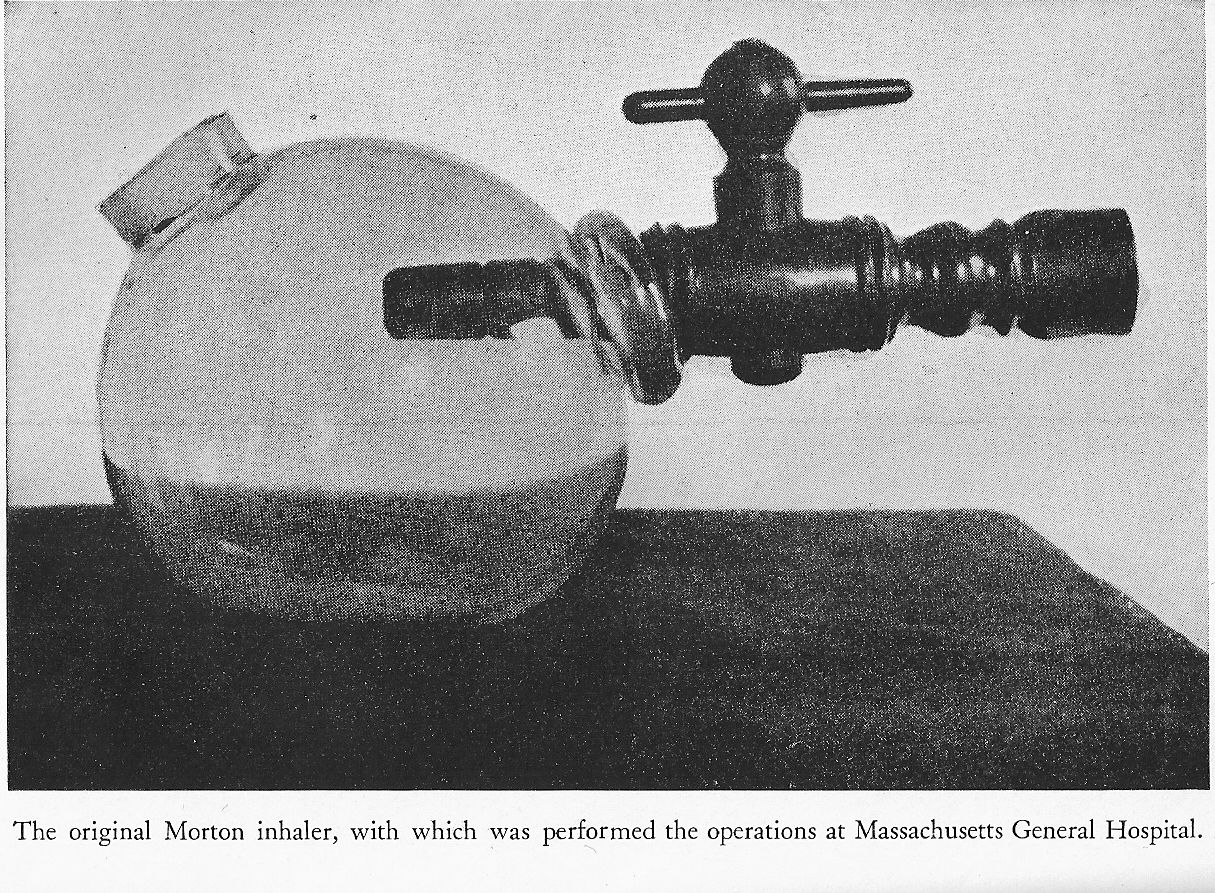
Inhalator von Morton

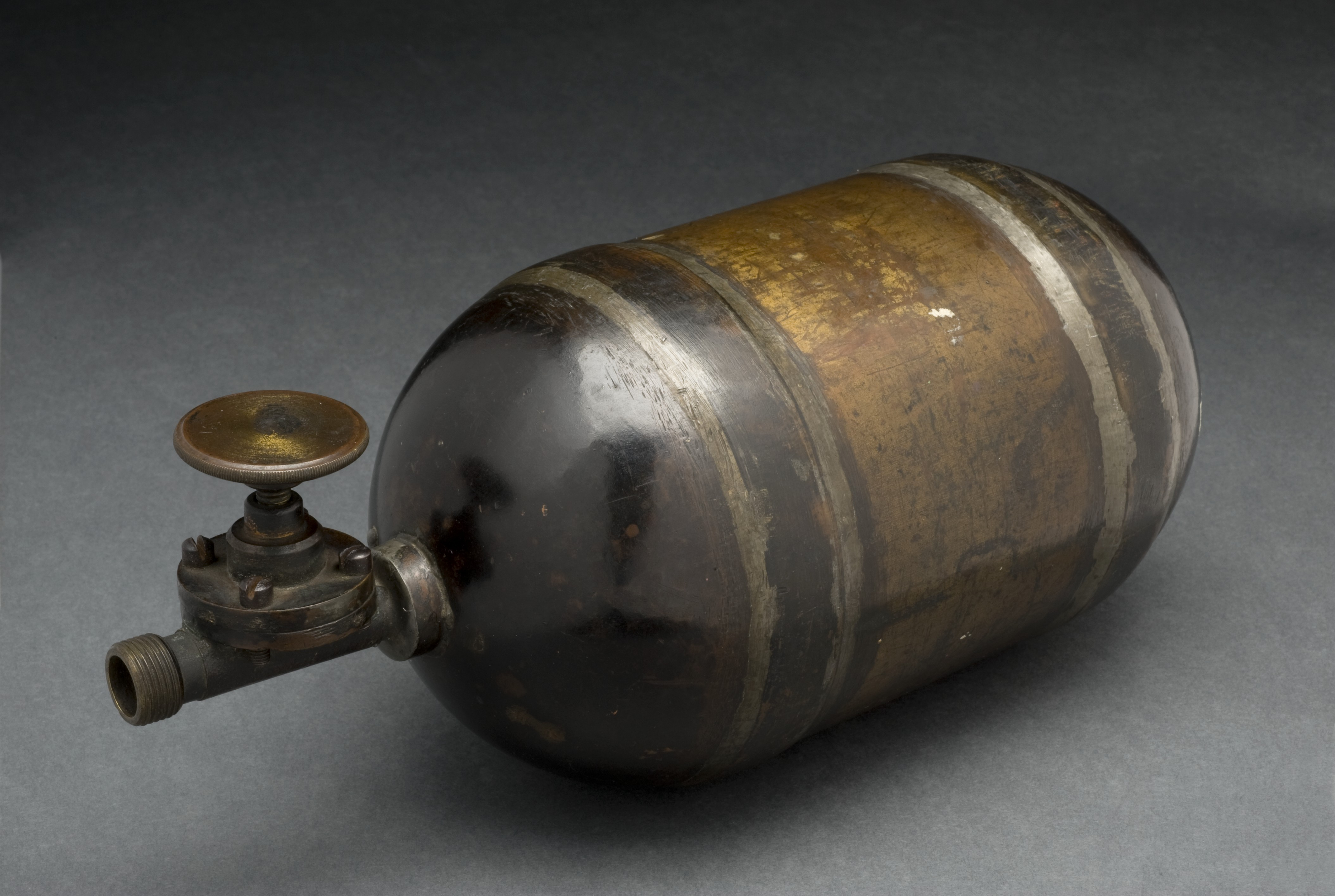
N_{2}O-Gasflasche nach Barth und Coxeter, 1868

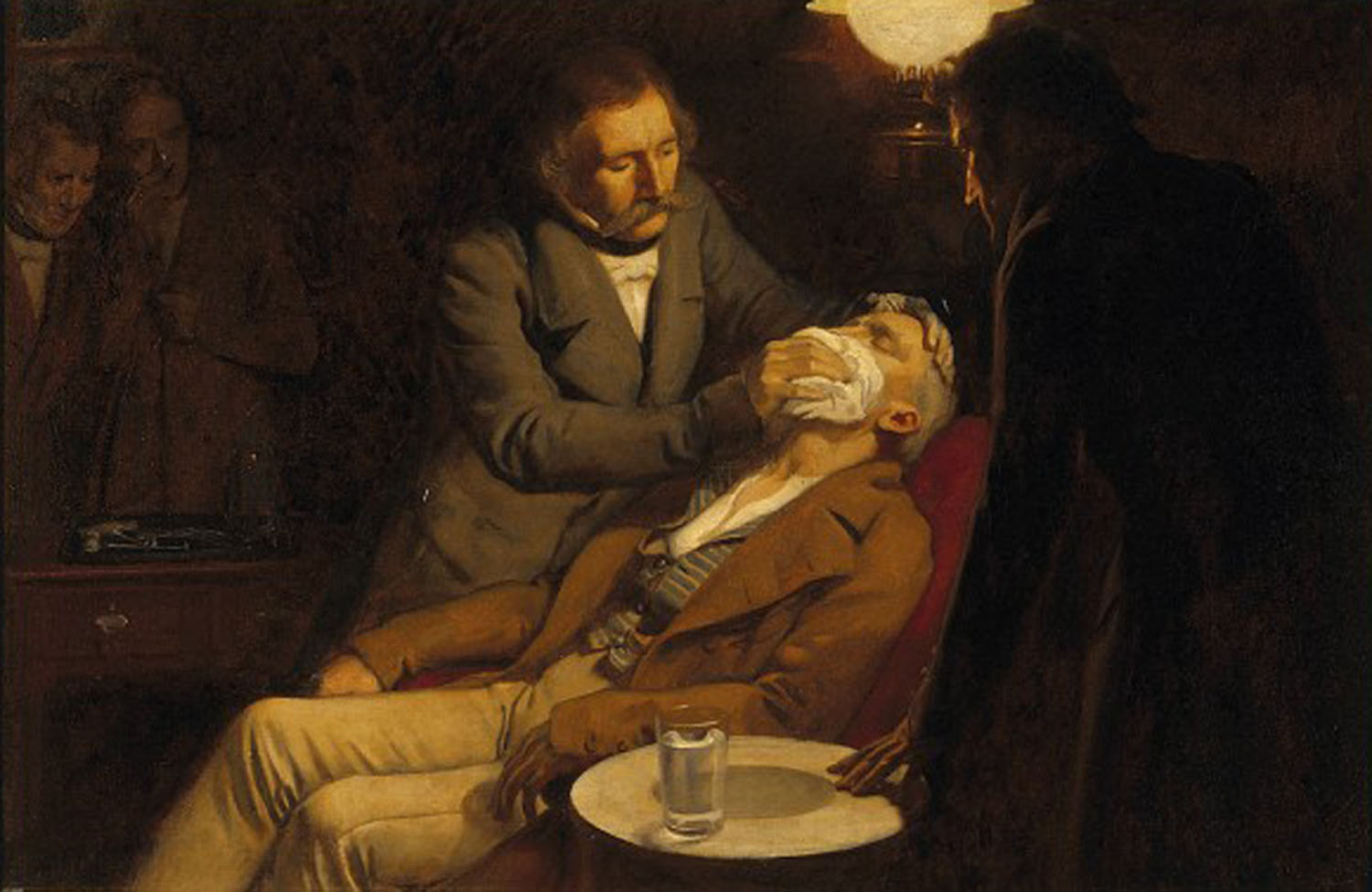
W. T. G. Morton: Ätheranästhesie vor Zahnextraktion (Gemälde von Ernest Board, ca. 1920), Gibbs Building, London

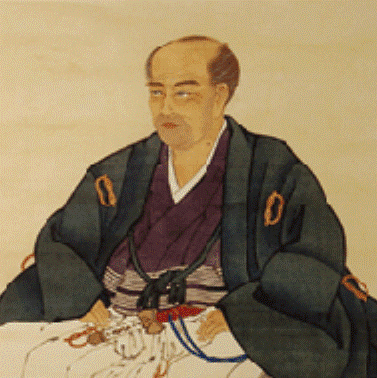
Hanaoka Seishū

Ärzte des Mittelalters kannten und nutzten unter anderem die schmerzlindernde Wirkung von Schlafmohn. Er wurde von Yuhanna ibn Masawaih zur Behandlung bei Zahnschmerzen verwendet. Der islamische Gelehrte at-Tabarī erklärte, dass ein Extrakt aus Schlafmohn tödlich sein könne und Schlafmohnextrakte sowie Opium als Gifte angesehen werden müssen.
Der französische Chirurg Guy de Chauliac schrieb 1386 die Chirurgia magna, in der er sich (auch) der Pathologie und Therapie der Zähne widmete. Darin wird unter anderem die Anwendung von Opium und Mandragora bei schmerzhaften Erkrankungen beschrieben, aber auch vor den Nebenwirkungen gewarnt.
Narkosemittel fanden erst sehr viel später breitere Anwendung. Zunächst wurde das Lachgas (N2O) 1772 von Joseph Priestley synthetisiert. Die besondere medizinische Wirkung entdeckte der Chemiker Humphry Davy 1799 bei Selbstversuchen. Horace Wells (1815–1848), einer der führenden Zahnärzte in Hartford (Connecticut), entdeckte das Lachgas als taugliches Narkosemittel für die zahnärztliche Praxis. Wells hatte dessen schmerzstillende (Neben-)Wirkung bei einer Lachgasvorführung beobachtet, die Gardner Quincy Colton (1814–1898), ein Chemiker mit abgebrochenem Medizinstudium, am 10. Dezember 1844 in dem Ort veranstaltet hatte. Während der Vorführung der humoristischen Effekte des Lachgases zog sich einer der Teilnehmer der Lachgasshow eine tiefe blutende Beinwunde zu, aber empfand dabei keine Schmerzen durch die Verletzung. Horace Wells, der mit dem „Vater der Parodontologie“ John Mankey Riggs (s. u.) eine Praxisgemeinschaft betrieb, war es, der sich daraufhin im Selbstversuch am darauffolgenden Tag, dem 11. Dezember 1844, einen oberen Weisheitszahn schmerzfrei durch Riggs extrahieren ließ, während Colton das Lachgas mit seiner Apparatur verabreichte. Geschätzte eine Million Zähne habe nachfolgend Colton (und seine Assistenten) unter Lachgas extrahiert. Im Jahre 1868 entwickelten George Barth und J. Coxeter ein Verfahren zur Verflüssigung von Lachgas, so dass es in Gasflaschen in den Handel gelangen konnte. Der bereits erwähnte William Gibson Arlington Bonwill (s. o.) propagierte ein Verfahren zur Anästhesie bei kleineren chirurgischen Eingriffen, während der Geburt und bei zahnärztlichen Eingriffen durch eine forcierte Atmung des Patienten (Hyperventilation). Hierzu müsse der Patient 80–100 Atemzüge pro Minute durchführen. Es wurde 1875 unter dem Titel „The air an anaestetic“ (engl.: Die Luft ein Anästhetikum) am Franklin Institute vorgestellt. Bonwill behauptete auf Grund seiner 20-jährigen Berufserfahrung damit auf Lachgas verzichten zu können.
Äther- und Chloroformnarkosen folgten dem Lachgas. Der US-amerikanische Zahnarzt William Thomas Green Morton konnte mit einer Äthernarkose am 16. Oktober 1846 einen Patienten schmerzfrei von seinem Leiden befreien. Bereits am 30. März 1842 hatte Crawford Williamson Long einem Patienten einen Tumor am Nacken schmerzfrei entfernt, wobei er ein mit Äther getränktes Handtuch verwendete. Er unterließ aber eine Publikation und brachte sich so um die Anerkennung seines Prioritätsanspruchs. So gilt seitdem W. T. G. Morton als Begründer der Äthernarkose. Wenn die Stümpfe und Wurzeln defekter Zähne entfernt werden mussten, verlangten die Patienten eine schmerzfreie Behandlung. Charles Thomas Jackson, bei dem Morton famuliert hatte, machte ihn auf die berauschende Wirkung von Schwefeläther aufmerksam, die bereits Michael Faraday 1818 in einer Abhandlung beschrieben hatte. Am 30. September 1846 kam der Cellist Eben Frost mit so starken Zahnschmerzen in Mortons Praxis, dass er mit einer Erprobung des Äthers bei der Extraktion seines vereiterten Backenzahns einverstanden war. Als der Patient aus seiner Betäubung erwachte, bestätigte er Morton, dass er keinerlei Schmerz beim Zahnziehen empfunden habe. Morton versuchte zu verschleiern, welchen Wirkstoff er verwendet hatte, um von einer Patentierung zu profitieren. Bei einer Operation am 7. November 1846 wurde er vom Auditorium gezwungen, sein Geheimnis zu lüften. Morton wurde durch die Kosten um einen Patentstreit ruiniert. Die sukzessive Anerkennung des von Morton entwickelten Verfahrens erfolgte nach der erfolgreichen Oberschenkelamputation bei einer zwanzigjährigen Patientin durch Henry Jacob Bigelow am 7. November 1846. 1884 erfolgte die erste orale Lokalanästhesie durch Einsatz von Kokain durch William S. Hallsted und Richard J. Hall.
Dadurch, dass es zur japanischen Tradition gehörte, Behandlungsverfahren geheim zu halten, wurde erst 1963 erkannt, dass bereits am 13. Oktober 1804 der japanische Arzt Hanaoka Seishū erstmals eine Vollnarkose mit seinem Narkosemittel Tsūsensan bei einer Brustkrebsoperation erfolgreich durchgeführt hat.
Es gab durchaus Widerstände dagegen, in die Schöpfung auf diese Art einzugreifen und den Schmerz abzustellen, der als göttliches Mittel der Erziehung akzeptiert war. Doch viele Kirchenvertreter, wie Protheroe Smith, ein anglikanischer Fachmann für Geburtshilfe, Reverend Thomas Chalmers, Moderator der Free Church of Scotland, oder Rabbi Abraham de Sola (1825–1886), der erste Rabbiner Kanadas, unterstützten die Verfechter der Anästhesie.
Die Anwendung der Allgemeinanästhesie in der Zahn-, Mund- und Kieferheilkunde war dadurch erschwert, dass Operationsgebiet und Narkoseweg zusammenfallen. Die Inhalation von betäubenden Gasen erlaubte nur kurze Operationen, da der Mund entweder zum Inhalieren oder zum Arbeiten gebraucht wurde. Ließ man den Patienten durch die Nase inhalieren, so atmete er das Lachgas durch den Mund aus, was wiederum den Zahnarzt in einen Rausch versetzte. So begann die Suche nach einem Lokalanästhetikum.

### Lokalanästhesie

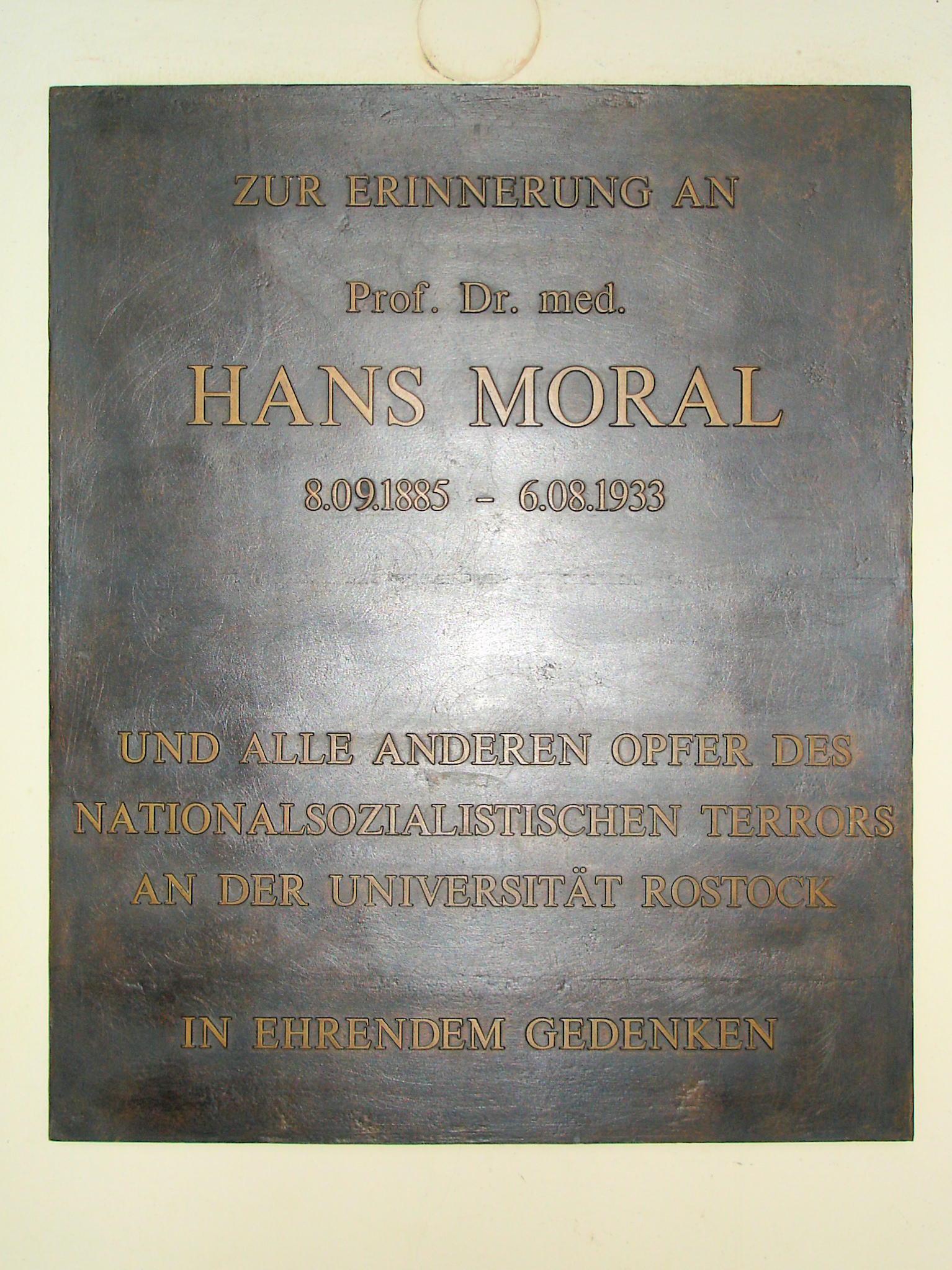
Gedenktafel für Hans Moral im Foyer des Hauptgebäudes der Universität Rostock

Die ersten Cocasträucher kamen 1750 aus Südamerika nach Europa. Im Winter 1859/60 isolierte Albert Niemann im Laboratorium von Friedrich Wöhler in Göttingen die aktiven Komponenten des Cocastrauches. Er gab dem Alkaloid den Namen Cocain. 1879 entdeckte Vassili von Anrep (1852–1927) an der Julius-Maximilians-Universität Würzburg die schmerzstillende Wirkung des Cocains. Um 1884 kam es als lokales Anästhetikum in Deutschland in den klinischen Gebrauch, nachdem der Augenarzt Carl Koller (1857–1944) erkannt hatte, dass Cocain bei Verkostung die Zunge betäubt und er es daraufhin zur Betäubung bei Eingriffen am Auge einsetzte. Ihm folgte 1885 der Chirurg William Stewart Halsted (1852–1922), der erstmals Cocain in der Zahnmedizin benutzte. Nach ersten Tierversuchen wendete er das Verfahren zur Lokalanästhesie des Nervus mandibularis als Leitungsanästhesie an. Neben der Oberflächen- und Leitungsanästhesie entwickelte sich daraus die Infiltrationsanästhesie. In der zweiten Hälfte des 19. Jahrhunderts wurde auch Chlorethan als Lokalanästhetikum in der Zahnheilkunde benutzt. 1905 verlängerte der Leipziger Chirurg Heinrich Braun die Wirkdauer und -tiefe des von Alfred Einhorn entwickelten Procains, welcher dem Wirkstoff den Namen Novocain zuordnete, durch die Beigabe von Adrenalin. Die Reindarstellung Adrenalins war bereits 1901 dem japanischen Pharmakologen Jokochi Takamine gelungen, der in New York ein eigenes Laboratorium eingerichtet hatte. Von ihm stammt die Wortschöpfung „Adrenalin“ (lateinisch ad ‚an‘ und ren ‚Niere‘), das er patentieren und von der Firma Parke, Davis & Co. vermarkten ließ, die heute in Pfizer Inc. aufgegangen ist. Dem aus Heilbronn stammenden Chemiker Friedrich Stolz war es 1905 im Auftrag von Hoechst gelungen, das Hormon künstlich herzustellen. Damit waren die Grundlagen für eine moderne zahnärztliche Therapie gelegt. Im selben Jahr entwickelte August Braun die Idee der Stammanästhesie des Nervus trigeminus. Zeitgleich sind als Wegbereiter der Lokalanästhesie in der Zahnheilkunde Hans Moral (1885–1933) gemeinsam mit Guido Fischer (1877–1959) anzusehen, die sich neben der klinischen Anwendung mit den anatomischen und physiologischen Grundlagen beschäftigten. Der Zahnarzt und Anatom Harry Sicher beschrieb 1920 in seinem Lehrbuch „Anatomie und Technik der Leitungsanästhesie im Bereiche der Mundhöhle“ die exakte Vorgehensweise bei der Durchführung der verschiedenen Lokalanästhesien im Mundbereich.
Lidocain war das erste Amino-Amid-Lokalanästhetikum, das durch die schwedischen Chemiker Nils Löfgren (1913–1967) und Bengt Lundqvist (1922–1953) im Jahre 1943 synthetisiert wurde. Sie verkauften die Patentrechte des Lidocains an den schwedischen Pharmakonzern Astra AB. 1957 schritt die Entwicklung der Lokalanästhetika mit Synthetisierung des Mepivacains, 1958 des Prilocains, 1960 des Bupivacains voran. 1974 synthetisierten Roman Muschaweck und Robert Rippel das Articain (Ultracain). Articain ist das in Kontinentaleuropa am häufigsten verwendete Lokalanästhetikum. Alle Substanzbezeichnungen leiten sich vom Wortstamm des Cocains ab.
Im Jahre 1981 wurde als neue Anästhesiemethode die intraligamentäre Anästhesie entwickelt. Dabei werden geringe Mengen des Lokalanästhetikums am Rand des Zahnes injiziert. Erste Versuche hierzu gab es bereits 1920 in Frankreich, wo von der Anesthésie par injections intraligamenteuses (dt.: Anästhesie durch intraligamentäre Injektionen) berichtet wird. Sie basierte auf der Entwicklung des Wilcox-Jewett obtunders zur Injektion von Kokain zur örtlichen Betäubung des Zahnfleisches. setzte sich aber nicht als Standardmethode durch.

### Spritzenbesteck

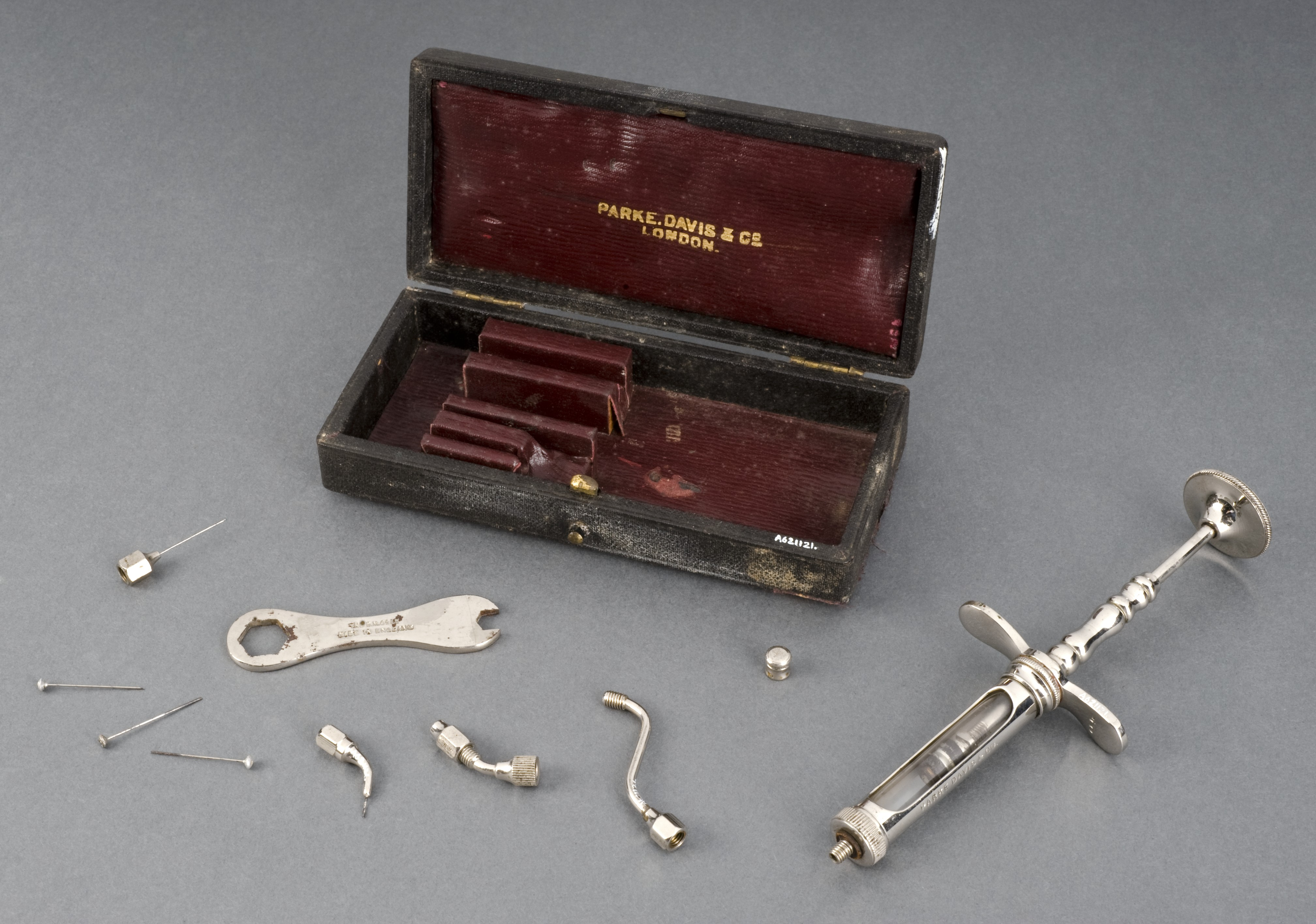
Record-Spritze (1897)

Nachdem schon Robert Boyle und Christopher Wren im 17. Jahrhundert mit Spritzen experimentiert hatten, wird die Spritze dem französischen Feldchirurgen aus der Zeit von Ludwig XIV. Dominique Anel (1679–1730) zugeschrieben, der damit Wunden säuberte. Charles-Gabriel Pravaz (1791–1853) entwickelte 1850 für die subkutane Injektion eine Spritze, die als Prototyp der Injektionsspritze überhaupt gilt. Zu den geschickten Instrumentenmachern Frankreichs gehörte der in Braunschweig geborene Georges Guillaume Amatus Lüer (1802–1883), dessen Spritzenmodell auf den Prinzipien des Engländers Daniel Ferguson aufbaute. Fergusons Spritze diente ursprünglich ebenfalls zur subkutanen Injektion zum Verätzen einer Hautveränderung mittels Eisenchloridlösung. Die Hohlnadel hatte der irische Arzt Francis Rhynd (1801–1861) erfunden und 1844 an einer Patientin ausprobiert. Zur Applikation eines Anästhetikums patentierte das Maison Lüer 1897 eine Ganzglasspritze, die spätestens 1909 durch eine Konstruktion der Berliner Instrumentenmacher Dewitt & Hertz Konkurrenz bekam. Deren auseinandernehmbare „Record–Präzisionsspritze“ aus Glas und Metall zeichnete sich durch hohe Dichtigkeit aus und konnte die Injektionslösung vollständig entleeren. Ihr Kanülenanschluss hatte allerdings einen anderen Durchmesser als Lüer-Spritzen und es mussten entweder passende Kanülen oder Adapter verwendet werden. Das „Auskochen“ von „Record-Spritzen“ sollte bis zur Einführung entsprechender Einmalartikel Mitte des 20. Jahrhunderts die Hygienebedingungen erfüllen, die man in der zweiten Hälfte des 19. Jahrhunderts als notwendig erkannt hatte.
Der neuseeländische Apotheker, Tierarzt und Erfinder Colin Murdoch (1929–2008) hat die aus Kunststoff gefertigte Einwegspritze erfunden. Murdoch präsentierte seine Erfindung beim Gesundheitsamt, wo sie allerdings als „zu futuristisch“ eingestuft wurde. Mangels finanzieller Unterstützung kam die Weiterentwicklung seiner Idee für einige Jahre zum Stillstand. Als er 1956 das Patent zugesprochen bekam, wurde die Einwegspritze ein weltweiter Erfolg und ist noch im 21. Jahrhundert täglich millionenfach in Verwendung. Der Kanülenansatz richtet sich bis heute nach dem Lüer-Standard, benannt nach dem deutschen, aber in Paris wirkenden Instrumentenmacher Hermann Wülfing Luer. Dessen Patent übernahmen 1898 Maxwell W. Becton und Fairleigh S. Dickinson und gründeten das Medizintechnikunternehmen Becton Dickinson. Das Unternehmen entwickelte später die Erfindung Murdochs weiter und brachte 1961 BD Plastipak auf den Markt.
Der US-amerikanische Arzt Harvey Samuel Cook (1888–1934) entwickelte 1917 die weit überwiegend in der Zahnheilkunde verwendete Zylinderampullenspritze. Hierbei wird eine Karpule (Zylinderampulle), die das Lokalanästhetikum enthält, ein zylindrischer Glaskörper, dessen vorderes Ende mit einer Membran verschlossen und von einer Kanüle durchstechbar ist, in ein Spritzenbesteck eingelegt. Das hintere Ende der Ampulle ist von einem axial verschiebbaren Kolbenstopfen dichtend abgeschlossen. Der Kolbenstopfen wird mit dem Gestänge verhakt und kann dadurch für den Aspirationstest zurückgezogen werden. Die Innenseite der Zylinderampulle wird silikonisiert, um ein leichtgängigeres Gleiten des Kolbenstopfens zu ermöglichen.

## Geschichte des zahnärztlichen Röntgens

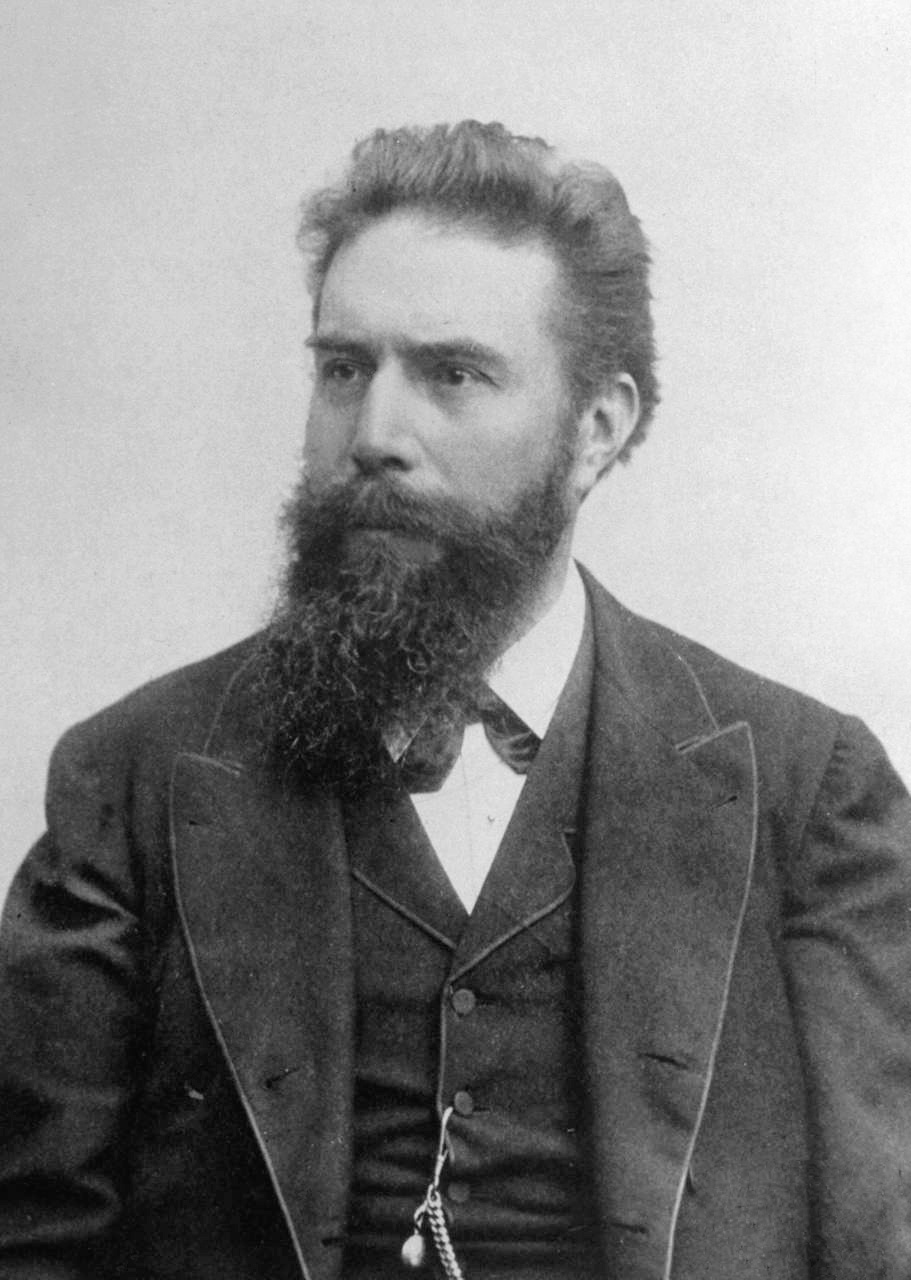
Wilhelm Conrad Röntgen

„Ach, wenn es doch ein Mittel gäbe, den Menschen durchsichtig zu machen wie eine Qualle!“, so träumt der junge Landarzt Redlich in der Hoffnung um Bestätigung seiner Diagnose bei einem örtlichen Pfarrer. Den Wunsch kaum ausgesprochen, erscheint dem Arzt die weibliche Lichtgestalt Elektra und übergibt ihm „zum Heile der Menschheit“ eine Büchse, deren magisches Licht den Körper gänzlich durchsichtig macht. Damit kann er die Diagnose stellen und den Pfarrer von Trichinen heilen. Er erforscht und analysiert das Agens, stellt es künstlich her und übergibt es als Geschenk der gesamten Menschheit. „Eine neue glorreiche Zeit für uns Mediziner ist nun angebrochen.“ Der deutsche Mediziner und Schriftsteller Ludwig Hopf publizierte unter seinem Pseudonym Philander 1892 Elektra, ein physikalisch-diagnostisches Märchen aus dem zwanzigsten Jahrhundert, das nur drei Jahre später tatsächlich Realität wurde. Am 8. November 1895 entdeckte der Physiker Wilhelm Conrad Röntgen die sehr durchdringungsfähige unsichtbare Strahlung, die er der Physikalisch-Medizinischen Gesellschaft am 23. Januar 1896 vorstellte. Dabei wurde die Hand des Anatomen und Physiologen Albert von Koelliker als Anschauungsobjekt benutzt. Nach der Vorstellung schlug Kölliker die Benennung als Röntgenstrahlen vor. Bis dahin hatte Röntgen die Bezeichnung X-Strahlen („X“ für „unbekannt“) benutzt. In Zentral- und Osteuropa werden sie – in entsprechender sprachlicher Anpassung – Röntgenstrahlen genannt. In anderen Sprachräumen dominiert die Bezeichnung X-Strahlen wie beispielsweise im englischen Sprachraum als X-Rays, im Französischen als Rayons X.
Ebenso im Januar 1896 hat sich der Zahnarzt Otto Walkhoff, bei dem Röntgen Patient war, die ersten Röntgenaufnahmen seiner Zähne durch seinen Hochschullehrer und Freund Friedrich Oskar Giesel zusammen mit Wilhelm König (1859–1936) anfertigen lassen, bei einer Belichtungszeit von 25 Minuten. Bei manchem Patienten konnte Haarausfall nach dem Röntgen beobachtet werden. Der jahrelange ungeschützte, unbekümmerte Umgang mit strahlenden Substanzen forderte schließlich seinen Tribut. Nach langem und quälendem Siechtum ist Giesel 1927 im Alter von 75 Jahren an Krebs verstorben, der durch extreme Strahlenschäden an seinen Händen verursacht worden war. Frank Harrison fertigte zeitgleich in England erste Röntgenaufnahmen der Zähne an, William James Morton jun., der Sohn von William Thomas Green Morton (s. o.) in den USA.

### Strahlenschutz

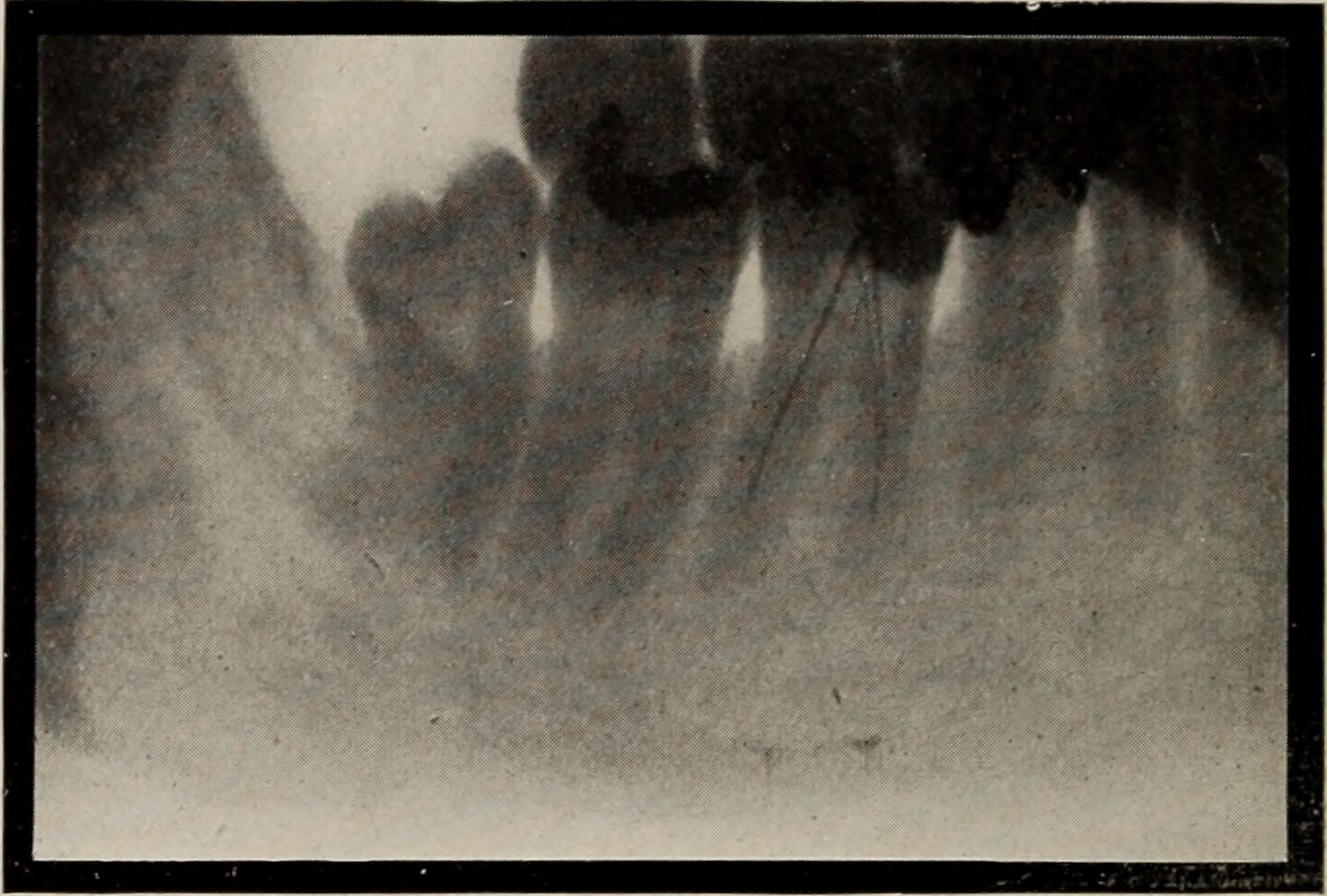
Zahnröntgenaufnahme, um 1910, Wurzelkanalinstrumente im Zahn 46

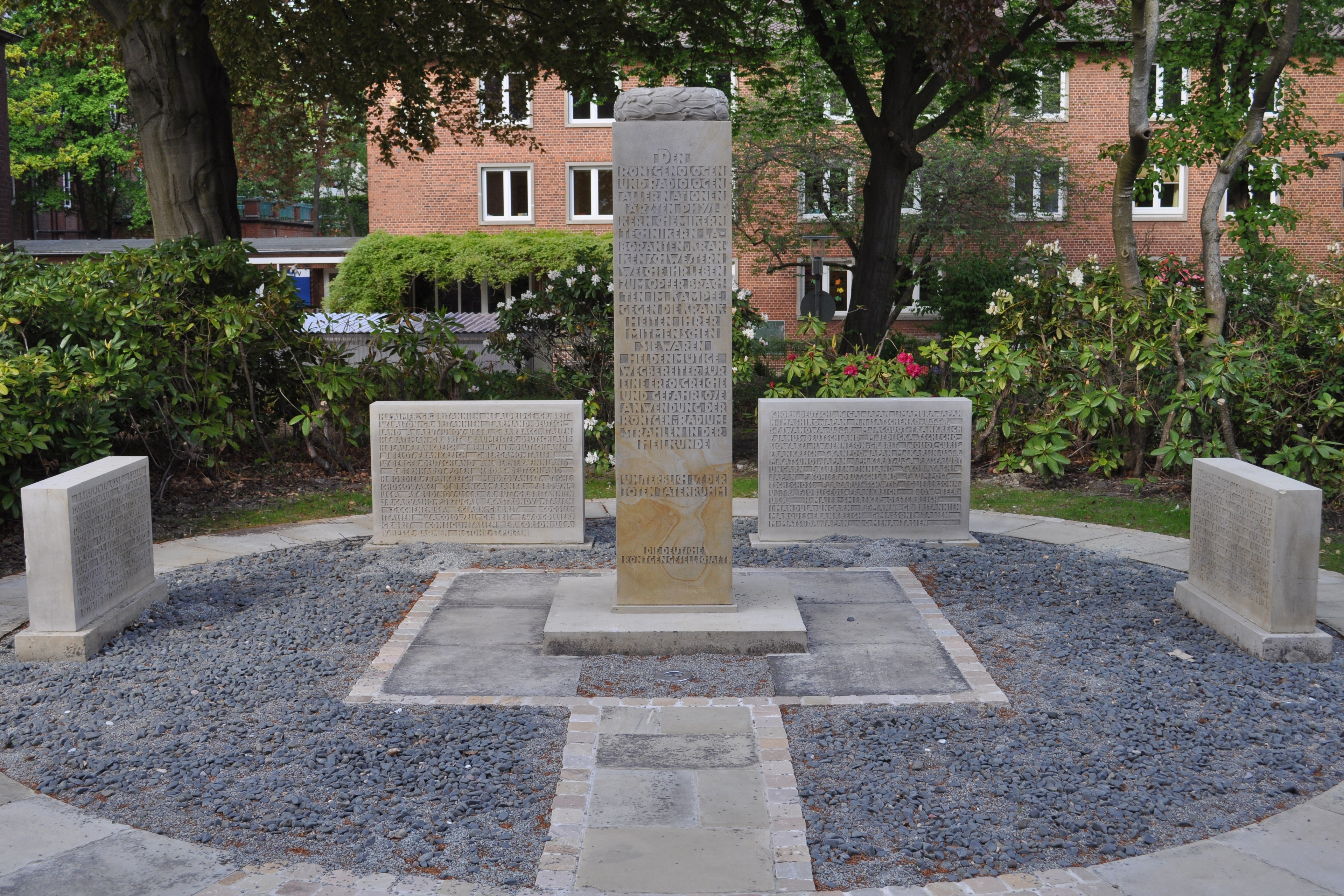
Ehrenmal der Radiologie (Hamburg-St. Georg)

Die Anwendung der Röntgenstrahlen bei der Diagnose in der Zahnheilkunde wurde durch die Pionierarbeit von C. Edmund Kells (1856–1928, s. u.), einem Zahnarzt aus New Orleans, ermöglicht, der diese bereits im Juli 1896 vor Zahnärzten in Asheville vorführte. Kells verübte nach einer langen Leidensgeschichte durch strahlenverursachten Krebs, Selbstmord. Ihm wurde ein Finger nach dem anderen amputiert, später die ganze Hand, gefolgt vom Unterarm und dann dem ganzen Arm. Er ging – wie viele andere – als „Märtyrer für die Wissenschaft“ in die Geschichte ein. Sarah Zobel von der University of Vermont verweist in ihrem Artikel The Miracle and the Martyrs (engl.: „Das Wunder und die Märtyrer“) auf ein Bankett, das zu Ehren vieler Pioniere des Röntgens im Jahre 1920 abgehalten wurde. Es gab Huhn zum Abendessen: „Kurz nachdem das Essen serviert war, konnte man sehen, dass einige der Teilnehmer nicht in der Lage waren, die Mahlzeit zu genießen. Nach Jahren der Arbeit mit Röntgenstrahlen, hatten viele Teilnehmer Finger oder Hände wegen der Strahlenexposition verloren und konnten das Fleisch nicht selbst schneiden.“ Der erste Amerikaner, der wegen der Strahlenexposition starb, war Clarence Madison Dally, Assistent von Thomas Alva Edison. Edison begann Röntgenstrahlen fast unmittelbar nach Röntgens Entdeckung zu untersuchen und delegierte diese Aufgabe an Dally. Sein Tod veranlasste Edison jedoch im Jahr 1904, jegliche weitere Röntgenforschung aufzugeben.
Der Zahnarzt William Herbert Rollins (1852–1929) forderte im Jahr 1901, dass bei der Arbeit mit Röntgenstrahlen Schutzbrillen mit Bleiglas getragen werden sollten, die Röntgenröhre mit Blei zu umschließen sei und alle Bereiche des Körpers mit Bleischürzen bedeckt sein müssten. Er veröffentlichte über 200 Artikel über die möglichen Gefahren der Röntgenstrahlen, jedoch wurden seine Vorschläge lange Zeit ignoriert. Ein Jahr später schrieb Rollins voller Verzweiflung, dass seine Warnungen über die mit Röntgenstrahlen verbundenen Gefahren sowohl von der Industrie als auch von seinen Kollegen nicht beachtet würden. Zu diesem Zeitpunkt hatte Rollins bereits nachgewiesen, dass Röntgenstrahlen Versuchstiere töten können und Fehlgeburten bei Meerschweinchen verursachen. Rollins Verdienste wurden erst spät anerkannt. Seitdem ging er als „Vater des Strahlenschutzes“ in die Geschichte der Radiologie ein. Er wurde Mitglied der Radiological Society of North America und ihr erster Schatzmeister.
Im Jahr, als Kells starb, wurden die ersten Strahlenschutzvorschriften durch den International Congress of Radiology (ICR) erlassen. Kells hatte 1925 die International Commission on Radiation Units and Measurements gegründet. Wilhelm Konrad Röntgen selbst wurde dieses Schicksal durch eine Angewohnheit erspart. Er trug die unbelichteten Photoplatten ständig in seinen Taschen mit sich herum und stellte fest, dass diese belichtet wurden, wenn er während der Strahlenexposition im selben Raum blieb. So verließ er regelmäßig das Zimmer bei der Anfertigung von Röntgenaufnahmen. Zwischen 1920 und 1940 konnten in den USA 51 tödliche und 62 schwere Stromunfälle bei der Anwendung von Röntgengeräten durch Hochspannungsunfälle ermittelt werden. Dies betraf sowohl Ärzte als auch Patienten. Sie konnten erst durch strengere Vorschriften reduziert werden, insbesondere durch bessere Isolierung der Anschlusskabel. Ein Ehrenmal der Radiologie im Garten des Krankenhauses St. Georg in Hamburg-St. Georg erinnert seit dem 4. April 1936 an 359 Opfer aus 23 Ländern unter den ersten medizinischen Anwendern der Röntgenstrahlung.
In Deutschland wurde erstmals im Jahre 1941 eine Röntgenverordnung (RGBl. I S. 88) erlassen und galt ursprünglich für nichtmedizinische Betriebe. Die letzte Neufassung der Röntgenverordnung wurde am 8. Januar 1987 ausgefertigt, gefolgt von einer Neubekanntmachung vom 30. April 2003 zur Umsetzung zweier EU-Richtlinien über den Gesundheitsschutz von Personen gegen die Gefahren ionisierender Strahlung bei medizinischer Exposition.

### Geräte

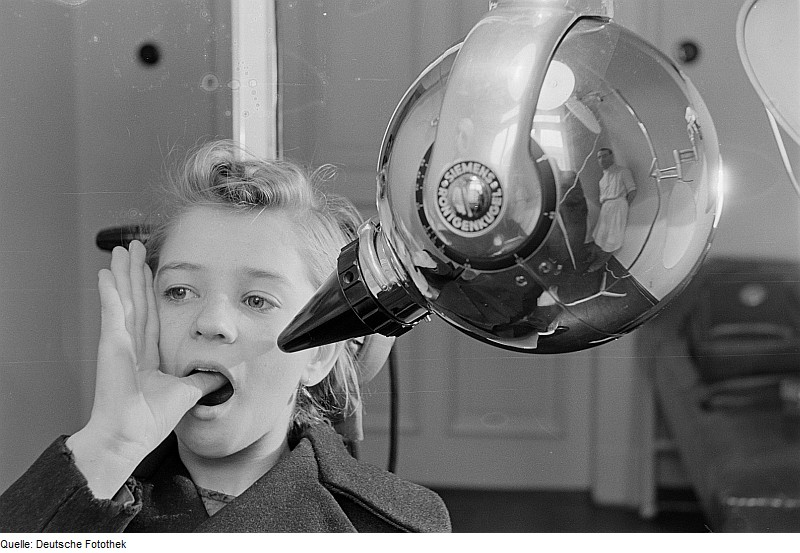
Siemens-Röntgenkugel, 1950. Der Zahnfilm wird mit dem Daumen an der Innenseite der Zähne (palatinal) fixiert. Damals noch Anwendung ohne Bleischürze zum Strahlenschutz.

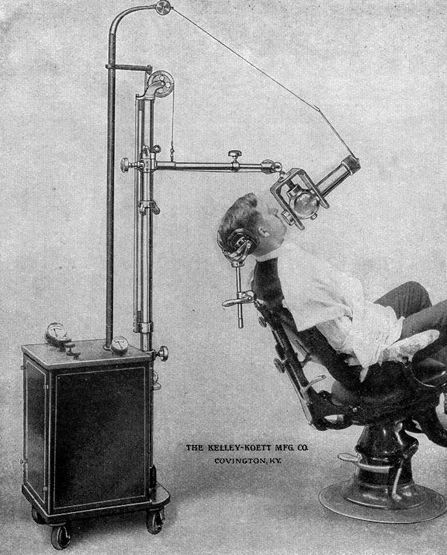
Kelley-Koett Dentales Röntgengerät, 1912

Max Gebbert sorgte dafür, dass sich bereits 1896 die Fabrikation durch die Firma Reiniger, Gebbert & Schall (RGS) vor allem auf Röntgenröhren und -apparate konzentrierte. Der Physiker Joseph Rosenthal, den Gebbert eingestellt hatte, war es schließlich, der eine spezielle Röntgenröhre für die medizinische Diagnostik konstruiert und bei der Firma Emil Gundelach in Thüringen herstellen ließ. Das Unternehmen RGS wurde später von Siemens (Sirona) übernommen.
Zeitgleich begann in den USA die Produktion des Große Flamme genannten Röntgengerätes durch Albert Koett, der das Know-how aus Deutschland mitbrachte. Zusammen mit J. Robert Kelley brachte es die Firma Kelley-Koett auf den Markt. 1919 gründen der Physiker Alfred Ungelenk und der Glasbläser Otto Kiesewetter die Firma Ungelenk & Kiesewetter zur Herstellung von Glühkathoden-Röntgenröhren. Der Hamburger Röhrenbauer C. H. F. Müller und dessen Mutterkonzern Philips bringen 1929 die erste Drehanodenröhre unter dem Namen „Rotalix“ auf den Markt, die von Albert Bouwers (1893–1972) entwickelt worden war. Der Prototyp kam 1937 in Chicago zur Anwendung. Wegen Designproblemen, aber auch wegen des Zweiten Weltkriegs erschien es erst 1947 unter dem Handelsnamen Oralix auf dem Markt. 1933 wurde von Siemens eine Drehanodenröhre mit dem Namen Pantix entwickelt. Damit waren die Grundlage für die Entwicklung moderner Röntgenröhren gelegt. Ein Jahr später brachte Siemens die Röntgenkugel auf den Markt, die weltweit bis in die 1970er Jahre etwa 30.000 Mal verkauft worden ist. Zahnärzte entdeckten zu jener Zeit das Röntgen als Marketinginstrument und warben mit dem Zusatz „Röntgen“ auf ihrem Praxisschild.

### Zahnfilm-Röntgen

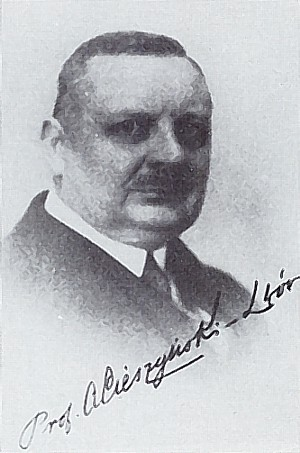
Antoni Cieszyński

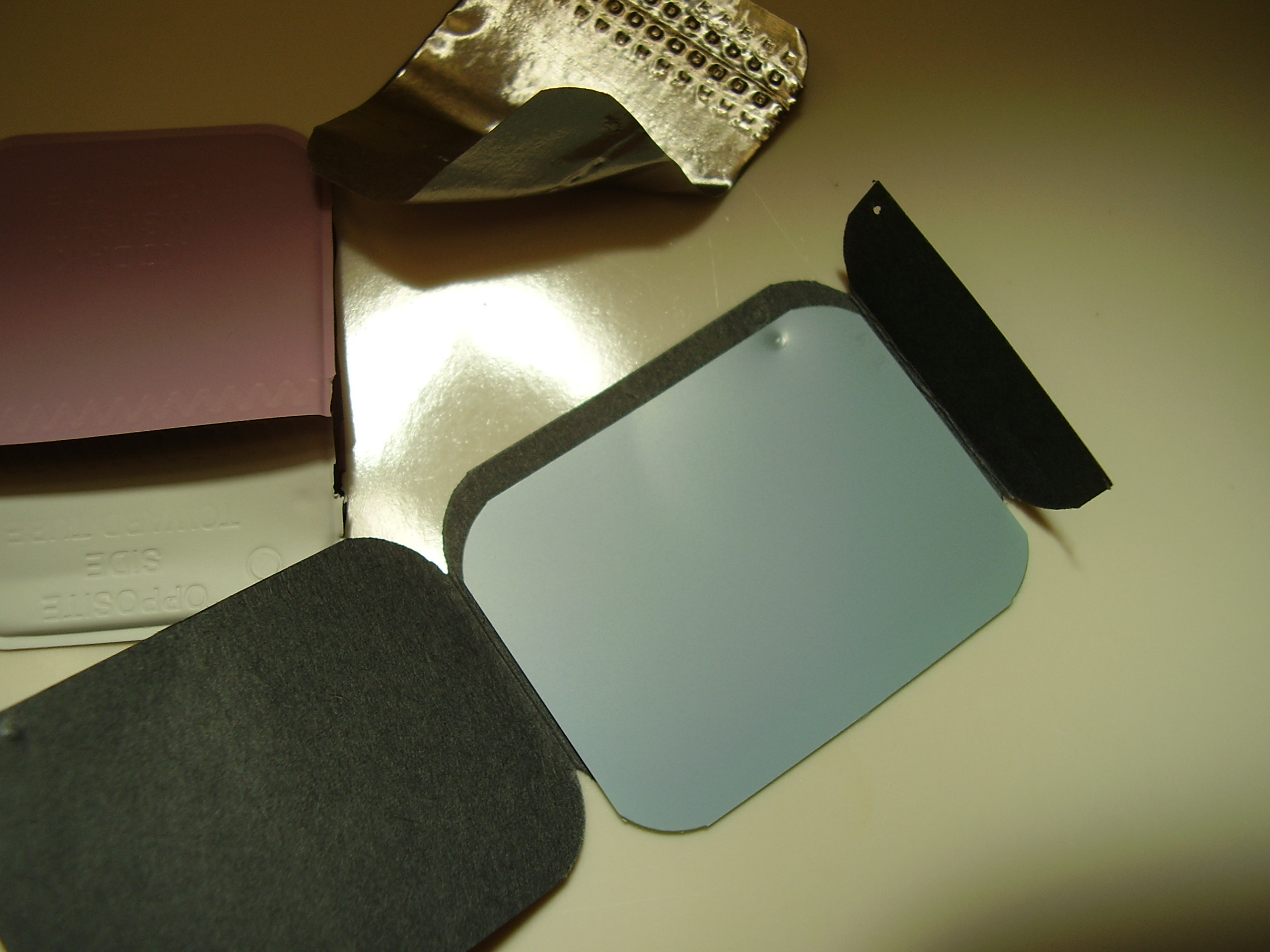
Bestandteile des Zahnfilms, 3 × 4 cm

Die erste Filmfolie auf Zelluloidbasis wurde vom anglikanischen Geistlichen Hannibal Goodwin erfunden, die er in den USA am 2. Mai 1887 zum Patent anmeldete. Er führte elf Jahre lang einen Rechtsstreit mit der George Eastman Company (der heutigen Firma Kodak), die ihm letztlich 1914 fünf Millionen Dollar für die Rechte bezahlen musste. 1933 entwickelte DuPont einen blau getönten „Safety film“ (Sicherheitsfilm), der den Nitratfilm durch einen Celluloseacetatfilm ersetzte. Er wurde Sicherheitsfilm genannt, weil es durch den leicht entzündlichen Nitratfilm zu zahlreichen Bränden gekommen war. Einen weiteren Auftrieb erhielt die Photochemie durch die beiden Wissenschaftler der Firma Agfa Kozlowski und F. W. H. Müller, die 1935 die Filmempfindlichkeit durch einen Zusatz von geringen Goldmengen in die Silberbromidemulsionen steigern konnten. Die Verwendung von Verstärkerfolien bei der Anfertigung von Zahnfilmen wurde unser anderem von Voss und Hickel untersucht, hat sich aber wegen Einbußen der Bildqualität nicht durchgesetzt.
Antoni Cieszyński (1882–1941), ein polnischer Arzt, Zahnarzt und Chirurg, der als Begründer der polnischen Zahnmedizin gilt, hat im Jahre 1907 in München die Halbwinkeltechnik entwickelt, ein Verfahren zur verzerrungsfreien Darstellung von Zähnen in der zahnärztlichen Radiologie. Er wurde während des Massakers von Lwów zusammen mit 24 anderen polnischen Professoren durch die SS am 4. Juli 1941 ermordet.
Die Bissflügelaufnahme (engl.: bitewing) hat 1925 Howard Riley Raper (1887–1978), Hochschullehrer für zahnärztliche Radiologie in Ohio, eingeführt, mit der eine erweiterte Kariesdiagnostik im Approximalraum (Zahnzwischenraum) durchgeführt wird. Bei geringem parodontalem Knochenabbau kann sie als Parodontalstatus verwendet werden.

### Panorama-Röntgen

Numatas Schema des Panorama-Röntgens

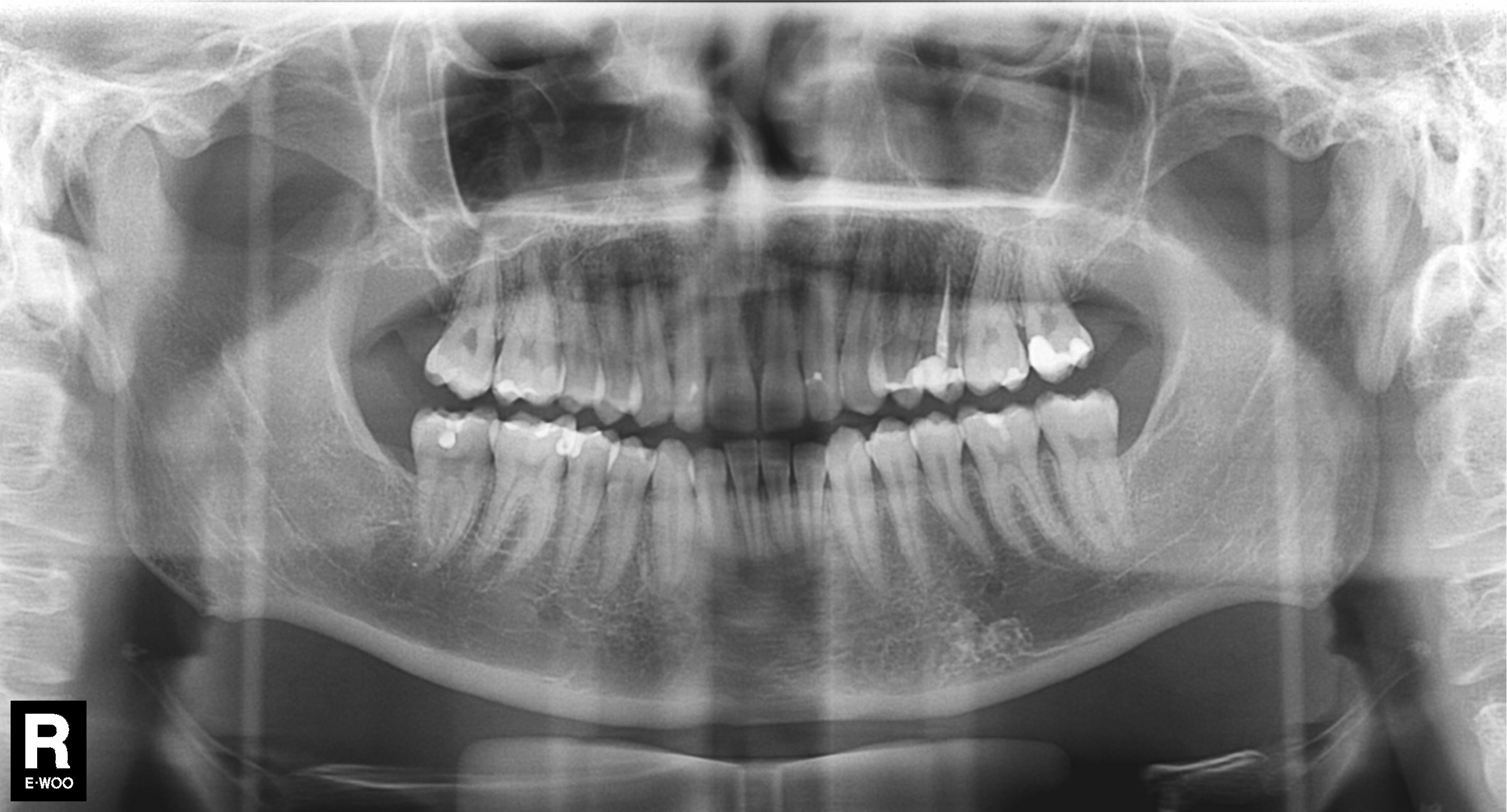
OPG – Panoramaröntgenaufnahme

Der Japaner Hisatugu Numata entwickelte 1933/34 das erste Panorama-Röntgengerät. Es folgte die Entwicklung der intraoralen Panoramaröntgengeräte, bei denen sich der Röntgentubus intraoral (innerhalb des Mundes) und der Röntgenfilm extraoral (außerhalb des Mundes) befinden. Parallel waren 1943 der Dresdner Horst Beger und 1946 der Schweizer Zahnarzt Walter Ott damit beschäftigt, woraus die Geräte Panoramix (Koch & Sterzel), Status X (Siemens) und Oralix (Philips) entstanden.
Yrjö Veli Paatero (1901–1963) aus Finnland entwickelte zusammen mit dem Ingenieur Timo Nieminen die Technik Numatas weiter und gab dem von ihm entwickelten Gerät zunächst den Namen „Parabolography“, den er 1950 in „Pantomography“ änderte, bevor er 1958 auf Anregung des Japaners Eiko Sairenji den Namen „Orthopantomography“ (OPG) prägte. Das finnische Unternehmen PaloDEx (zuvor Ruusuvaara Oy) brachte in Europa zusammen mit Sirona 1964 den Orthopantomograph auf den Markt. In den USA wurde es unter dem Namen Panorex von der Firma S. S. White vertrieben. Dabei kreisen die Röntgenröhre und der Röntgenfilm synchron um den Kopf des Patienten.
Den Röntgenfilmen wurden fluoreszierende Folien als Röntgenverstärkerfolien hinzugefügt, wodurch die Filmschwärzung zu 90 % durch die Lumineszenz und nur noch zu 10 % durch direkte Röntgenstrahleneinwirkung erreicht wurde und die zu einer erheblichen Reduzierung der Strahlenbelastung geführt hat. Mitarbeiter von Thomas A. Edison fanden im März 1896 heraus, dass das blau leuchtende Calciumwolframat (CaWO4) ein geeigneter Leuchtstoff ist, der schnell zum Standard für Verstärkerfolien wurde. Erst in den siebziger Jahren wurde das Calciumwolframat abgelöst durch noch besser verstärkende und feiner zeichnende Verstärkerfolien mit Leuchtstoffen (Lanthanoxybromid, Gadoliniumoxysulfid) auf der Basis von Seltenen Erden.
Die intraoralen Panoramageräte wurden Ende der 1980er Jahre endgültig verlassen, da die Strahlenbelastung im unmittelbaren Kontakt mit der Zunge und der Mundschleimhaut durch den intraoral befindlichen Tubus zu hoch war.

### Digitales Röntgen

DXIS (Direct X-ray Imaging System)
in Echtzeitdarstellung

1987 brachte Trophy Radiology (Frankreich) das erste digitale Röntgengerät für Zahnfilme unter dem Namen „Radiovisiographie“ (RVG) auf den Markt. 1995 wurde DXIS, das erste digitale Panoramaröntgengerät, entwickelt von Catalin Stoichita, durch Signet S.A.S. (Frankreich) eingeführt, wobei auch analoge Geräte nachgerüstet werden konnten. 1997 folgte SIDEXIS (Siemens, später Sirona) mit dem Orthophos Plus. An Stelle eines Films werden Röntgenspeicherfolien verwendet. Ein Szintillator wandelt auftreffende Röntgenphotonen entweder in sichtbares Licht oder direkt in elektrische Impulse. Die im Detektor erfassten Daten werden digital an einen Computerbildschirm weitergegeben.
Die „Cone beam computed tomography“ (Cone-Beam CT (CBCT)) wurde durch die italienische Forschergruppe Attilio Tacconi, Piero Mozzo, Daniele Godi und Giordano Ronca 1996 entwickelt (NewTom 9000) und ist im deutschsprachigen Raum als Dentale Volumentomographie (DVT) (auch Digitale Volumentomographie) bekannt.

## Meilensteine zur modernen Zahnheilkunde
Durch den allgemeinen technologischen Fortschritt und die Entwicklung neuer Werkstoffe sowie die unter Lokalanästhesie möglich gewordenen chirurgischen Behandlungsverfahren und die röntgenologischen Diagnosemöglichkeiten erlebte die Zahnheilkunde samt Zahntechnik eine rasante Fortentwicklung, die im Folgenden skizziert wird.

### Prävention

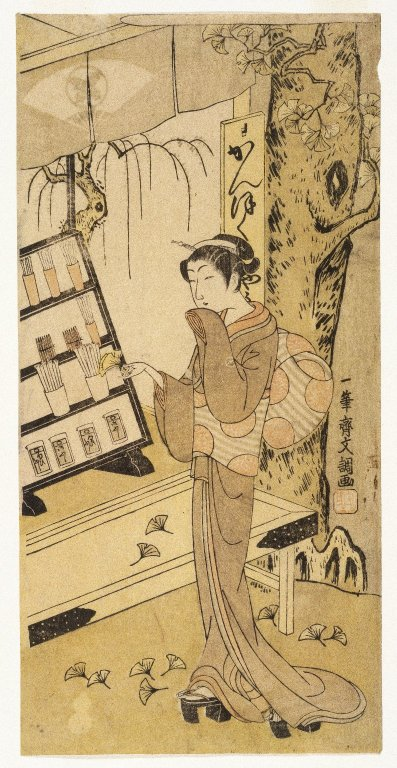
Japanischer Laden für Zahnbürsten um 1770

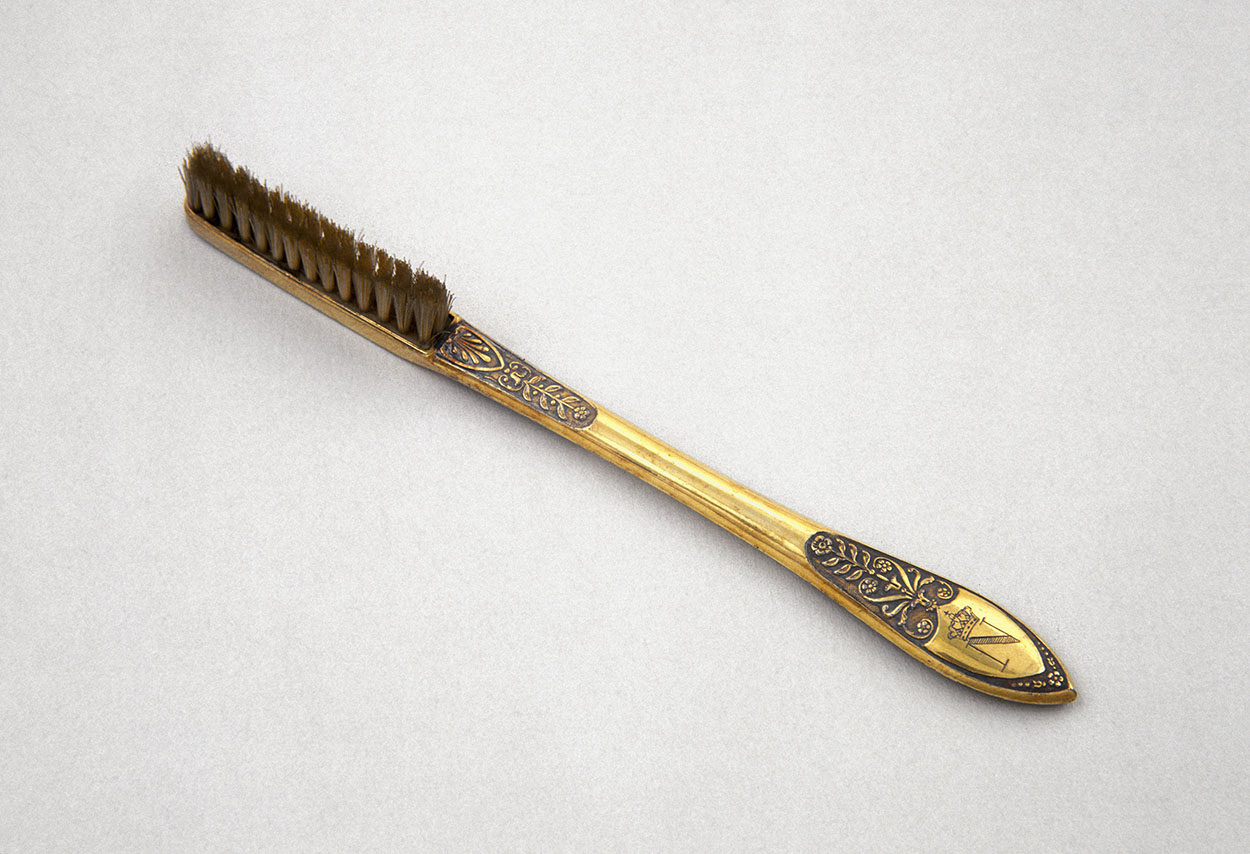
Zahnbürste mit vergoldetem Griff aus Silber von Napoleon Bonaparte, 1795

#### Zahnbürste
In China wurde die erste Zahnbürste aus Schweineborsten gefunden, die einer modernen Zahnbürste ähnelt, aber aus der Zeit der Tang-Dynastie (619–907) stammt. Im Jahre 1223 machte der japanische Zen-Meister Dōgen Kigen (japanisch 希玄, 永平) in seinem Hauptwerk Shōbōgenzō (jap.: 正法眼蔵) Aufzeichnungen darüber, dass Mönche in China ihre Zähne mit Bürsten aus Pferdeschwanzhaaren putzen. Reisende brachten die Zahnbürsten nach Europa, wo sie sich im 17. Jahrhundert verbreiteten. Diverse Zahnputzhölzer wurden verwendet (siehe oben). Die Borsten bestanden aus den Nackenhaaren eines Schweins und wurden an Griffen aus Knochen oder Bambus befestigt. Die Borsten dieser Naturborsten-Zahnbürsten führen zu Zahnschäden, weil sie bei der Herstellung geschnitten werden, was zu scharfen Enden führt, die wiederum den Zahnschmelz beschädigen. Darüber hinaus gelten sie als unhygienisch. Angeblich wurde William Addis wegen einer aufrührerischen Tätigkeit ins Gefängnis geworfen und bastelte dort eine Zahnbürste. Nach seiner Entlassung begann er die erste Massenproduktion von Zahnbürsten um 1780 in England. Der Zahnarzt Levi Spear Parmly aus New Orleans empfahl seinen Patienten im Jahr 1815 Seidenfäden zur Reinigung der Zahnzwischenräume. Die erste kommerziell hergestellte ungewachste Zahnseide wurde 1882 hergestellt, wobei sich Johnson & Johnson im Jahre 1898 dafür ein Patent sicherte. 1840 setzte in Frankreich, Deutschland und Japan die Massenproduktion von Zahnbürsten ein. Wallace Hume Carothers erfand 1934 das Nylon, das als Erstes Verwendung in der Herstellung von Nylonzahnbürsten 1938 durch die Firma DuPont unter dem Namen „Doctor West’s Miracle Toothbrush“ fand. Kunststoffborsten verfügen über abgerundete und damit schonende Spitzen an den einzelnen Borsten durch das Abschmelzen der Kunststoffenden. Die erste elektrische Zahnbürste „Broxodent“ wurde 1954 in der Schweiz von Philippe-Guy Woog entwickelt und ab 1956 von Squibb vertrieben.

#### Zahnseide
Dem Zahnarzt Levi Spear Parmly (1790–1859) wird die Erfindung der modernen Zahnseide zugeschrieben. Er empfahl 1815 die Zahnreinigung mit ungezwirntem Seidengarn. Die Firma Codman und Shurtleft begann 1882 mit der Herstellung von ungewachster Zahnseide. Johnson und Johnson ließ sich 1898 Zahnseide patentieren. Der Mediziner Charles Cassedy Bass (1875–1975) entwickelte die bis heute gebräuchliche Zahnseide aus Nylonfäden. Eine Zahnputztechnik (Rütteltechnik) ist nach ihm benannt.

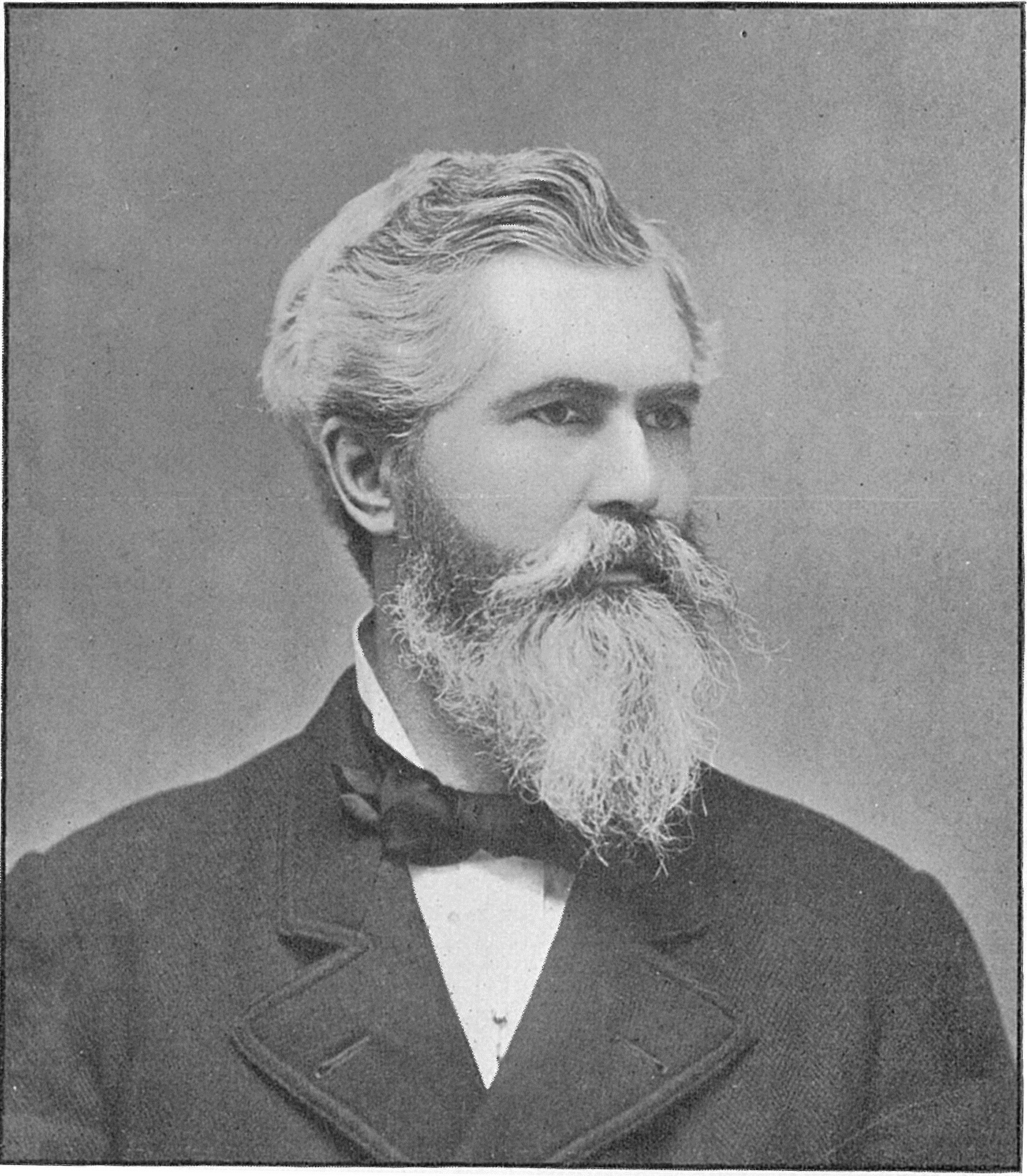
Washington W. Sheffield

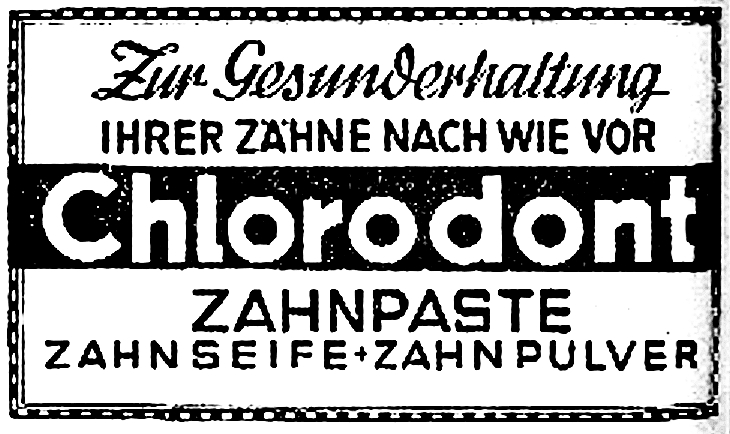
Chlorodont-Werbung, 1947

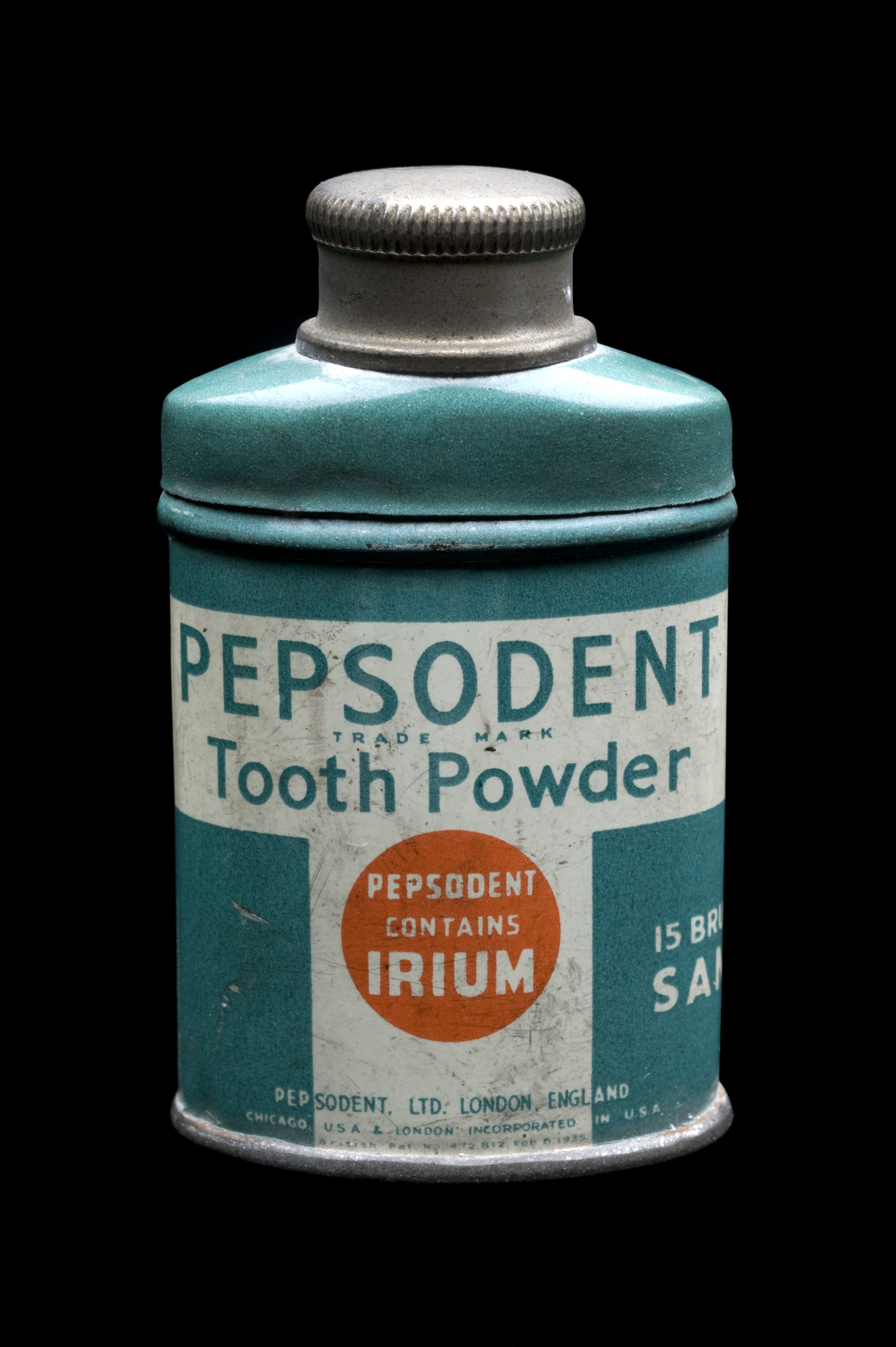
Zahnpulver

#### Zahnpasta
Im Jahr 1850 erfand Washington W. Sheffield im Alter von 23 die weltweit erste Zahnpasta unter Verwendung von Glycerin. Sein Sohn, Lucius Tracy Sheffield, beobachtete während seines Studiums in Paris die Verwendung von zusammendrückbaren Metalltuben für Farben und Lacke. Daraus entwickelte er 1876 die Idee, die Zahnpasta seines Vaters in solche Tuben einzufüllen. Ab 1887 verkaufte Carl Sarg in Wien mit großem Werbeaufwand seine Kalodont-Zahncreme in verschließbaren Tuben. Unter den zahlreichen Rezepten für Zahnpasten, Zahn- und Mundwässer, die Alfred Sedlacek 1907 in seinem Buch präsentierte, wird Kalodont als Zahnseife aufgeführt, die neben Glycerin, Zahnpulverkörper und ätherischen Ölen auch kosmetische zentrifugierte Seife enthält und in kleine Zinntuben abgefüllt wurde. Im Jahr 1892 brachte der Dresdner Unternehmer Karl August Lingner das Mundwasser Odol auf den Markt, ein Mittel, das durch die Beimischung ätherischer Öle erstmals die kosmetische mit der medizinischen Wirkung durch Zusatz eines Antiseptikums verband. Erfinder dieses Mundwassers, das später von GlaxoSmithKline vertrieben wurde, war Richard Seifert. Im selben Jahr wurde die Dr. Sheffield’s Creme Dentifrice produziert und vertrieben. 1896 stieg die Firma Colgate ins Zahnpastatuben-Geschäft ein und baute auf dem Produkt ein Imperium auf.
Newell Sill Jenkins (s. o.) entwickelte zusammen mit Willoughby D. Miller (s. o.) und dem Chemiker Harry Ward Foote (1875–1942) eine neue Zahnpasta namens Kolynos, die erstmals Desinfizienzien enthielt und ab dem 13. April 1908 vertrieben wurde. Sie ist bis heute vor allem im südamerikanischen Raum und in Ungarn weit verbreitet. Colgate-Palmolive übernahm das Produkt von American Home Products im Jahre 1995 zum Preis von einer Milliarde US-Dollar. Im Mai 1907 stellte der Dresdner Apotheker Ottomar Heinsius von Mayenburg eine Paste aus Bimssteinpulver, Calciumcarbonat, Seife, Glycerin sowie Kaliumchlorat her, die er darüber hinaus mit Pfefferminzgeschmack versah und Chlorodont nannte. Hergestellt wurde sie in den Leowerken. 1915 wurde zunächst in Pulverform, später ebenfalls als Zahnpasta Pepsodent in den USA eingeführt, die 1944 von Unilever und 2003 von Church & Dwight übernommen wurde. Beworben wurde sie mit dem Inhaltsstoff Irium, eine Reklamebezeichnung für Natriumlaurylsulfat. Ursprünglich wurde auch Pepsin zugesetzt, das zum Namen des Produkts führte.
Von 1940 bis 1945 wurde von der Berliner Auergesellschaft, die von Carl Auer von Welsbach (Osram) gegründet worden war, eine radioaktive Zahnpaste namens Doramad hergestellt, die Thorium-X enthielt und international vertrieben wurde. Sie wurde mit der Aussage beworben, „Durch ihre radioaktive Strahlung steigert sie die Abwehrkräfte von Zahn u. Zahnfleisch. Die Zellen werden mit neuer Lebensenergie geladen, die Bakterien in ihrer zerstörenden Wirksamkeit gehemmt.“ Die Werbeaussage von strahlend weißen Zähnen erhielt dadurch eine doppelte Bedeutung. Zuvor hatte man bereits Radium Zahnpasten zugesetzt. So kurios dies klingen mag, war Radioaktivität ab dem Ersten Weltkrieg ein Symbol moderner Errungenschaften und galt deshalb als „chic“. So wurden radioaktive Substanzen dem Mineralwasser ebenso zugesetzt, wie dem Puder als Kosmetikum oder Kondomen. Selbst mit Radium angereicherte, radioaktive Schokolade war im Handel. Eine öffentliche Sensibilität für die Gefahren ionisierender Strahlung bestand anscheinend während des Zweiten Weltkriegs in der Zeit des Nationalsozialismus nicht, sondern entstand erst nach den Atombombenabwürfen auf Hiroshima und Nagasaki, womit diese Zahncreme marktunfähig wurde, vielleicht auch dadurch, dass die Werke der Auergesellschaft 1945 vollständig zerbombt wurden. Auch der Zahnpasta Kolynos wurden vorübergehend Ende der 1940er Jahre radioaktive Substanzen zugesetzt. Später wurde Chlorophyll hinzugefügt.

#### Fluoridierung

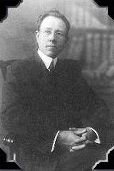
Frederick Sumner McKay, 1915

Seit 1874 werden „Fluoridpastillen“ zur Kariesprävention eingesetzt, die auf Karl Wilhelm Eugen Erhardt (1812–1875) zurückgehen. Die ersten fluoridhaltigen Mundpflegeprodukte (Zahnpasta, Zahnpulver und Mundwasser) wurden 1895 hergestellt. Angeregt durch die Arbeiten von Albert Deninger wurden sie durch die Chemiefirma Karl Friedrich Töllner aus Bremen unter dem Markennamen „Tanagra“ vermarktet. Allerdings hat in Europa trotz einer relativ langen Vorgeschichte (seit Beginn des 19. Jahrhunderts) und frühen lokal begrenzten Einzelaktivitäten die Fluoridanwendung zur Kariesprophylaxe erst nach Ende des Zweiten Weltkriegs größeres Interesse gefunden. Gründe dafür waren vor allem widersprüchliche Analysedaten, geringes Echo in zahnmedizinischen Kreisen und auch das toxische Potential von Fluoriden. Breiteren Einzug hielten fluoridhaltige Zahnpasten erst, nachdem man in den USA ihre kariesprotektive Wirkung erkannt hatte. Stark erhöhte natürliche Fluoridkonzentrationen im Trinkwasser in einigen Gebieten der USA wurden 1931 als Ursache für Zahnschmelz-Verfärbungen festgestellt. Dem gingen Forschungen durch Frederick Sumner McKay (1874–1959) und Greene Vardiman Black seit 1909 in Colorado Springs voraus, wo die Zahnverfärbungen als „Colorado Brown Stain“ bezeichnet wurden. In den betroffenen Regionen zeigte sich gleichzeitig ein auffallend niedrigerer Kariesbefall. Aus William John Gies’ Vision von einer Trinkwasserhygiene unter Aufsicht der Zahnärzteschaft wurde nach epidemiologischen Studien schließlich die Idee entwickelt, das Leitungswasser zur Kariesprophylaxe mit Fluorid anzureichern. Fluorid-Lösungen und Gele zur topischen Anwendung in der Zahnarztpraxis wurden getestet und schließlich wurden seit den 1950ern auch fluoridhaltige Zahncremes intensiv beworben. Laut neuesten Forschungen entfalten Fluoride ihre kariesprotektive Wirkung vorwiegend bei lokaler Anwendung.

#### Oralepidemiologie
In den 1930er Jahren wurde der DMFT-Index zu einem wichtigen Werkzeug, mit dem sich die Zahngesundheit zwischen Bevölkerungsgruppen vergleichen ließ. Der Index erfasst kariöse (Decayed), fehlende (Missing) und gefüllte (Filled) Zähne (Teeth) – jeweils pro Kind, pro 100 Kinder oder pro 100 untersuchte Zähne – und wurde von der WHO zum DMFT-Index beziehungsweise zum DMFS-Index weiterentwickelt, der auch die Zahnoberflächen (Surface) umfasst. Die genannten Parameter für den Kariesstatus wurden erstmals 1931 von Selwyn D. Collins, Chef-Statistiker im US Public Health Service, und Tagliafero Clark bei der Untersuchung von Schulkindern herangezogen und als prozentualer Anteil mit mindestens einem kariösen, gefüllten oder fehlenden Zahn ausgewertet. Kurz darauf verfeinerten Amanda L. Stoughton und Verna T. Meaker das Maß, indem sie den prozentualen Anteil von Kindern in verschiedenen Altersgruppen mit 1, 3, 5, 7, oder 9 kariösen, gefüllten oder fehlenden Zähnen tabellierten. Für die Auswertung von Daten des ersten nationalen Caries Survey der American Dental Association (1934) summierte erstmals der Arzt Clarence A. Mills die Zahl der kariösen, gefüllten oder extrahierten Zähne pro 100 Kinder und präsentierte die Zahlen für jeden US-Bundesstaat bei der Jahresversammlung der International Association for Dental Research (IADR) im März 1937 in Baltimore. Im Dezember 1937 veröffentlichten Henry Klein und Carroll E. Palmer ihre Studie, mit der Klein Priorität für die Entwicklung des DMFT-Index beansprucht und auch zum ersten Mal einen Zusammenhang zwischen Fluoridgehalt des Trinkwassers und Karieshäufigkeit gezeigt haben will. Zweifellos kommt Klein das Verdienst zu, in seiner Arbeit von 1937 diverse Störfaktoren diskutiert und in einer nachfolgenden Serie von Untersuchungen Einflüsse wie Alter, Geschlecht, Zeit des Zahndurchbruchs usw. auf den DMF-Index untersucht zu haben. Nach Querelen mit Henry Trendley Dean verließ Klein den Public Health Service und zog nach Paris. Mit der Einführung des DMFT-Index begann die Ära der Oralepidemiologie, worauf im Jahr 1981 die WHO zusammen mit dem Weltzahnärzteverband FDI World Dental Federation erstmals globale Mundgesundheitsziele festlegte. Anlässlich der FDI-Generalversammlung in Sydney 2003 wurden diese Zielsetzungen durch eine internationale Arbeitsgruppe aus Vertretern der FDI, der WHO und der IADR erneut aufgegriffen und für das neue Jahrtausend bis zum Jahr 2020 überarbeitet. Seit der ersten deutschen Mundgesundheitsstudie (DMS I) im Jahr 1989 erforscht das Institut der Deutschen Zahnärzte (IDZ) im Auftrag der Kassenzahnärztlichen Bundesvereinigung (KZBV) und der Bundeszahnärztekammer (BZÄK) die Mundgesundheit der Bevölkerung in Deutschland. Im Jahre 2016 erschien die Fünfte Deutsche Mundgesundheitsstudie (DMS V).

#### Zahnversiegelung

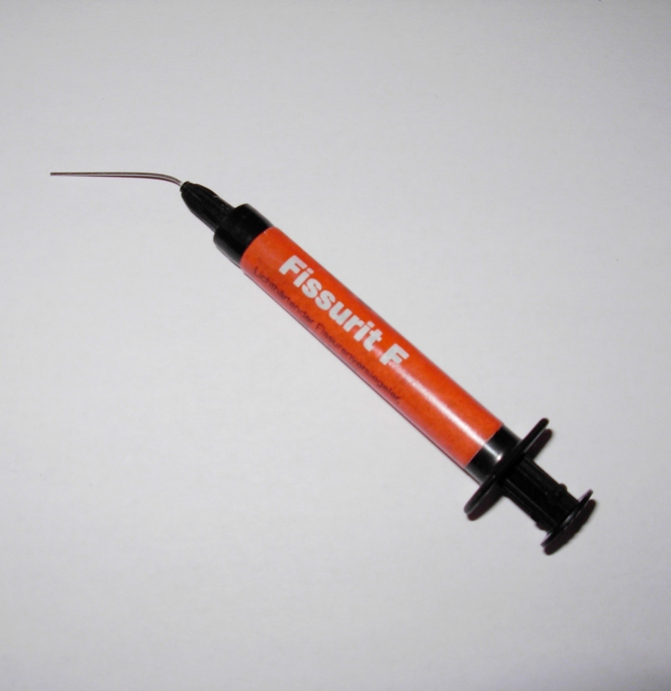
Applikationsspritze des Lacks zur Fissurenversiegelung

Als „excellent dentistry“ bezeichnete Frederick Sumner McKay die Präventionsmaßnahmen, mit denen Zahnärzte in den 1940er Jahren Kauflächen kariesfreier Zähne vorsorglich mit Füllungen versahen, was zwar einerseits den DMFT/S-Index verfälscht, andererseits aber in den Fissuren die Entstehung kariöser Läsionen verhütet. Weniger invasiv war das von Michael G. Buonocore (1918–1981) erstmals 1955 beschriebene Prinzip der Zahnversiegelung. Kontrollierte klinische Studien hat er zusammen mit Eriberto Ivan Cueto Mitte der 1960er durchgeführt. Am häufigsten wird sie bei Kindern und Jugendlichen für den Schutz von Fissuren (Grübchen) auf den Kauflächen eingesetzt, wie auch der plaqueretentiven bukkalen und palatinalen Fissuren einschließlich der Grübchen am Übergang zu den Tubercula Carabelli und den Foramina caeca an oberen Schneidezähnen. Hierbei werden die Fissuren mit einem lichthärtenden Lack aufgefüllt, der am zuvor angeätzten Zahnschmelz mikroretentiv haftet. 1976 wurde das Verfahren von der American Dental Association (ADA), der Vereinigung US-amerikanischer Zahnärzte, als sicher und effektiv anerkannt und fand anschließend weltweite Verbreitung in der Kariesprävention.

### Schulzahnpflege

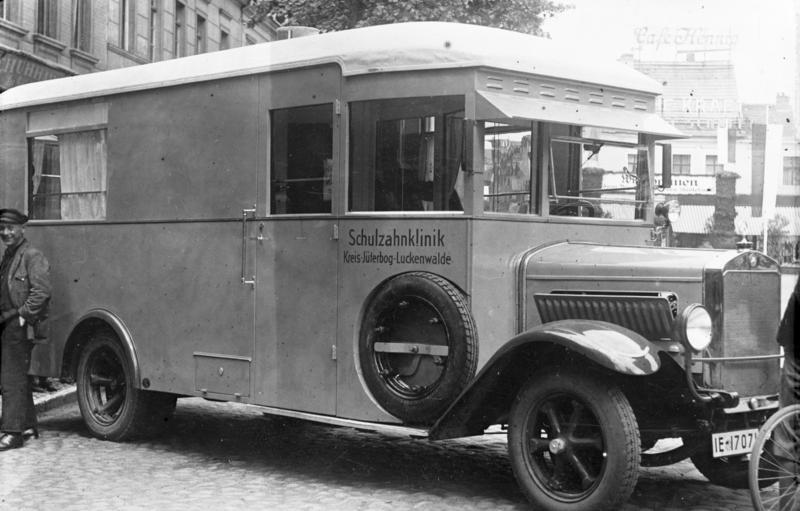
Das Auto der fahrenden Schul-Zahnklinik, 1931

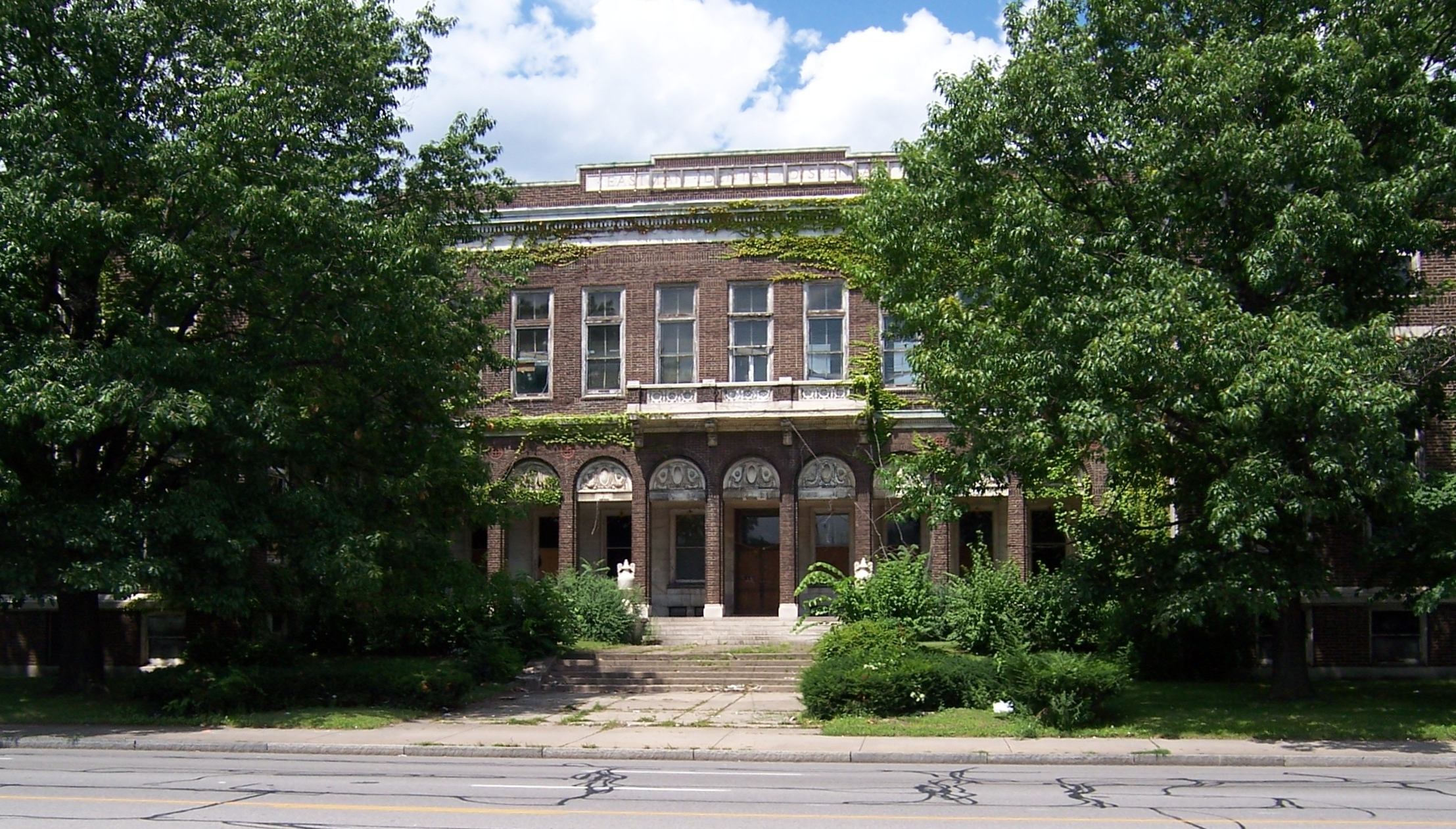
Rochester – Eastman Dental Dispensary

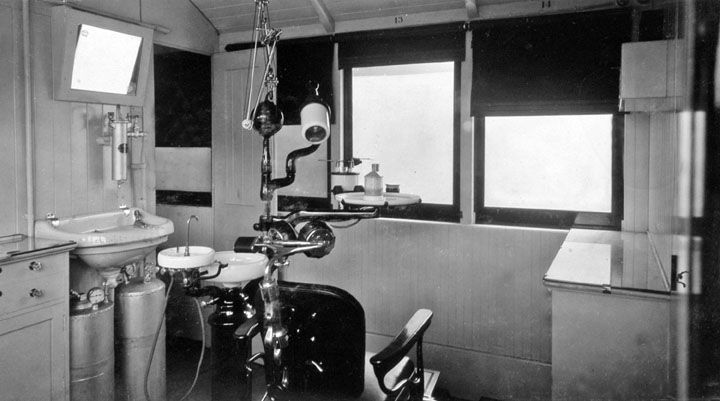
Kinderzahnheilkunde in einem Zugwaggon in Brisbane

1743 hat der Franzose Robert Bunon in seinem Buch Essay sur les Maladies des Dents umfassende Ausführungen zur Kinderzahnheilkunde gemacht. Er wies dort auf die diesbezügliche Bedeutung der richtigen Ernährung während der Schwangerschaft und der Kindheit hin. John Greenwood warb als Erster in seiner New Yorker Praxis in den 1780er Jahren für die zahnärztliche Behandlung von Kindern zu reduzierten Gebührensätzen. Ihm folgte Anfang des 19. Jahrhunderts Christophe François Delabarre (1787–1862), der sich um die zahnärztliche Versorgung von Kindern in Waisenhäusern in Paris kümmerte. Das erste bekannte Kinderprophylaxeprogramm wurde 1851 durch Amédée-Jules-Louis François dit Talma (A.-F. Talma, 1792–1864) in Brüssel ins Leben gerufen, den Zahnarzt des belgischen Königs Leopold I. Palma gilt auch als der Begründer der belgischen Zahnmedizin. Alle Kinder im Alter zwischen fünf und zwölf Jahren sollten seitdem einer zahnärztlichen Untersuchung und Behandlung unterzogen werden. In der zweiten Hälfte des 19. Jahrhunderts wurden die ersten Kliniken für Kinderzahnheilkunde in Straßburg, Hannover (durch Karl Kühns), Offenbach am Main und Würzburg gegründet. Die erste Gesetzgebung zur Schulzahnpflege erfolgte 1898 durch das preußische Kultusministerium. Die ersten Reihenuntersuchungen erfolgten 1900 an Straßburger Schulen.
Im Oktober 1902 wurde dann in Straßburg die weltweit erste Schulzahnklinik durch Ernst Jessen, der als „Vater der Schulzahnpflege“ gilt, eröffnet. Die Schaffung des „Deutschen Zentralkomitees für Zahnpflege in Schulen“ durch die Spitzenverbände der Renten- und Krankenversicherungsträger, die Vertreter der Gebietskörperschaften, der Zahnärzte und Dentisten im Jahre 1909 war die Geburtsstunde der Deutschen Arbeitsgemeinschaft für Jugendzahnpflege (DAJ). 1909 gibt es bereits 40 Schulzahnpflegestätten in Deutschland, die insgesamt 700.000 Schulkinder betreuen. Nach dem Ersten Weltkrieg steigt die Zahl der Schulzahnpflegestätten von 229 im Jahre 1919 auf über 1000 im Jahr 1930. Mangels einer einheitlichen gesetzlichen Regelung kommt es zu einem Systemstreit verschiedener Modelle. Alfred Kantorowicz, der (wie Lem'i Belger) ab 1933 für die Entwicklung der Zahnmedizin in der Türkei von großer Bedeutung war, 1936 auch auf dem 9. Internationalen Zahnärztekongress der Fédération dentaire international in Wien für die Schulzahnpflege eintrat und in der Türkei auch noch 1948 auf die Erfordernisse von Mundhygiene und Zahnpflege bzw. Kariesprophylaxe hinwies, entwickelte das „Bonner System“, Hans Joachim Tholuck das Frankfurter System. Daneben gab es noch das Mannheimer System, ein Überweisungssystem zu niedergelassenen Zahnärzten.
Für die erste kostenlose Zahnklinik für Kinder, die von den Mitgliedern des Zahnärztlichen Verbandes von Rochester (New York) für bedürftige Kinder im Jahre 1901 gegründet wurde, übernahm George Eastman, Gründer der Eastman Kodak Company, die gesamte finanzielle Bürde. Es wurde im Oktober 1915 eine Körperschaft gegründet, die als Eastman Dental Dispensary (EDD) bekannt wurde. 1917 wurde das Gebäude eingeweiht. Es wurde eine Dentalhygienikerschule angegliedert. 1914 stand Deutschland auf dem Gebiet sozialhygienischer Vorsorge an der Spitze aller Kulturstaaten. Norwegen führte 1919 als erstes Land die staatlich finanzierte Schulzahnpflege ein. In den Kreisen Jüterbog-Luckenwalde wurde ein Auto als Schul-Zahnklinik in den Dienst gestellt, welches die Schulkinder auf ihre Zähne untersucht und behandelt. Im Bundesstaat Queensland im Nordosten Australiens wurde 1929 ein Behandlungsraum in einem Zug eingerichtet, um Kinder in entlegenen Orten behandeln zu können. In den Zeiten der Weltkriege kam nach anfänglicher NS-Propaganda die Jugendzahnpflege zum Stillstand.
Am 8. Juli 1949 wurde der „Deutsche Ausschuß für Jugendzahnpflege“ gegründet, womit flächendeckend die Gruppenprophylaxe („Schulzahnarzt“) etabliert wurde. Daneben bildete sich langsam die Spezialisierung zur Kinderzahnheilkunde aus.
Die älteste Schulzahnklinik der Schweiz wurde 1908 in Zürich gegründet. Für die Zahnkontrolle ist heute der Schulärztliche Dienst zuständig, der auch den Schulzahnarzt einstellt. Geregelt wird der Dienst wie das Schulwesen kantonal.

### Forensische Zahnmedizin

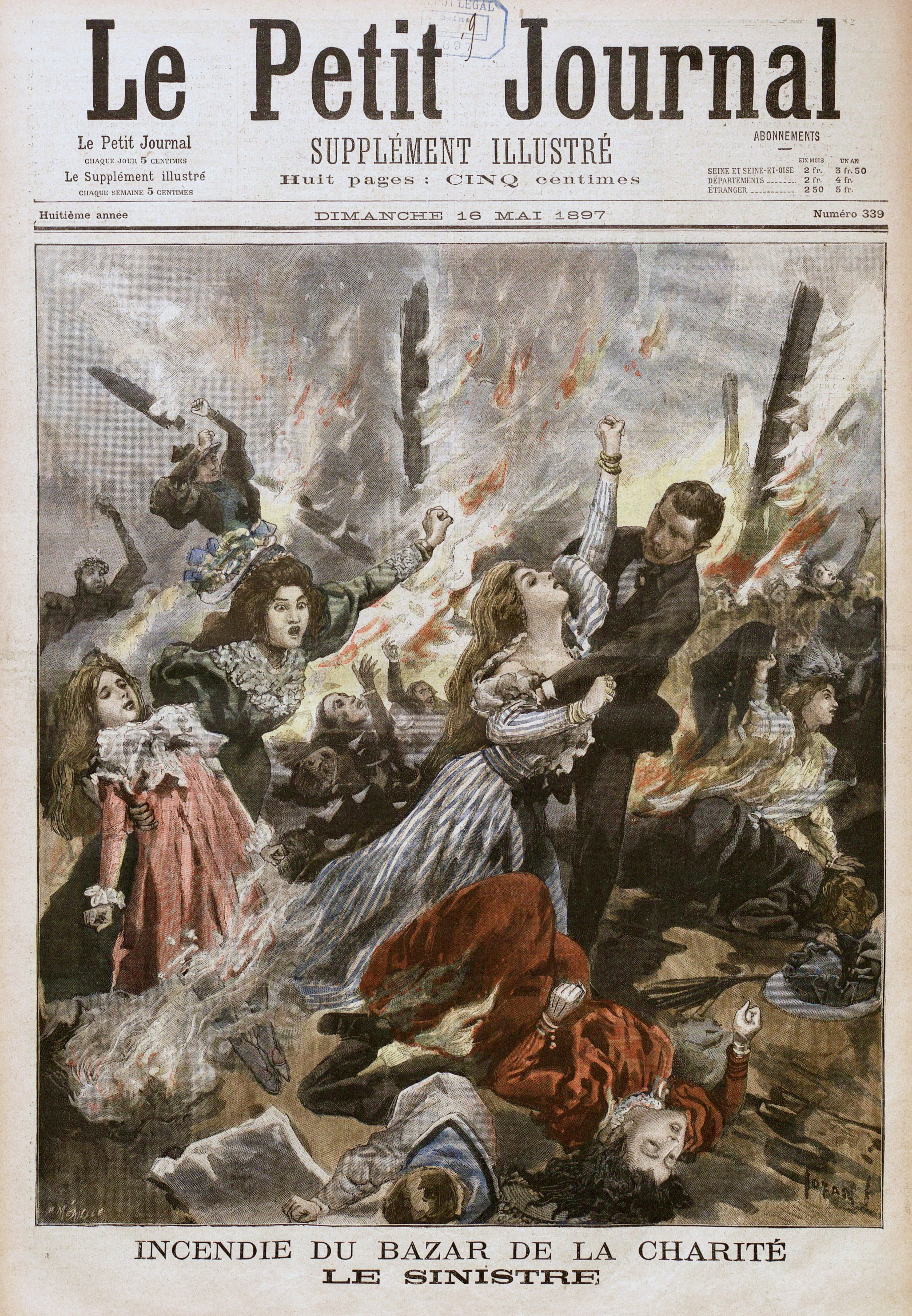
Brand im Bazar de la Charité

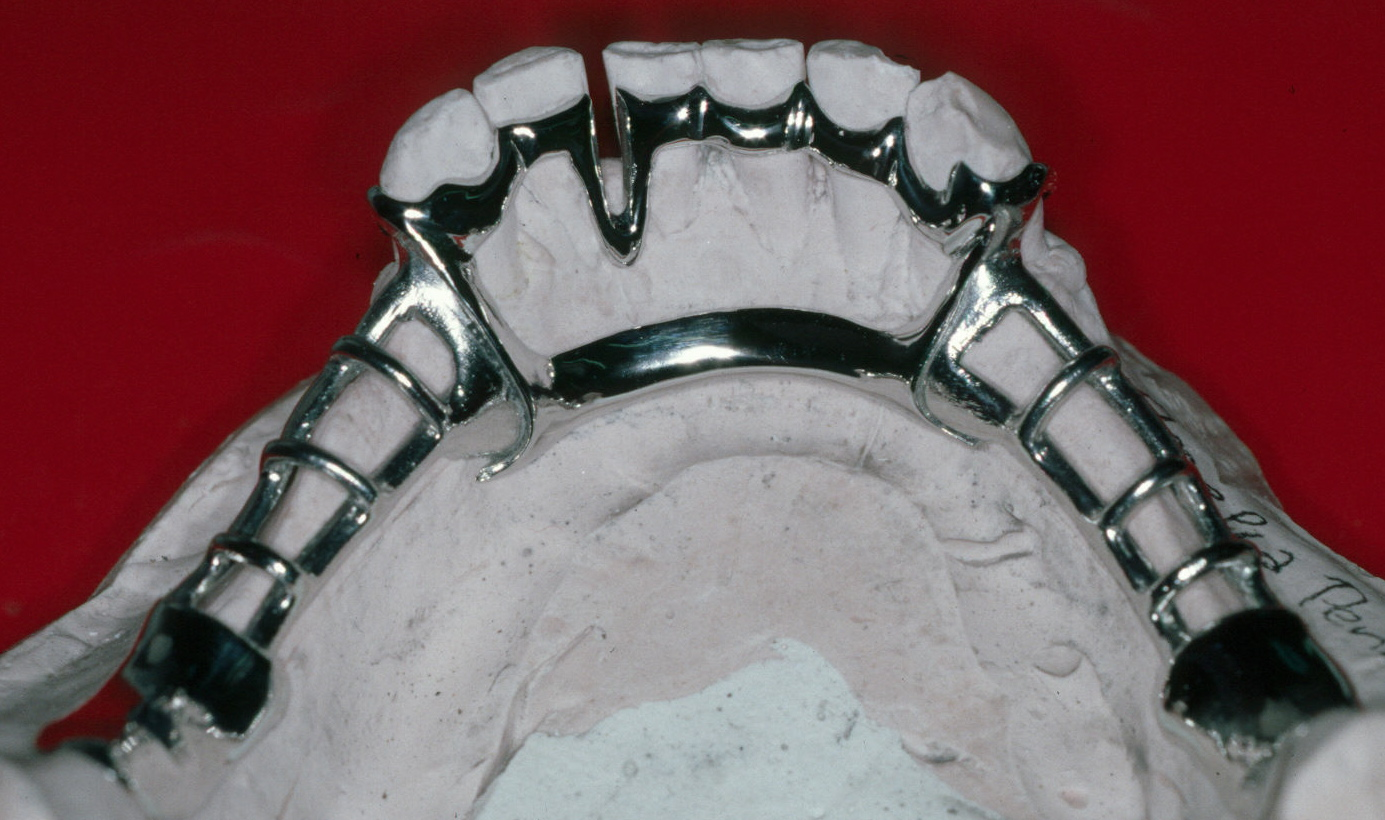
Modellgussgerüst auf Gipsmodell

Es werden einige Fälle, insbesondere seit dem Mittelalter, berichtet, in denen Identifikationen anhand des Gebisses vorgenommen worden sind. 1881 wurde nach dem Brand des Wiener Ringtheaters an den geborgenen und stark zerstörten Leichen erstmals die Methode einer Identifizierung anhand der Zahnstellung praktiziert und damit eine Grundlage für die später renommierte „Wiener Schule der Kriminalistik“ gelegt. Die Zahl der Todesopfer betrug nach offiziellen Angaben 384. Ludwig Eisenberg schrieb von nahezu 1000 Toten. Der Zahnarzt Oscar Amoëdo y Valdes (1863–1945) aus Kuba wird hingegen als Vater der forensischen Zahnmedizin bezeichnet. Anlass war 1897 eine tragische Brandkatastrophe auf einer Wohltätigkeitsveranstaltung in Paris, dem Bazar de la Charité, bei der 129 Menschen den Tod fanden. Amoëdo war nicht selbst an der Identifikation der Brandopfer beteiligt, befragte jedoch die beteiligten Personen und veröffentlichte die Ergebnisse im ersten Buch zur forensischen Zahnheilkunde L’Art Dentaire de Medicine Legale. Er selbst nennt aber Albert Hans, den Paraguayischen Konsul als Urheber der forensischen Zahnheilkunde. Dieser habe die behandelnden Zahnärzte der Brandopfer zusammengerufen, um mit deren Hilfe die Opfer zu identifizieren. In den 1940er Jahren gingen Zahnärzte dazu über, in die Prothese den Namen des Patienten einzugravieren. Dadurch gelang es, falls nötig, Personen mit so markierten Prothesen leichter zu identifizieren. Der Zahnarzt Paul Revere baute diese Identifikationsmöglichkeiten aus und gilt seitdem als Mitbegründer der forensischen Zahnmedizin. Werner Hahn (1912–2011), ehemaliger Direktor der Klinik für Mund-, Kiefer- und Gesichtschirurgie der Christian-Albrechts-Universität zu Kiel, gründete in Deutschland – als Vorstandsmitglied der DGZMK – im Jahre 1976 den Arbeitskreis für Forensische Odonto-Stomatologie (AKFOS) und war mehr als 20 Jahre lang sein Vorsitzender. Er setzte sich von Anbeginn an für die Weiterbildung zum „Fachzahnarzt für Forensische Odonto-Stomatologie“ ein, jedoch ohne Erfolg.

### Edelmetallfreie Legierungen
Ende des 19. Jahrhunderts entwickelte der US-Amerikaner Elwood Haynes eine Cobalt-Basis-Legierung (Ausgangspunkt für die Gruppe der Stellite), die er 1907 zum Patent anmeldete. Sie bildet die Grundlage der bis heute in der Zahnheilkunde verwendeten Chrom-Cobalt-Molybdän-Legierungen, die 1932 als Vitallium eingeführt wurde, für Modellgussprothesen und für die Kronen- und Brückentechnik. In der Regel unterscheiden sich die aufbrennfähigen Cobalt-Chrom-Legierungen von den Modellguss-Legierungen durch das Zulegieren von Wolfram. Eine der ersten Cobalt-Chrom-Legierungen, die mit den niedrigschmelzenden und hochexpandierenden Keramiken verblendet werden kann, entwickelte die Bremer Goldschlägerei BEGO im Jahre 1999.

### Befestigung von Teilprothesen
1965 wurde das Ney-Klammersystem zur Befestigung an den Zähnen eingeführt. Eine große Gruppe von Halteelementen stellen Geschiebe dar, die in zahlreichen Varianten gestaltet wurden. Dolder hatte das Prinzip der Stegverbindung verbessert. Es folgten gelenkige Verbindungen, wie das Frey- oder Biaggi-Gelenk und herausnehmbare Riegel- bzw. Schwenkbrücken, die mithilfe eines Riegels bzw. einer Feder an einer festsitzenden Stegkonstruktion gesichert werden. Karl Häupl verwies 1929 auf die Vorzüge der Verankerung mittels Teleskopkronen bei stark reduziertem Restgebiss. K.H. Körber entwickelte 1968 die Konuskronen, die die Spielpassung der Teleskopkronen beseitigte.

### Wurzelkanalbehandlung

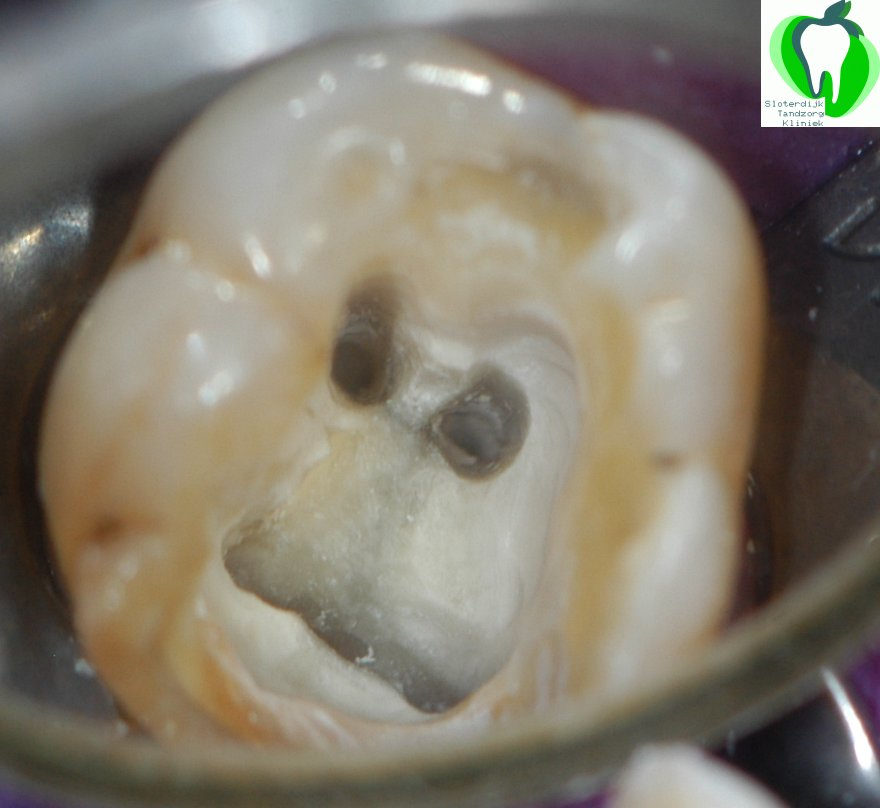
Wurzelkanaleingänge an einem Molaren

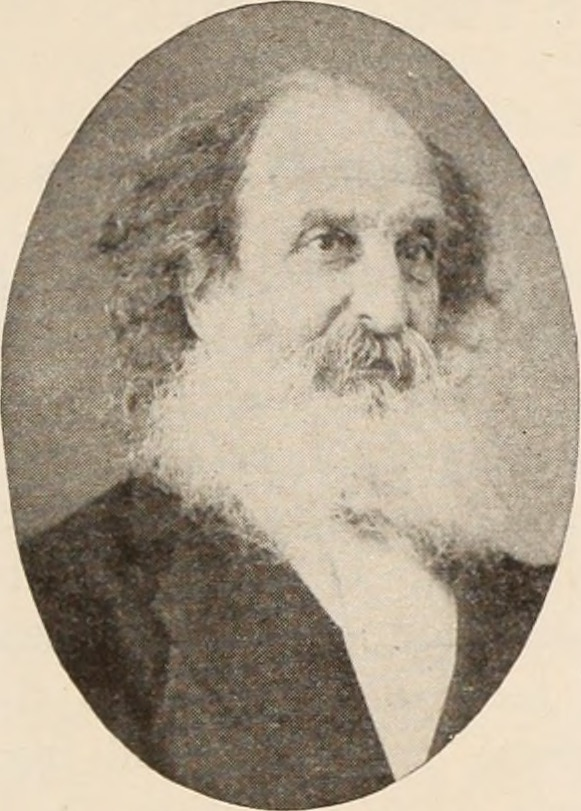
Edward Maynard

Auf die Tätigkeit von Louis I. Grossman in Philadelphia und seinen Nachfolgern am nach ihm benannten Lehrstuhl, Leif Tronstad und Syngcuk Kim, ist der Weltruhm von Philadelphia und sein großer Einfluss auf die Entwicklung der Endodontie über nahezu zwei Jahrhunderte zurückzuführen, obwohl erste Versuche bereits – wie geschildert – auf Fauchard, Hunter und Pfaff zurückgehen. Die erste Monographie zur Endodontie verfasste Eduard Albrecht 1858; ihr folgte die Einführung von Arsen als Devitalisationsmittel durch John R. Spooner (1836). Als Erfinder der Exstirpationsnadel (1840) und der damit verbundenen Vitalexstirpation gilt Edward Maynard (1813–1891), der sie aus Uhrenfedern feilte. Maynard war unter anderem Zahnarzt des russischen Zaren Nikolaus I., des Königs von Preußen Friedrich Wilhelm IV. und des schwedischen Königs Oskar I. Der Schweizer Alfred Gysi erfand 1889 die Triopaste (Paraformaldehyd, Trikresol und Creolinum anglicum) und schlug vor, den Wurzelkanal mit Wasserstoffperoxid (H2O2) das auf Louis Jacques Thénar d (1818) zurückgeht, zu reinigen. Natriumhypochlorit (NaOCl) wird 1915 von Henry Drysdale Dakin erfolgreich im Ersten Weltkrieg zunächst als Wunddesinfiziens benutzt und fand als Dakinsche Lösung in die Endodontie Einzug. Grossman und Benjamin W. Meiman demonstrieren Mitte der 1940er Jahre die Fähigkeit von NaOCl zur Gewebeauflösung im Wurzelkanal und begründeten damit die Ära der Wurzelkanalspülung. 1922 wechselte Otto Walkhoff an die Universität Würzburg. Er befasste sich mit der Feinstruktur und der Pathologie der Zähne, einschließlich der Wurzelkanalbehandlung. Die nach ihm benannte Walkhoff-Paste, eine Jodoform-Paste, welche zusätzlich noch mit Chlorphenol-Kampfer-Menthol (ChKM) versetzt ist, wird als therapeutische, temporäre Wurzelkanalfüllung bis heute verwendet. Dem Zahnarzt Harry B. Johnston aus Atlanta (Georgia) wird die Begriffsfindung „Endodontie“ (altgriechisch ἔνδον endon, deutsch ‚innen‘, altgriechisch ὀδών odon, deutsch ‚Zahn‘) zugeschrieben, der 1928 eine eigene Praxis Limited to endodontics eröffnete. Im selben Jahr entwickelte der Franzose Henri Lentulo eine Vielzahl von Behandlungstechniken, die bis heute von Zahnärzten in der ganzen Welt angewandt werden. Hierzu gehört sein später nach ihm benannter spiralförmiger Wurzelfüller zur maschinellen Füllung von Wurzelkanälen und eine Wurzelkanalfüllpaste.
André Schröder stellte im Jahre 1954 den ersten Vertreter der Wurzelfüllpasten auf Zinkoxid-Eugenol-Basis als AH26 Epoxidharz-Sealer vor. 1959 wurde durch die beiden Schweizer Angelo G. Sargenti (1917–1999) und Samuel L. Richter mit N2 ein Medikament und Sealer eingeführt, das Formaldehyd und weitere fragwürdige Bestandteile enthält, auf welches manche Zahnärzte schworen, andere hingegen kritisierten, dass es massive Irritationen der Pulpa bis hin zur Entstehung periapikaler Läsionen verursacht hat. Es folgte die Ledermixpaste durch André Schröder im Jahre 1962, einer Kombination eines Antibiotikums (Tetracyclin) und eines Cortisonderivates (Triamcinolon). Die Unzufriedenheit mit den Wurzelkanalfüllmaterialien zeigt sich an der Vielfalt zahlreicher Pasten, zu denen neben den genannten Polydimethylsiloxan, Calciumhydroxid-Sealer, Glasionomer-Sealer oder guttaperchabasierte Sealer oder Füllmaterialien auf Polyketon-Basis (Diaket), auf Methacrylat-Basis und Salicylat-Basis zählen.

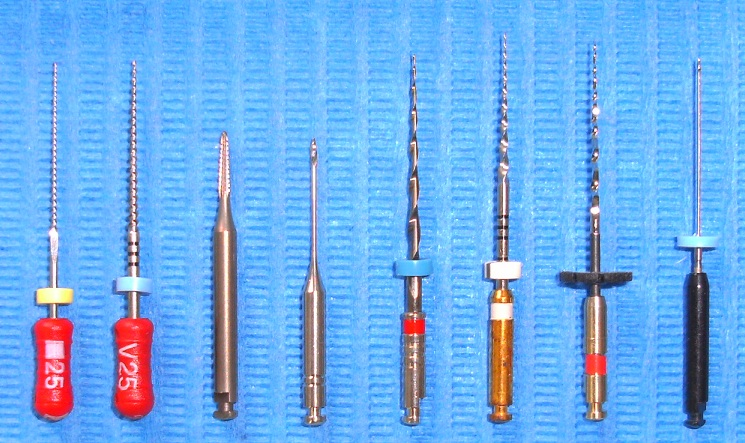
Wurzelkanalinstrumente aus Stahl und Nickel-Titan

In der Endodontie ist Guttapercha bislang das am wenigsten umstrittene Füllungsmaterial. Guttaperchastifte, die bei der Technik der lateralen Kondensation verwendet werden, bestehen aus 20–40 Prozent β-Guttapercha, 30–60 Prozent Zinkoxid, Wachsen oder Kunststoff, Schwermetallsulfaten, Farbstoffen und einigen Spurenelementen. Die Sealer sollen zusätzlich den Restraum im Wurzelkanallumen füllen. Nachdem 1847 Edwin Thomas Truman (1818–1905) Gutta Percha als Füllungsmaterial verwendet hatte, eine Absonderung von Bäumen der Sapotillafamilie, kam diese im Jahre 1850 vermischt mit Kalk, Quarz und Feldspat als Füllungsmaterial unter dem Namen des Entwicklers Asa Hill als Hill’s Stopping auf den Markt. Nachdem G. A. Bowman 1867 erstmals mit konisch geformten Guttaperchastiften Wurzelkanäle an einem extrahierten Molaren zu Demonstrationszwecken gefüllt hatte, brachte S. S. White 1887 konfektionierte Guttapercha-Stifte auf den Markt.
Die Aufbereitung des Wurzelkanals ist durch die Ablösung des etwa ein Jahrhundert bevorzugten Werkstoffs Edelstahl für Wurzelkanalinstrumente durch Nitinolinstrumente, einer Nickel-Titan-Legierung, die zu den Formgedächtnislegierungen gehört, revolutioniert worden. Sie wurden von Harmeet D. Walia et al. 1988 entwickelt und haben weltweit für einen qualitativen Schub gesorgt, da die Aufbereitung schwieriger Wurzelkanalkrümmungen durch die höhere Bruch- und Biegefestigkeit dieser Instrumente sicherer geworden ist. Nitinol selbst wurde 1958 am Naval Ordnance Laboratory (USA) von William J. Buehler und Frederick Wang entwickelt.

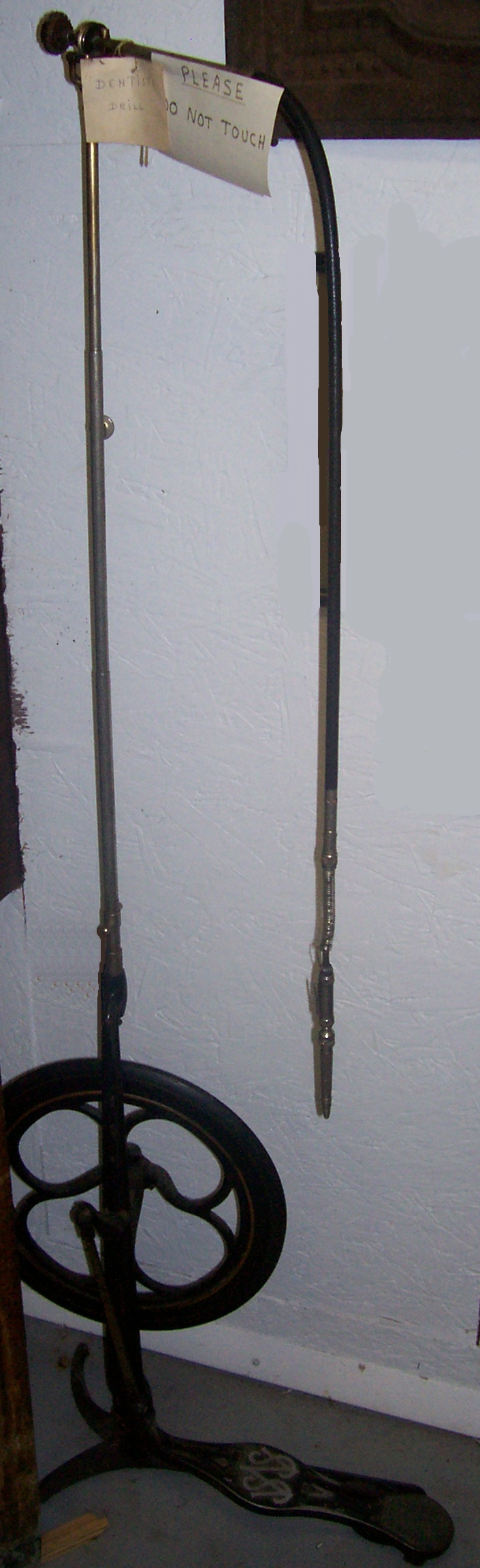
Fußtretbohr-maschine

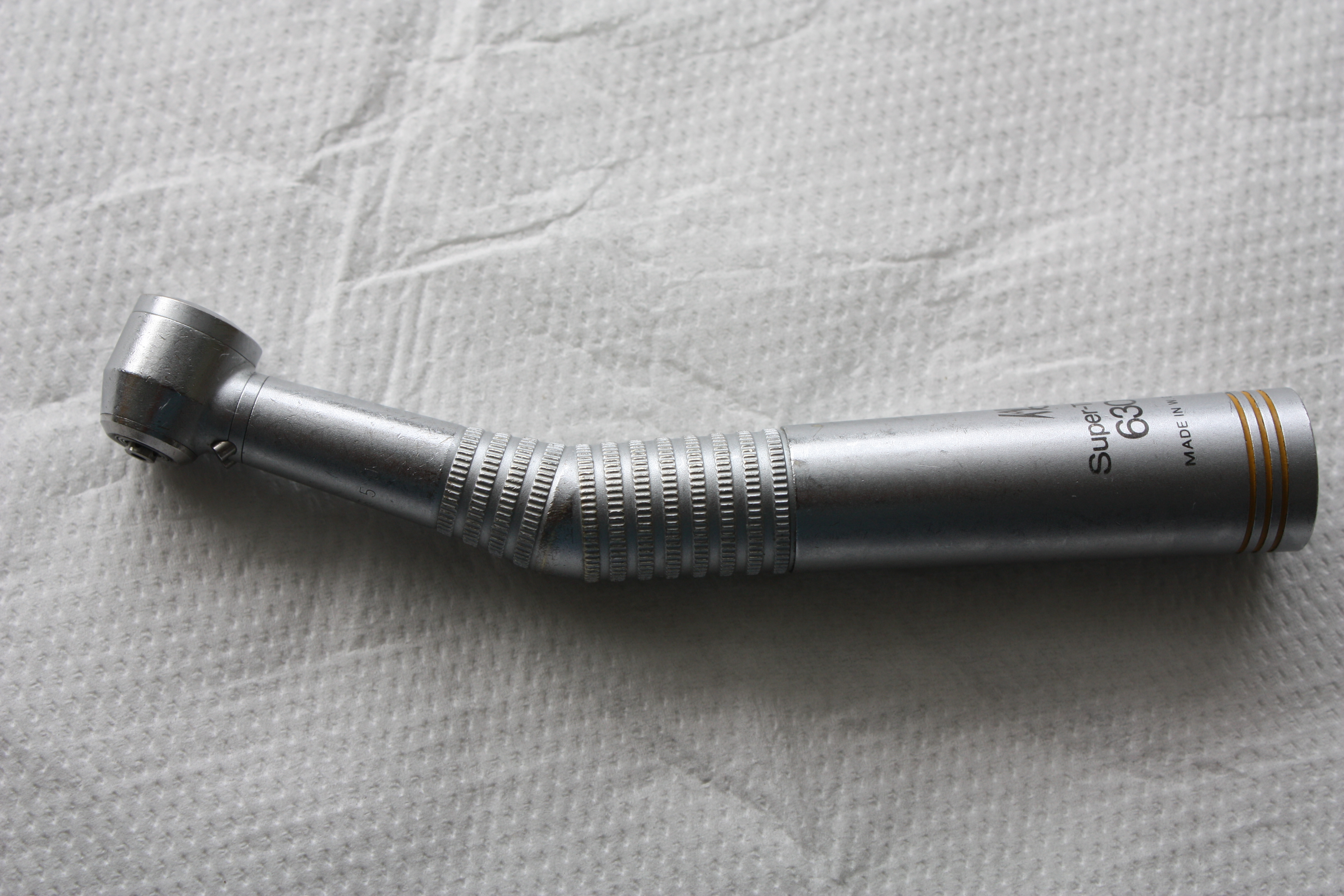
Turbine

### Bohrer
Dem zunächst von Jourdain entwickelten und bereits von Pierre Fauchard beschriebenen Handbohrer folgte 1790 die erste, von dem bereits erwähnten Zahnarzt George Washingtons, John Greenwood (1760–1819) erfundene Fußtretbohrmaschine. Als Vorlage diente ihm das Spinnrad seiner Mutter. Daneben wurde 1803 ein Bohrer mit Handkurbel von Von Lautenschläger entwickelt. 1838 ließ sich J. Lewis einen solchen als ersten patentieren. 1846 führte Wescott einen mit einem Ring am Finger befestigten Bohrer ein. Im Jahr 1864 folgte die Erfindung des Erado durch den britischen Zahnarzt George Fellows Harrington, der einen Dentalbohrer an ein Federwerk eines Uhrwerks anschloss. Das Federwerk wurde zuvor aufgezogen und lief dann lärmend für etwa zwei Minuten. James B. Morrison entwickelte 1871 einen pedalbetriebenen Zahnbohrer, der auf dem Prinzip der Nähmaschine aufgebaut war. Der erste elektrische Zahnbohrer wurde 1875 von George F. Green patentiert. In der Reihe der Erfinder findet sich auch William Gibson Arlington Bonwill mit seiner Bonwill dental engine, wobei 1875 eine ähnliche, aber batteriebetriebene Entwicklung von S. S. White auf den Markt gebracht worden ist. 1893 begann die Ära der Doriotgestänge, einem Riemengetriebe zur Drehkraftübertragung von einem Elektromotor auf zahnärztliche Hand- und Winkelstücke, das vom Pariser Zahnarzt Constant Doriot erfunden wurde und fast 70 Jahre lang zur Standardausrüstung einer Zahnarztpraxis gehörte. Auch hydraulisch betriebene Bohrmaschinen wurden verwendet (engl. Water-Motor Dental Engine). Bis 1914 konnten Elektro-Dentalbohrer Geschwindigkeiten von bis zu 3000 Umdrehungen pro Minute erreichen. Der Belgier Emile Huet (1874–1944) hatte bereits 1911 einen Motor für die zahnärztliche Behandlung konstruiert, der eine Drehzahl von 10.000/min schaffte, jedoch waren die damaligen Handstücke nicht für solche Drehzahlen ausgelegt.
Robert B. Black entwickelte 1945 das erste Gerät namens Air Dent (Air-Flow, Air-Polishing) zur Anwendung in der Kavitätenpräparation und zur Prophylaxe. Es enthielt ein hoch abrasives Natriumbicarbonat-Pulver. 1949 konstruierte John Patrick Walsh zusammen mit Mitarbeitern des Dominion Physical Laboratory in Neuseeland das Luftturbinenhandstück. 1950 wurde das Handstück zum Winkelstück weiterentwickelt. 1965 stellten die Firmen Kerr Dental und Siemens (später Sirona, seit 2015 Dentsply International) die ersten zahnärztlichen Mikromotoren her. Da der Mikromotor direkt auf das Hand- oder Winkelstück aufgesteckt wurde, entfiel das Problem einer Kraftübertragung über eine größere Strecke. Es folgte 1957 die Entwicklung eines Hochgeschwindigkeits-Luftturbinenhandstücks durch John Borden, namens Airotor (Dentsply), das mit bis zu 300.000 Umdrehungen pro Minute die Präparation von Zähnen und Zahnkavitäten erheblich beschleunigte. Turbinen waren zu Beginn noch nicht in das Behandlungsgerät eingebaut. Ein Luft-/Wassergemisch (Spray) kühlt durch ein bis vier Düsen die Zahnoberfläche während des Schleifens. Ein integrierter Lichtleiter sorgt seit 1987 für bessere Sicht im Behandlungsfeld.

### Parodontologie

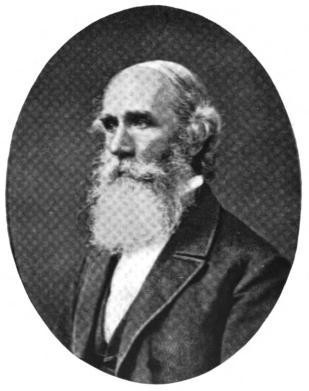
John Mankey Riggs

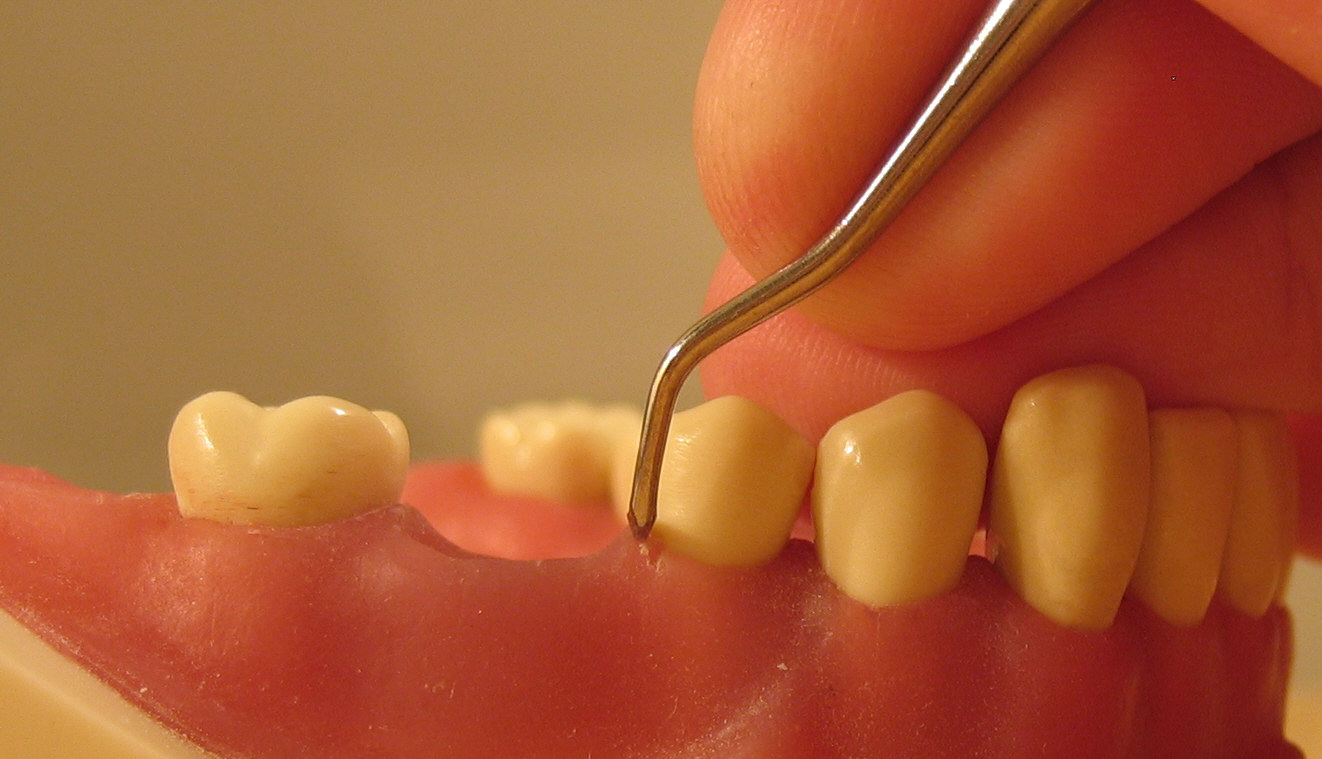
Débridement bei Parodontitis

Die Parodontologie führt ihren Ursprung auf John Mankey Riggs (1811–1885) zurück. Die Parodontitis wurde seit der Vorstellung seiner Behandlungstechniken 1876 als Riggs-Krankheit bezeichnet. Er war ein Gegner der Gingivaresektion, die damals praktiziert wurde und propagierte die Zahnsteinentfernung einschließlich Débridement und Zahnpolitur. Ferner betonte er die Wichtigkeit der Mundhygiene zur Parodontitisprävention. Der Schriftsteller Mark Twain, der Riggs zur Behandlung seiner Parodontitis aufsuchte, brachte Riggs’ Fertigkeiten in seinem kurzen Essay Happy Memories of the Dental Chair zu Papier.
Im 19. Jahrhundert hatten die Parodontopathien zahlreiche Bezeichnungen, wie Alveolarpyorrhöe, Alveolitis infectiosa, Caries alveolaris, Geissel medicorum, pyorrhee interalveolodentaire oder Pyorrhoea alveolaris. Ihre Behandlung beschränkte sich auf die Zahnsteinentfernung, das Schröpfen der Gingiva und die Exzision des hyperplastisch veränderten Gewebes. In Deutschland gilt Oskar Weski (1879–1952) als Vorreiter in der Parodontalbehandlung. Er prägte 1921 die Begriffe Paradentium und Paradentose (die später durch die etymologisch korrekten Begriffe Parodontium und Parodontitis abgelöst worden sind).
Charles Cassedy Bass (1875–1975) versuchte sich an einer medikamentösen Behandlung der Parodontitis. Er bezeichnete die Erkrankung noch als Pyorrhea, für die er Endameba buccalis (Entamoeba gingivalis) verantwortlich machte. Er entwickelte die Bass-Technik (Rütteltechnik) zum Zähneputzen.
Thomas B. Hartzell widerlegte die Bass-These und schlug eine gründliche Entfernung des Zahnsteins in Kombination mit parodontalchirurgischen Maßnahmen vor. 1922 veröffentlichten Paul R. Stillman und John Oppie McCall das erste maßgebliche Fachbuch dieses Fachgebiets A Textbook of clinical periodontia. Er entwickelte die nach ihm benannte Stillman-Zahnputztechnik. Die Stillmanspalte (englisch: Stillman’s cleft), ein spaltförmiger Rückgang des Zahnfleisches, geht auf ihn zurück. Geweberegenerationsverfahren (Guided Tissue Regeneration (GTR), deren Grundlagen von Lloyd A. Hurley und Frank E. Stinchfield entwickelt worden sind, und Guided Bone Regeneration (GBR)) führen zu besseren Ergebnissen in der Parodontitisbehandlung. Mit diesen Knochenaufbauverfahren kann abgebauter Alveolarknochen wieder aufgebaut werden. Die Grundlagen der GTR stammen aus der orthopädischen Forschung von L. A. Hurley und F. e. Stinchfeld aus dem Jahre 1959, auf denen basierend A. H. Melcher die theoretischen Grundlagen in der Parodontologie entwickelte. Es folgte die Entwicklung von Membranen aus Polytetrafluorethylen (PTFE) mit der Zielsetzung, verlorenen Alveolarknochen wieder aufzubauen. Hierzu sollen die langsamen knochenbildenden Zellen von den schneller wachsenden Bindegewebszellen durch die Membran abgeschirmt werden. 1957 brachte Dentsply das Cavitron auf den Markt, ein Gerät zur Zahnsteinentfernung mittels Ultraschall.

### Implantate

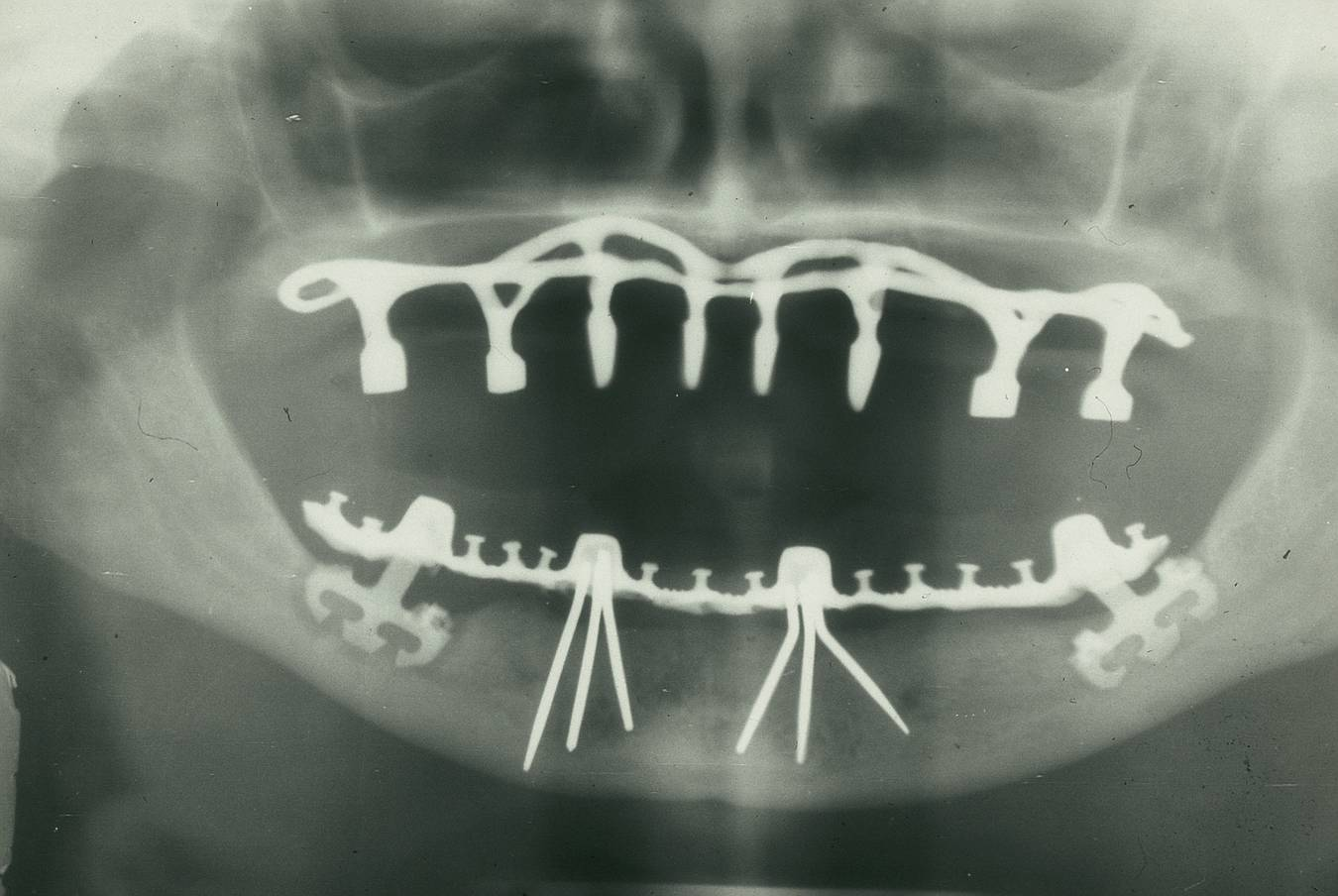
Panoramaröntgenaufnahme von historischen Zahnimplantaten aus 1976/77: Subperiostales Implantat im Oberkiefer (Methode Cherchève). In der unteren Eckzahnregion zwei Dreibeine aus Tantalnadeln (nach Pruin) sowie zwei stabilisierte Klingenimplantate (nach Heinrich).

Einsetzen der Suprakonstruktion (Zahnkronen) auf Titanimplantate

Die ersten Implantationen zum Ersatz von Zähnen sind aus dem 7. bis 8. Jahrhundert bei den Mayas durch den italienischen Professor für Implantologie an der Universität von Santos (Brasilien), Amedeo Bobbio, nachgewiesen. In einem Fragment des Unterkieferknochens einer jungen Frau befinden sich drei Implantate aus einer zugeschliffenen Muschelschale. Auf Grund der röntgenologisch nachgewiesenen Osseointegration wurden diese Muschelimplantate zu Lebzeiten und nicht post mortem eingesetzt. Ein anderes Fragment aus der Zeit der Mayas, das durch den Archäologen R. R. Andrews gefunden und beschrieben wurde, in das ein „schwarzer Stein“ als Unterkieferfrontzahn eingepflanzt gewesen sein sollte, ist nicht mehr auffindbar. Bis zum Nachweis durch Bobbio im Jahre 1970 galten die Muschelimplantate als post mortem eingesetzt, im Sinne eines Begräbnisrituals.
Andere Versuche, fehlende Zähne zu ersetzen, sind nicht als Implantate zu bezeichnen, wie beispielsweise die Transplantation oder Reimplantation von Zähnen und Zähnen aus organischen oder anorganischen Materialien, wie beispielsweise Elfenbein oder Walrosszähnen und deren Befestigung an den vorhandenen Zähnen mittels Goldfäden oder Goldbändern. Hierzu zählten auch vorgenommene Transplantation der Zähne von Toten, wie sie etwa im Mittelalter bei Abulcasis und in der Frühen Neuzeit bei Pierre Fauchard und Ambroise Paré und vielen anderen sowie während der Schlacht bei Waterloo (1815) und anderen Kriegen erwähnt wird.
1806 hat Giuseppangelo Fonzi (1768–1840) den künstlichen Keramikzahn erfunden, eine Entdeckung, die für die zukünftige Entwicklung der Implantatologie von großer Bedeutung war. Er stellte künstliche Zähne her, die mit Platinhaken direkt in die Alveole eingepflanzt wurden und sowohl ästhetische als auch funktionale Anforderungen erfüllten. Ein erstes Metallimplantat aus Gold wurde von dem Italiener J. Maggiolo im Jahre 1809 entworfen und in eine frische menschliche Extraktionswunde eingesetzt. Maggiolo praktizierte in Paris und veröffentlichte seine Erkenntnisse in seinem Buch Le Manuel de l’Art du Dentiste in Nancy.
Um 1840 versuchten sich Chapin Aaron Harris und Horace Henry Hayden, Gründer des Baltimore College of Dental Surgery, an enossalen Implantaten mit Zähnen aus Eisen, später aus Blei. Mehrere ähnliche Fallberichte folgten durch Rogers (1845), Younger (1885), Edmunds (1886), Edwards (1889) und Payne (1898). 1895 berichtete William Gibson Arlington Bonwill über Gold- und Iridiumpfeiler, die er in Alveolen implantiert hat, um einzelne Zähne zu ersetzen und ganze Zahnbögen wiederherzustellen.
Alvin Strock setzte 1937 in den USA das erste Vitallium Schraubenimplantat als Zahnwurzelersatz ein. Vitallium war das erste biokompatible Metall, das ein Jahr zuvor von Charles Venable, einem orthopädischen Chirurgen, entwickelt worden war. Der Beginn der enossalen Implantologie wird Manlio Formigini zugeschrieben, der eine Helikoidalschraube (griech.: ἑλικοειδής helikoeidēs ‚wie gewunden‘) aus Tantal empfahl. Er wird als Vater der modernen Implantologie bezeichnet. Es folgten die Schraube nach Raphaël Cherchève oder die Tantalschrauben und Nadelimplantate nach Jacques Scialom und Ernst-Helmut Pruin. Einen Seitenweg bildeten die komplikationsbehafteten subperiostalen, unter der Knochenhaut sitzenden Gerüstimplantate, die 1937 von Müller entwickelt worden waren und in den 1950er und 1960er Jahren Verbreitung fanden.
In den 1960er Jahren wurde das Blattimplantat von Leonard I. Linkow konzipiert (Linkow-Blade), ebenso das stabilisierte Klingenimplantat 1975 von Benedict Heinrich. Die Entwicklung der Implantologie wurde mit der Entdeckung der Biokompatibilität der Titanoberfläche durch den schwedischen Orthopäden Per-Ingvar Brånemark (1929–2014) im Jahre 1967 fortgesetzt, der den Begriff der Osseointegration (funktioneller und struktureller Verbund zwischen dem Knochengewebe und der Implantatoberfläche) prägte und seine Ergebnisse 1982 der wissenschaftlichen Öffentlichkeit präsentierte. 1974 führte Werner Lutz Koch (1929–2005) das IMZ-Implantat als gefenstertes Zylinderimplantat mit intramobilem Kunststoffelement ein, das als Stoßdämpfer wirken sollte, welches von Axel Kirsch weiterentwickelt wurde. Es neigte ebenso wie die vollkeramischen Systeme aus Aluminiumoxidkeramik wie das 1976 entwickelte Tübinger Sofortimplantat nach Willi Schulte (1929–2008) und Günther Heimke, trotz sehr gutem Einheilverhaltens, häufig zu Implantatfrakturen. 1977 entwickelte Philippe Daniel Ledermann (1944–2024) das einteilige, selbstschneidende Titan-Plasma-Spray beschichtete TPS-Schraubenimplantat das 1988 zur neuen Ledermannschraube (NLS) aus Titan weiter entwickelt wurde. Es wurde zur sofortprothetischen Versorgung des zahnlosen Unterkiefers mit vier interforaminär (zwischen den beiden Foramina mentalia) inserierten, mittels Steg verblockten Implantaten verwendet. Mit den Titanimplantaten begann die weltweite Verbreitung der Zahnimplantate. Knochenregenerationsverfahren Guided Bone Regeneration (GBR) lassen Implantatversorgungen bei erhöhtem Knochenabbau zu.

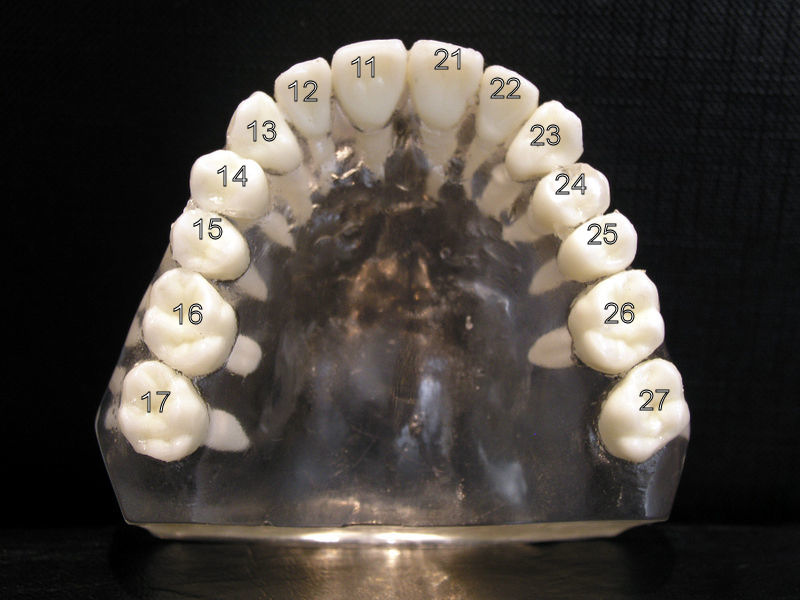
Zahnmodell mit FDI-Zahnschema Oberkiefer

### Zahnschema
Historisch sind die Zahnschemata nach Zsigmondy (1816–1880) und Haderup (1845–1913) von Bedeutung. IBM ließ sich 1928 ein 80-Spalten-Lochkarten-Format mit rechteckigen Löchern patentieren, das bis in die 1970er Jahre hinein als IBM-Card weite Verbreitung fand. Die Freie Universität Berlin benutzte ein Zahnschema seit 1960, das auf diesem Lochkartenformat aufsetzte und vom Berliner Hochschullehrer Joachim Viohl entwickelt worden war. Durch die Limitierung auf 80 Spalten, gleich 80 Zeichen, wurde das Zahnschema auf nur zwei Ziffern komprimiert. Damit war der Einstieg in die Datenverarbeitung geschaffen. 1970 verabschiedete die Fédération Dentaire Internationale (FDI) auf ihrer Jahrestagung in Bukarest das von Viohl empfohlene Zahnschema als international gültiges Zahnschema. Es wird seitdem auch von der Weltgesundheitsorganisation mit der Bezeichnung WHO-Zahnschema verwendet. Es ist auch als ISO 3950 Notation bekannt. Andere Quellen nennen Theilman als Urheber, der es im Jahre 1932 entwickelt haben soll. Im amerikanischen Zahnschema (Universal Numbering System), das 1883 vom Briten George Cunningham (1852–1919) entwickelt wurde, werden die Zähne beginnend beim oberen rechten Weisheitszahn und endend beim unteren rechten Weisheitszahn im Uhrzeigersinn von 1 bis 32 durchnummeriert. Es wird unverändert bevorzugt in den USA verwendet. Im Vereinigten Königreich wird das Zahnschema nach Palmer (1820–1917) verwendet.

### Laser
Der CO2-Laser wurde 1964 vom indischen Elektroingenieur und Physiker Chandra Kumar Naranbhai Patel entwickelt, zeitgleich der nd:YAG-Laser (Neodymium:Yttrium-Aluminium-Granat) in den Bell Laboratories von LeGrand Van Uitert und Joseph E. Geusic und der Er:YAG-Laser und wurden seit den frühen 1970er-Jahren (auch) in der Zahnmedizin eingesetzt. Im Hardlaserbereich zeichnen sich vor allem 2 Systeme für den Einsatz in der Mundhöhle ab: der CO2-Laser für die Anwendung im Weichgewebe und der Er:YAG-Laser für die Anwendung in der Zahnhartsubstanz und im Weichgewebe. Bei der Softlaserbehandlung wird eine Biostimulation mit kleinen Energiedichten angestrebt.

### Dentinadhäsive

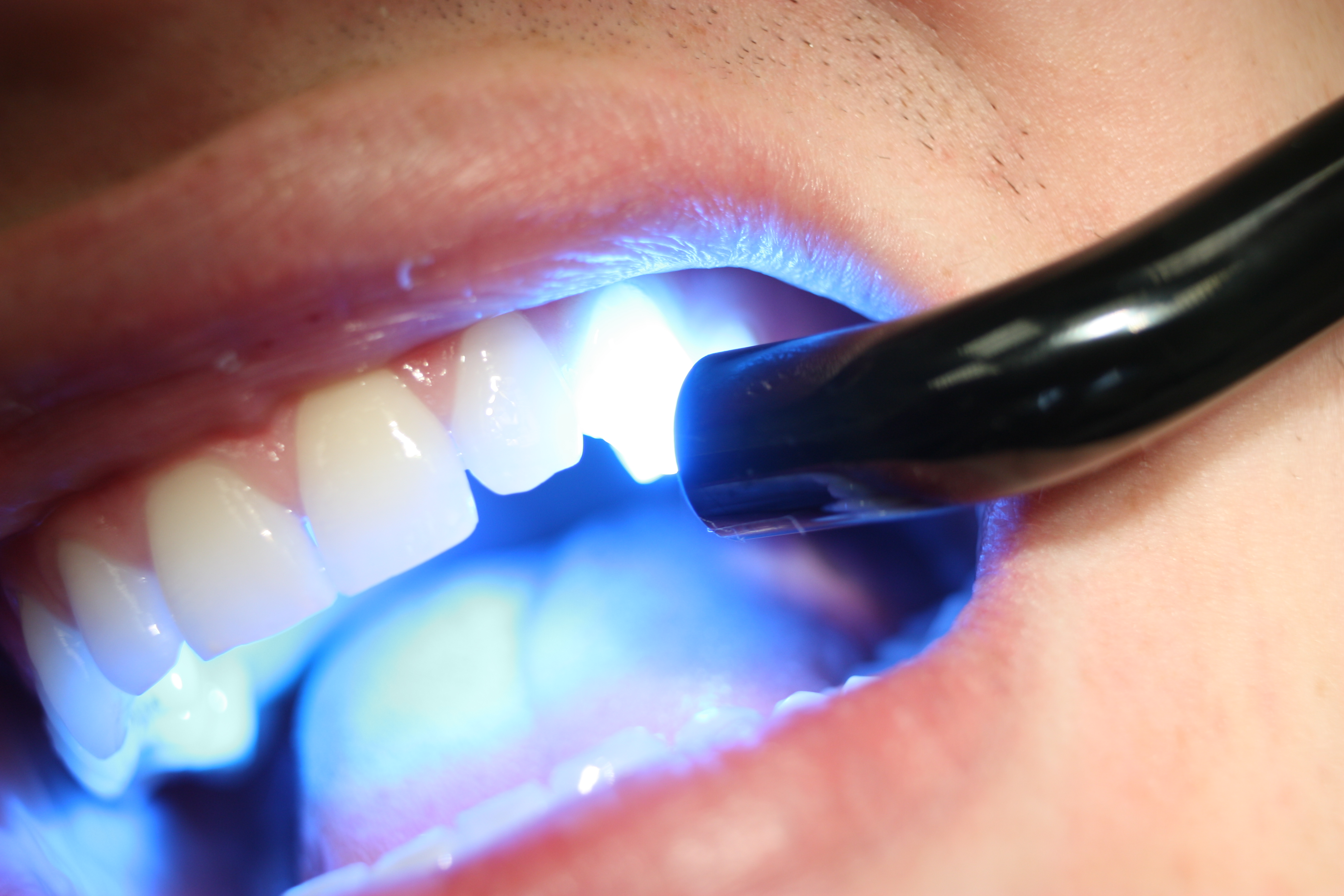
Polymerisationslampe für Komposit

Dentin-adhäsive Befestigungen dienen zur Befestigung von Füllungsmaterial (Komposit) oder Zahnersatz am Zahn. Erste Versuche unternahm der Schweizer Chemiker Oskar Hagger bereits 1948 mit Glycerophosphorsäure-dimethylacrylat, die inzwischen zur 7. Generation der Dentinadhäsive geführt haben. Die dünnflüssigen Dentinhaftvermittler dringen in die Oberflächenstrukturen des Zahnes ein und bilden nach chemischer Aushärtung einen mikromechanischen Verbund zwischen Dentin und der Kompositfüllung oder Befestigungskunststoffen von Zahnersatz. Daneben erfolgt eine Mikroretention am Zahnschmelz.

### Kofferdam

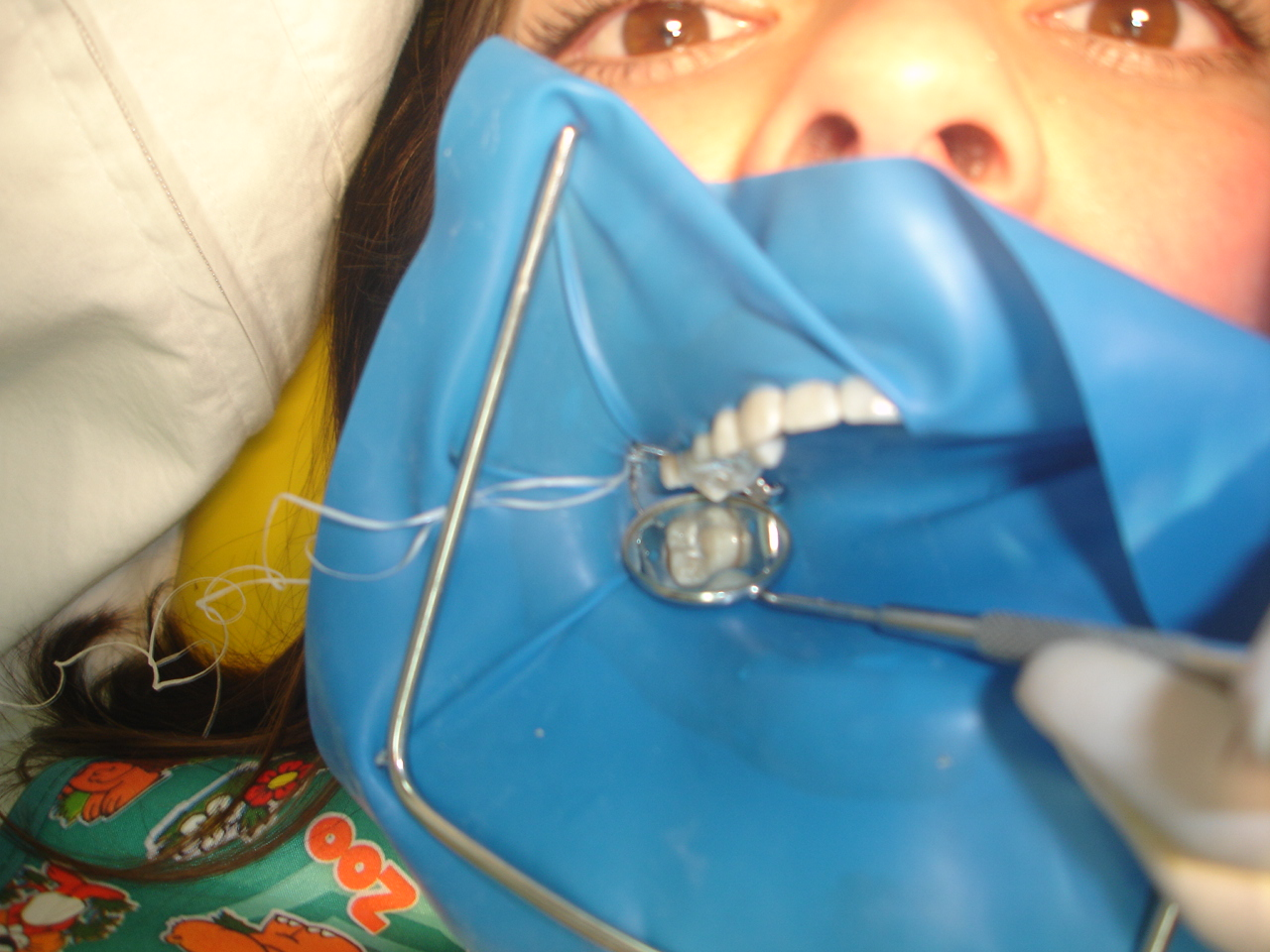
Cofferdam

Auf Rich ist eine für die Kofferdam-Isolierung wegweisende, 1836 beschriebene Methode zurückzuführen, bei der der zu behandelnde Einzelzahn – ähnlich heutigen Matrizen – durch eine dicht um den Zahnäquator gezurrte Goldfolie isoliert wurde. Für dieses und ähnliche Hilfsmittel wurde der Name „coffer dam“ gebraucht. Analog dieser Methode kamen Einzelzahnisolierungen aus Wachs [Swinell, 1850] oder Gips [Mills, 1862] in Mode und verschwanden bald wieder. Der Kofferdam (engl.: cofferdam) im Sinne eines Gummituchs wurde 1864 von dem New Yorker Zahnarzt Sanford Christie Barnum in die Zahnheilkunde eingeführt, ein Spanngummi, der den zu behandelnden Zahn von der Mundhöhle isoliert. Eine entscheidende Rolle spielte hierbei die Entdeckung der chemischen Vulkanisation des Kautschuks zu Gummi von Goodyear im Jahr 1839. Ursprünglich diente er dazu, das Arbeitsfeld trocken zu halten, da es damals noch keine zahnärztlichen Absauganlagen gab (Eine Pumpe zum Absaugen von Speichel erfand der Amerikaner Robert Arthur 1854). Zwei Jahre später wurde die Kofferdamanwendung durch den in Dresden praktizierenden US-amerikanischen Zahnarzt Newell Sill Jenkins (s. o.) in Deutschland bekannt gemacht, worauf sie in Europa weite Verbreitung fand. Mit der Einführung der Absauganlagen im 20. Jahrhundert verringerte sich die Akzeptanz des Kofferdam bei Zahnärzten und seine Vorteile gerieten in Vergessenheit. Seine Renaissance erlebte der Cofferdam in den 1980er Jahren mit der Endodontie (Wurzelkanalbehandlung) und der Füllungstherapie mittels Komposit-Restaurationen in Schmelz-Dentin-Adhäsivtechnik, die eine Trockenlegung des zu behandelnden Zahnes erfordern.

### CAD/CAM
Als Begründer des mittels CAD/CAM gefertigten Zahnersatzes gilt François Duret. Er begann bereits 1971 mit der Planung eines CAD/CAM-Systems, das ursprünglich 1965 bei Lockheed (Flugzeugbau, USA) entwickelt worden ist. 1985 wurde mittels des Duret-Systems unter großem Aufwand die erste Zahnkrone gefräst. Altschulter entwickelte 1973 ein optisches Abdruckverfahren auf Basis der Holographie. 1980 befassten sich Werner H. Mörmann und Marco Brandestini an der Universität Zürich mit einem Chairside-System (Herstellung am Behandlungsstuhl), aus dem später das CEREC-System hervorging. Die Einführung einer Intraoralkamera (CEREC Omnicam) im Jahr 2012 ermöglichte eine puderfreie digitale Abformung in natürlichen Farben. Ein optischer Abdruck des zu versorgenden, bereits präparierten Zahnes wird dabei eingescannt und ein dreidimensionales Modell errechnet. Dieses kann auf dem Monitor dargestellt und digital bearbeitet werden. Die Daten werden anschließend an das vollautomatisch arbeitende Fertigungsgerät geschickt. Anfänglich stand die Bearbeitung von Titan im Vordergrund, inzwischen überwiegt das Bearbeiten von Keramiken (Zirkondioxid). Hergestellt werden die Werkstücke mittels Frästechnik oder mittels Laser-Sinter-Verfahren.

### Zahnmikroskopie

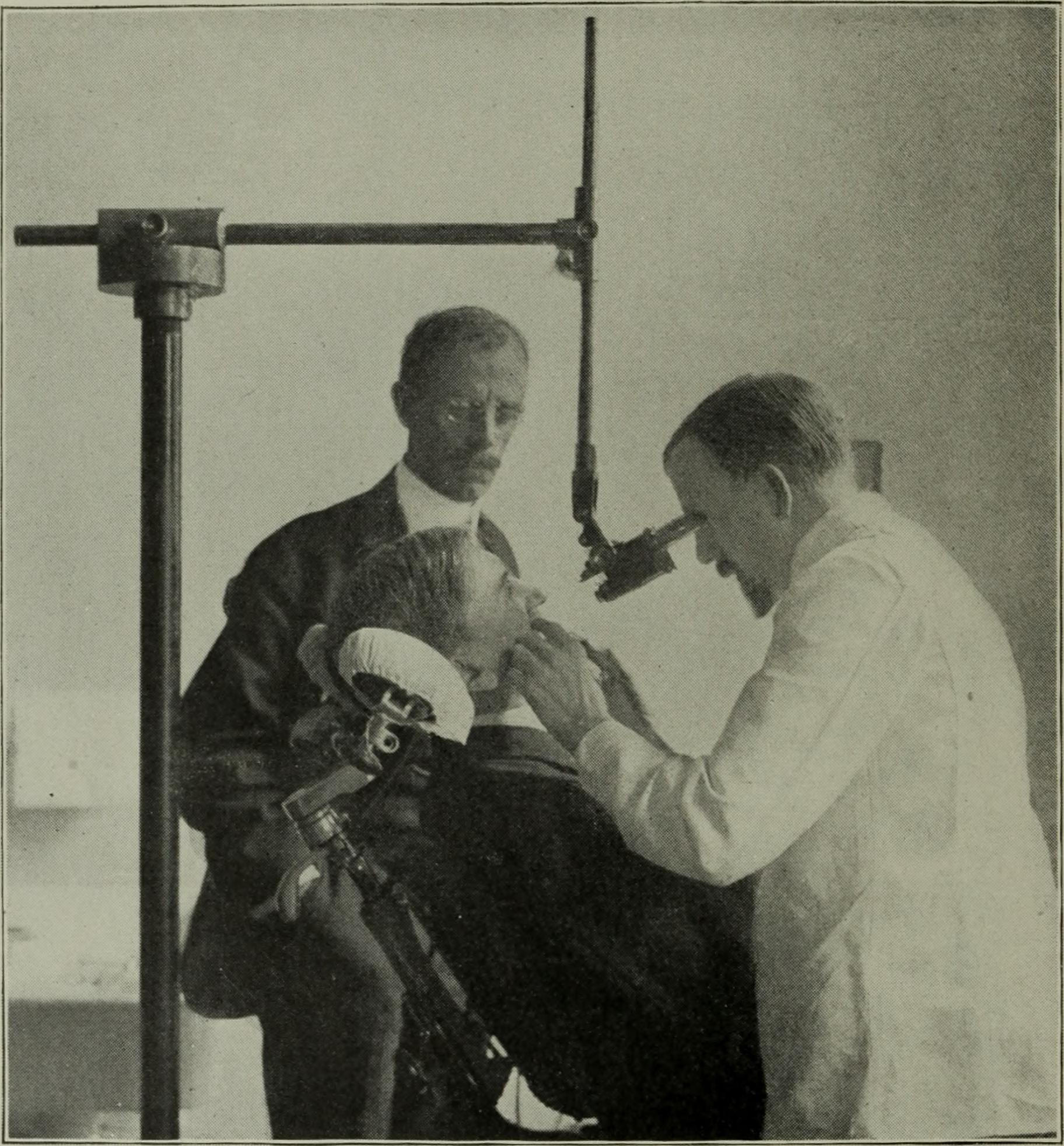
Zahnärztliches Mikroskop (1907)

Um 1880 erfolgte insbesondere durch die Zahnmikroskopie eine wissenschaftliche Förderung der Zahnheilkunde. Durch die dabei führenden Amerikaner erfuhr die konservative Technik einen Aufschwung. Am 15. Januar 1907 präsentierte Shirley W. Bowles, DDS, ein zahnärztliches Mikroskop bei einem Vortrag vor der Columbia Dental Society.
Im September 1921 hat Carl Olof Siggesson Nylen bei einem Eingriff im Hals-Nasen-Ohren-Bereich ein Operationsmikroskop eingesetzt. Der an der HNO-Klinik der Julius-Maximilians-Universität Würzburg tätige R. R. Baumann verwendete 1975 ein Mikroskop moderner Bauart erstmals in Deutschland auch bei einer zahnärztlichen Tätigkeit. Im Jahre 1982 empfahl S. Selden dessen Einsatz insbesondere im Bereich der Endodontie und in der Oralchirurgie, weil damit minimalinvasive, präzisere Behandlungen möglich seien.

### Weltraumzahnmedizin

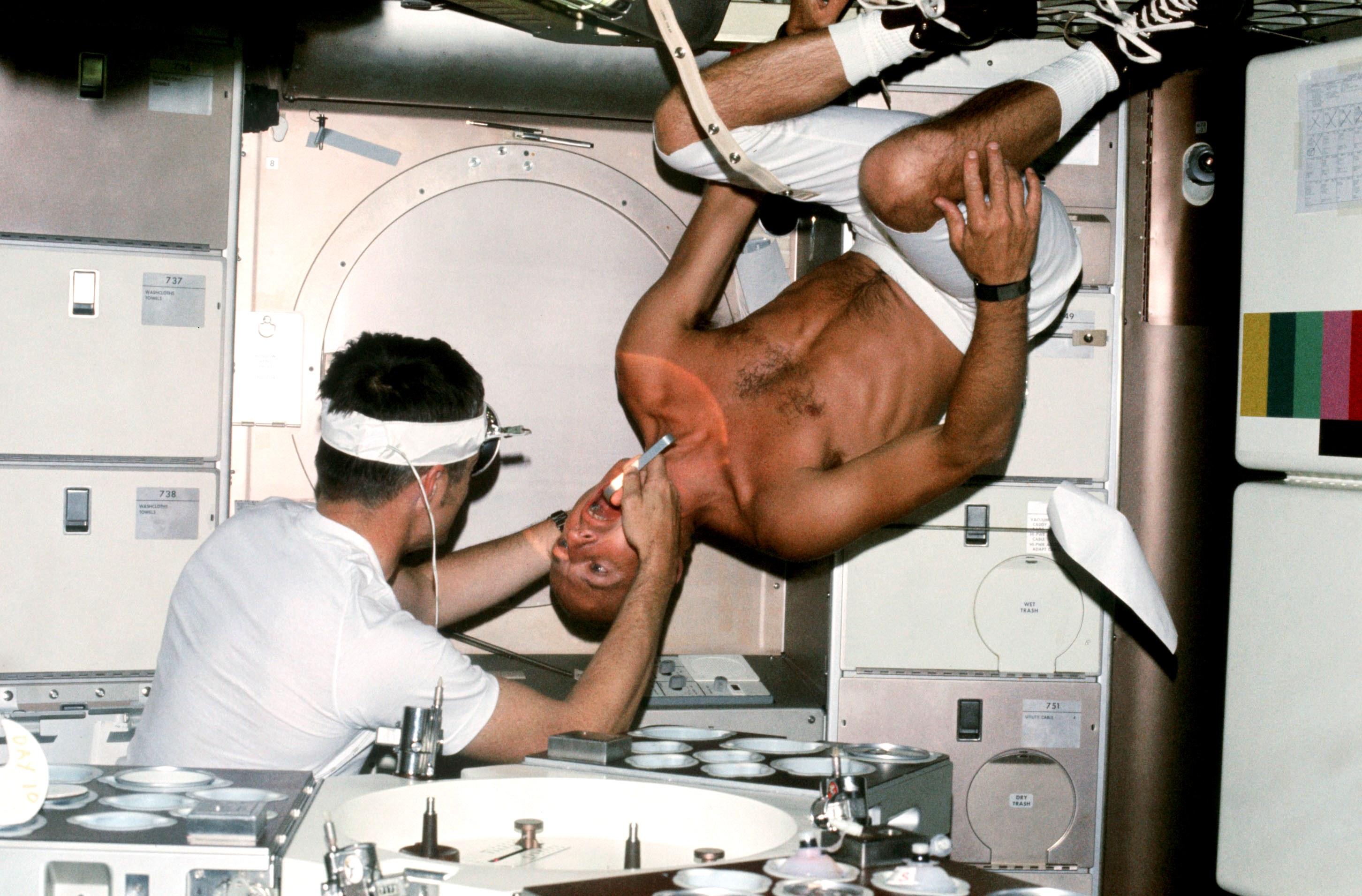
Zahnärztliche Untersuchung in der Schwerelosigkeit

1973 unternahm die Zahnmedizin den ersten Schritt ins Weltall, als sich Pete Conrad als Kommandant der amerikanischen Raumstation Skylab einer zahnärztlichen Untersuchung in der Schwerelosigkeit durch den Fliegerarzt und Raumfahrer Joseph P. Kerwin unterzog. Zuvor bekam im selben Jahr der sowjetische Kosmonaut Juri Romanenko Zahnschmerzen während seines 96-Tage-Saljut-6-Flugs. Der Kosmonaut musste zwei Wochen lang die Schmerzen aushalten, bevor die Crew zur Erde zurückkehren konnte. Seitdem wird bei Weltraumflügen eine zahnärztliche Notfallausrüstung mitgenommen, die aus 20 Teilen besteht und die eine provisorische Versorgung bis hin zur Zahnextraktion ermöglicht.
Astronauten benutzen normale Zahncreme. Statt mit Wasser zu spülen und dann in ein Waschbecken zu spucken, spucken Astronauten wegen der Schwerelosigkeit in ein Handtuch oder sie verschlucken die Zahnpasta. Die Zahnbürste wird anschließend im Mund gereinigt, indem sie dafür einen Schluck Wasser in den Mund nehmen und die Zahnbürste darin geschwenkt wird.

### Sonstiges
Mobile Behandlungseinheiten werden zunehmend zur aufsuchenden Betreuung Pflegebedürftiger und Menschen mit Behinderungen eingesetzt. In einem Koffer sind eine Absauganlage, Anschlüsse für Mikromotoren zum Aufsetzen von Winkelstücken und eine Operationsleuchte untergebracht, so dass zahlreiche zahnärztliche Behandlungen am Kranken- oder Pflegebett möglich sind. Daneben werden kleine Lieferwagen so umgebaut, dass ein fahrbares, komplettes Behandlungszimmer zur Verfügung steht.
Die Kavitätenpräparation wird immer graziler mit der Zielsetzung, möglichst viel eigene gesunde Zahnsubstanz zu erhalten, womit man sich zunehmend von den Blackschen Präparationsregeln verabschiedet.
Die Forschung beschäftigt sich mit Regenerationsverfahren von Zahnhartsubstanzen (Electrically Accelerated and Enhanced Remineralisation (EAER)), die in Zukunft den „Bohrer“ überflüssig machen sollen.

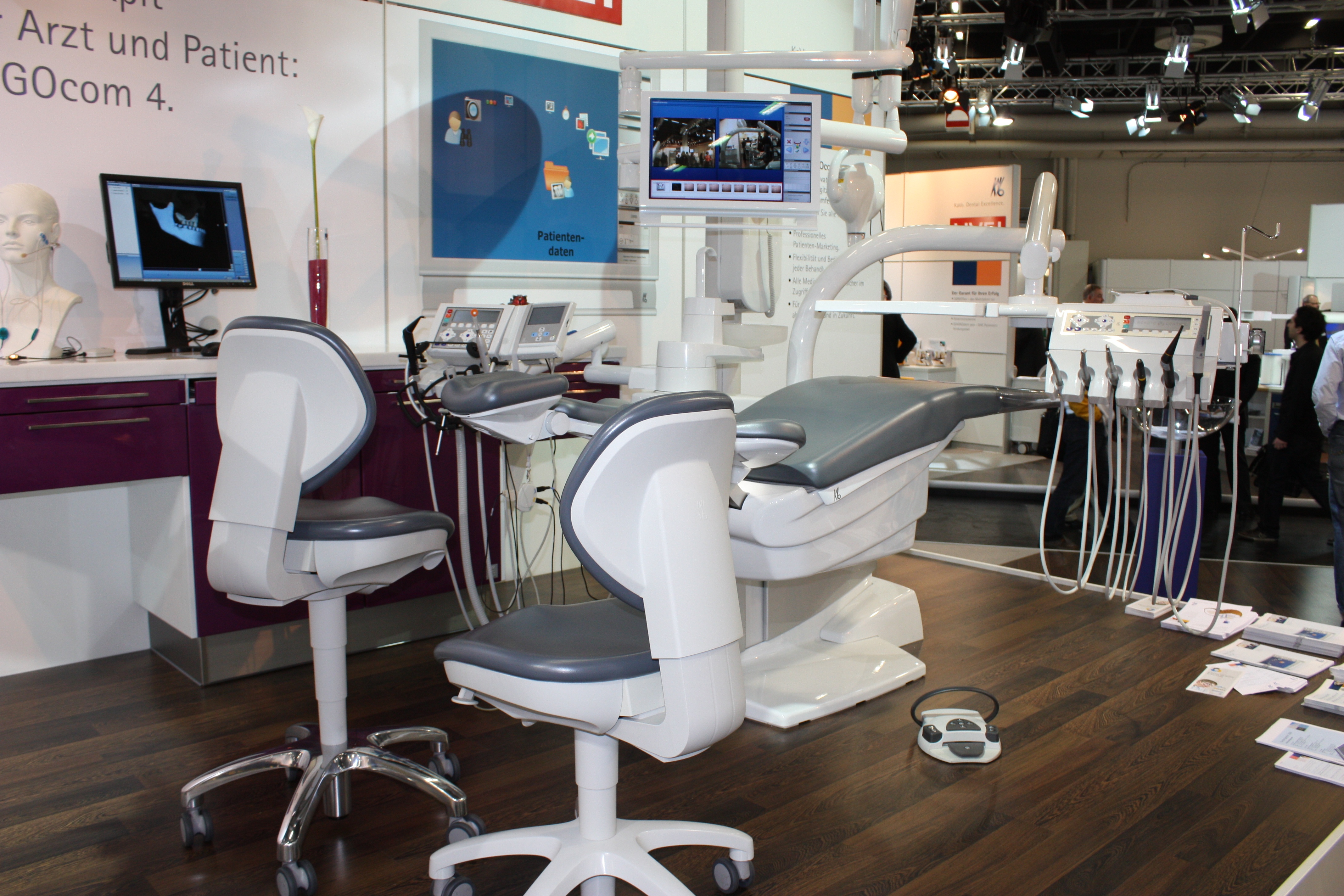
Moderne Behandlungseinheit
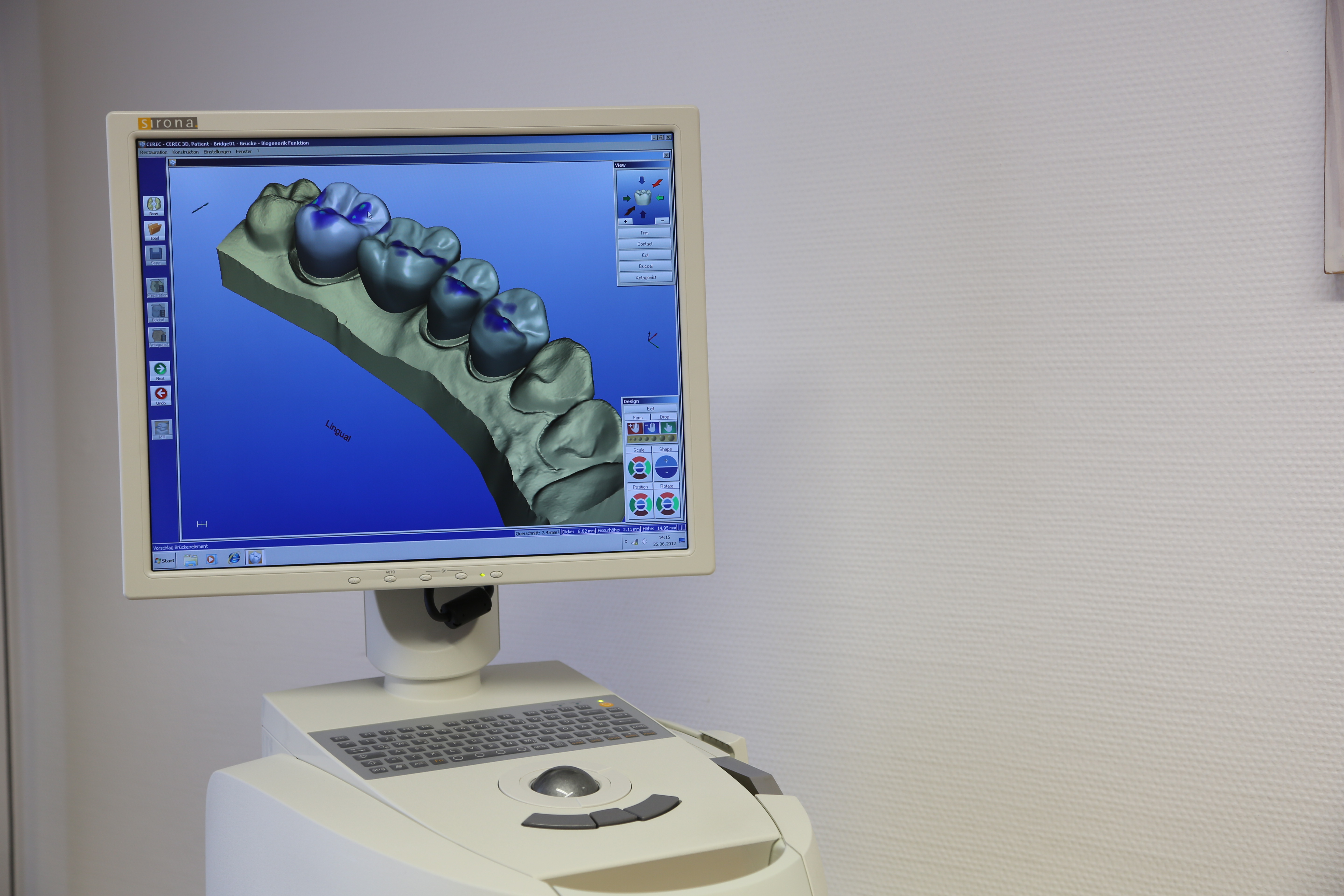
CAD/CAM-System
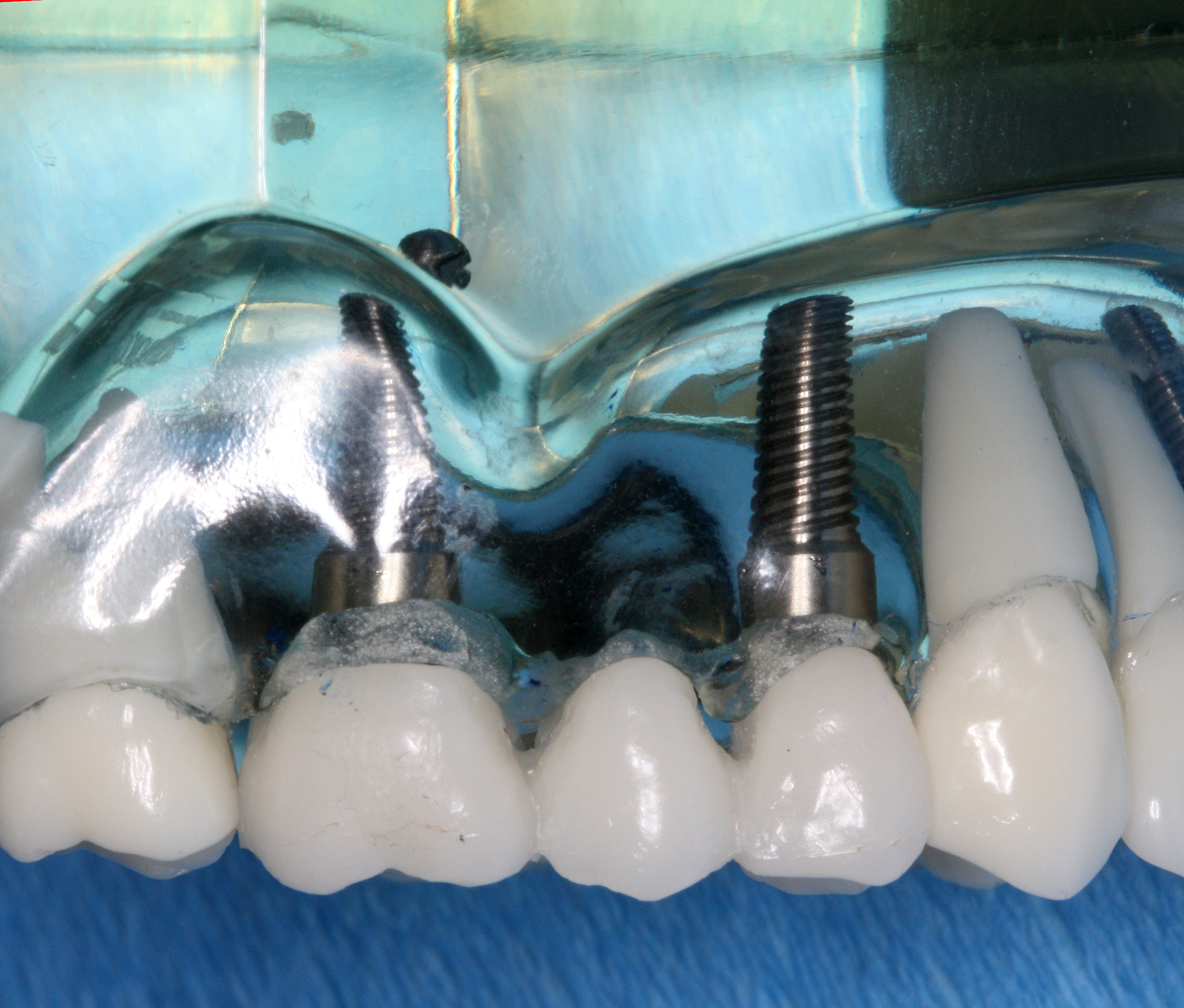
Implantatgetragene Brücke
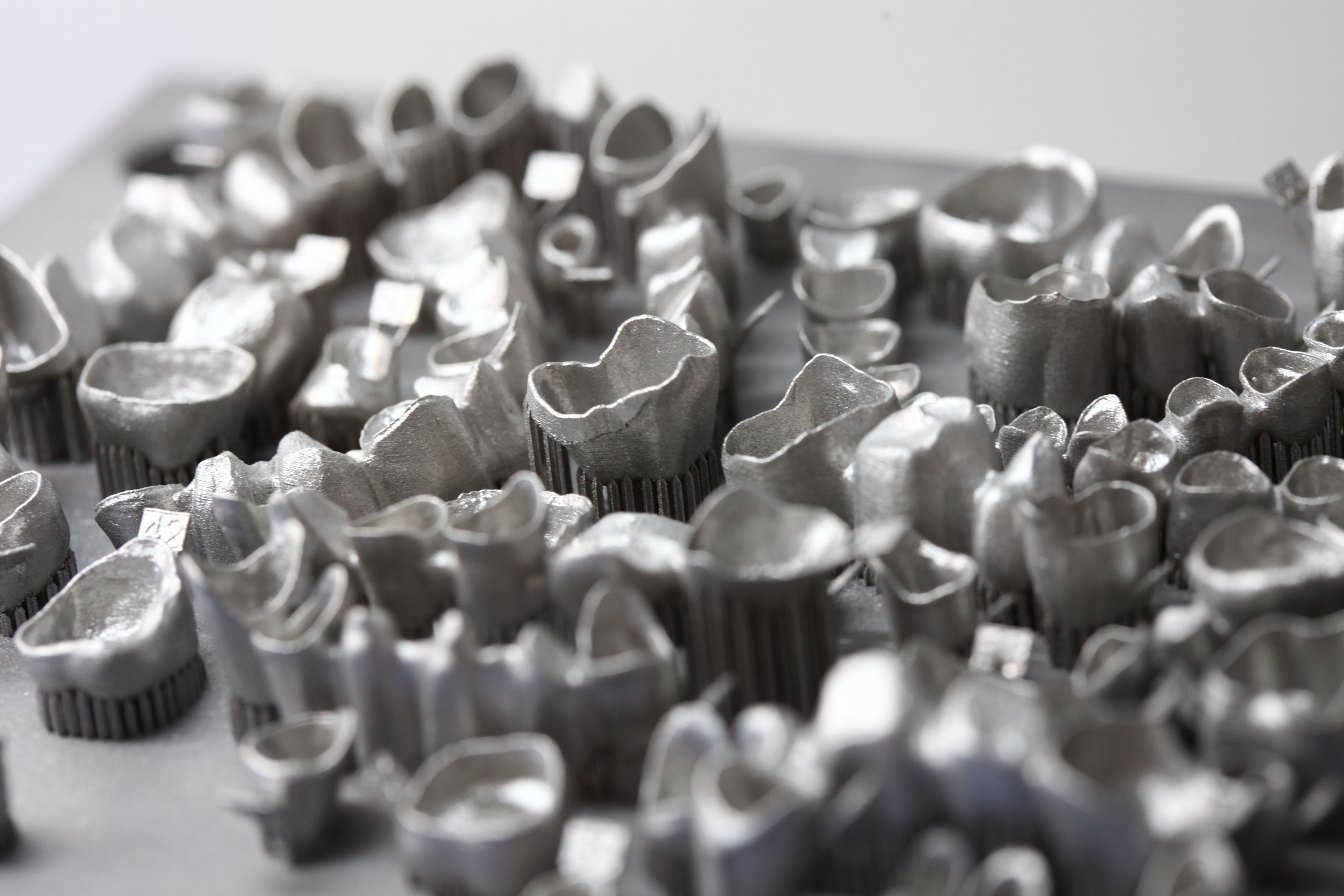
Kronengerüste im Lasersinterverfahren hergestellt
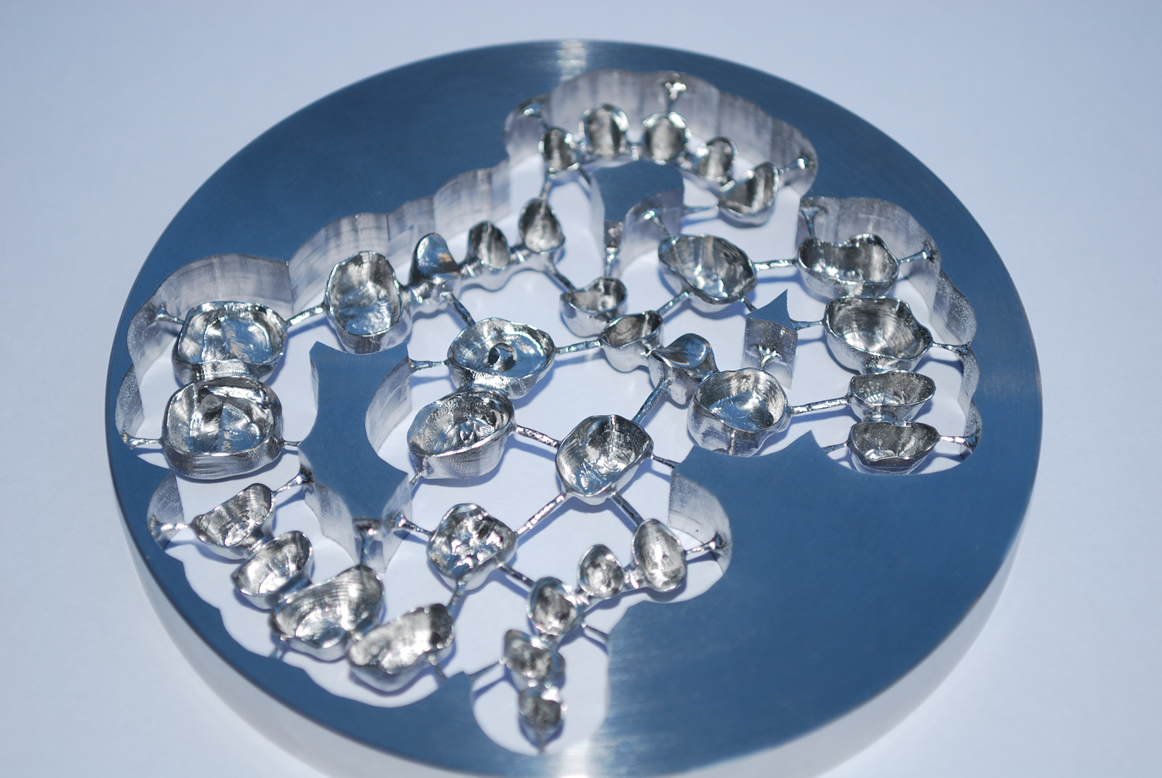
Gefräste Kronen- und Brückengerüste
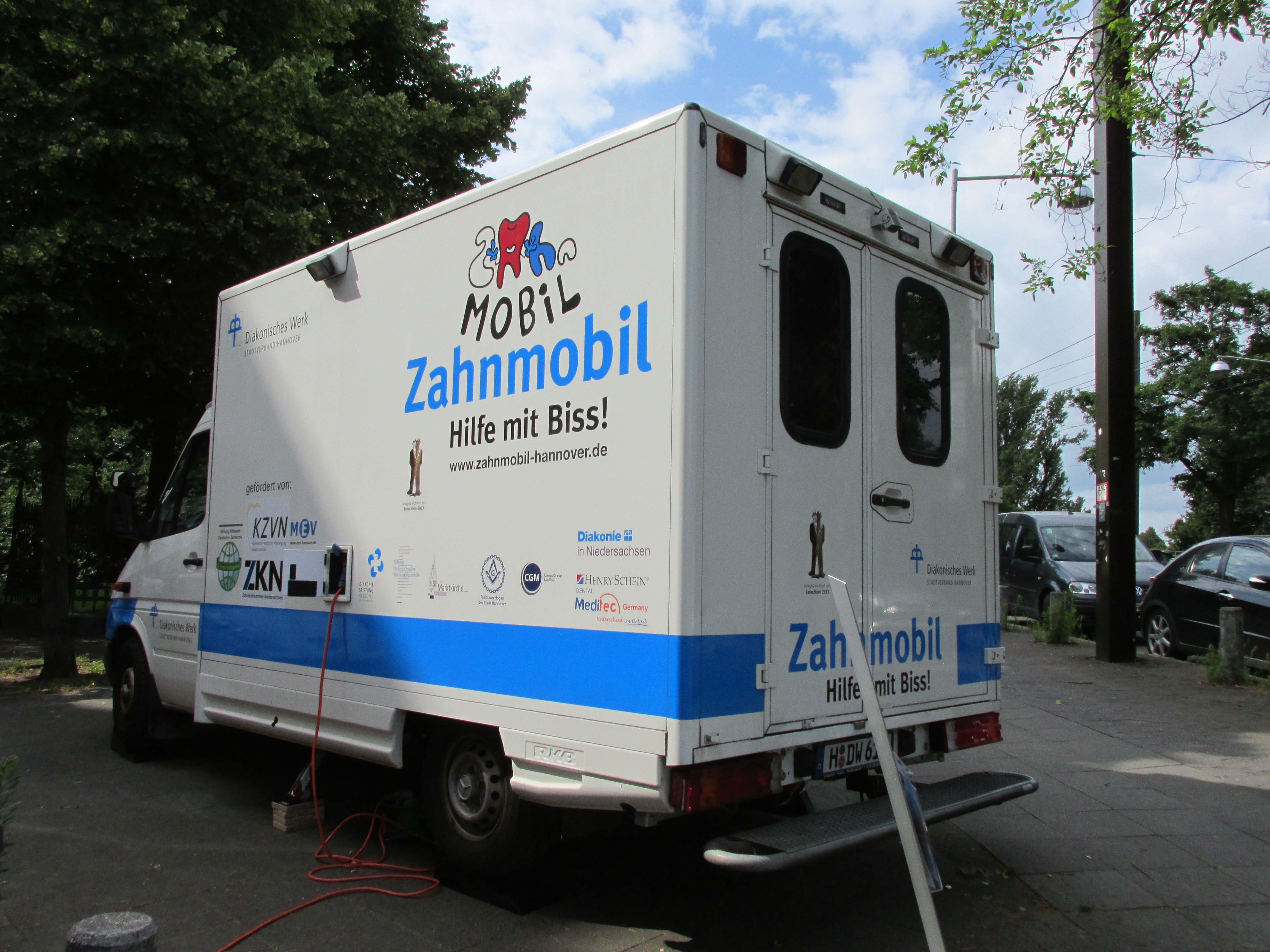
Mobiles Behandlungszimmer

## Geschichte der Kieferorthopädie

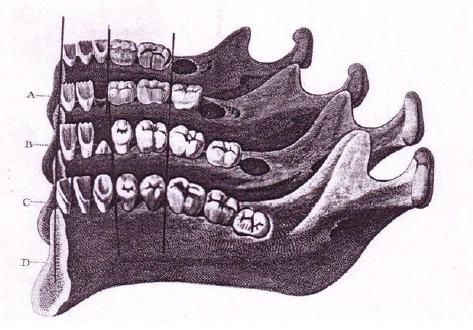
Wachstumsverlauf des Unterkiefers nach Hunter:
A = Alter 1 Jahr;
B = Alter 6 Jahre;
C = Alter 12 Jahre;
D = Alter 18 Jahre.

Aus Schriften des Aulus Cornelius Celsus stammen auch Hinweise auf eine kieferorthopädische Behandlung. Er riet zur Entfernung von Milchzähnen zur Steuerung des Durchbruchs von bleibenden Zähnen. Der Leibarzt von Marc Aurels, Galenos von Pergamon, griff die zahnregulierende Idee auf und beschreibt, wie man durch Verschmälern von Zähnen (durch Befeilen) Engstände vermindert.
John Hunter (s. o.) entdeckte, dass der vordere Teil des Unterkiefers ab dem Alter von einem Jahr nicht mehr wächst, sondern dass das Wachstum des Unterkiefers nur im hinteren Teil der Mandibula stattfindet. Er führte Extraktionen der Milchzähne als Steuerungsmöglichkeit für den Durchbruch der bleibenden Zähne durch. Zur Beseitigung progener Bissverhältnisse entwickelte er ein silbernes Instrument, mit welchem der Patient selbst durch Aufbeißen die unteren Zähne nach distal verlagern kann (Prinzip der schiefen Ebene).
Étienne Bourdet (1722–1789), nach Fauchard der bedeutendste Zahnheilkundler des 18. Jahrhunderts, führte (mit dem Pelikan) Extraktionen zur Platzschaffung bei Engständen durch.
Friedrich C. Kneisel verfasste 1836 das erste Werk über kieferorthopädische Apparaturen. Es folgte die Einführung des regulierbaren Klammerbandes mit zahnfixierten Schrauben durch Alexis J. M. Schangé im Jahre 1841. Fünf Jahre später wurden diese durch Claude Lachaise und Elisha G. Tucker mittels elastischer Gummizüge für orthodontische Zwecke ergänzt. 1841 beschrieb Joachim Lefoulon kieferorthopädische Behandlungen in seinem Buch Nouveau traité théorique et practique de l’art du dentiste.

### Klassifizierungen
Georg Carabelli (1788–1842) veröffentlichte 1842 eine erste akzeptable Klassifizierung der Okklusionsarten:
| das regelmäßige Gebiss  | mordex normalis              |
| das gerade Gebiss       | mordex rectus = Kopfbiss     |
| das offene Gebiss       | mordex apertus               |
| das vorstehende Gebiss  | mordex prorsus = Prognathie  |
| das rückstehende Gebiss | mordex retrorsus = Inversion |
| das Zickzackgebiss      | mordex tortuosus = Kreuzbiss |
| das Greisengebiss       | mordex senilis               |
| der Greisenmund         | os senile                    |

Edward Maynard verwendete 1843 zum ersten Mal Gummizüge zur Zahnregulierung. Im Jahr 1850 begann E. J. Tucker Gummibänder für Zahnspangen herzustellen. Norman W. Kingsley veröffentlichte ein Buch über moderne Kieferorthopädie im Jahre 1858 und John Nutting Farrar war der erste Zahnarzt, der empfahl, Kräfte über einen gewissen Zeitraum auf die Zähne einwirken zu lassen, um Zähne zu begradigen.
Der Anatom Hermann Welcker (1822–1897) wählte 1862 eine andere Einteilung der Zahnfehlstellungen:
| Labiodont   | Die Zahnreihen treffen nach der Art ihrer Branchen gleich einer Zange zusammen.                                                        |
| Psaliodont  | Die Zähne greifen scherenförmig übereinander                                                                                           |
| Stegodont   | Infolge einer Erhebung des Zwischenkiefers werden die unteren Schneidezähne von den falsch vorspringenden oberen dachförmig überdeckt. |
| Opisthodont | Die unteren Schneidezähne stehen 3–10 mm hinter den oberen zurück.                                                                     |
| Hiatodont   | Bei geschlossenen Zahnreihen bleibt zwischen oberen und unteren Schneidezähnen ein oft bis zum ersten Prämolaren reichender Spalt.     |
|             | (Ein progener Biss fehlt). |

Edward Hartley Angle (1855–1930), ein Schüler von Bonwill, gilt in den USA als Vater der Kieferorthopädie, er klassifizierte 1899 die verschiedenen Formen der Malokklusion (Zahnfehlstellungen). Die relative Lagebeziehung des menschlichen Ober- und Unterkiefers wird seitdem weltweit durch die Angle-Klassen beschrieben. Einer seiner Schüler war der Berliner Zahnarzt Walter Zielinsky (1883–1918), der den nach ihm benannten Zirkel entwickelte.
| Klasse I    | Die Zahnbögen in normaler mesiodistaler Beziehung (Neutralbiß).                  |
| Klasse II   | Der untere Zahnbogen distal vom Normalen in seiner Beziehung zum OK (Distalbiß). |
| Klasse II/l | Fälle mit vorstehenden oberen Schneidezähnen.                                    |
| Klasse II/2 | Fälle mit invertierten Schneidezähnen.                                           |
| Klasse III  | Der Unterkiefer in seiner Beziehung mesial vom Normalen (Mesialbiß)              |

### Zahnspangen

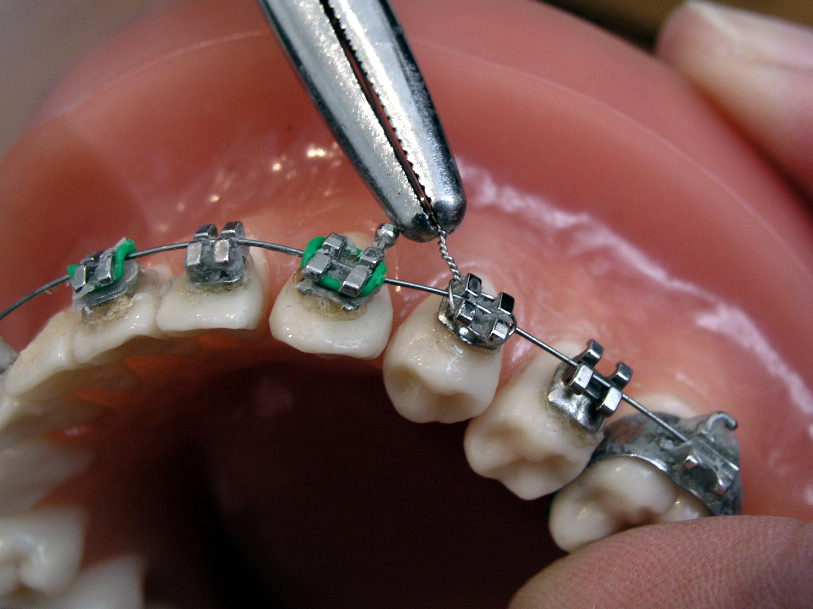
Fixierung eines Drahtbogens an Brackets

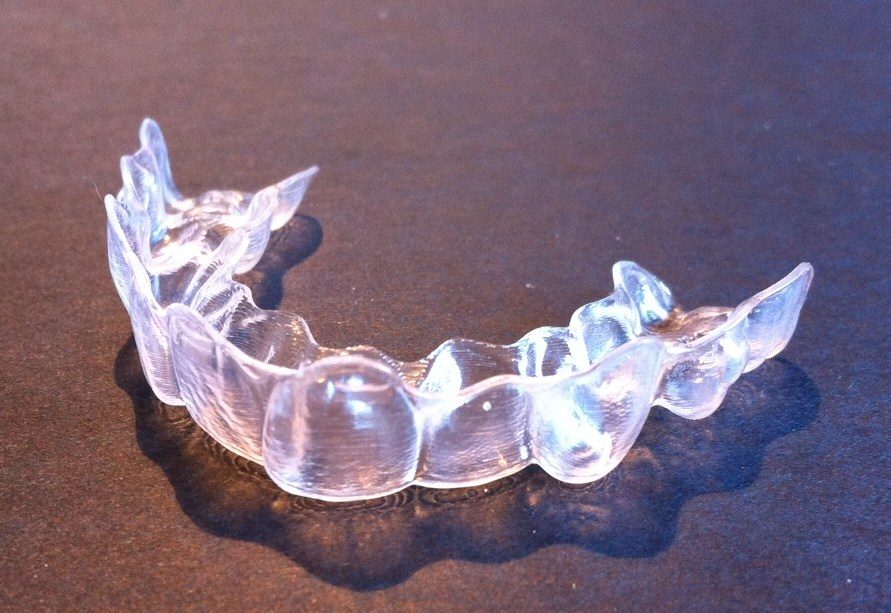
Aligner

Angle hat erstmals die Technik der festen Zahnspange verwendet. Hierbei werden Brackets zur Befestigung von Drahtbögen eingegliedert (Edge-Wise Technik). Die Kieferorthopädie entwickelte sich langsam aus ihrer Nischenposition, die sie trotz der Entwicklungen durch Angle innehatte. Die heutige Multibandtechnik wurde 1868 durch W. Erie Magill mit eingeleitet, indem er als Erster orthodontische Bänder auf Zähnen zementierte. Das älteste System herausnehmbarer Zahnspangen war die Crozat-Apparatur von George B. Crozat (1894–1966), der in New Orleans praktizierte, und seinem deutschen Mitarbeiter Albert Wiebrecht. Sie entwickelten sie, als in der Orthodontie festsitzende Band-Bogen-Apparaturen aus Edelmetallen gebräuchlich und Zahnextraktionen bei Engständen üblich waren. Dazu ersetzten sie die Befestigungsbänder dieser Zahnspangen durch Halteklammern, wie sie in der Zahnprothetik bereits bekannt waren. Primär erleichterte diese 1919 eingeführte Methode dem Patienten die Mundhygiene und dem Behandler das Nachstellen. Sie reduzierte die Gefahr von Zahnwurzelresorptionen durch überdosierte orthodontische Kräfte und eignete sich auch für Patienten mit parodontal geschädigten Gebissen. Viggo Andresen und Karl Häupl untersuchten in Oslo den Einfluss der Mundmuskulatur auf die Entstehung und Heilung von Fehlstellungen der Zähne. Daraus entwickelten sie die Funktionskieferorthopädie und den Aktivator als ihr grundlegendes Behandlungsmittel. Die Berliner Zahnärztliche Poliklinik war mit dem „Institut für Fortbildungskurse in den Fächern der operativen, prothetischen und orthopädischen Zahnheilkunde“ verbunden, das Alfred Körbitz leitete. Körbitz hat das Angle-System gewissermaßen in Europa eingeführt und sprach sich für die „biologische Orthodontie“ aus, bei der die Bewegung von Zähnen unter Anwendung geringster Kräfte erfolgt. Er erkannte am Schädel die Raphe-Median-Ebene (sagittale Schädelmittelebene) als Hilfslinie für den Symmetrievergleich.

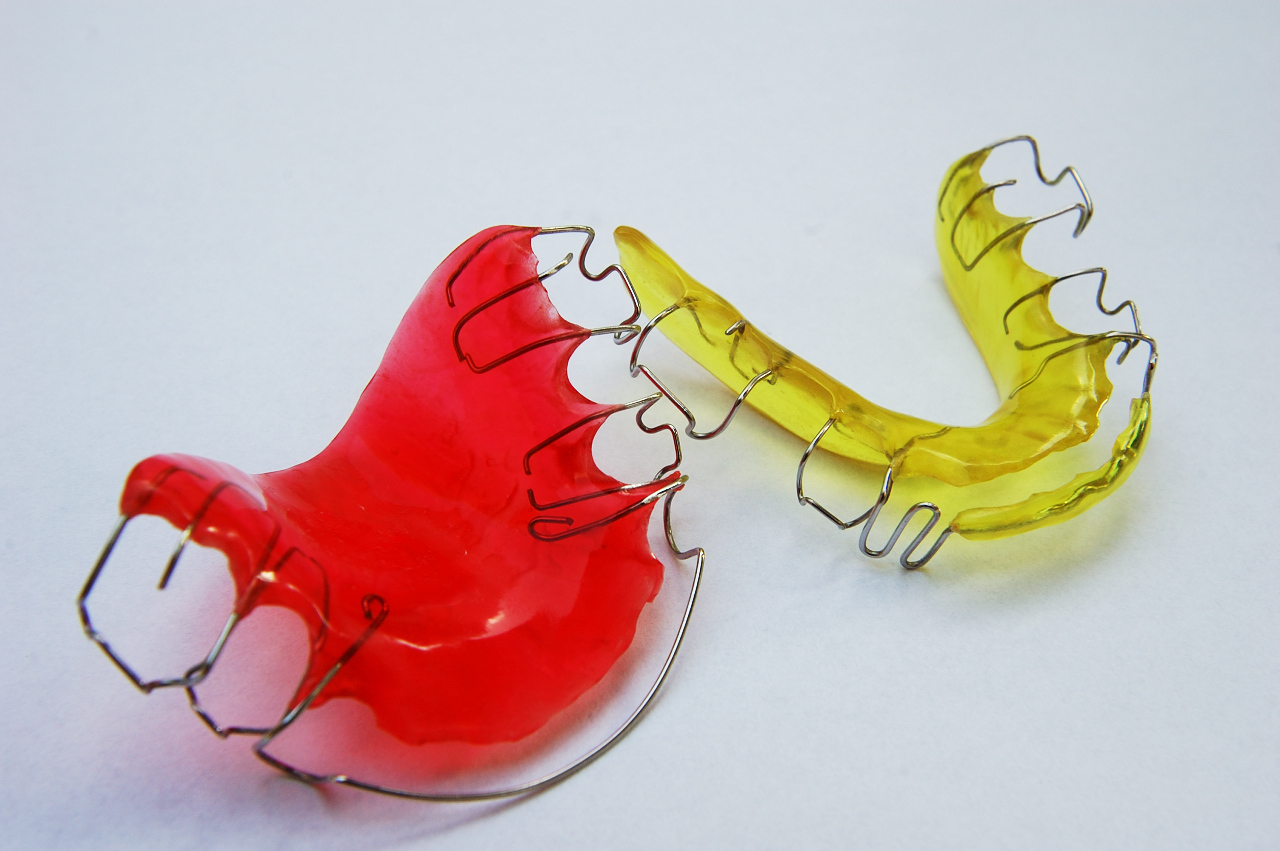
Retainer. Oberkiefer (rot), Unterkiefer (gelb)

Charles Hawley erfand um 1920 den Retainer, der mit dem Ziel eingesetzt wird, die Zähne in der neuen Zielposition zu stabilisieren.
Alfred Kantorowicz gründete 1920 aus einem zuvor privaten zahnärztlichen Institut die Kieferorthopädische Abteilung an der Rheinischen Friedrich-Wilhelms-Universität in Bonn. 1927 gelang es Kantorowicz weltweit erstmals, die Kieferorthopädie in die Schulzahnklinik zu integrieren und so durch Öffnung des Fachs für breitere Bevölkerungsgruppen die Zahl der Behandlungsfälle zu erhöhen.
Basierend auf Materialien und Erfahrungen der Zahnprothetik wurden aktive Platten von Charles F. Nord als Mittel zur kostengünstigen „Volkskieferorthopädie“ entwickelt. Nach 1930 wurden von Artur Martin Schwarz und Mitarbeitern viele Varianten entwickelt und verschiedene Schraub-Elemente konstruiert, die die Patienten nach Anleitung selbst nachstellen können. Bis etwa 1980 waren aktive Platten zusammen mit Aktivatoren im deutschsprachigen Raum die vorherrschenden Mittel zur kieferorthopädischen Behandlung in der Wachstumsphase. 1955 wurde das Fach „Kieferorthopädie“ an deutschen Universitäten als Prüfungsfach aufgenommen. Fünf Jahre später hielten die festsitzenden Apparaturen in Europa, die sogenannte Multibandtechnik, Einzug.
William J. Buehler und Frederick Wang untersuchten den ersten Nickel-Titan-Bogen 1963, dieser bekam den Namen Nitinol, ein Akronym für Nickel Titan Naval Ordonance Laboratory. Die Erstentdeckung der Formgedächtnislegierungen geht auf die 1920er Jahre zurück, jedoch geriet diese Entdeckung zunächst wieder in Vergessenheit. Erst 1971 wurde dieser neue Werkstoff durch Andreasen und Hillemann in die Kieferorthopädie eingeführt. Hierbei handelte es sich um eine kaltverfestigte Nickel-Titan-Legierung, welche bei Mundtemperatur als Martensit vorliegt und eine Umwandlungstemperatur von über 100 °C aufweist.

### Kostenübernahme
1972 entschied das Bundessozialgericht die Aufnahme der Kieferorthopädie in den Leistungskatalog (BEMA) der gesetzlichen Krankenversicherung in Deutschland.

### Aligner
Das Verfahren, Zahnfehlstellungen mit transparenten Kunststoffschienen zu korrigieren, wurde 1945 entwickelt. Der Kieferorthopäde Harold D. Kesling führte damals den Therapieansatz ein, das Behandlungsziel mit elastischen Geräten schrittweise zu erreichen. Diese Aligner-Therapie geht mit Hilfe eines speziellen Computergrafik-Verfahrens vom Ist-Zustand der Zahnreihen aus, der in Kiefermodellen festgehalten wird. Ein vorher bestimmtes Behandlungsziel wird dreidimensional dargestellt und in einzelne Behandlungsphasen unterteilt. Für jede dieser Phasen werden einzelne individuelle Kunststoffschienen, die Knirscherschienen ähneln, produziert, die jeweils zirka zwei Wochen lang getragen werden. Dadurch werden die Zähne schrittweise in die Zielposition geschoben.

## Geschichte der Mund-, Kiefer- und Gesichtschirurgie

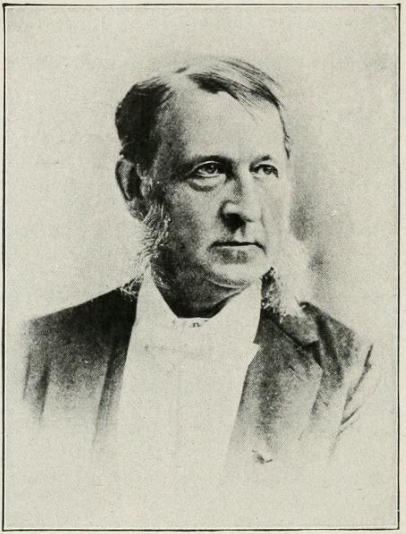
James Edmund Garretson

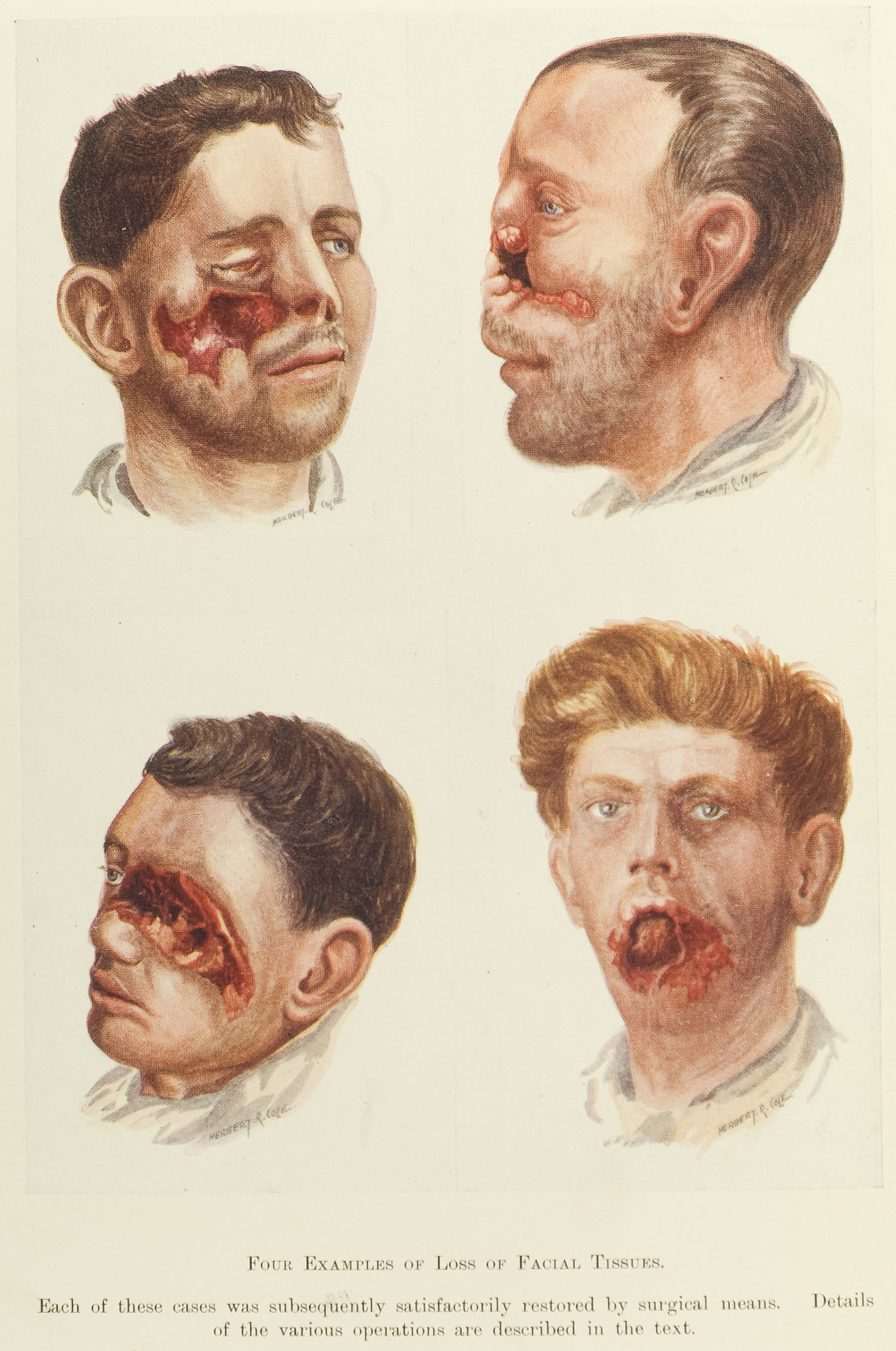
Kriegsverletzungen im Ersten Weltkrieg

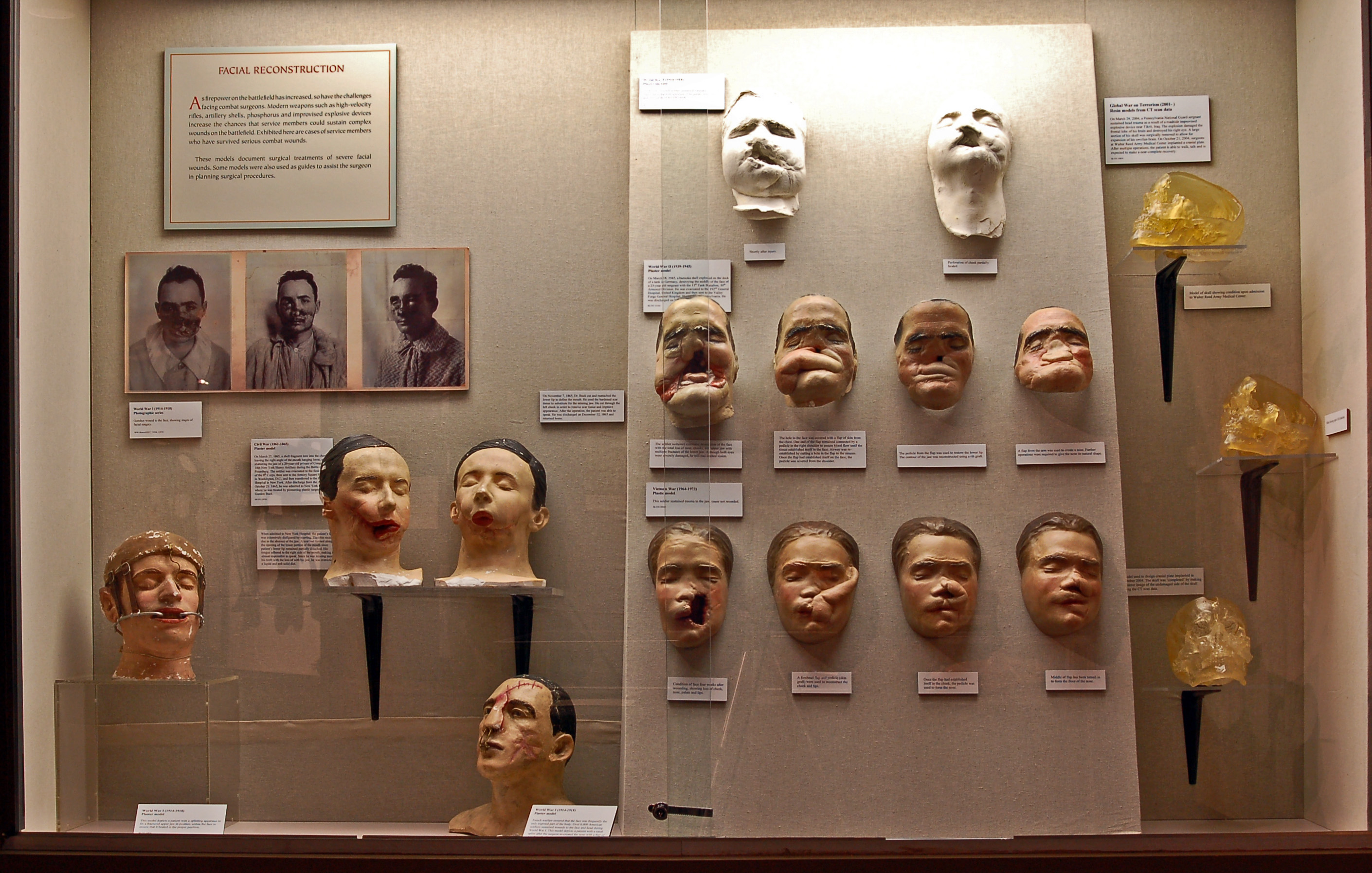
Fortschritte in der Gesichtschirurgie von Kriegsverletzten

Neben der Entwicklung der Zahnmedizin nahm die Kieferchirurgie eher ein Schattendasein als Nische im Bereich der allgemeinen Chirurgie ein. Erste kieferchirurgische Eingriffe erfolgten durch den französischen Chirurgen Baron Guillaume Dupuytren (1777–1835). 1812 entfernte er eine Knochengeschwulst am Unterkiefer durch eine Teilresektion des Unterkiefers. 1843 wagte der italienische Chirurg Bartolomeo Signorini (1797–1844) die Totalextirpation des Unterkiefers. Der erste Kieferchirurg, ärztlich und zahnärztlich ausgebildet, dürfte Simon P. Hullihen (1810–1857) gewesen sein, der in den 1840er Jahren in Wheeling (West Virginia), U.S.A., eine Spezialklinik für „Oral Surgery“ eröffnete und Lippen-Kiefer-Gaumenspalten, Mundhöhlenkarzinome, Kieferhöhlen und Kieferplastiken operierte. Die erste Klinik für Oral Surgery, die 1840 dem Philadelphia College of Dental Surgery angegliedert wurde und 1856 in die Pennsylvania College of Dental Surgery überging, leitete der Arzt und Zahnarzt James Garretson (1828–1895). Er etablierte die Kieferchirurgie in Amerika als selbständiges Fachgebiet.
1890 wurde der in Chirurgie habilitierte Carl Partsch (1855–1932) zum Direktor des in Breslau neugegründeten Zahnärztlichen Instituts ernannt. Um 1908 führte er die wissenschaftlich fundierte Methodik der Wurzelspitzenresektion ein. Er nahm für sich in Anspruch, „dem Zahnarzt das Messer in die Hand gedrückt zu haben“ und gilt als Vater der zahnärztlichen Chirurgie. Partsch entwickelte insbesondere die Operationsmethoden der Wurzelspitzenresektion, 1892 die nach ihm benannte Zystostomie (Partsch I) und 1910 die Zystektomie (Partsch II). Die Schnittführung bei diesen Operationen trägt ebenfalls seinen Namen: Bogenschnitt nach Partsch. Den ersten plastischen Ersatz der Resektionsstelle mit einem Knochentransplantat nahm 1891 der Kölner Chirurg Bernhard Bardenheuer vor. Er verwendete dazu einen gestielten Haut-Periost-Knochenlappen aus der Stirngegend. Mit der Entdeckung von Anästhesieverfahren, insbesondere der Lokalanästhesien, nahmen kieferchirurgische Eingriffe langsam zu. Die Entwicklung des Faches Mund-, Kiefer- und Gesichtschirurgie geht auf die besonderen Anforderungen bei der Versorgung von Kriegsverletzungen im Ersten und Zweiten Weltkrieg zurück. Es ist aus der Chirurgie und der sich im vorigen Jahrhundert konsolidierenden Zahnmedizin entstanden. Nach 1918 beschäftigten sich die Chirurgen und Zahnärzte mit den Nachbehandlungen der Kiefer-/Gesichtsverletzten. Die erste Kieferklinik Europas war 1914 in Wien zur Versorgung der Kriegsverletzten von dem Chirurgen Anton Freiherr von Eiselsberg (1860–1939) gegründet und mit seinem Schüler Hans Pichler (1877–1949) besetzt worden. 1918 wurde die Kieferstation in Düsseldorf in die Westdeutsche Kieferklinik umgewandelt. Ihr Vorsteher wurde August Lindemann (1880–1970). 1925 wurde in Berlin die zweite kieferchirurgische Fachklinik im Rudolf-Virchow-Krankenhaus gegründet, der Martin Waßmund (1892–1956) vorstand. 1930 wurde in der Charité Berlin die dritte Fachklinik eingeweiht. Als Chefarzt wurde Georg Axhausen (1877–1960) gewählt.
Das Ende des Zweiten Weltkrieges bedeutete auch das Ende der Kriegschirurgie. Die Chirurgen und Zahnärzte waren nach dem Kriegsende jedoch noch lange Zeit mit der definitiven Versorgung schwerer Kiefer- und Gesichtsverletzten beschäftigt. Die operativ tätigen Kriegszahnärzte verloren in der Friedenszeit ihre Selbständigkeit. Da sie nicht doppelapprobiert waren, wurden sie einem Facharzt für Chirurgie oder einem doppelapprobierten Facharzt unterstellt. Eine junge Generation von Kieferchirurgen — unter der Führung von Martin Waßmund — setzte sich für eine eigenständige Kieferchirurgie ein, losgelöst von der „grossen Chirurgie“. Die Aufnahme der Berufsbezeichnung „Gesichts- und Kieferchirurgie“ stieß auf Widerstand der plastischen Chirurgen. Sie verlangten, dass sich das Arbeitsgebiet des doppelapprobierten Kieferchirurgen nur auf die Zähne, den Kieferknochen und das Kiefergelenk beschränken sollte. Jedoch konnte sich Waßmund durchsetzen, womit der Grundstein für die Schaffung eines Facharztes für Kieferchirurgie und eine eigene Standespolitik in Deutschland, Österreich und der Schweiz gelegt wurde.

## Entwicklung des zahnärztlichen Berufsbilds
Eine nichtakademische Ausbildung, die Konkurrenz durch Laienbehandler und zahnbehandelnde Ärzte, ein niedriges Sozialprestige, eine begrenzte Nachfrage nach zahnmedizinischen Leistungen waren in der Mitte des 19. Jahrhunderts die Ausgangsvoraussetzungen für die Zukunft der Zahnärzte. Trotzdem konnten sich die Zahnärzte bis 1919 gegen die bestehende Konkurrenz als Profession etablieren.

## Geschichte der zahnmedizinischen Assistenzberufe

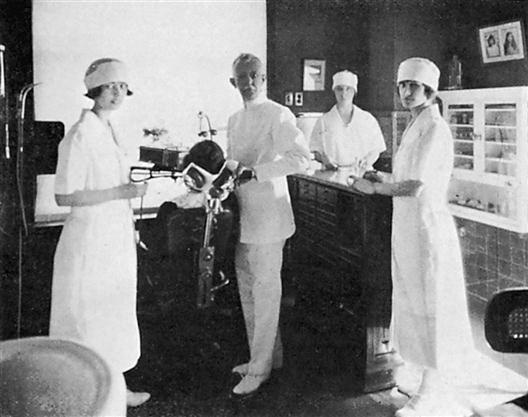
Zahnarzt C. Edmund Kells mit seinen Lady assistants. Um 1900.

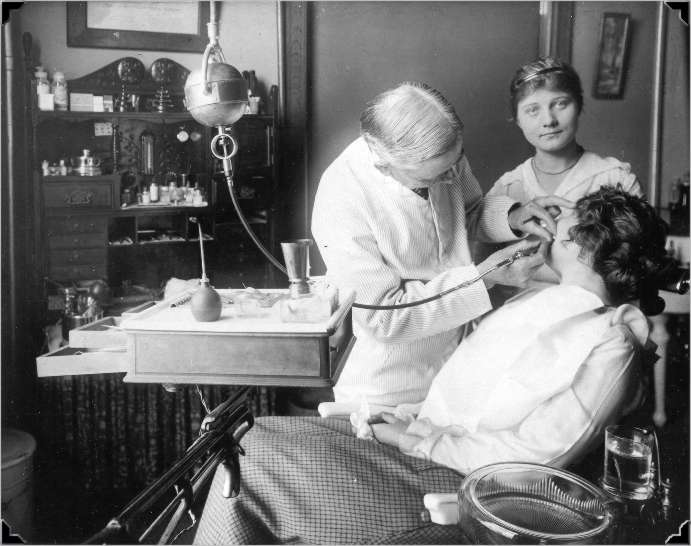
Zahnarztpraxis 1915 in den USA

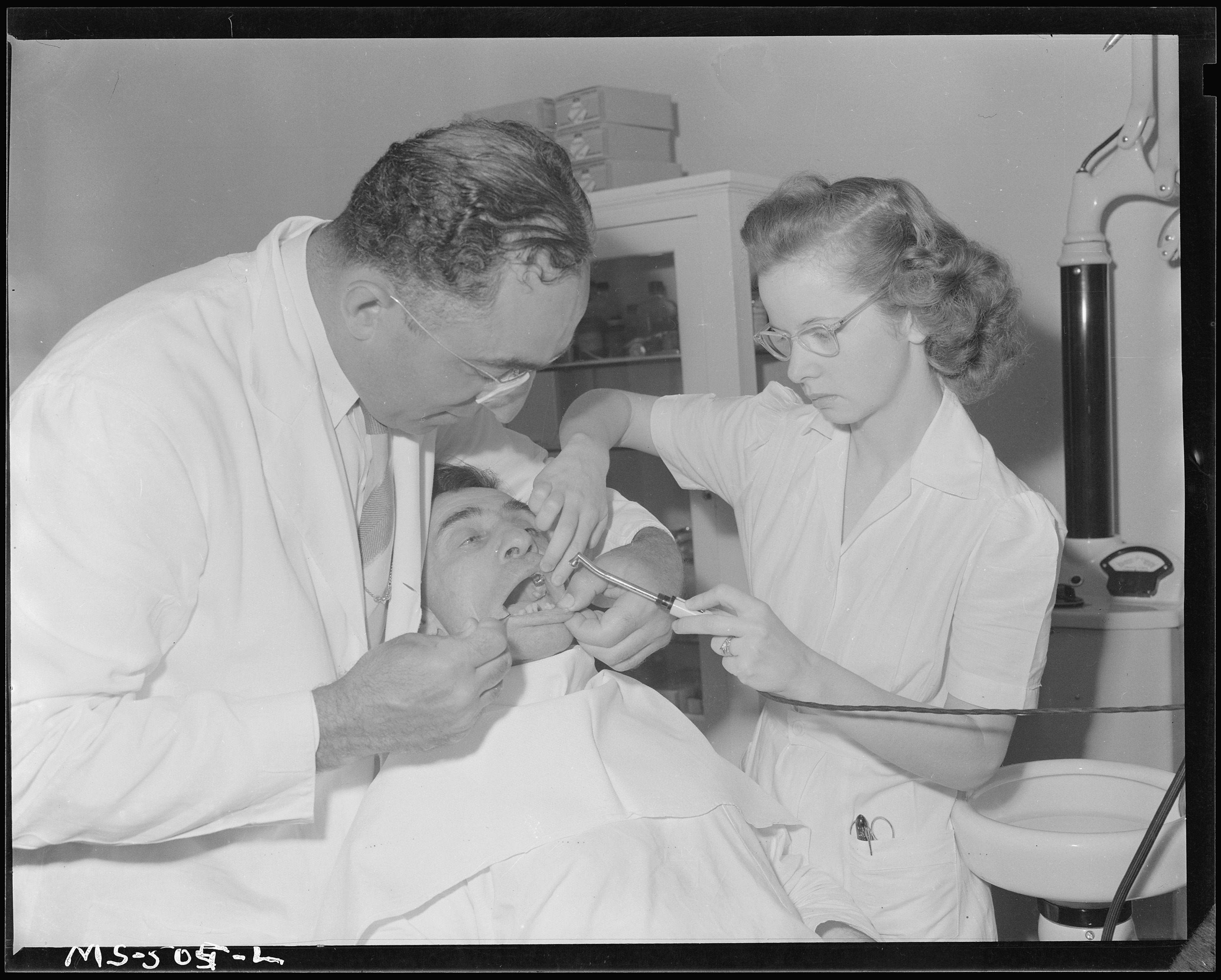
Zahnärztliche Helferin, 1943

Der Beruf der Zahnmedizinischen Fachangestellten gehört zu den klassischen, überwiegend von Frauen ausgeübten Assistenzberufen im Gesundheitswesen. Mitte des 19. Jahrhunderts halfen bei der Zahnbehandlung die „barmherzigen Töchter“ aus „höheren Familien“.
Dem Zahnarzt C. Edmund Kells (1856–1928) aus New Orleans wird der erstmalige Einsatz einer Zahnarzthelferin zugeschrieben. Seit dem Jahre 1885 machte seine Frau diverse Hilfsarbeiten, wie Putzen und Führen der Akten. Einige Jahre später bildete er Malvina Cueria (1893–1991) zur ersten „Lady assistant“ aus. Die Anwesenheit einer „Lady in attendance“ ermöglichte es ferner einer Frau, eine Zahnarztpraxis ohne einer Chaperone (engl.: Anstandsdame) zu besuchen, was sonst als unschicklich gegolten hat. Kells setzte sowohl eine „Chairside Zahnarzthelferin“ (chairside engl.: ‚am Behandlungsstuhl‘) zur Behandlungsassistenz, als auch eine Verwaltungsmitarbeiterin ein. Die Vorteile sprachen sich bald herum und andere Zahnärzte folgten dem Beispiel Kells und bildeten selbst Zahnarzthelferinnen aus. Auf Kells geht auch die Entwicklung von chirurgischen Absauganlagen zurück.
In den USA war Alfred Civilion Fones (1869–1938) überzeugt, dass die Entfernung von Plaque und Zahnstein von den Oberflächen der Zähne Zahnverlust verhindern kann. Im Jahre 1906 bildete Fones seine Sprechstundenhilfe und Cousine Irene M. Newman zur ersten Dentalhygienikerin (DH) der Welt aus, eine Berufsbezeichnung (Dental hygienist), die er schuf. Dies war nur wenige Jahre nach der Entdeckung der bakteriellen Ursachen für Zahnerkrankungen durch Willoughby D. Miller. 1913 eröffnete er in Bridgeport (Connecticut), die Fones School of Dental Hygiene. Irene Newman wurde die erste Präsidentin der Connecticut Dentalhygienist Association. Fons hatte einerseits die präventive Betreuung von Schulkindern im Fokus, andererseits wollte er weniger begüterten Kreisen, die sich einen Zahnarztbesuch nicht leisten können, Prophylaxeleistungen kostengünstiger durch Dentalhygieniker ermöglichen. Juliette Southard wurde durch Henry Fowler, einem New Yorker Zahnarzt 1911 als Dental assistant angestellt und wurde 1924 die erste Präsidentin der American Dental Assistent Association (ADAA). Inzwischen gibt es 200 Dentalhygienikerschulen und 120.000 registrierte Dentalhygieniker in den USA.
Die ersten amerikanischen Dentalhygienikerinnen kamen im Zweiten Weltkrieg mit den alliierten Fliegertruppen nach England. Eine gute Mundhygiene nahm in den USA schon damals einen hohen Stellenwert ein. Daher wurden die Piloten im Rahmen ihres Gesundheitsprogramms von den mitgeführten DH professionell betreut. Die Amerikanerin Barbara Benson war die erste Dentalhygienikerin in der Schweiz. Sie wurde 1961 von Hans-Rudolf Mühlemann in seiner Abteilung am Zahnärztlichen Institut der Universität Zürich eingesetzt. Erst nach einem fünfjährigen Kampf der Befürworter dieses Berufsbilds wurde die Tätigkeit als DH 1966 in der Schweiz legalisiert. 1973 nahm die erste DH-Schule der Schweiz, die Dentalhygiene-Schule Zürich, mit 20 Schülerinnen den Unterricht auf. Nach einer zweijährigen Ausbildungszeit wurden 1975 die ersten schweizerischen Dentalhygienikerinnen diplomiert. Heute dauert die Ausbildung zur Dentalhygienikerin drei Jahre. DH-Schulen etablierten sich nach und nach in Finnland, Schweden, Norwegen, Dänemark, England, Holland, Japan, Italien, Portugal und Deutschland.
In Deutschland sprach man 1913 von dem „Empfangsfräulein des Zahnarztes“. 1940 wurde erstmals der Anlernberuf „Sprechstundenhelferin beim Zahnarzt oder Dentisten“ anerkannt. Erst nach dem Zweiten Weltkrieg wurde 1952 der Anlernberuf als zweijähriger Lehrberuf „Zahnärztliche Helferin“ und das dazugehörige Berufsbild geschaffen und staatlich anerkannt. Mit dem Inkrafttreten des § 25 des Berufsbildungsgesetzes (BBiG) vom 14. August 1969 in der BRD wurde die Ausbildung zur „Zahnärztlichen Helferin“ in das Duale System überführt, in dem die Kenntnisse an der Berufsschule und in der Zahnarztpraxis vermittelt werden. In der DDR lautete die Berufsbezeichnung ab 1977 „Stomatologische Schwester“. Mit der Weiterentwicklung der zahnärztlichen Tätigkeiten wurde eine adäquate Assistenz immer notwendiger. 1989 trat die Ausbildungsverordnung zur Zahnarzthelferin / zum Zahnarzthelfer in Kraft. Ab 1. August 2001 änderte sich die Berufsbezeichnung in „Zahnmedizinische Fachangestellte / Zahnmedizinischer Fachangestellter“. Mittels Aufstiegsfortbildungen können, je nach Land und Zahnärztekammerbereich, folgende Berufsbezeichnungen erworben werden, wobei zwischen Behandlungs- und Verwaltungsassistenz unterschieden wird:
Behandlungsassistenz
- Zahnmedizinischer Prophylaxeassistent (ZMP)
- Zahnmedizinischer Fachassistent (ZMF)
- Dentalhygieniker (DH)

Verwaltungsassistenz
- Zahnmedizinischer Verwaltungsassistent (ZMV)
- Assistent Zahnärztliches Praxismanagement (AZP)
- Fachwirt für zahnärztliches Praxismanagement
- Betriebswirt für Management im Gesundheitswesen

## Geschichte der Tierzahnheilkunde

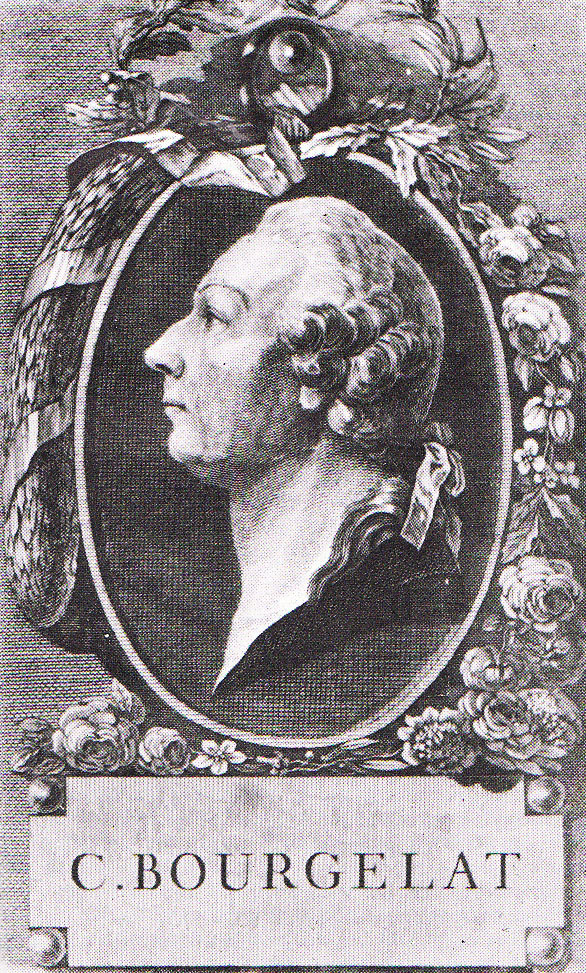
Vignette mit einem Porträt Bourgelats

In der Frühgeschichte der Tierzahnheilkunde ging es um die Behandlung und Bewertung des Pferdegebisses. Pferdezahnheilkunde wurde von den Chinesen bereits 600 v. Chr. praktiziert. Im Pferdehandel war die Zahnaltersschätzung eines Pferdes ein wichtiger Faktor bei der Bestimmung seines Wertes. Die griechische Kultur verbesserte die Altersbestimmung und untersuchte die Zahndurchbruchszeiten im Leben eines Pferdes. Simon von Athen beschrieb im 5. Jahrhundert v. Chr. die Technik der Altersbestimmung von Pferden und ihren Durchbruch. Eine separate Abhandlung über die Tier-, speziell die Pferdeheilkunde verfasste Flavius Vegetius Renatus in seinem Werk Digesta Artis Mulomedicinae, in welcher er von den „Thüringern“, den Sächsisch-Thüringisches Schweren Warmblütlern als einer für den Kriegsdienst besonders tauglichen Pferderasse schreibt. Zur Zeit der Römer bestanden frühe veterinäre Zahnbehandlungen bei Hunden aus chirurgischen Verfahren, mit denen die Lyssa, ein Teil der Zunge, entfernt wurde. Bei Hunden und Katzen findet sich im Zungenboden ein bindegewebiger Strang in Längsrichtung, der als „Tollwurm“ (Lyssa) bezeichnet wird. Dieser wurde in früherer Zeit mit der Tollwut-Erkrankung in Zusammenhang gebracht. Die Methode der Altersschätzung geht auf Pessina von Czechorod zurück, der Ende des 18. Jahrhunderts an der Wiener Militärtierarzneischule unterrichtete. Mit der Entwicklung verlässlicher Kriterien konnte man nun Altersangaben der Vorbesitzer überprüfen. Nur bei Schenkungen war das Alter gleichgültig: „Einem geschenkten Gaul schaut man nicht ins Maul“ ist noch heute als Sprichwort bekannt. „Rosstäuscher“ versuchten daraufhin, unter anderem durch Einbrennen von Kunden, Pferde wieder jünger aussehen zu lassen. Als Kunden (lateinisch Infundibulae) bezeichnet man becherartige Schmelzeinstülpungen an den Schneidezähnen. Sie sind beim durchbrechenden Schneidezahn im Oberkiefer 12 mm, im Unterkiefer 6 mm tief und nutzen sich etwa 2 mm/Jahr ab.

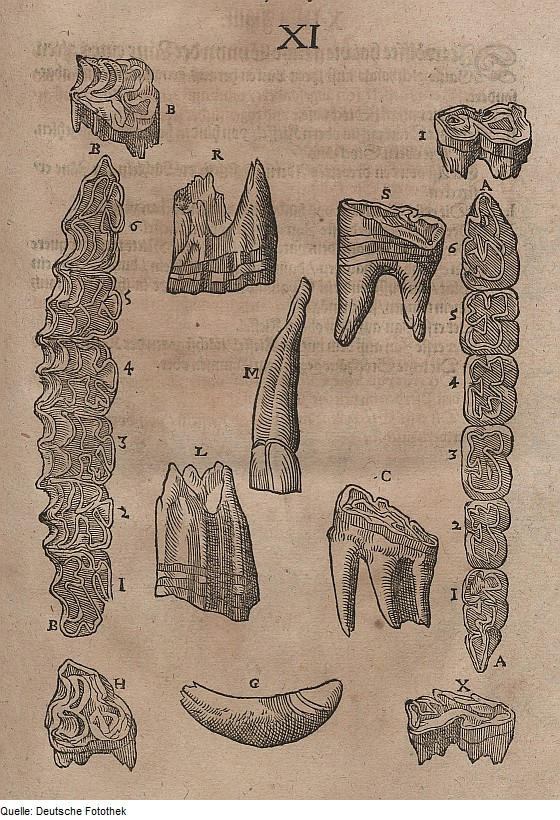
Carlo Ruini, Aufbau der Pferdezähne

Aristoteles beschrieb die Parodontitis bei Pferden in seinem Buch Die Geschichte der Tiere (333 v. Chr.). Mangels Anästhesieverfahren und Kenntnissen der Physiologie und Pathologie wurden oft unnötige, ungeeignete oder gar barbarische Behandlungen durchgeführt. Der Fortschritt in der Tierzahnheilkunde ging sehr langsam voran und blühte erst nach Einführung geeigneter Anästhesieverfahren auf.
Carlo Ruini (1530–1598) war Autor eines der bedeutendsten veterinärmedizinischen Werke des 16. Jahrhunderts, dem 1598 – drei Monate nach seinem Tod – erstmals erschienenen Werk Anatomia del Cavallo (ital.: „Anatomie des Pferdes“), das sich auch der Anatomie der Pferdezähne widmete. Es gilt als Meilenstein in der Veterinäranatomie und im Besonderen der Pferdeheilkunde, das stark durch die Werke Andreas Vesalius beeinflusst war und erst in der zweiten Hälfte des 18. Jahrhunderts übertroffen wurde.
Während der Renaissance haben – unter vielen anderen – Leonardo da Vinci und Carlo Ruini (1530–1598) Beiträge zur Pferdezahnmedizin verfasst, Ruini in seinem Werk Anatomia del Cavallo (Anatomie des Pferdes). Sie enthielten chirurgische Beschreibungen, wie die Lippe eines Pferdes zu beschneiden ist, damit die Trense besser platziert werden kann oder Techniken zur Zahnextraktion. Von Jordanus Ruffus erschien die Schrift „Equine Medicine“.
1762 erfolgte die Gründung der ersten tierärztlichen Schule in Lyon, Frankreich (ab 1764 École royale vétérinaire de Lyon) durch Claude Bourgelat, die auch die Entwicklung der modernen Tierzahnheilkunde einleitete. Die erste Publikation zur Tierzahnmedizin erschien 1889. Es folgten weitere Bücher in den Jahren 1905 und 1938. Diese Bücher widmeten sich der Pferdezahnheilkunde und der Kleintierzahnheilkunde. In den 1930er Jahren erwies sich in Wien Joseph Bodingbauer als Pionier der Kleintierzahnheilkunde. Während dieser Zeit verlagerte sich der Schwerpunkt der tierzahnmedizinischen Wissenschaft von Pferden auf Hunde, Katzen und andere Kleintiere. 1929 erschien eine Reihe von detaillierten Arbeiten von Edward Mellanby, die sich mit den Auswirkungen von Ernährungsumstellungen auf die Zahnentwicklung und mit Erkrankungen der Eckzähne beschäftigten (Mellanbys Frau May war eine bekannte Zahnärztin und nutzte die von ihrem Mann um 1923 gemachte Entdeckung, dass Vitamin D gegen Rachitis wirksam ist. Sie setzte Vigantol in der Zahnmedizin bei Menschen ein).
Im Jahre 1971 wurde an der Klinik für kleine Haustiere der Universität Bern durch Regierungsratsbeschluss die Abteilung für Zahnheilkunde ins Leben gerufen. Es handelte sich dabei um die weltweit erste derartige Abteilung an einer Universität. Die Gründung erfolgte vor allem dank der Weitsicht von Ulrich Freudiger, damals Direktor der Kleintierklinik, und Hugo Triadan (1930–1987) von der Klinik für Zahnerhaltung der Humanmedizin. Im Jahre 1972 entwickelte Triadan ein Zahnschema für Tiere, das seitdem weltweit angewendet wird. Dabei hat er sich an das FDI-Zahnschema des Menschen angelehnt, das 1960 vom Berliner Hochschullehrer Joachim Viohl entwickelt worden ist.
In den USA erhielt durch die Bildung der American Veterinary Dental Society im Jahr 1976 die Tierzahnheilkunde einen Auftrieb, zunächst im Kleintierbereich, danach im Pferdesektor und später auf dem Gebiet der Nage- und Heimtiere, was weltweit die Gründung von Fachgesellschaften nach sich zog.
Nachdem die European Veterinary Dental Society (EVDS) 1992 gegründet worden war, entstand 2004 die Deutsche Gesellschaft für Tierzahnheilkunde (DGT–DVG). Der Fachtierarzttitel „für Zahnheilkunde der Kleintiere“ wurde 2008 gegen erhebliche Widerstände seitens der Standesvertreter in den Tierärztekammern bisher nur in Schleswig-Holstein und Bayern eingeführt. In den USA ist die Tierzahnheilkunde eine der 20 durch die American Veterinary Medical Association anerkannten tierärztlichen Fachrichtungen. Daneben findet seit 2001 bereits eine Zahntechnikerausbildung zum Tierzahntechniker statt. Im selben Jahr wurde die British Association of Equine Dental Technicians, die „Britische Gesellschaft der Pferdetierzahntechniker“ in Großbritannien gegründet.
Die Tierzahnheilkunde bedient sich entsprechend modifizierter Verfahren der allgemeinen Zahnheilkunde.

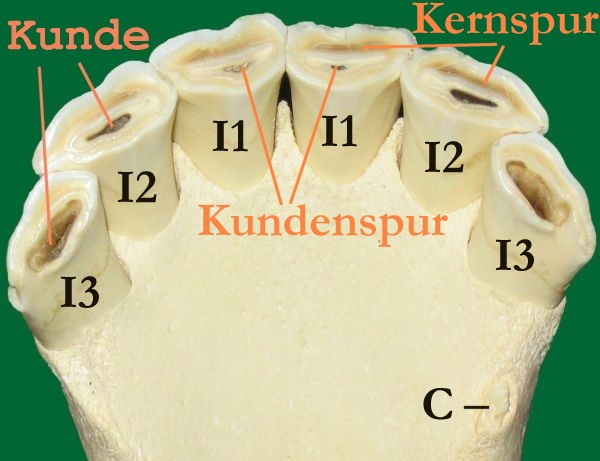
Kunden an Schneidezähnen eines Pferdes
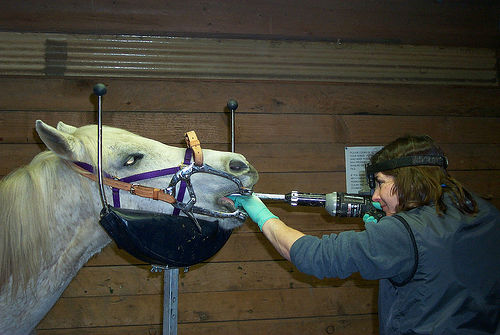
Zahnbehandlung beim Pferd
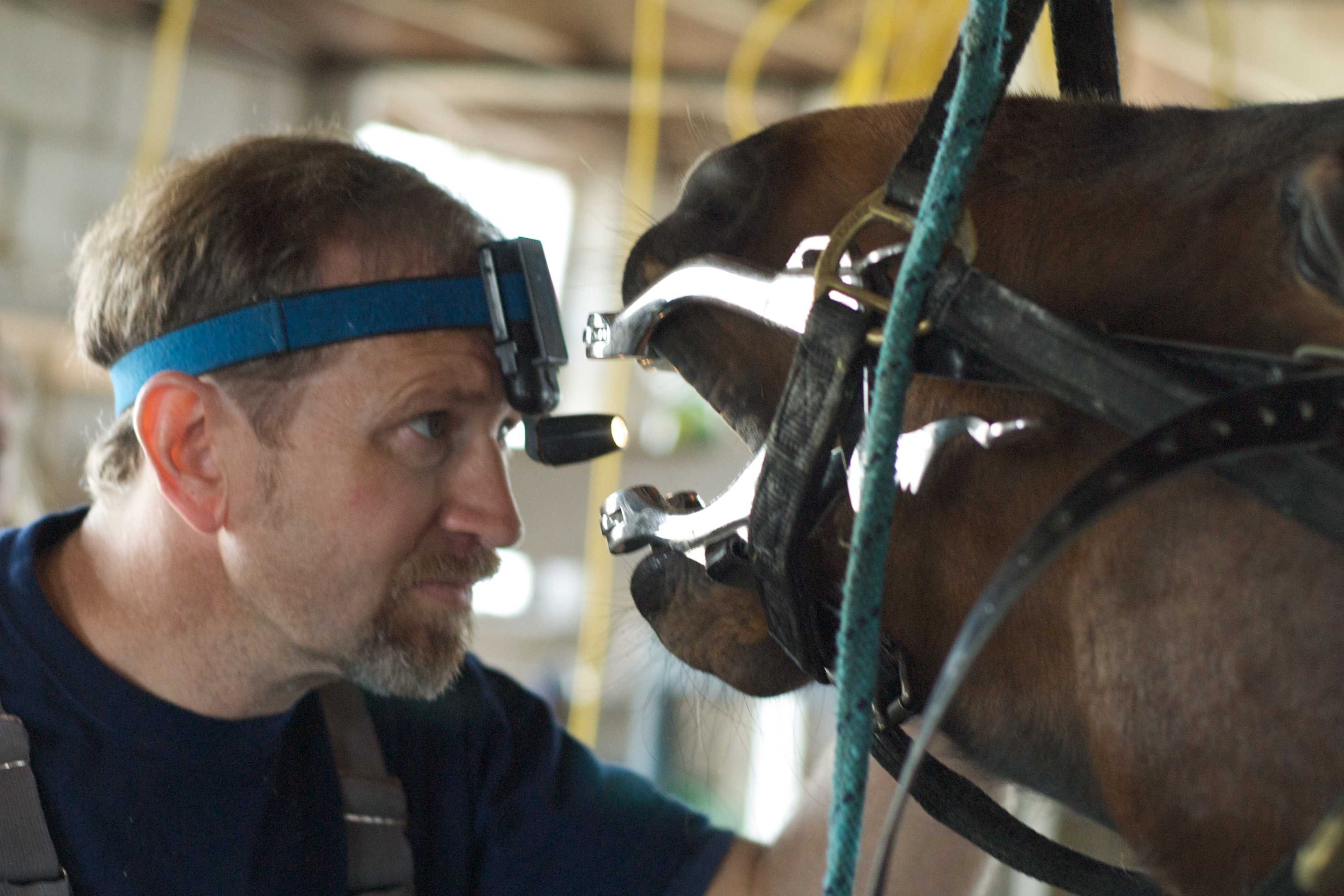
Zahnuntersuchung beim Pferd
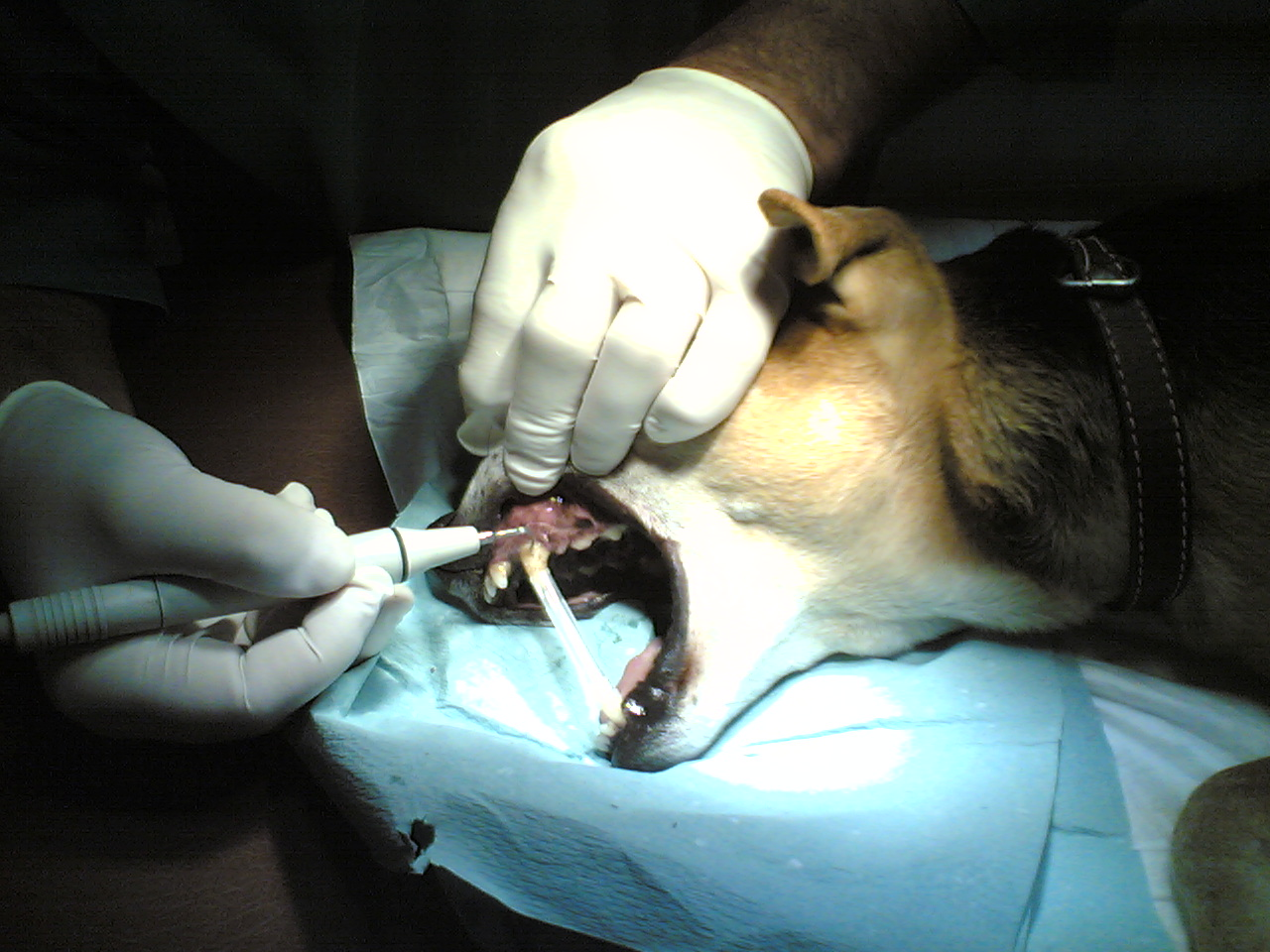
Zahnsteinentfernung beim Hund
Zahnextraktion beim Hund
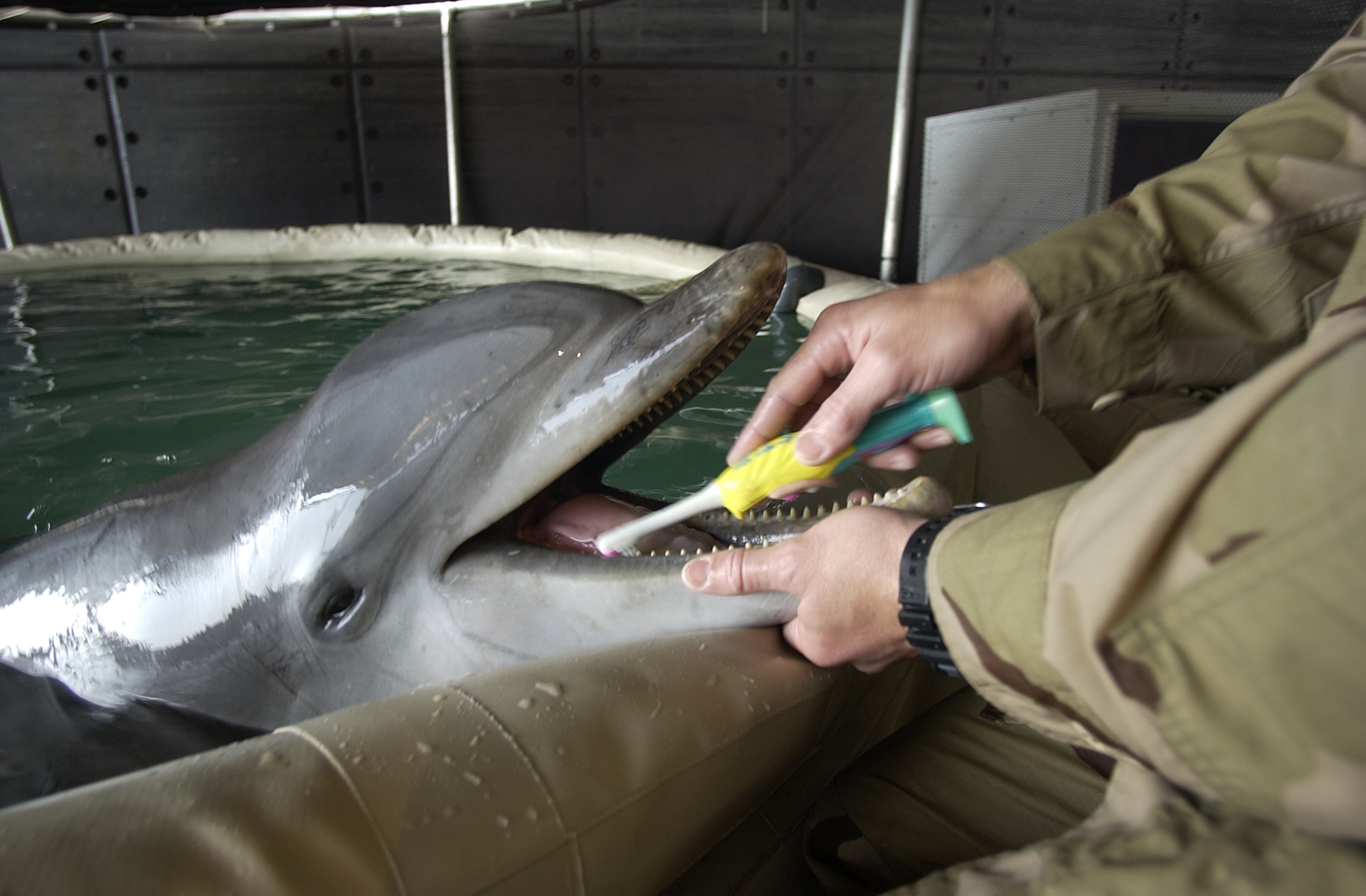
Zahnreinigung beim Delphin

## Historische Sammlung und Museen zur Geschichte der Zahnmedizin

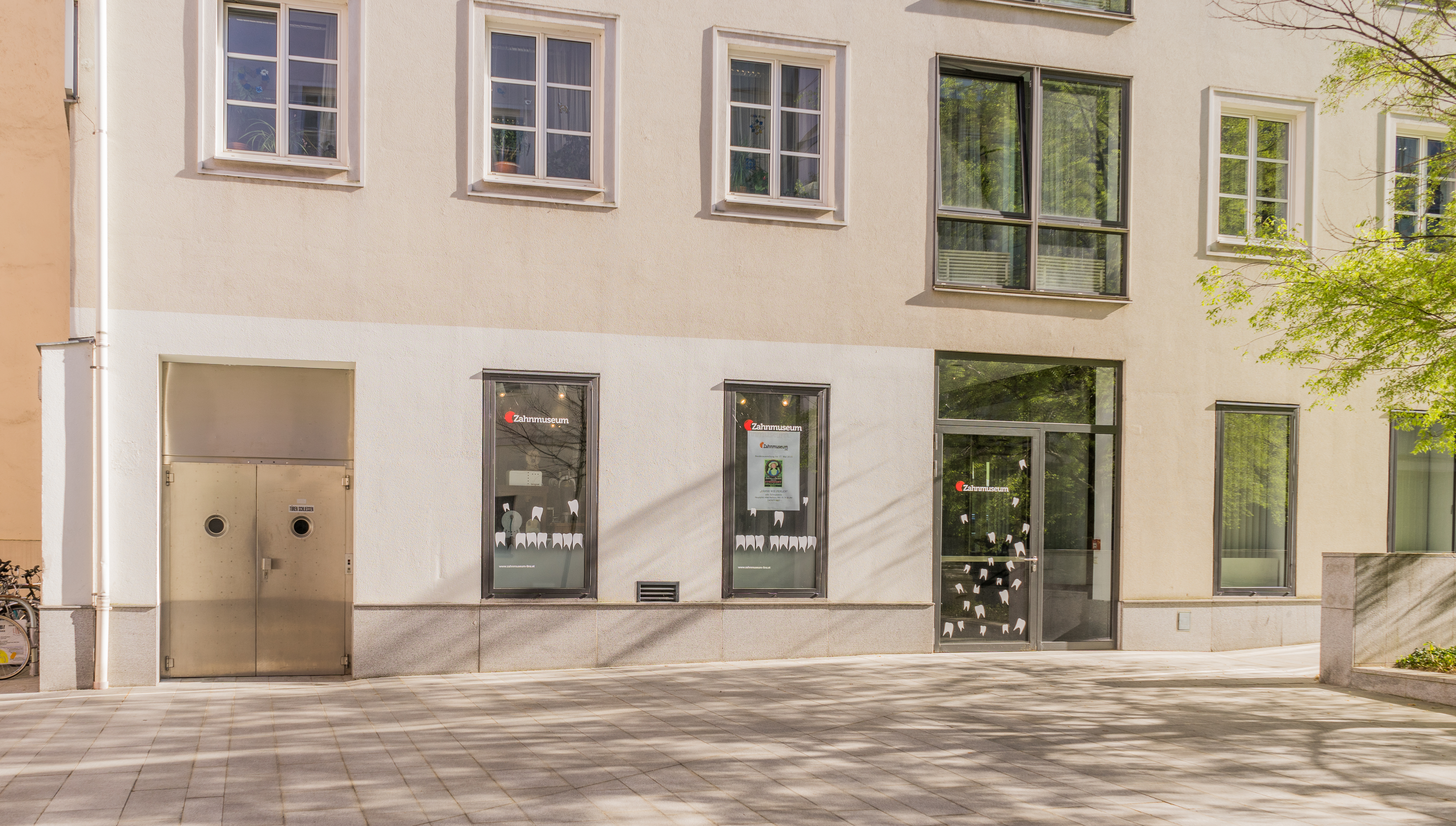
Linzer Museum für Geschichte der Zahnheilkunde in Oberösterreich

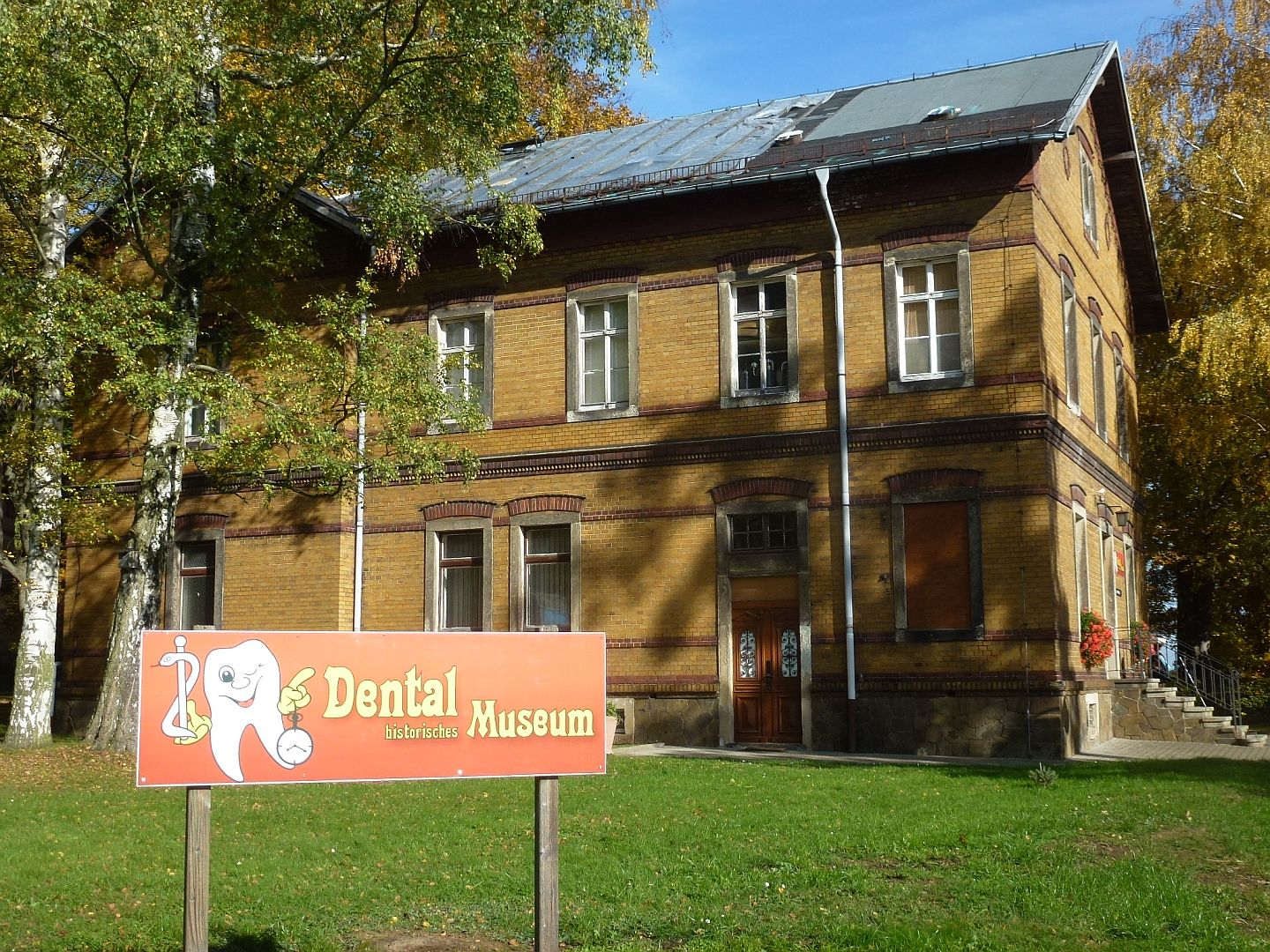
Dentalhistorisches Museum Zschadraß

Die Geschichte der historischen Sammlung zur Zahnmedizin und des Forschungsinstitutes für Geschichte der Zahnheilkunde in der Deutschen Gesellschaft für Zahn-, Mund- und Kieferheilkunde sind sehr eng mit dem jüdischen Zahnarzt Curt Proskauer (1887–1972) verbunden, auf dessen Initiative 1927 die Gründung des Reichsinstitutes für Geschichte der Zahnheilkunde erfolgte und der seine umfangreiche Bibliothek und Privatsammlung dem Reichsverband der Zahnärzte Deutschlands e. V. überließ. Gefördert wurde dies vom damaligen Vorsitzenden Fritz Linnert (1884–1949) und vom zweiten Geschäftsführer Fritz H. Witt (1887–1969). Die Bibliothek wurde über die Kriegswirren gerettet und anschließend von der Bundeszahnärztekammer bis zu ihrem Umzug nach Berlin und der Auflösung der Deutschen Zahnärzte-Bücherei verwaltet. Sie umfasste zum Zeitpunkt des Umzugs im Jahr 2000 etwa 40.000 Schriften, darunter viele wertvolle historische. Sie lagert seit dem Umzug in Containern in Berlin und wartet seitdem auf eine historische Aufbereitung. Es wird vermutet, dass Akten bewusst vernichtet wurden, vielleicht von Autoren, die in jener Zeit und anschließend beim Aufbau der neuen Selbstverwaltung eine Rolle spielten. So gibt es unter anderem Bände der Zahnärztlichen Mitteilungen in Archiven, aus denen mit dem Rasiermesser Artikel herausgetrennt wurden.
70 Jahre nach Kriegsende gab die Ärztekammer für Wien am 16. April 2015 bekannt, dass sie sich der Aufarbeitung ihrer NS-Vergangenheit stellen will. Das Projekt wurde dem Institut für Rechts- und Verfassungsgeschichte der Universität Wien übertragen.
Es gibt derzeit im deutschsprachigen Raum vier auf die Historie der Zahnmedizin spezialisierte Museen, die öffentlich zugänglich sind, darunter das Linzer Museum für Geschichte der Zahnheilkunde und Zahntechnik in Oberösterreich. Das Zahnmuseum in der Universitätszahnklinik Wien. Begründet wurde die Sammlung von Georg Carabelli, Edler von Lunkaszprie, der 1821 als Erster universitäre Vorlesungen über „Zahnarzneykunde“ hielt. Die dentalhistorische Gustav-Korkhaus-Sammlung ist am Zentrum für Zahn-, Mund- und Kieferheilkunde der Rheinischen Friedrich-Wilhelms-Universität Bonn ausgestellt. Das Dentalmuseum in Zschadrass besteht aus über einhundert kleinen und großen Privatsammlungen, zahlreichen namhaften Dentalfirmenarchiven, der Sammlung Thiedmar Oehlert, dem früheren Privatmuseum Bodirsky und dem Museum Winkelmann.
Darüber hinaus haben mehrere Zahnkliniken Lehr- und Forschungssammlungen zu internen Schulungszwecken. Das in Deutschland gegenwärtige zahnmedizinhistorische Sammlungsgut liegt verstreut in Universitäten, Museen, Firmen oder Standesorganisationen. Ein großer Teil der Sammlungen ging verloren, da es immer wieder versäumt wurde, die wertvollen Gegenstände zu bewahren. Mit einem um 1986 bewusst einsetzenden Bewahrungsprozess konnten nur erschwert Stücke gesichert werden.

## Kritik
Der Schweizer Historiker Schär kritisiert, dass die vergleichsweise spärliche dentalhistorische Literatur fast ausnahmslos aus der Feder von Zahnärztinnen und Zahnärzten stammt. Es handle sich vorwiegend um historisch ausgerichtete zahnmedizinische Dissertationen sowie um Jubiläumsschriften. Dabei dominiere das Narrativ der „Errungenschaftsgeschichtsschreibung“. Erzählt wird eine Geschichte der „Suche nach Mitteln zur Linderung des Zahnschmerzes“. Sozial- und kulturhistorische Untersuchungen, die auf die historisch-gesellschaftliche Verwurzelung des zahnärztlichen Wirkens, die kulturelle Bedingtheit ihres Wissens sowie die außermedizinischen Wirkungen der Zahnmedizin fokussieren, fehlen weitgehend. In der Zahnmedizin repräsentierte die Karies seit der Verwissenschaftlichung der Fachdisziplin im ausgehenden 19. Jahrhundert weit mehr als bloß einen bakteriologischen Vorgang im Mund. Der „Zahnzerfall“ galt als Symptom für einen generellen „Kulturzerfall“. Hinter dieser Deutungsweise steckte eine zivilisationskritische und kulturpessimistische Sicht auf den gesellschaftlichen Wandel, wonach dieser den modernen Menschen von der Natur entfremde und zu einer „Verweichlichung“ der Lebensweise führe.